# Sacrifice (échecs)
Pour les articles homonymes, voir Sacrifice (homonymie).
Cet article utilise la notation algébrique pour décrire des coups du jeu d'échecs.

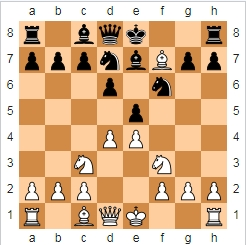
Défense Philidor : sacrifice de Fou 6. Fxf7+

Aux échecs, un sacrifice est le fait de donner une pièce ou un pion à l'adversaire pour en tirer un avantage positionnel ou matériel.

## Types de sacrifice
On a un vrai sacrifice quand les compensations sont uniquement positionnelles, et que la perte de matériel est durable et l'issue incertaine. Un pseudo sacrifice est une combinaison dans laquelle le matériel initialement concédé est récupéré ensuite de façon forcée.
Les vrais sacrifices ne donnent pas de résultats directs et facilement appréciables. On peut obtenir des compensations pour le matériel sacrifié, mais même après quelques coups, il n'est généralement pas évident que les chances de victoire ont été influencées positivement par le sacrifice. Les vrais sacrifices sont aussi appelés sacrifices spéculatifs ou sacrifices positionnels.
On peut encore classer les sacrifices selon le type d'avantage recherché :

### Le pseudo sacrifice
|   | a | b | c | d | e | f | g | h |   |
| 8 | Tour noire sur case blanche a8 · Fou noir sur case blanche c8 · Dame noire sur case noire d8 · Roi noir sur case blanche e8 · Fou noir sur case noire f8 · Tour noire sur case noire h8 · Pion noir sur case noire a7 · Pion noir sur case blanche b7 · Pion noir sur case noire c7 · Pion noir sur case blanche d7 · Pion noir sur case blanche f7 · Pion noir sur case noire g7 · Pion noir sur case blanche h7 · Cavalier noir sur case blanche c6 · Cavalier noir sur case noire f6 · Pion noir sur case noire e5 · Fou blanc sur case blanche c4 · Pion blanc sur case blanche e4 · Cavalier blanc sur case noire c3 · Cavalier blanc sur case blanche f3 · Pion blanc sur case blanche a2 · Pion blanc sur case noire b2 · Pion blanc sur case blanche c2 · Pion blanc sur case noire d2 · Pion blanc sur case noire f2 · Pion blanc sur case blanche g2 · Pion blanc sur case noire h2 · Tour blanche sur case noire a1 · Fou blanc sur case noire c1 · Dame blanche sur case blanche d1 · Roi blanc sur case noire e1 · Tour blanche sur case blanche h1 | Tour noire sur case blanche a8 · Fou noir sur case blanche c8 · Dame noire sur case noire d8 · Roi noir sur case blanche e8 · Fou noir sur case noire f8 · Tour noire sur case noire h8 · Pion noir sur case noire a7 · Pion noir sur case blanche b7 · Pion noir sur case noire c7 · Pion noir sur case blanche d7 · Pion noir sur case blanche f7 · Pion noir sur case noire g7 · Pion noir sur case blanche h7 · Cavalier noir sur case blanche c6 · Cavalier noir sur case noire f6 · Pion noir sur case noire e5 · Fou blanc sur case blanche c4 · Pion blanc sur case blanche e4 · Cavalier blanc sur case noire c3 · Cavalier blanc sur case blanche f3 · Pion blanc sur case blanche a2 · Pion blanc sur case noire b2 · Pion blanc sur case blanche c2 · Pion blanc sur case noire d2 · Pion blanc sur case noire f2 · Pion blanc sur case blanche g2 · Pion blanc sur case noire h2 · Tour blanche sur case noire a1 · Fou blanc sur case noire c1 · Dame blanche sur case blanche d1 · Roi blanc sur case noire e1 · Tour blanche sur case blanche h1 | Tour noire sur case blanche a8 · Fou noir sur case blanche c8 · Dame noire sur case noire d8 · Roi noir sur case blanche e8 · Fou noir sur case noire f8 · Tour noire sur case noire h8 · Pion noir sur case noire a7 · Pion noir sur case blanche b7 · Pion noir sur case noire c7 · Pion noir sur case blanche d7 · Pion noir sur case blanche f7 · Pion noir sur case noire g7 · Pion noir sur case blanche h7 · Cavalier noir sur case blanche c6 · Cavalier noir sur case noire f6 · Pion noir sur case noire e5 · Fou blanc sur case blanche c4 · Pion blanc sur case blanche e4 · Cavalier blanc sur case noire c3 · Cavalier blanc sur case blanche f3 · Pion blanc sur case blanche a2 · Pion blanc sur case noire b2 · Pion blanc sur case blanche c2 · Pion blanc sur case noire d2 · Pion blanc sur case noire f2 · Pion blanc sur case blanche g2 · Pion blanc sur case noire h2 · Tour blanche sur case noire a1 · Fou blanc sur case noire c1 · Dame blanche sur case blanche d1 · Roi blanc sur case noire e1 · Tour blanche sur case blanche h1 | Tour noire sur case blanche a8 · Fou noir sur case blanche c8 · Dame noire sur case noire d8 · Roi noir sur case blanche e8 · Fou noir sur case noire f8 · Tour noire sur case noire h8 · Pion noir sur case noire a7 · Pion noir sur case blanche b7 · Pion noir sur case noire c7 · Pion noir sur case blanche d7 · Pion noir sur case blanche f7 · Pion noir sur case noire g7 · Pion noir sur case blanche h7 · Cavalier noir sur case blanche c6 · Cavalier noir sur case noire f6 · Pion noir sur case noire e5 · Fou blanc sur case blanche c4 · Pion blanc sur case blanche e4 · Cavalier blanc sur case noire c3 · Cavalier blanc sur case blanche f3 · Pion blanc sur case blanche a2 · Pion blanc sur case noire b2 · Pion blanc sur case blanche c2 · Pion blanc sur case noire d2 · Pion blanc sur case noire f2 · Pion blanc sur case blanche g2 · Pion blanc sur case noire h2 · Tour blanche sur case noire a1 · Fou blanc sur case noire c1 · Dame blanche sur case blanche d1 · Roi blanc sur case noire e1 · Tour blanche sur case blanche h1 | Tour noire sur case blanche a8 · Fou noir sur case blanche c8 · Dame noire sur case noire d8 · Roi noir sur case blanche e8 · Fou noir sur case noire f8 · Tour noire sur case noire h8 · Pion noir sur case noire a7 · Pion noir sur case blanche b7 · Pion noir sur case noire c7 · Pion noir sur case blanche d7 · Pion noir sur case blanche f7 · Pion noir sur case noire g7 · Pion noir sur case blanche h7 · Cavalier noir sur case blanche c6 · Cavalier noir sur case noire f6 · Pion noir sur case noire e5 · Fou blanc sur case blanche c4 · Pion blanc sur case blanche e4 · Cavalier blanc sur case noire c3 · Cavalier blanc sur case blanche f3 · Pion blanc sur case blanche a2 · Pion blanc sur case noire b2 · Pion blanc sur case blanche c2 · Pion blanc sur case noire d2 · Pion blanc sur case noire f2 · Pion blanc sur case blanche g2 · Pion blanc sur case noire h2 · Tour blanche sur case noire a1 · Fou blanc sur case noire c1 · Dame blanche sur case blanche d1 · Roi blanc sur case noire e1 · Tour blanche sur case blanche h1 | Tour noire sur case blanche a8 · Fou noir sur case blanche c8 · Dame noire sur case noire d8 · Roi noir sur case blanche e8 · Fou noir sur case noire f8 · Tour noire sur case noire h8 · Pion noir sur case noire a7 · Pion noir sur case blanche b7 · Pion noir sur case noire c7 · Pion noir sur case blanche d7 · Pion noir sur case blanche f7 · Pion noir sur case noire g7 · Pion noir sur case blanche h7 · Cavalier noir sur case blanche c6 · Cavalier noir sur case noire f6 · Pion noir sur case noire e5 · Fou blanc sur case blanche c4 · Pion blanc sur case blanche e4 · Cavalier blanc sur case noire c3 · Cavalier blanc sur case blanche f3 · Pion blanc sur case blanche a2 · Pion blanc sur case noire b2 · Pion blanc sur case blanche c2 · Pion blanc sur case noire d2 · Pion blanc sur case noire f2 · Pion blanc sur case blanche g2 · Pion blanc sur case noire h2 · Tour blanche sur case noire a1 · Fou blanc sur case noire c1 · Dame blanche sur case blanche d1 · Roi blanc sur case noire e1 · Tour blanche sur case blanche h1 | Tour noire sur case blanche a8 · Fou noir sur case blanche c8 · Dame noire sur case noire d8 · Roi noir sur case blanche e8 · Fou noir sur case noire f8 · Tour noire sur case noire h8 · Pion noir sur case noire a7 · Pion noir sur case blanche b7 · Pion noir sur case noire c7 · Pion noir sur case blanche d7 · Pion noir sur case blanche f7 · Pion noir sur case noire g7 · Pion noir sur case blanche h7 · Cavalier noir sur case blanche c6 · Cavalier noir sur case noire f6 · Pion noir sur case noire e5 · Fou blanc sur case blanche c4 · Pion blanc sur case blanche e4 · Cavalier blanc sur case noire c3 · Cavalier blanc sur case blanche f3 · Pion blanc sur case blanche a2 · Pion blanc sur case noire b2 · Pion blanc sur case blanche c2 · Pion blanc sur case noire d2 · Pion blanc sur case noire f2 · Pion blanc sur case blanche g2 · Pion blanc sur case noire h2 · Tour blanche sur case noire a1 · Fou blanc sur case noire c1 · Dame blanche sur case blanche d1 · Roi blanc sur case noire e1 · Tour blanche sur case blanche h1 | Tour noire sur case blanche a8 · Fou noir sur case blanche c8 · Dame noire sur case noire d8 · Roi noir sur case blanche e8 · Fou noir sur case noire f8 · Tour noire sur case noire h8 · Pion noir sur case noire a7 · Pion noir sur case blanche b7 · Pion noir sur case noire c7 · Pion noir sur case blanche d7 · Pion noir sur case blanche f7 · Pion noir sur case noire g7 · Pion noir sur case blanche h7 · Cavalier noir sur case blanche c6 · Cavalier noir sur case noire f6 · Pion noir sur case noire e5 · Fou blanc sur case blanche c4 · Pion blanc sur case blanche e4 · Cavalier blanc sur case noire c3 · Cavalier blanc sur case blanche f3 · Pion blanc sur case blanche a2 · Pion blanc sur case noire b2 · Pion blanc sur case blanche c2 · Pion blanc sur case noire d2 · Pion blanc sur case noire f2 · Pion blanc sur case blanche g2 · Pion blanc sur case noire h2 · Tour blanche sur case noire a1 · Fou blanc sur case noire c1 · Dame blanche sur case blanche d1 · Roi blanc sur case noire e1 · Tour blanche sur case blanche h1 | 8 |
| 7 | Tour noire sur case blanche a8 · Fou noir sur case blanche c8 · Dame noire sur case noire d8 · Roi noir sur case blanche e8 · Fou noir sur case noire f8 · Tour noire sur case noire h8 · Pion noir sur case noire a7 · Pion noir sur case blanche b7 · Pion noir sur case noire c7 · Pion noir sur case blanche d7 · Pion noir sur case blanche f7 · Pion noir sur case noire g7 · Pion noir sur case blanche h7 · Cavalier noir sur case blanche c6 · Cavalier noir sur case noire f6 · Pion noir sur case noire e5 · Fou blanc sur case blanche c4 · Pion blanc sur case blanche e4 · Cavalier blanc sur case noire c3 · Cavalier blanc sur case blanche f3 · Pion blanc sur case blanche a2 · Pion blanc sur case noire b2 · Pion blanc sur case blanche c2 · Pion blanc sur case noire d2 · Pion blanc sur case noire f2 · Pion blanc sur case blanche g2 · Pion blanc sur case noire h2 · Tour blanche sur case noire a1 · Fou blanc sur case noire c1 · Dame blanche sur case blanche d1 · Roi blanc sur case noire e1 · Tour blanche sur case blanche h1 | Tour noire sur case blanche a8 · Fou noir sur case blanche c8 · Dame noire sur case noire d8 · Roi noir sur case blanche e8 · Fou noir sur case noire f8 · Tour noire sur case noire h8 · Pion noir sur case noire a7 · Pion noir sur case blanche b7 · Pion noir sur case noire c7 · Pion noir sur case blanche d7 · Pion noir sur case blanche f7 · Pion noir sur case noire g7 · Pion noir sur case blanche h7 · Cavalier noir sur case blanche c6 · Cavalier noir sur case noire f6 · Pion noir sur case noire e5 · Fou blanc sur case blanche c4 · Pion blanc sur case blanche e4 · Cavalier blanc sur case noire c3 · Cavalier blanc sur case blanche f3 · Pion blanc sur case blanche a2 · Pion blanc sur case noire b2 · Pion blanc sur case blanche c2 · Pion blanc sur case noire d2 · Pion blanc sur case noire f2 · Pion blanc sur case blanche g2 · Pion blanc sur case noire h2 · Tour blanche sur case noire a1 · Fou blanc sur case noire c1 · Dame blanche sur case blanche d1 · Roi blanc sur case noire e1 · Tour blanche sur case blanche h1 | Tour noire sur case blanche a8 · Fou noir sur case blanche c8 · Dame noire sur case noire d8 · Roi noir sur case blanche e8 · Fou noir sur case noire f8 · Tour noire sur case noire h8 · Pion noir sur case noire a7 · Pion noir sur case blanche b7 · Pion noir sur case noire c7 · Pion noir sur case blanche d7 · Pion noir sur case blanche f7 · Pion noir sur case noire g7 · Pion noir sur case blanche h7 · Cavalier noir sur case blanche c6 · Cavalier noir sur case noire f6 · Pion noir sur case noire e5 · Fou blanc sur case blanche c4 · Pion blanc sur case blanche e4 · Cavalier blanc sur case noire c3 · Cavalier blanc sur case blanche f3 · Pion blanc sur case blanche a2 · Pion blanc sur case noire b2 · Pion blanc sur case blanche c2 · Pion blanc sur case noire d2 · Pion blanc sur case noire f2 · Pion blanc sur case blanche g2 · Pion blanc sur case noire h2 · Tour blanche sur case noire a1 · Fou blanc sur case noire c1 · Dame blanche sur case blanche d1 · Roi blanc sur case noire e1 · Tour blanche sur case blanche h1 | Tour noire sur case blanche a8 · Fou noir sur case blanche c8 · Dame noire sur case noire d8 · Roi noir sur case blanche e8 · Fou noir sur case noire f8 · Tour noire sur case noire h8 · Pion noir sur case noire a7 · Pion noir sur case blanche b7 · Pion noir sur case noire c7 · Pion noir sur case blanche d7 · Pion noir sur case blanche f7 · Pion noir sur case noire g7 · Pion noir sur case blanche h7 · Cavalier noir sur case blanche c6 · Cavalier noir sur case noire f6 · Pion noir sur case noire e5 · Fou blanc sur case blanche c4 · Pion blanc sur case blanche e4 · Cavalier blanc sur case noire c3 · Cavalier blanc sur case blanche f3 · Pion blanc sur case blanche a2 · Pion blanc sur case noire b2 · Pion blanc sur case blanche c2 · Pion blanc sur case noire d2 · Pion blanc sur case noire f2 · Pion blanc sur case blanche g2 · Pion blanc sur case noire h2 · Tour blanche sur case noire a1 · Fou blanc sur case noire c1 · Dame blanche sur case blanche d1 · Roi blanc sur case noire e1 · Tour blanche sur case blanche h1 | Tour noire sur case blanche a8 · Fou noir sur case blanche c8 · Dame noire sur case noire d8 · Roi noir sur case blanche e8 · Fou noir sur case noire f8 · Tour noire sur case noire h8 · Pion noir sur case noire a7 · Pion noir sur case blanche b7 · Pion noir sur case noire c7 · Pion noir sur case blanche d7 · Pion noir sur case blanche f7 · Pion noir sur case noire g7 · Pion noir sur case blanche h7 · Cavalier noir sur case blanche c6 · Cavalier noir sur case noire f6 · Pion noir sur case noire e5 · Fou blanc sur case blanche c4 · Pion blanc sur case blanche e4 · Cavalier blanc sur case noire c3 · Cavalier blanc sur case blanche f3 · Pion blanc sur case blanche a2 · Pion blanc sur case noire b2 · Pion blanc sur case blanche c2 · Pion blanc sur case noire d2 · Pion blanc sur case noire f2 · Pion blanc sur case blanche g2 · Pion blanc sur case noire h2 · Tour blanche sur case noire a1 · Fou blanc sur case noire c1 · Dame blanche sur case blanche d1 · Roi blanc sur case noire e1 · Tour blanche sur case blanche h1 | Tour noire sur case blanche a8 · Fou noir sur case blanche c8 · Dame noire sur case noire d8 · Roi noir sur case blanche e8 · Fou noir sur case noire f8 · Tour noire sur case noire h8 · Pion noir sur case noire a7 · Pion noir sur case blanche b7 · Pion noir sur case noire c7 · Pion noir sur case blanche d7 · Pion noir sur case blanche f7 · Pion noir sur case noire g7 · Pion noir sur case blanche h7 · Cavalier noir sur case blanche c6 · Cavalier noir sur case noire f6 · Pion noir sur case noire e5 · Fou blanc sur case blanche c4 · Pion blanc sur case blanche e4 · Cavalier blanc sur case noire c3 · Cavalier blanc sur case blanche f3 · Pion blanc sur case blanche a2 · Pion blanc sur case noire b2 · Pion blanc sur case blanche c2 · Pion blanc sur case noire d2 · Pion blanc sur case noire f2 · Pion blanc sur case blanche g2 · Pion blanc sur case noire h2 · Tour blanche sur case noire a1 · Fou blanc sur case noire c1 · Dame blanche sur case blanche d1 · Roi blanc sur case noire e1 · Tour blanche sur case blanche h1 | Tour noire sur case blanche a8 · Fou noir sur case blanche c8 · Dame noire sur case noire d8 · Roi noir sur case blanche e8 · Fou noir sur case noire f8 · Tour noire sur case noire h8 · Pion noir sur case noire a7 · Pion noir sur case blanche b7 · Pion noir sur case noire c7 · Pion noir sur case blanche d7 · Pion noir sur case blanche f7 · Pion noir sur case noire g7 · Pion noir sur case blanche h7 · Cavalier noir sur case blanche c6 · Cavalier noir sur case noire f6 · Pion noir sur case noire e5 · Fou blanc sur case blanche c4 · Pion blanc sur case blanche e4 · Cavalier blanc sur case noire c3 · Cavalier blanc sur case blanche f3 · Pion blanc sur case blanche a2 · Pion blanc sur case noire b2 · Pion blanc sur case blanche c2 · Pion blanc sur case noire d2 · Pion blanc sur case noire f2 · Pion blanc sur case blanche g2 · Pion blanc sur case noire h2 · Tour blanche sur case noire a1 · Fou blanc sur case noire c1 · Dame blanche sur case blanche d1 · Roi blanc sur case noire e1 · Tour blanche sur case blanche h1 | Tour noire sur case blanche a8 · Fou noir sur case blanche c8 · Dame noire sur case noire d8 · Roi noir sur case blanche e8 · Fou noir sur case noire f8 · Tour noire sur case noire h8 · Pion noir sur case noire a7 · Pion noir sur case blanche b7 · Pion noir sur case noire c7 · Pion noir sur case blanche d7 · Pion noir sur case blanche f7 · Pion noir sur case noire g7 · Pion noir sur case blanche h7 · Cavalier noir sur case blanche c6 · Cavalier noir sur case noire f6 · Pion noir sur case noire e5 · Fou blanc sur case blanche c4 · Pion blanc sur case blanche e4 · Cavalier blanc sur case noire c3 · Cavalier blanc sur case blanche f3 · Pion blanc sur case blanche a2 · Pion blanc sur case noire b2 · Pion blanc sur case blanche c2 · Pion blanc sur case noire d2 · Pion blanc sur case noire f2 · Pion blanc sur case blanche g2 · Pion blanc sur case noire h2 · Tour blanche sur case noire a1 · Fou blanc sur case noire c1 · Dame blanche sur case blanche d1 · Roi blanc sur case noire e1 · Tour blanche sur case blanche h1 | 7 |
| 6 | Tour noire sur case blanche a8 · Fou noir sur case blanche c8 · Dame noire sur case noire d8 · Roi noir sur case blanche e8 · Fou noir sur case noire f8 · Tour noire sur case noire h8 · Pion noir sur case noire a7 · Pion noir sur case blanche b7 · Pion noir sur case noire c7 · Pion noir sur case blanche d7 · Pion noir sur case blanche f7 · Pion noir sur case noire g7 · Pion noir sur case blanche h7 · Cavalier noir sur case blanche c6 · Cavalier noir sur case noire f6 · Pion noir sur case noire e5 · Fou blanc sur case blanche c4 · Pion blanc sur case blanche e4 · Cavalier blanc sur case noire c3 · Cavalier blanc sur case blanche f3 · Pion blanc sur case blanche a2 · Pion blanc sur case noire b2 · Pion blanc sur case blanche c2 · Pion blanc sur case noire d2 · Pion blanc sur case noire f2 · Pion blanc sur case blanche g2 · Pion blanc sur case noire h2 · Tour blanche sur case noire a1 · Fou blanc sur case noire c1 · Dame blanche sur case blanche d1 · Roi blanc sur case noire e1 · Tour blanche sur case blanche h1 | Tour noire sur case blanche a8 · Fou noir sur case blanche c8 · Dame noire sur case noire d8 · Roi noir sur case blanche e8 · Fou noir sur case noire f8 · Tour noire sur case noire h8 · Pion noir sur case noire a7 · Pion noir sur case blanche b7 · Pion noir sur case noire c7 · Pion noir sur case blanche d7 · Pion noir sur case blanche f7 · Pion noir sur case noire g7 · Pion noir sur case blanche h7 · Cavalier noir sur case blanche c6 · Cavalier noir sur case noire f6 · Pion noir sur case noire e5 · Fou blanc sur case blanche c4 · Pion blanc sur case blanche e4 · Cavalier blanc sur case noire c3 · Cavalier blanc sur case blanche f3 · Pion blanc sur case blanche a2 · Pion blanc sur case noire b2 · Pion blanc sur case blanche c2 · Pion blanc sur case noire d2 · Pion blanc sur case noire f2 · Pion blanc sur case blanche g2 · Pion blanc sur case noire h2 · Tour blanche sur case noire a1 · Fou blanc sur case noire c1 · Dame blanche sur case blanche d1 · Roi blanc sur case noire e1 · Tour blanche sur case blanche h1 | Tour noire sur case blanche a8 · Fou noir sur case blanche c8 · Dame noire sur case noire d8 · Roi noir sur case blanche e8 · Fou noir sur case noire f8 · Tour noire sur case noire h8 · Pion noir sur case noire a7 · Pion noir sur case blanche b7 · Pion noir sur case noire c7 · Pion noir sur case blanche d7 · Pion noir sur case blanche f7 · Pion noir sur case noire g7 · Pion noir sur case blanche h7 · Cavalier noir sur case blanche c6 · Cavalier noir sur case noire f6 · Pion noir sur case noire e5 · Fou blanc sur case blanche c4 · Pion blanc sur case blanche e4 · Cavalier blanc sur case noire c3 · Cavalier blanc sur case blanche f3 · Pion blanc sur case blanche a2 · Pion blanc sur case noire b2 · Pion blanc sur case blanche c2 · Pion blanc sur case noire d2 · Pion blanc sur case noire f2 · Pion blanc sur case blanche g2 · Pion blanc sur case noire h2 · Tour blanche sur case noire a1 · Fou blanc sur case noire c1 · Dame blanche sur case blanche d1 · Roi blanc sur case noire e1 · Tour blanche sur case blanche h1 | Tour noire sur case blanche a8 · Fou noir sur case blanche c8 · Dame noire sur case noire d8 · Roi noir sur case blanche e8 · Fou noir sur case noire f8 · Tour noire sur case noire h8 · Pion noir sur case noire a7 · Pion noir sur case blanche b7 · Pion noir sur case noire c7 · Pion noir sur case blanche d7 · Pion noir sur case blanche f7 · Pion noir sur case noire g7 · Pion noir sur case blanche h7 · Cavalier noir sur case blanche c6 · Cavalier noir sur case noire f6 · Pion noir sur case noire e5 · Fou blanc sur case blanche c4 · Pion blanc sur case blanche e4 · Cavalier blanc sur case noire c3 · Cavalier blanc sur case blanche f3 · Pion blanc sur case blanche a2 · Pion blanc sur case noire b2 · Pion blanc sur case blanche c2 · Pion blanc sur case noire d2 · Pion blanc sur case noire f2 · Pion blanc sur case blanche g2 · Pion blanc sur case noire h2 · Tour blanche sur case noire a1 · Fou blanc sur case noire c1 · Dame blanche sur case blanche d1 · Roi blanc sur case noire e1 · Tour blanche sur case blanche h1 | Tour noire sur case blanche a8 · Fou noir sur case blanche c8 · Dame noire sur case noire d8 · Roi noir sur case blanche e8 · Fou noir sur case noire f8 · Tour noire sur case noire h8 · Pion noir sur case noire a7 · Pion noir sur case blanche b7 · Pion noir sur case noire c7 · Pion noir sur case blanche d7 · Pion noir sur case blanche f7 · Pion noir sur case noire g7 · Pion noir sur case blanche h7 · Cavalier noir sur case blanche c6 · Cavalier noir sur case noire f6 · Pion noir sur case noire e5 · Fou blanc sur case blanche c4 · Pion blanc sur case blanche e4 · Cavalier blanc sur case noire c3 · Cavalier blanc sur case blanche f3 · Pion blanc sur case blanche a2 · Pion blanc sur case noire b2 · Pion blanc sur case blanche c2 · Pion blanc sur case noire d2 · Pion blanc sur case noire f2 · Pion blanc sur case blanche g2 · Pion blanc sur case noire h2 · Tour blanche sur case noire a1 · Fou blanc sur case noire c1 · Dame blanche sur case blanche d1 · Roi blanc sur case noire e1 · Tour blanche sur case blanche h1 | Tour noire sur case blanche a8 · Fou noir sur case blanche c8 · Dame noire sur case noire d8 · Roi noir sur case blanche e8 · Fou noir sur case noire f8 · Tour noire sur case noire h8 · Pion noir sur case noire a7 · Pion noir sur case blanche b7 · Pion noir sur case noire c7 · Pion noir sur case blanche d7 · Pion noir sur case blanche f7 · Pion noir sur case noire g7 · Pion noir sur case blanche h7 · Cavalier noir sur case blanche c6 · Cavalier noir sur case noire f6 · Pion noir sur case noire e5 · Fou blanc sur case blanche c4 · Pion blanc sur case blanche e4 · Cavalier blanc sur case noire c3 · Cavalier blanc sur case blanche f3 · Pion blanc sur case blanche a2 · Pion blanc sur case noire b2 · Pion blanc sur case blanche c2 · Pion blanc sur case noire d2 · Pion blanc sur case noire f2 · Pion blanc sur case blanche g2 · Pion blanc sur case noire h2 · Tour blanche sur case noire a1 · Fou blanc sur case noire c1 · Dame blanche sur case blanche d1 · Roi blanc sur case noire e1 · Tour blanche sur case blanche h1 | Tour noire sur case blanche a8 · Fou noir sur case blanche c8 · Dame noire sur case noire d8 · Roi noir sur case blanche e8 · Fou noir sur case noire f8 · Tour noire sur case noire h8 · Pion noir sur case noire a7 · Pion noir sur case blanche b7 · Pion noir sur case noire c7 · Pion noir sur case blanche d7 · Pion noir sur case blanche f7 · Pion noir sur case noire g7 · Pion noir sur case blanche h7 · Cavalier noir sur case blanche c6 · Cavalier noir sur case noire f6 · Pion noir sur case noire e5 · Fou blanc sur case blanche c4 · Pion blanc sur case blanche e4 · Cavalier blanc sur case noire c3 · Cavalier blanc sur case blanche f3 · Pion blanc sur case blanche a2 · Pion blanc sur case noire b2 · Pion blanc sur case blanche c2 · Pion blanc sur case noire d2 · Pion blanc sur case noire f2 · Pion blanc sur case blanche g2 · Pion blanc sur case noire h2 · Tour blanche sur case noire a1 · Fou blanc sur case noire c1 · Dame blanche sur case blanche d1 · Roi blanc sur case noire e1 · Tour blanche sur case blanche h1 | Tour noire sur case blanche a8 · Fou noir sur case blanche c8 · Dame noire sur case noire d8 · Roi noir sur case blanche e8 · Fou noir sur case noire f8 · Tour noire sur case noire h8 · Pion noir sur case noire a7 · Pion noir sur case blanche b7 · Pion noir sur case noire c7 · Pion noir sur case blanche d7 · Pion noir sur case blanche f7 · Pion noir sur case noire g7 · Pion noir sur case blanche h7 · Cavalier noir sur case blanche c6 · Cavalier noir sur case noire f6 · Pion noir sur case noire e5 · Fou blanc sur case blanche c4 · Pion blanc sur case blanche e4 · Cavalier blanc sur case noire c3 · Cavalier blanc sur case blanche f3 · Pion blanc sur case blanche a2 · Pion blanc sur case noire b2 · Pion blanc sur case blanche c2 · Pion blanc sur case noire d2 · Pion blanc sur case noire f2 · Pion blanc sur case blanche g2 · Pion blanc sur case noire h2 · Tour blanche sur case noire a1 · Fou blanc sur case noire c1 · Dame blanche sur case blanche d1 · Roi blanc sur case noire e1 · Tour blanche sur case blanche h1 | 6 |
| 5 | Tour noire sur case blanche a8 · Fou noir sur case blanche c8 · Dame noire sur case noire d8 · Roi noir sur case blanche e8 · Fou noir sur case noire f8 · Tour noire sur case noire h8 · Pion noir sur case noire a7 · Pion noir sur case blanche b7 · Pion noir sur case noire c7 · Pion noir sur case blanche d7 · Pion noir sur case blanche f7 · Pion noir sur case noire g7 · Pion noir sur case blanche h7 · Cavalier noir sur case blanche c6 · Cavalier noir sur case noire f6 · Pion noir sur case noire e5 · Fou blanc sur case blanche c4 · Pion blanc sur case blanche e4 · Cavalier blanc sur case noire c3 · Cavalier blanc sur case blanche f3 · Pion blanc sur case blanche a2 · Pion blanc sur case noire b2 · Pion blanc sur case blanche c2 · Pion blanc sur case noire d2 · Pion blanc sur case noire f2 · Pion blanc sur case blanche g2 · Pion blanc sur case noire h2 · Tour blanche sur case noire a1 · Fou blanc sur case noire c1 · Dame blanche sur case blanche d1 · Roi blanc sur case noire e1 · Tour blanche sur case blanche h1 | Tour noire sur case blanche a8 · Fou noir sur case blanche c8 · Dame noire sur case noire d8 · Roi noir sur case blanche e8 · Fou noir sur case noire f8 · Tour noire sur case noire h8 · Pion noir sur case noire a7 · Pion noir sur case blanche b7 · Pion noir sur case noire c7 · Pion noir sur case blanche d7 · Pion noir sur case blanche f7 · Pion noir sur case noire g7 · Pion noir sur case blanche h7 · Cavalier noir sur case blanche c6 · Cavalier noir sur case noire f6 · Pion noir sur case noire e5 · Fou blanc sur case blanche c4 · Pion blanc sur case blanche e4 · Cavalier blanc sur case noire c3 · Cavalier blanc sur case blanche f3 · Pion blanc sur case blanche a2 · Pion blanc sur case noire b2 · Pion blanc sur case blanche c2 · Pion blanc sur case noire d2 · Pion blanc sur case noire f2 · Pion blanc sur case blanche g2 · Pion blanc sur case noire h2 · Tour blanche sur case noire a1 · Fou blanc sur case noire c1 · Dame blanche sur case blanche d1 · Roi blanc sur case noire e1 · Tour blanche sur case blanche h1 | Tour noire sur case blanche a8 · Fou noir sur case blanche c8 · Dame noire sur case noire d8 · Roi noir sur case blanche e8 · Fou noir sur case noire f8 · Tour noire sur case noire h8 · Pion noir sur case noire a7 · Pion noir sur case blanche b7 · Pion noir sur case noire c7 · Pion noir sur case blanche d7 · Pion noir sur case blanche f7 · Pion noir sur case noire g7 · Pion noir sur case blanche h7 · Cavalier noir sur case blanche c6 · Cavalier noir sur case noire f6 · Pion noir sur case noire e5 · Fou blanc sur case blanche c4 · Pion blanc sur case blanche e4 · Cavalier blanc sur case noire c3 · Cavalier blanc sur case blanche f3 · Pion blanc sur case blanche a2 · Pion blanc sur case noire b2 · Pion blanc sur case blanche c2 · Pion blanc sur case noire d2 · Pion blanc sur case noire f2 · Pion blanc sur case blanche g2 · Pion blanc sur case noire h2 · Tour blanche sur case noire a1 · Fou blanc sur case noire c1 · Dame blanche sur case blanche d1 · Roi blanc sur case noire e1 · Tour blanche sur case blanche h1 | Tour noire sur case blanche a8 · Fou noir sur case blanche c8 · Dame noire sur case noire d8 · Roi noir sur case blanche e8 · Fou noir sur case noire f8 · Tour noire sur case noire h8 · Pion noir sur case noire a7 · Pion noir sur case blanche b7 · Pion noir sur case noire c7 · Pion noir sur case blanche d7 · Pion noir sur case blanche f7 · Pion noir sur case noire g7 · Pion noir sur case blanche h7 · Cavalier noir sur case blanche c6 · Cavalier noir sur case noire f6 · Pion noir sur case noire e5 · Fou blanc sur case blanche c4 · Pion blanc sur case blanche e4 · Cavalier blanc sur case noire c3 · Cavalier blanc sur case blanche f3 · Pion blanc sur case blanche a2 · Pion blanc sur case noire b2 · Pion blanc sur case blanche c2 · Pion blanc sur case noire d2 · Pion blanc sur case noire f2 · Pion blanc sur case blanche g2 · Pion blanc sur case noire h2 · Tour blanche sur case noire a1 · Fou blanc sur case noire c1 · Dame blanche sur case blanche d1 · Roi blanc sur case noire e1 · Tour blanche sur case blanche h1 | Tour noire sur case blanche a8 · Fou noir sur case blanche c8 · Dame noire sur case noire d8 · Roi noir sur case blanche e8 · Fou noir sur case noire f8 · Tour noire sur case noire h8 · Pion noir sur case noire a7 · Pion noir sur case blanche b7 · Pion noir sur case noire c7 · Pion noir sur case blanche d7 · Pion noir sur case blanche f7 · Pion noir sur case noire g7 · Pion noir sur case blanche h7 · Cavalier noir sur case blanche c6 · Cavalier noir sur case noire f6 · Pion noir sur case noire e5 · Fou blanc sur case blanche c4 · Pion blanc sur case blanche e4 · Cavalier blanc sur case noire c3 · Cavalier blanc sur case blanche f3 · Pion blanc sur case blanche a2 · Pion blanc sur case noire b2 · Pion blanc sur case blanche c2 · Pion blanc sur case noire d2 · Pion blanc sur case noire f2 · Pion blanc sur case blanche g2 · Pion blanc sur case noire h2 · Tour blanche sur case noire a1 · Fou blanc sur case noire c1 · Dame blanche sur case blanche d1 · Roi blanc sur case noire e1 · Tour blanche sur case blanche h1 | Tour noire sur case blanche a8 · Fou noir sur case blanche c8 · Dame noire sur case noire d8 · Roi noir sur case blanche e8 · Fou noir sur case noire f8 · Tour noire sur case noire h8 · Pion noir sur case noire a7 · Pion noir sur case blanche b7 · Pion noir sur case noire c7 · Pion noir sur case blanche d7 · Pion noir sur case blanche f7 · Pion noir sur case noire g7 · Pion noir sur case blanche h7 · Cavalier noir sur case blanche c6 · Cavalier noir sur case noire f6 · Pion noir sur case noire e5 · Fou blanc sur case blanche c4 · Pion blanc sur case blanche e4 · Cavalier blanc sur case noire c3 · Cavalier blanc sur case blanche f3 · Pion blanc sur case blanche a2 · Pion blanc sur case noire b2 · Pion blanc sur case blanche c2 · Pion blanc sur case noire d2 · Pion blanc sur case noire f2 · Pion blanc sur case blanche g2 · Pion blanc sur case noire h2 · Tour blanche sur case noire a1 · Fou blanc sur case noire c1 · Dame blanche sur case blanche d1 · Roi blanc sur case noire e1 · Tour blanche sur case blanche h1 | Tour noire sur case blanche a8 · Fou noir sur case blanche c8 · Dame noire sur case noire d8 · Roi noir sur case blanche e8 · Fou noir sur case noire f8 · Tour noire sur case noire h8 · Pion noir sur case noire a7 · Pion noir sur case blanche b7 · Pion noir sur case noire c7 · Pion noir sur case blanche d7 · Pion noir sur case blanche f7 · Pion noir sur case noire g7 · Pion noir sur case blanche h7 · Cavalier noir sur case blanche c6 · Cavalier noir sur case noire f6 · Pion noir sur case noire e5 · Fou blanc sur case blanche c4 · Pion blanc sur case blanche e4 · Cavalier blanc sur case noire c3 · Cavalier blanc sur case blanche f3 · Pion blanc sur case blanche a2 · Pion blanc sur case noire b2 · Pion blanc sur case blanche c2 · Pion blanc sur case noire d2 · Pion blanc sur case noire f2 · Pion blanc sur case blanche g2 · Pion blanc sur case noire h2 · Tour blanche sur case noire a1 · Fou blanc sur case noire c1 · Dame blanche sur case blanche d1 · Roi blanc sur case noire e1 · Tour blanche sur case blanche h1 | Tour noire sur case blanche a8 · Fou noir sur case blanche c8 · Dame noire sur case noire d8 · Roi noir sur case blanche e8 · Fou noir sur case noire f8 · Tour noire sur case noire h8 · Pion noir sur case noire a7 · Pion noir sur case blanche b7 · Pion noir sur case noire c7 · Pion noir sur case blanche d7 · Pion noir sur case blanche f7 · Pion noir sur case noire g7 · Pion noir sur case blanche h7 · Cavalier noir sur case blanche c6 · Cavalier noir sur case noire f6 · Pion noir sur case noire e5 · Fou blanc sur case blanche c4 · Pion blanc sur case blanche e4 · Cavalier blanc sur case noire c3 · Cavalier blanc sur case blanche f3 · Pion blanc sur case blanche a2 · Pion blanc sur case noire b2 · Pion blanc sur case blanche c2 · Pion blanc sur case noire d2 · Pion blanc sur case noire f2 · Pion blanc sur case blanche g2 · Pion blanc sur case noire h2 · Tour blanche sur case noire a1 · Fou blanc sur case noire c1 · Dame blanche sur case blanche d1 · Roi blanc sur case noire e1 · Tour blanche sur case blanche h1 | 5 |
| 4 | Tour noire sur case blanche a8 · Fou noir sur case blanche c8 · Dame noire sur case noire d8 · Roi noir sur case blanche e8 · Fou noir sur case noire f8 · Tour noire sur case noire h8 · Pion noir sur case noire a7 · Pion noir sur case blanche b7 · Pion noir sur case noire c7 · Pion noir sur case blanche d7 · Pion noir sur case blanche f7 · Pion noir sur case noire g7 · Pion noir sur case blanche h7 · Cavalier noir sur case blanche c6 · Cavalier noir sur case noire f6 · Pion noir sur case noire e5 · Fou blanc sur case blanche c4 · Pion blanc sur case blanche e4 · Cavalier blanc sur case noire c3 · Cavalier blanc sur case blanche f3 · Pion blanc sur case blanche a2 · Pion blanc sur case noire b2 · Pion blanc sur case blanche c2 · Pion blanc sur case noire d2 · Pion blanc sur case noire f2 · Pion blanc sur case blanche g2 · Pion blanc sur case noire h2 · Tour blanche sur case noire a1 · Fou blanc sur case noire c1 · Dame blanche sur case blanche d1 · Roi blanc sur case noire e1 · Tour blanche sur case blanche h1 | Tour noire sur case blanche a8 · Fou noir sur case blanche c8 · Dame noire sur case noire d8 · Roi noir sur case blanche e8 · Fou noir sur case noire f8 · Tour noire sur case noire h8 · Pion noir sur case noire a7 · Pion noir sur case blanche b7 · Pion noir sur case noire c7 · Pion noir sur case blanche d7 · Pion noir sur case blanche f7 · Pion noir sur case noire g7 · Pion noir sur case blanche h7 · Cavalier noir sur case blanche c6 · Cavalier noir sur case noire f6 · Pion noir sur case noire e5 · Fou blanc sur case blanche c4 · Pion blanc sur case blanche e4 · Cavalier blanc sur case noire c3 · Cavalier blanc sur case blanche f3 · Pion blanc sur case blanche a2 · Pion blanc sur case noire b2 · Pion blanc sur case blanche c2 · Pion blanc sur case noire d2 · Pion blanc sur case noire f2 · Pion blanc sur case blanche g2 · Pion blanc sur case noire h2 · Tour blanche sur case noire a1 · Fou blanc sur case noire c1 · Dame blanche sur case blanche d1 · Roi blanc sur case noire e1 · Tour blanche sur case blanche h1 | Tour noire sur case blanche a8 · Fou noir sur case blanche c8 · Dame noire sur case noire d8 · Roi noir sur case blanche e8 · Fou noir sur case noire f8 · Tour noire sur case noire h8 · Pion noir sur case noire a7 · Pion noir sur case blanche b7 · Pion noir sur case noire c7 · Pion noir sur case blanche d7 · Pion noir sur case blanche f7 · Pion noir sur case noire g7 · Pion noir sur case blanche h7 · Cavalier noir sur case blanche c6 · Cavalier noir sur case noire f6 · Pion noir sur case noire e5 · Fou blanc sur case blanche c4 · Pion blanc sur case blanche e4 · Cavalier blanc sur case noire c3 · Cavalier blanc sur case blanche f3 · Pion blanc sur case blanche a2 · Pion blanc sur case noire b2 · Pion blanc sur case blanche c2 · Pion blanc sur case noire d2 · Pion blanc sur case noire f2 · Pion blanc sur case blanche g2 · Pion blanc sur case noire h2 · Tour blanche sur case noire a1 · Fou blanc sur case noire c1 · Dame blanche sur case blanche d1 · Roi blanc sur case noire e1 · Tour blanche sur case blanche h1 | Tour noire sur case blanche a8 · Fou noir sur case blanche c8 · Dame noire sur case noire d8 · Roi noir sur case blanche e8 · Fou noir sur case noire f8 · Tour noire sur case noire h8 · Pion noir sur case noire a7 · Pion noir sur case blanche b7 · Pion noir sur case noire c7 · Pion noir sur case blanche d7 · Pion noir sur case blanche f7 · Pion noir sur case noire g7 · Pion noir sur case blanche h7 · Cavalier noir sur case blanche c6 · Cavalier noir sur case noire f6 · Pion noir sur case noire e5 · Fou blanc sur case blanche c4 · Pion blanc sur case blanche e4 · Cavalier blanc sur case noire c3 · Cavalier blanc sur case blanche f3 · Pion blanc sur case blanche a2 · Pion blanc sur case noire b2 · Pion blanc sur case blanche c2 · Pion blanc sur case noire d2 · Pion blanc sur case noire f2 · Pion blanc sur case blanche g2 · Pion blanc sur case noire h2 · Tour blanche sur case noire a1 · Fou blanc sur case noire c1 · Dame blanche sur case blanche d1 · Roi blanc sur case noire e1 · Tour blanche sur case blanche h1 | Tour noire sur case blanche a8 · Fou noir sur case blanche c8 · Dame noire sur case noire d8 · Roi noir sur case blanche e8 · Fou noir sur case noire f8 · Tour noire sur case noire h8 · Pion noir sur case noire a7 · Pion noir sur case blanche b7 · Pion noir sur case noire c7 · Pion noir sur case blanche d7 · Pion noir sur case blanche f7 · Pion noir sur case noire g7 · Pion noir sur case blanche h7 · Cavalier noir sur case blanche c6 · Cavalier noir sur case noire f6 · Pion noir sur case noire e5 · Fou blanc sur case blanche c4 · Pion blanc sur case blanche e4 · Cavalier blanc sur case noire c3 · Cavalier blanc sur case blanche f3 · Pion blanc sur case blanche a2 · Pion blanc sur case noire b2 · Pion blanc sur case blanche c2 · Pion blanc sur case noire d2 · Pion blanc sur case noire f2 · Pion blanc sur case blanche g2 · Pion blanc sur case noire h2 · Tour blanche sur case noire a1 · Fou blanc sur case noire c1 · Dame blanche sur case blanche d1 · Roi blanc sur case noire e1 · Tour blanche sur case blanche h1 | Tour noire sur case blanche a8 · Fou noir sur case blanche c8 · Dame noire sur case noire d8 · Roi noir sur case blanche e8 · Fou noir sur case noire f8 · Tour noire sur case noire h8 · Pion noir sur case noire a7 · Pion noir sur case blanche b7 · Pion noir sur case noire c7 · Pion noir sur case blanche d7 · Pion noir sur case blanche f7 · Pion noir sur case noire g7 · Pion noir sur case blanche h7 · Cavalier noir sur case blanche c6 · Cavalier noir sur case noire f6 · Pion noir sur case noire e5 · Fou blanc sur case blanche c4 · Pion blanc sur case blanche e4 · Cavalier blanc sur case noire c3 · Cavalier blanc sur case blanche f3 · Pion blanc sur case blanche a2 · Pion blanc sur case noire b2 · Pion blanc sur case blanche c2 · Pion blanc sur case noire d2 · Pion blanc sur case noire f2 · Pion blanc sur case blanche g2 · Pion blanc sur case noire h2 · Tour blanche sur case noire a1 · Fou blanc sur case noire c1 · Dame blanche sur case blanche d1 · Roi blanc sur case noire e1 · Tour blanche sur case blanche h1 | Tour noire sur case blanche a8 · Fou noir sur case blanche c8 · Dame noire sur case noire d8 · Roi noir sur case blanche e8 · Fou noir sur case noire f8 · Tour noire sur case noire h8 · Pion noir sur case noire a7 · Pion noir sur case blanche b7 · Pion noir sur case noire c7 · Pion noir sur case blanche d7 · Pion noir sur case blanche f7 · Pion noir sur case noire g7 · Pion noir sur case blanche h7 · Cavalier noir sur case blanche c6 · Cavalier noir sur case noire f6 · Pion noir sur case noire e5 · Fou blanc sur case blanche c4 · Pion blanc sur case blanche e4 · Cavalier blanc sur case noire c3 · Cavalier blanc sur case blanche f3 · Pion blanc sur case blanche a2 · Pion blanc sur case noire b2 · Pion blanc sur case blanche c2 · Pion blanc sur case noire d2 · Pion blanc sur case noire f2 · Pion blanc sur case blanche g2 · Pion blanc sur case noire h2 · Tour blanche sur case noire a1 · Fou blanc sur case noire c1 · Dame blanche sur case blanche d1 · Roi blanc sur case noire e1 · Tour blanche sur case blanche h1 | Tour noire sur case blanche a8 · Fou noir sur case blanche c8 · Dame noire sur case noire d8 · Roi noir sur case blanche e8 · Fou noir sur case noire f8 · Tour noire sur case noire h8 · Pion noir sur case noire a7 · Pion noir sur case blanche b7 · Pion noir sur case noire c7 · Pion noir sur case blanche d7 · Pion noir sur case blanche f7 · Pion noir sur case noire g7 · Pion noir sur case blanche h7 · Cavalier noir sur case blanche c6 · Cavalier noir sur case noire f6 · Pion noir sur case noire e5 · Fou blanc sur case blanche c4 · Pion blanc sur case blanche e4 · Cavalier blanc sur case noire c3 · Cavalier blanc sur case blanche f3 · Pion blanc sur case blanche a2 · Pion blanc sur case noire b2 · Pion blanc sur case blanche c2 · Pion blanc sur case noire d2 · Pion blanc sur case noire f2 · Pion blanc sur case blanche g2 · Pion blanc sur case noire h2 · Tour blanche sur case noire a1 · Fou blanc sur case noire c1 · Dame blanche sur case blanche d1 · Roi blanc sur case noire e1 · Tour blanche sur case blanche h1 | 4 |
| 3 | Tour noire sur case blanche a8 · Fou noir sur case blanche c8 · Dame noire sur case noire d8 · Roi noir sur case blanche e8 · Fou noir sur case noire f8 · Tour noire sur case noire h8 · Pion noir sur case noire a7 · Pion noir sur case blanche b7 · Pion noir sur case noire c7 · Pion noir sur case blanche d7 · Pion noir sur case blanche f7 · Pion noir sur case noire g7 · Pion noir sur case blanche h7 · Cavalier noir sur case blanche c6 · Cavalier noir sur case noire f6 · Pion noir sur case noire e5 · Fou blanc sur case blanche c4 · Pion blanc sur case blanche e4 · Cavalier blanc sur case noire c3 · Cavalier blanc sur case blanche f3 · Pion blanc sur case blanche a2 · Pion blanc sur case noire b2 · Pion blanc sur case blanche c2 · Pion blanc sur case noire d2 · Pion blanc sur case noire f2 · Pion blanc sur case blanche g2 · Pion blanc sur case noire h2 · Tour blanche sur case noire a1 · Fou blanc sur case noire c1 · Dame blanche sur case blanche d1 · Roi blanc sur case noire e1 · Tour blanche sur case blanche h1 | Tour noire sur case blanche a8 · Fou noir sur case blanche c8 · Dame noire sur case noire d8 · Roi noir sur case blanche e8 · Fou noir sur case noire f8 · Tour noire sur case noire h8 · Pion noir sur case noire a7 · Pion noir sur case blanche b7 · Pion noir sur case noire c7 · Pion noir sur case blanche d7 · Pion noir sur case blanche f7 · Pion noir sur case noire g7 · Pion noir sur case blanche h7 · Cavalier noir sur case blanche c6 · Cavalier noir sur case noire f6 · Pion noir sur case noire e5 · Fou blanc sur case blanche c4 · Pion blanc sur case blanche e4 · Cavalier blanc sur case noire c3 · Cavalier blanc sur case blanche f3 · Pion blanc sur case blanche a2 · Pion blanc sur case noire b2 · Pion blanc sur case blanche c2 · Pion blanc sur case noire d2 · Pion blanc sur case noire f2 · Pion blanc sur case blanche g2 · Pion blanc sur case noire h2 · Tour blanche sur case noire a1 · Fou blanc sur case noire c1 · Dame blanche sur case blanche d1 · Roi blanc sur case noire e1 · Tour blanche sur case blanche h1 | Tour noire sur case blanche a8 · Fou noir sur case blanche c8 · Dame noire sur case noire d8 · Roi noir sur case blanche e8 · Fou noir sur case noire f8 · Tour noire sur case noire h8 · Pion noir sur case noire a7 · Pion noir sur case blanche b7 · Pion noir sur case noire c7 · Pion noir sur case blanche d7 · Pion noir sur case blanche f7 · Pion noir sur case noire g7 · Pion noir sur case blanche h7 · Cavalier noir sur case blanche c6 · Cavalier noir sur case noire f6 · Pion noir sur case noire e5 · Fou blanc sur case blanche c4 · Pion blanc sur case blanche e4 · Cavalier blanc sur case noire c3 · Cavalier blanc sur case blanche f3 · Pion blanc sur case blanche a2 · Pion blanc sur case noire b2 · Pion blanc sur case blanche c2 · Pion blanc sur case noire d2 · Pion blanc sur case noire f2 · Pion blanc sur case blanche g2 · Pion blanc sur case noire h2 · Tour blanche sur case noire a1 · Fou blanc sur case noire c1 · Dame blanche sur case blanche d1 · Roi blanc sur case noire e1 · Tour blanche sur case blanche h1 | Tour noire sur case blanche a8 · Fou noir sur case blanche c8 · Dame noire sur case noire d8 · Roi noir sur case blanche e8 · Fou noir sur case noire f8 · Tour noire sur case noire h8 · Pion noir sur case noire a7 · Pion noir sur case blanche b7 · Pion noir sur case noire c7 · Pion noir sur case blanche d7 · Pion noir sur case blanche f7 · Pion noir sur case noire g7 · Pion noir sur case blanche h7 · Cavalier noir sur case blanche c6 · Cavalier noir sur case noire f6 · Pion noir sur case noire e5 · Fou blanc sur case blanche c4 · Pion blanc sur case blanche e4 · Cavalier blanc sur case noire c3 · Cavalier blanc sur case blanche f3 · Pion blanc sur case blanche a2 · Pion blanc sur case noire b2 · Pion blanc sur case blanche c2 · Pion blanc sur case noire d2 · Pion blanc sur case noire f2 · Pion blanc sur case blanche g2 · Pion blanc sur case noire h2 · Tour blanche sur case noire a1 · Fou blanc sur case noire c1 · Dame blanche sur case blanche d1 · Roi blanc sur case noire e1 · Tour blanche sur case blanche h1 | Tour noire sur case blanche a8 · Fou noir sur case blanche c8 · Dame noire sur case noire d8 · Roi noir sur case blanche e8 · Fou noir sur case noire f8 · Tour noire sur case noire h8 · Pion noir sur case noire a7 · Pion noir sur case blanche b7 · Pion noir sur case noire c7 · Pion noir sur case blanche d7 · Pion noir sur case blanche f7 · Pion noir sur case noire g7 · Pion noir sur case blanche h7 · Cavalier noir sur case blanche c6 · Cavalier noir sur case noire f6 · Pion noir sur case noire e5 · Fou blanc sur case blanche c4 · Pion blanc sur case blanche e4 · Cavalier blanc sur case noire c3 · Cavalier blanc sur case blanche f3 · Pion blanc sur case blanche a2 · Pion blanc sur case noire b2 · Pion blanc sur case blanche c2 · Pion blanc sur case noire d2 · Pion blanc sur case noire f2 · Pion blanc sur case blanche g2 · Pion blanc sur case noire h2 · Tour blanche sur case noire a1 · Fou blanc sur case noire c1 · Dame blanche sur case blanche d1 · Roi blanc sur case noire e1 · Tour blanche sur case blanche h1 | Tour noire sur case blanche a8 · Fou noir sur case blanche c8 · Dame noire sur case noire d8 · Roi noir sur case blanche e8 · Fou noir sur case noire f8 · Tour noire sur case noire h8 · Pion noir sur case noire a7 · Pion noir sur case blanche b7 · Pion noir sur case noire c7 · Pion noir sur case blanche d7 · Pion noir sur case blanche f7 · Pion noir sur case noire g7 · Pion noir sur case blanche h7 · Cavalier noir sur case blanche c6 · Cavalier noir sur case noire f6 · Pion noir sur case noire e5 · Fou blanc sur case blanche c4 · Pion blanc sur case blanche e4 · Cavalier blanc sur case noire c3 · Cavalier blanc sur case blanche f3 · Pion blanc sur case blanche a2 · Pion blanc sur case noire b2 · Pion blanc sur case blanche c2 · Pion blanc sur case noire d2 · Pion blanc sur case noire f2 · Pion blanc sur case blanche g2 · Pion blanc sur case noire h2 · Tour blanche sur case noire a1 · Fou blanc sur case noire c1 · Dame blanche sur case blanche d1 · Roi blanc sur case noire e1 · Tour blanche sur case blanche h1 | Tour noire sur case blanche a8 · Fou noir sur case blanche c8 · Dame noire sur case noire d8 · Roi noir sur case blanche e8 · Fou noir sur case noire f8 · Tour noire sur case noire h8 · Pion noir sur case noire a7 · Pion noir sur case blanche b7 · Pion noir sur case noire c7 · Pion noir sur case blanche d7 · Pion noir sur case blanche f7 · Pion noir sur case noire g7 · Pion noir sur case blanche h7 · Cavalier noir sur case blanche c6 · Cavalier noir sur case noire f6 · Pion noir sur case noire e5 · Fou blanc sur case blanche c4 · Pion blanc sur case blanche e4 · Cavalier blanc sur case noire c3 · Cavalier blanc sur case blanche f3 · Pion blanc sur case blanche a2 · Pion blanc sur case noire b2 · Pion blanc sur case blanche c2 · Pion blanc sur case noire d2 · Pion blanc sur case noire f2 · Pion blanc sur case blanche g2 · Pion blanc sur case noire h2 · Tour blanche sur case noire a1 · Fou blanc sur case noire c1 · Dame blanche sur case blanche d1 · Roi blanc sur case noire e1 · Tour blanche sur case blanche h1 | Tour noire sur case blanche a8 · Fou noir sur case blanche c8 · Dame noire sur case noire d8 · Roi noir sur case blanche e8 · Fou noir sur case noire f8 · Tour noire sur case noire h8 · Pion noir sur case noire a7 · Pion noir sur case blanche b7 · Pion noir sur case noire c7 · Pion noir sur case blanche d7 · Pion noir sur case blanche f7 · Pion noir sur case noire g7 · Pion noir sur case blanche h7 · Cavalier noir sur case blanche c6 · Cavalier noir sur case noire f6 · Pion noir sur case noire e5 · Fou blanc sur case blanche c4 · Pion blanc sur case blanche e4 · Cavalier blanc sur case noire c3 · Cavalier blanc sur case blanche f3 · Pion blanc sur case blanche a2 · Pion blanc sur case noire b2 · Pion blanc sur case blanche c2 · Pion blanc sur case noire d2 · Pion blanc sur case noire f2 · Pion blanc sur case blanche g2 · Pion blanc sur case noire h2 · Tour blanche sur case noire a1 · Fou blanc sur case noire c1 · Dame blanche sur case blanche d1 · Roi blanc sur case noire e1 · Tour blanche sur case blanche h1 | 3 |
| 2 | Tour noire sur case blanche a8 · Fou noir sur case blanche c8 · Dame noire sur case noire d8 · Roi noir sur case blanche e8 · Fou noir sur case noire f8 · Tour noire sur case noire h8 · Pion noir sur case noire a7 · Pion noir sur case blanche b7 · Pion noir sur case noire c7 · Pion noir sur case blanche d7 · Pion noir sur case blanche f7 · Pion noir sur case noire g7 · Pion noir sur case blanche h7 · Cavalier noir sur case blanche c6 · Cavalier noir sur case noire f6 · Pion noir sur case noire e5 · Fou blanc sur case blanche c4 · Pion blanc sur case blanche e4 · Cavalier blanc sur case noire c3 · Cavalier blanc sur case blanche f3 · Pion blanc sur case blanche a2 · Pion blanc sur case noire b2 · Pion blanc sur case blanche c2 · Pion blanc sur case noire d2 · Pion blanc sur case noire f2 · Pion blanc sur case blanche g2 · Pion blanc sur case noire h2 · Tour blanche sur case noire a1 · Fou blanc sur case noire c1 · Dame blanche sur case blanche d1 · Roi blanc sur case noire e1 · Tour blanche sur case blanche h1 | Tour noire sur case blanche a8 · Fou noir sur case blanche c8 · Dame noire sur case noire d8 · Roi noir sur case blanche e8 · Fou noir sur case noire f8 · Tour noire sur case noire h8 · Pion noir sur case noire a7 · Pion noir sur case blanche b7 · Pion noir sur case noire c7 · Pion noir sur case blanche d7 · Pion noir sur case blanche f7 · Pion noir sur case noire g7 · Pion noir sur case blanche h7 · Cavalier noir sur case blanche c6 · Cavalier noir sur case noire f6 · Pion noir sur case noire e5 · Fou blanc sur case blanche c4 · Pion blanc sur case blanche e4 · Cavalier blanc sur case noire c3 · Cavalier blanc sur case blanche f3 · Pion blanc sur case blanche a2 · Pion blanc sur case noire b2 · Pion blanc sur case blanche c2 · Pion blanc sur case noire d2 · Pion blanc sur case noire f2 · Pion blanc sur case blanche g2 · Pion blanc sur case noire h2 · Tour blanche sur case noire a1 · Fou blanc sur case noire c1 · Dame blanche sur case blanche d1 · Roi blanc sur case noire e1 · Tour blanche sur case blanche h1 | Tour noire sur case blanche a8 · Fou noir sur case blanche c8 · Dame noire sur case noire d8 · Roi noir sur case blanche e8 · Fou noir sur case noire f8 · Tour noire sur case noire h8 · Pion noir sur case noire a7 · Pion noir sur case blanche b7 · Pion noir sur case noire c7 · Pion noir sur case blanche d7 · Pion noir sur case blanche f7 · Pion noir sur case noire g7 · Pion noir sur case blanche h7 · Cavalier noir sur case blanche c6 · Cavalier noir sur case noire f6 · Pion noir sur case noire e5 · Fou blanc sur case blanche c4 · Pion blanc sur case blanche e4 · Cavalier blanc sur case noire c3 · Cavalier blanc sur case blanche f3 · Pion blanc sur case blanche a2 · Pion blanc sur case noire b2 · Pion blanc sur case blanche c2 · Pion blanc sur case noire d2 · Pion blanc sur case noire f2 · Pion blanc sur case blanche g2 · Pion blanc sur case noire h2 · Tour blanche sur case noire a1 · Fou blanc sur case noire c1 · Dame blanche sur case blanche d1 · Roi blanc sur case noire e1 · Tour blanche sur case blanche h1 | Tour noire sur case blanche a8 · Fou noir sur case blanche c8 · Dame noire sur case noire d8 · Roi noir sur case blanche e8 · Fou noir sur case noire f8 · Tour noire sur case noire h8 · Pion noir sur case noire a7 · Pion noir sur case blanche b7 · Pion noir sur case noire c7 · Pion noir sur case blanche d7 · Pion noir sur case blanche f7 · Pion noir sur case noire g7 · Pion noir sur case blanche h7 · Cavalier noir sur case blanche c6 · Cavalier noir sur case noire f6 · Pion noir sur case noire e5 · Fou blanc sur case blanche c4 · Pion blanc sur case blanche e4 · Cavalier blanc sur case noire c3 · Cavalier blanc sur case blanche f3 · Pion blanc sur case blanche a2 · Pion blanc sur case noire b2 · Pion blanc sur case blanche c2 · Pion blanc sur case noire d2 · Pion blanc sur case noire f2 · Pion blanc sur case blanche g2 · Pion blanc sur case noire h2 · Tour blanche sur case noire a1 · Fou blanc sur case noire c1 · Dame blanche sur case blanche d1 · Roi blanc sur case noire e1 · Tour blanche sur case blanche h1 | Tour noire sur case blanche a8 · Fou noir sur case blanche c8 · Dame noire sur case noire d8 · Roi noir sur case blanche e8 · Fou noir sur case noire f8 · Tour noire sur case noire h8 · Pion noir sur case noire a7 · Pion noir sur case blanche b7 · Pion noir sur case noire c7 · Pion noir sur case blanche d7 · Pion noir sur case blanche f7 · Pion noir sur case noire g7 · Pion noir sur case blanche h7 · Cavalier noir sur case blanche c6 · Cavalier noir sur case noire f6 · Pion noir sur case noire e5 · Fou blanc sur case blanche c4 · Pion blanc sur case blanche e4 · Cavalier blanc sur case noire c3 · Cavalier blanc sur case blanche f3 · Pion blanc sur case blanche a2 · Pion blanc sur case noire b2 · Pion blanc sur case blanche c2 · Pion blanc sur case noire d2 · Pion blanc sur case noire f2 · Pion blanc sur case blanche g2 · Pion blanc sur case noire h2 · Tour blanche sur case noire a1 · Fou blanc sur case noire c1 · Dame blanche sur case blanche d1 · Roi blanc sur case noire e1 · Tour blanche sur case blanche h1 | Tour noire sur case blanche a8 · Fou noir sur case blanche c8 · Dame noire sur case noire d8 · Roi noir sur case blanche e8 · Fou noir sur case noire f8 · Tour noire sur case noire h8 · Pion noir sur case noire a7 · Pion noir sur case blanche b7 · Pion noir sur case noire c7 · Pion noir sur case blanche d7 · Pion noir sur case blanche f7 · Pion noir sur case noire g7 · Pion noir sur case blanche h7 · Cavalier noir sur case blanche c6 · Cavalier noir sur case noire f6 · Pion noir sur case noire e5 · Fou blanc sur case blanche c4 · Pion blanc sur case blanche e4 · Cavalier blanc sur case noire c3 · Cavalier blanc sur case blanche f3 · Pion blanc sur case blanche a2 · Pion blanc sur case noire b2 · Pion blanc sur case blanche c2 · Pion blanc sur case noire d2 · Pion blanc sur case noire f2 · Pion blanc sur case blanche g2 · Pion blanc sur case noire h2 · Tour blanche sur case noire a1 · Fou blanc sur case noire c1 · Dame blanche sur case blanche d1 · Roi blanc sur case noire e1 · Tour blanche sur case blanche h1 | Tour noire sur case blanche a8 · Fou noir sur case blanche c8 · Dame noire sur case noire d8 · Roi noir sur case blanche e8 · Fou noir sur case noire f8 · Tour noire sur case noire h8 · Pion noir sur case noire a7 · Pion noir sur case blanche b7 · Pion noir sur case noire c7 · Pion noir sur case blanche d7 · Pion noir sur case blanche f7 · Pion noir sur case noire g7 · Pion noir sur case blanche h7 · Cavalier noir sur case blanche c6 · Cavalier noir sur case noire f6 · Pion noir sur case noire e5 · Fou blanc sur case blanche c4 · Pion blanc sur case blanche e4 · Cavalier blanc sur case noire c3 · Cavalier blanc sur case blanche f3 · Pion blanc sur case blanche a2 · Pion blanc sur case noire b2 · Pion blanc sur case blanche c2 · Pion blanc sur case noire d2 · Pion blanc sur case noire f2 · Pion blanc sur case blanche g2 · Pion blanc sur case noire h2 · Tour blanche sur case noire a1 · Fou blanc sur case noire c1 · Dame blanche sur case blanche d1 · Roi blanc sur case noire e1 · Tour blanche sur case blanche h1 | Tour noire sur case blanche a8 · Fou noir sur case blanche c8 · Dame noire sur case noire d8 · Roi noir sur case blanche e8 · Fou noir sur case noire f8 · Tour noire sur case noire h8 · Pion noir sur case noire a7 · Pion noir sur case blanche b7 · Pion noir sur case noire c7 · Pion noir sur case blanche d7 · Pion noir sur case blanche f7 · Pion noir sur case noire g7 · Pion noir sur case blanche h7 · Cavalier noir sur case blanche c6 · Cavalier noir sur case noire f6 · Pion noir sur case noire e5 · Fou blanc sur case blanche c4 · Pion blanc sur case blanche e4 · Cavalier blanc sur case noire c3 · Cavalier blanc sur case blanche f3 · Pion blanc sur case blanche a2 · Pion blanc sur case noire b2 · Pion blanc sur case blanche c2 · Pion blanc sur case noire d2 · Pion blanc sur case noire f2 · Pion blanc sur case blanche g2 · Pion blanc sur case noire h2 · Tour blanche sur case noire a1 · Fou blanc sur case noire c1 · Dame blanche sur case blanche d1 · Roi blanc sur case noire e1 · Tour blanche sur case blanche h1 | 2 |
| 1 | Tour noire sur case blanche a8 · Fou noir sur case blanche c8 · Dame noire sur case noire d8 · Roi noir sur case blanche e8 · Fou noir sur case noire f8 · Tour noire sur case noire h8 · Pion noir sur case noire a7 · Pion noir sur case blanche b7 · Pion noir sur case noire c7 · Pion noir sur case blanche d7 · Pion noir sur case blanche f7 · Pion noir sur case noire g7 · Pion noir sur case blanche h7 · Cavalier noir sur case blanche c6 · Cavalier noir sur case noire f6 · Pion noir sur case noire e5 · Fou blanc sur case blanche c4 · Pion blanc sur case blanche e4 · Cavalier blanc sur case noire c3 · Cavalier blanc sur case blanche f3 · Pion blanc sur case blanche a2 · Pion blanc sur case noire b2 · Pion blanc sur case blanche c2 · Pion blanc sur case noire d2 · Pion blanc sur case noire f2 · Pion blanc sur case blanche g2 · Pion blanc sur case noire h2 · Tour blanche sur case noire a1 · Fou blanc sur case noire c1 · Dame blanche sur case blanche d1 · Roi blanc sur case noire e1 · Tour blanche sur case blanche h1 | Tour noire sur case blanche a8 · Fou noir sur case blanche c8 · Dame noire sur case noire d8 · Roi noir sur case blanche e8 · Fou noir sur case noire f8 · Tour noire sur case noire h8 · Pion noir sur case noire a7 · Pion noir sur case blanche b7 · Pion noir sur case noire c7 · Pion noir sur case blanche d7 · Pion noir sur case blanche f7 · Pion noir sur case noire g7 · Pion noir sur case blanche h7 · Cavalier noir sur case blanche c6 · Cavalier noir sur case noire f6 · Pion noir sur case noire e5 · Fou blanc sur case blanche c4 · Pion blanc sur case blanche e4 · Cavalier blanc sur case noire c3 · Cavalier blanc sur case blanche f3 · Pion blanc sur case blanche a2 · Pion blanc sur case noire b2 · Pion blanc sur case blanche c2 · Pion blanc sur case noire d2 · Pion blanc sur case noire f2 · Pion blanc sur case blanche g2 · Pion blanc sur case noire h2 · Tour blanche sur case noire a1 · Fou blanc sur case noire c1 · Dame blanche sur case blanche d1 · Roi blanc sur case noire e1 · Tour blanche sur case blanche h1 | Tour noire sur case blanche a8 · Fou noir sur case blanche c8 · Dame noire sur case noire d8 · Roi noir sur case blanche e8 · Fou noir sur case noire f8 · Tour noire sur case noire h8 · Pion noir sur case noire a7 · Pion noir sur case blanche b7 · Pion noir sur case noire c7 · Pion noir sur case blanche d7 · Pion noir sur case blanche f7 · Pion noir sur case noire g7 · Pion noir sur case blanche h7 · Cavalier noir sur case blanche c6 · Cavalier noir sur case noire f6 · Pion noir sur case noire e5 · Fou blanc sur case blanche c4 · Pion blanc sur case blanche e4 · Cavalier blanc sur case noire c3 · Cavalier blanc sur case blanche f3 · Pion blanc sur case blanche a2 · Pion blanc sur case noire b2 · Pion blanc sur case blanche c2 · Pion blanc sur case noire d2 · Pion blanc sur case noire f2 · Pion blanc sur case blanche g2 · Pion blanc sur case noire h2 · Tour blanche sur case noire a1 · Fou blanc sur case noire c1 · Dame blanche sur case blanche d1 · Roi blanc sur case noire e1 · Tour blanche sur case blanche h1 | Tour noire sur case blanche a8 · Fou noir sur case blanche c8 · Dame noire sur case noire d8 · Roi noir sur case blanche e8 · Fou noir sur case noire f8 · Tour noire sur case noire h8 · Pion noir sur case noire a7 · Pion noir sur case blanche b7 · Pion noir sur case noire c7 · Pion noir sur case blanche d7 · Pion noir sur case blanche f7 · Pion noir sur case noire g7 · Pion noir sur case blanche h7 · Cavalier noir sur case blanche c6 · Cavalier noir sur case noire f6 · Pion noir sur case noire e5 · Fou blanc sur case blanche c4 · Pion blanc sur case blanche e4 · Cavalier blanc sur case noire c3 · Cavalier blanc sur case blanche f3 · Pion blanc sur case blanche a2 · Pion blanc sur case noire b2 · Pion blanc sur case blanche c2 · Pion blanc sur case noire d2 · Pion blanc sur case noire f2 · Pion blanc sur case blanche g2 · Pion blanc sur case noire h2 · Tour blanche sur case noire a1 · Fou blanc sur case noire c1 · Dame blanche sur case blanche d1 · Roi blanc sur case noire e1 · Tour blanche sur case blanche h1 | Tour noire sur case blanche a8 · Fou noir sur case blanche c8 · Dame noire sur case noire d8 · Roi noir sur case blanche e8 · Fou noir sur case noire f8 · Tour noire sur case noire h8 · Pion noir sur case noire a7 · Pion noir sur case blanche b7 · Pion noir sur case noire c7 · Pion noir sur case blanche d7 · Pion noir sur case blanche f7 · Pion noir sur case noire g7 · Pion noir sur case blanche h7 · Cavalier noir sur case blanche c6 · Cavalier noir sur case noire f6 · Pion noir sur case noire e5 · Fou blanc sur case blanche c4 · Pion blanc sur case blanche e4 · Cavalier blanc sur case noire c3 · Cavalier blanc sur case blanche f3 · Pion blanc sur case blanche a2 · Pion blanc sur case noire b2 · Pion blanc sur case blanche c2 · Pion blanc sur case noire d2 · Pion blanc sur case noire f2 · Pion blanc sur case blanche g2 · Pion blanc sur case noire h2 · Tour blanche sur case noire a1 · Fou blanc sur case noire c1 · Dame blanche sur case blanche d1 · Roi blanc sur case noire e1 · Tour blanche sur case blanche h1 | Tour noire sur case blanche a8 · Fou noir sur case blanche c8 · Dame noire sur case noire d8 · Roi noir sur case blanche e8 · Fou noir sur case noire f8 · Tour noire sur case noire h8 · Pion noir sur case noire a7 · Pion noir sur case blanche b7 · Pion noir sur case noire c7 · Pion noir sur case blanche d7 · Pion noir sur case blanche f7 · Pion noir sur case noire g7 · Pion noir sur case blanche h7 · Cavalier noir sur case blanche c6 · Cavalier noir sur case noire f6 · Pion noir sur case noire e5 · Fou blanc sur case blanche c4 · Pion blanc sur case blanche e4 · Cavalier blanc sur case noire c3 · Cavalier blanc sur case blanche f3 · Pion blanc sur case blanche a2 · Pion blanc sur case noire b2 · Pion blanc sur case blanche c2 · Pion blanc sur case noire d2 · Pion blanc sur case noire f2 · Pion blanc sur case blanche g2 · Pion blanc sur case noire h2 · Tour blanche sur case noire a1 · Fou blanc sur case noire c1 · Dame blanche sur case blanche d1 · Roi blanc sur case noire e1 · Tour blanche sur case blanche h1 | Tour noire sur case blanche a8 · Fou noir sur case blanche c8 · Dame noire sur case noire d8 · Roi noir sur case blanche e8 · Fou noir sur case noire f8 · Tour noire sur case noire h8 · Pion noir sur case noire a7 · Pion noir sur case blanche b7 · Pion noir sur case noire c7 · Pion noir sur case blanche d7 · Pion noir sur case blanche f7 · Pion noir sur case noire g7 · Pion noir sur case blanche h7 · Cavalier noir sur case blanche c6 · Cavalier noir sur case noire f6 · Pion noir sur case noire e5 · Fou blanc sur case blanche c4 · Pion blanc sur case blanche e4 · Cavalier blanc sur case noire c3 · Cavalier blanc sur case blanche f3 · Pion blanc sur case blanche a2 · Pion blanc sur case noire b2 · Pion blanc sur case blanche c2 · Pion blanc sur case noire d2 · Pion blanc sur case noire f2 · Pion blanc sur case blanche g2 · Pion blanc sur case noire h2 · Tour blanche sur case noire a1 · Fou blanc sur case noire c1 · Dame blanche sur case blanche d1 · Roi blanc sur case noire e1 · Tour blanche sur case blanche h1 | Tour noire sur case blanche a8 · Fou noir sur case blanche c8 · Dame noire sur case noire d8 · Roi noir sur case blanche e8 · Fou noir sur case noire f8 · Tour noire sur case noire h8 · Pion noir sur case noire a7 · Pion noir sur case blanche b7 · Pion noir sur case noire c7 · Pion noir sur case blanche d7 · Pion noir sur case blanche f7 · Pion noir sur case noire g7 · Pion noir sur case blanche h7 · Cavalier noir sur case blanche c6 · Cavalier noir sur case noire f6 · Pion noir sur case noire e5 · Fou blanc sur case blanche c4 · Pion blanc sur case blanche e4 · Cavalier blanc sur case noire c3 · Cavalier blanc sur case blanche f3 · Pion blanc sur case blanche a2 · Pion blanc sur case noire b2 · Pion blanc sur case blanche c2 · Pion blanc sur case noire d2 · Pion blanc sur case noire f2 · Pion blanc sur case blanche g2 · Pion blanc sur case noire h2 · Tour blanche sur case noire a1 · Fou blanc sur case noire c1 · Dame blanche sur case blanche d1 · Roi blanc sur case noire e1 · Tour blanche sur case blanche h1 | 1 |
|   | a | b | c | d | e | f | g | h |   |

Le but du pseudo sacrifice est :
de donner l'échec et matle but du pseudo sacrifice est souvent de mater le roi adverse. Le mat étant le but du jeu, la perte de matériel importe peu si le mat suit. Les sacrifices menant au mat font généralement partie de suites de coups forcées avec des échecs qui réduisent les possibilités de l'adversaire.
d'éviter la défaiteà l'inverse, le sacrifice peut s'inscrire dans une combinaison qui mène au pat ou à l'échec perpétuel, ou à la formation d'une forteresse, ou de forcer la nulle d'une autre façon, ou encore d'éviter une perte de matériel encore plus grande.
le gain matérielun sacrifice peut être le début d'une combinaison qui mène à la récupération ultérieure du matériel sacrifié, voire de plus de matériel que celui qui a été investi dans le sacrifice. Un cas particulier est le sacrifice qui aboutit à la promotion d'un pion.
la simplificationmême si le sacrifice conduit à une réduction immédiate du matériel, un joueur qui a déjà un avantage matériel peut décider de restituer cet avantage en totalité ou en partie pour aboutir à une position où le chemin de la victoire est plus facile.
On peut encore sous-catégoriser en fonction du mécanisme qui est à la base de son fonctionnement, bien que quelques types de sacrifices entrent dans plusieurs catégories :
|   | a | b | c | d | e | f | g | h |   |
| 8 | Fou noir sur case noire b8 · Roi noir sur case blanche c8 · Tour noire sur case noire h8 · Pion noir sur case noire a7 · Pion noir sur case noire b6 · Pion noir sur case noire c5 · Dame blanche sur case blanche d5 · Pion blanc sur case blanche e4 · Dame noire sur case noire f4 · Cavalier blanc sur case blanche g4 · Pion blanc sur case blanche d3 · Tour noire sur case blanche h3 · Pion blanc sur case blanche c2 · Tour blanche sur case noire d2 · Tour blanche sur case blanche g2 · Roi blanc sur case blanche f1 · Cavalier blanc sur case noire g1 | Fou noir sur case noire b8 · Roi noir sur case blanche c8 · Tour noire sur case noire h8 · Pion noir sur case noire a7 · Pion noir sur case noire b6 · Pion noir sur case noire c5 · Dame blanche sur case blanche d5 · Pion blanc sur case blanche e4 · Dame noire sur case noire f4 · Cavalier blanc sur case blanche g4 · Pion blanc sur case blanche d3 · Tour noire sur case blanche h3 · Pion blanc sur case blanche c2 · Tour blanche sur case noire d2 · Tour blanche sur case blanche g2 · Roi blanc sur case blanche f1 · Cavalier blanc sur case noire g1 | Fou noir sur case noire b8 · Roi noir sur case blanche c8 · Tour noire sur case noire h8 · Pion noir sur case noire a7 · Pion noir sur case noire b6 · Pion noir sur case noire c5 · Dame blanche sur case blanche d5 · Pion blanc sur case blanche e4 · Dame noire sur case noire f4 · Cavalier blanc sur case blanche g4 · Pion blanc sur case blanche d3 · Tour noire sur case blanche h3 · Pion blanc sur case blanche c2 · Tour blanche sur case noire d2 · Tour blanche sur case blanche g2 · Roi blanc sur case blanche f1 · Cavalier blanc sur case noire g1 | Fou noir sur case noire b8 · Roi noir sur case blanche c8 · Tour noire sur case noire h8 · Pion noir sur case noire a7 · Pion noir sur case noire b6 · Pion noir sur case noire c5 · Dame blanche sur case blanche d5 · Pion blanc sur case blanche e4 · Dame noire sur case noire f4 · Cavalier blanc sur case blanche g4 · Pion blanc sur case blanche d3 · Tour noire sur case blanche h3 · Pion blanc sur case blanche c2 · Tour blanche sur case noire d2 · Tour blanche sur case blanche g2 · Roi blanc sur case blanche f1 · Cavalier blanc sur case noire g1 | Fou noir sur case noire b8 · Roi noir sur case blanche c8 · Tour noire sur case noire h8 · Pion noir sur case noire a7 · Pion noir sur case noire b6 · Pion noir sur case noire c5 · Dame blanche sur case blanche d5 · Pion blanc sur case blanche e4 · Dame noire sur case noire f4 · Cavalier blanc sur case blanche g4 · Pion blanc sur case blanche d3 · Tour noire sur case blanche h3 · Pion blanc sur case blanche c2 · Tour blanche sur case noire d2 · Tour blanche sur case blanche g2 · Roi blanc sur case blanche f1 · Cavalier blanc sur case noire g1 | Fou noir sur case noire b8 · Roi noir sur case blanche c8 · Tour noire sur case noire h8 · Pion noir sur case noire a7 · Pion noir sur case noire b6 · Pion noir sur case noire c5 · Dame blanche sur case blanche d5 · Pion blanc sur case blanche e4 · Dame noire sur case noire f4 · Cavalier blanc sur case blanche g4 · Pion blanc sur case blanche d3 · Tour noire sur case blanche h3 · Pion blanc sur case blanche c2 · Tour blanche sur case noire d2 · Tour blanche sur case blanche g2 · Roi blanc sur case blanche f1 · Cavalier blanc sur case noire g1 | Fou noir sur case noire b8 · Roi noir sur case blanche c8 · Tour noire sur case noire h8 · Pion noir sur case noire a7 · Pion noir sur case noire b6 · Pion noir sur case noire c5 · Dame blanche sur case blanche d5 · Pion blanc sur case blanche e4 · Dame noire sur case noire f4 · Cavalier blanc sur case blanche g4 · Pion blanc sur case blanche d3 · Tour noire sur case blanche h3 · Pion blanc sur case blanche c2 · Tour blanche sur case noire d2 · Tour blanche sur case blanche g2 · Roi blanc sur case blanche f1 · Cavalier blanc sur case noire g1 | Fou noir sur case noire b8 · Roi noir sur case blanche c8 · Tour noire sur case noire h8 · Pion noir sur case noire a7 · Pion noir sur case noire b6 · Pion noir sur case noire c5 · Dame blanche sur case blanche d5 · Pion blanc sur case blanche e4 · Dame noire sur case noire f4 · Cavalier blanc sur case blanche g4 · Pion blanc sur case blanche d3 · Tour noire sur case blanche h3 · Pion blanc sur case blanche c2 · Tour blanche sur case noire d2 · Tour blanche sur case blanche g2 · Roi blanc sur case blanche f1 · Cavalier blanc sur case noire g1 | 8 |
| 7 | Fou noir sur case noire b8 · Roi noir sur case blanche c8 · Tour noire sur case noire h8 · Pion noir sur case noire a7 · Pion noir sur case noire b6 · Pion noir sur case noire c5 · Dame blanche sur case blanche d5 · Pion blanc sur case blanche e4 · Dame noire sur case noire f4 · Cavalier blanc sur case blanche g4 · Pion blanc sur case blanche d3 · Tour noire sur case blanche h3 · Pion blanc sur case blanche c2 · Tour blanche sur case noire d2 · Tour blanche sur case blanche g2 · Roi blanc sur case blanche f1 · Cavalier blanc sur case noire g1 | Fou noir sur case noire b8 · Roi noir sur case blanche c8 · Tour noire sur case noire h8 · Pion noir sur case noire a7 · Pion noir sur case noire b6 · Pion noir sur case noire c5 · Dame blanche sur case blanche d5 · Pion blanc sur case blanche e4 · Dame noire sur case noire f4 · Cavalier blanc sur case blanche g4 · Pion blanc sur case blanche d3 · Tour noire sur case blanche h3 · Pion blanc sur case blanche c2 · Tour blanche sur case noire d2 · Tour blanche sur case blanche g2 · Roi blanc sur case blanche f1 · Cavalier blanc sur case noire g1 | Fou noir sur case noire b8 · Roi noir sur case blanche c8 · Tour noire sur case noire h8 · Pion noir sur case noire a7 · Pion noir sur case noire b6 · Pion noir sur case noire c5 · Dame blanche sur case blanche d5 · Pion blanc sur case blanche e4 · Dame noire sur case noire f4 · Cavalier blanc sur case blanche g4 · Pion blanc sur case blanche d3 · Tour noire sur case blanche h3 · Pion blanc sur case blanche c2 · Tour blanche sur case noire d2 · Tour blanche sur case blanche g2 · Roi blanc sur case blanche f1 · Cavalier blanc sur case noire g1 | Fou noir sur case noire b8 · Roi noir sur case blanche c8 · Tour noire sur case noire h8 · Pion noir sur case noire a7 · Pion noir sur case noire b6 · Pion noir sur case noire c5 · Dame blanche sur case blanche d5 · Pion blanc sur case blanche e4 · Dame noire sur case noire f4 · Cavalier blanc sur case blanche g4 · Pion blanc sur case blanche d3 · Tour noire sur case blanche h3 · Pion blanc sur case blanche c2 · Tour blanche sur case noire d2 · Tour blanche sur case blanche g2 · Roi blanc sur case blanche f1 · Cavalier blanc sur case noire g1 | Fou noir sur case noire b8 · Roi noir sur case blanche c8 · Tour noire sur case noire h8 · Pion noir sur case noire a7 · Pion noir sur case noire b6 · Pion noir sur case noire c5 · Dame blanche sur case blanche d5 · Pion blanc sur case blanche e4 · Dame noire sur case noire f4 · Cavalier blanc sur case blanche g4 · Pion blanc sur case blanche d3 · Tour noire sur case blanche h3 · Pion blanc sur case blanche c2 · Tour blanche sur case noire d2 · Tour blanche sur case blanche g2 · Roi blanc sur case blanche f1 · Cavalier blanc sur case noire g1 | Fou noir sur case noire b8 · Roi noir sur case blanche c8 · Tour noire sur case noire h8 · Pion noir sur case noire a7 · Pion noir sur case noire b6 · Pion noir sur case noire c5 · Dame blanche sur case blanche d5 · Pion blanc sur case blanche e4 · Dame noire sur case noire f4 · Cavalier blanc sur case blanche g4 · Pion blanc sur case blanche d3 · Tour noire sur case blanche h3 · Pion blanc sur case blanche c2 · Tour blanche sur case noire d2 · Tour blanche sur case blanche g2 · Roi blanc sur case blanche f1 · Cavalier blanc sur case noire g1 | Fou noir sur case noire b8 · Roi noir sur case blanche c8 · Tour noire sur case noire h8 · Pion noir sur case noire a7 · Pion noir sur case noire b6 · Pion noir sur case noire c5 · Dame blanche sur case blanche d5 · Pion blanc sur case blanche e4 · Dame noire sur case noire f4 · Cavalier blanc sur case blanche g4 · Pion blanc sur case blanche d3 · Tour noire sur case blanche h3 · Pion blanc sur case blanche c2 · Tour blanche sur case noire d2 · Tour blanche sur case blanche g2 · Roi blanc sur case blanche f1 · Cavalier blanc sur case noire g1 | Fou noir sur case noire b8 · Roi noir sur case blanche c8 · Tour noire sur case noire h8 · Pion noir sur case noire a7 · Pion noir sur case noire b6 · Pion noir sur case noire c5 · Dame blanche sur case blanche d5 · Pion blanc sur case blanche e4 · Dame noire sur case noire f4 · Cavalier blanc sur case blanche g4 · Pion blanc sur case blanche d3 · Tour noire sur case blanche h3 · Pion blanc sur case blanche c2 · Tour blanche sur case noire d2 · Tour blanche sur case blanche g2 · Roi blanc sur case blanche f1 · Cavalier blanc sur case noire g1 | 7 |
| 6 | Fou noir sur case noire b8 · Roi noir sur case blanche c8 · Tour noire sur case noire h8 · Pion noir sur case noire a7 · Pion noir sur case noire b6 · Pion noir sur case noire c5 · Dame blanche sur case blanche d5 · Pion blanc sur case blanche e4 · Dame noire sur case noire f4 · Cavalier blanc sur case blanche g4 · Pion blanc sur case blanche d3 · Tour noire sur case blanche h3 · Pion blanc sur case blanche c2 · Tour blanche sur case noire d2 · Tour blanche sur case blanche g2 · Roi blanc sur case blanche f1 · Cavalier blanc sur case noire g1 | Fou noir sur case noire b8 · Roi noir sur case blanche c8 · Tour noire sur case noire h8 · Pion noir sur case noire a7 · Pion noir sur case noire b6 · Pion noir sur case noire c5 · Dame blanche sur case blanche d5 · Pion blanc sur case blanche e4 · Dame noire sur case noire f4 · Cavalier blanc sur case blanche g4 · Pion blanc sur case blanche d3 · Tour noire sur case blanche h3 · Pion blanc sur case blanche c2 · Tour blanche sur case noire d2 · Tour blanche sur case blanche g2 · Roi blanc sur case blanche f1 · Cavalier blanc sur case noire g1 | Fou noir sur case noire b8 · Roi noir sur case blanche c8 · Tour noire sur case noire h8 · Pion noir sur case noire a7 · Pion noir sur case noire b6 · Pion noir sur case noire c5 · Dame blanche sur case blanche d5 · Pion blanc sur case blanche e4 · Dame noire sur case noire f4 · Cavalier blanc sur case blanche g4 · Pion blanc sur case blanche d3 · Tour noire sur case blanche h3 · Pion blanc sur case blanche c2 · Tour blanche sur case noire d2 · Tour blanche sur case blanche g2 · Roi blanc sur case blanche f1 · Cavalier blanc sur case noire g1 | Fou noir sur case noire b8 · Roi noir sur case blanche c8 · Tour noire sur case noire h8 · Pion noir sur case noire a7 · Pion noir sur case noire b6 · Pion noir sur case noire c5 · Dame blanche sur case blanche d5 · Pion blanc sur case blanche e4 · Dame noire sur case noire f4 · Cavalier blanc sur case blanche g4 · Pion blanc sur case blanche d3 · Tour noire sur case blanche h3 · Pion blanc sur case blanche c2 · Tour blanche sur case noire d2 · Tour blanche sur case blanche g2 · Roi blanc sur case blanche f1 · Cavalier blanc sur case noire g1 | Fou noir sur case noire b8 · Roi noir sur case blanche c8 · Tour noire sur case noire h8 · Pion noir sur case noire a7 · Pion noir sur case noire b6 · Pion noir sur case noire c5 · Dame blanche sur case blanche d5 · Pion blanc sur case blanche e4 · Dame noire sur case noire f4 · Cavalier blanc sur case blanche g4 · Pion blanc sur case blanche d3 · Tour noire sur case blanche h3 · Pion blanc sur case blanche c2 · Tour blanche sur case noire d2 · Tour blanche sur case blanche g2 · Roi blanc sur case blanche f1 · Cavalier blanc sur case noire g1 | Fou noir sur case noire b8 · Roi noir sur case blanche c8 · Tour noire sur case noire h8 · Pion noir sur case noire a7 · Pion noir sur case noire b6 · Pion noir sur case noire c5 · Dame blanche sur case blanche d5 · Pion blanc sur case blanche e4 · Dame noire sur case noire f4 · Cavalier blanc sur case blanche g4 · Pion blanc sur case blanche d3 · Tour noire sur case blanche h3 · Pion blanc sur case blanche c2 · Tour blanche sur case noire d2 · Tour blanche sur case blanche g2 · Roi blanc sur case blanche f1 · Cavalier blanc sur case noire g1 | Fou noir sur case noire b8 · Roi noir sur case blanche c8 · Tour noire sur case noire h8 · Pion noir sur case noire a7 · Pion noir sur case noire b6 · Pion noir sur case noire c5 · Dame blanche sur case blanche d5 · Pion blanc sur case blanche e4 · Dame noire sur case noire f4 · Cavalier blanc sur case blanche g4 · Pion blanc sur case blanche d3 · Tour noire sur case blanche h3 · Pion blanc sur case blanche c2 · Tour blanche sur case noire d2 · Tour blanche sur case blanche g2 · Roi blanc sur case blanche f1 · Cavalier blanc sur case noire g1 | Fou noir sur case noire b8 · Roi noir sur case blanche c8 · Tour noire sur case noire h8 · Pion noir sur case noire a7 · Pion noir sur case noire b6 · Pion noir sur case noire c5 · Dame blanche sur case blanche d5 · Pion blanc sur case blanche e4 · Dame noire sur case noire f4 · Cavalier blanc sur case blanche g4 · Pion blanc sur case blanche d3 · Tour noire sur case blanche h3 · Pion blanc sur case blanche c2 · Tour blanche sur case noire d2 · Tour blanche sur case blanche g2 · Roi blanc sur case blanche f1 · Cavalier blanc sur case noire g1 | 6 |
| 5 | Fou noir sur case noire b8 · Roi noir sur case blanche c8 · Tour noire sur case noire h8 · Pion noir sur case noire a7 · Pion noir sur case noire b6 · Pion noir sur case noire c5 · Dame blanche sur case blanche d5 · Pion blanc sur case blanche e4 · Dame noire sur case noire f4 · Cavalier blanc sur case blanche g4 · Pion blanc sur case blanche d3 · Tour noire sur case blanche h3 · Pion blanc sur case blanche c2 · Tour blanche sur case noire d2 · Tour blanche sur case blanche g2 · Roi blanc sur case blanche f1 · Cavalier blanc sur case noire g1 | Fou noir sur case noire b8 · Roi noir sur case blanche c8 · Tour noire sur case noire h8 · Pion noir sur case noire a7 · Pion noir sur case noire b6 · Pion noir sur case noire c5 · Dame blanche sur case blanche d5 · Pion blanc sur case blanche e4 · Dame noire sur case noire f4 · Cavalier blanc sur case blanche g4 · Pion blanc sur case blanche d3 · Tour noire sur case blanche h3 · Pion blanc sur case blanche c2 · Tour blanche sur case noire d2 · Tour blanche sur case blanche g2 · Roi blanc sur case blanche f1 · Cavalier blanc sur case noire g1 | Fou noir sur case noire b8 · Roi noir sur case blanche c8 · Tour noire sur case noire h8 · Pion noir sur case noire a7 · Pion noir sur case noire b6 · Pion noir sur case noire c5 · Dame blanche sur case blanche d5 · Pion blanc sur case blanche e4 · Dame noire sur case noire f4 · Cavalier blanc sur case blanche g4 · Pion blanc sur case blanche d3 · Tour noire sur case blanche h3 · Pion blanc sur case blanche c2 · Tour blanche sur case noire d2 · Tour blanche sur case blanche g2 · Roi blanc sur case blanche f1 · Cavalier blanc sur case noire g1 | Fou noir sur case noire b8 · Roi noir sur case blanche c8 · Tour noire sur case noire h8 · Pion noir sur case noire a7 · Pion noir sur case noire b6 · Pion noir sur case noire c5 · Dame blanche sur case blanche d5 · Pion blanc sur case blanche e4 · Dame noire sur case noire f4 · Cavalier blanc sur case blanche g4 · Pion blanc sur case blanche d3 · Tour noire sur case blanche h3 · Pion blanc sur case blanche c2 · Tour blanche sur case noire d2 · Tour blanche sur case blanche g2 · Roi blanc sur case blanche f1 · Cavalier blanc sur case noire g1 | Fou noir sur case noire b8 · Roi noir sur case blanche c8 · Tour noire sur case noire h8 · Pion noir sur case noire a7 · Pion noir sur case noire b6 · Pion noir sur case noire c5 · Dame blanche sur case blanche d5 · Pion blanc sur case blanche e4 · Dame noire sur case noire f4 · Cavalier blanc sur case blanche g4 · Pion blanc sur case blanche d3 · Tour noire sur case blanche h3 · Pion blanc sur case blanche c2 · Tour blanche sur case noire d2 · Tour blanche sur case blanche g2 · Roi blanc sur case blanche f1 · Cavalier blanc sur case noire g1 | Fou noir sur case noire b8 · Roi noir sur case blanche c8 · Tour noire sur case noire h8 · Pion noir sur case noire a7 · Pion noir sur case noire b6 · Pion noir sur case noire c5 · Dame blanche sur case blanche d5 · Pion blanc sur case blanche e4 · Dame noire sur case noire f4 · Cavalier blanc sur case blanche g4 · Pion blanc sur case blanche d3 · Tour noire sur case blanche h3 · Pion blanc sur case blanche c2 · Tour blanche sur case noire d2 · Tour blanche sur case blanche g2 · Roi blanc sur case blanche f1 · Cavalier blanc sur case noire g1 | Fou noir sur case noire b8 · Roi noir sur case blanche c8 · Tour noire sur case noire h8 · Pion noir sur case noire a7 · Pion noir sur case noire b6 · Pion noir sur case noire c5 · Dame blanche sur case blanche d5 · Pion blanc sur case blanche e4 · Dame noire sur case noire f4 · Cavalier blanc sur case blanche g4 · Pion blanc sur case blanche d3 · Tour noire sur case blanche h3 · Pion blanc sur case blanche c2 · Tour blanche sur case noire d2 · Tour blanche sur case blanche g2 · Roi blanc sur case blanche f1 · Cavalier blanc sur case noire g1 | Fou noir sur case noire b8 · Roi noir sur case blanche c8 · Tour noire sur case noire h8 · Pion noir sur case noire a7 · Pion noir sur case noire b6 · Pion noir sur case noire c5 · Dame blanche sur case blanche d5 · Pion blanc sur case blanche e4 · Dame noire sur case noire f4 · Cavalier blanc sur case blanche g4 · Pion blanc sur case blanche d3 · Tour noire sur case blanche h3 · Pion blanc sur case blanche c2 · Tour blanche sur case noire d2 · Tour blanche sur case blanche g2 · Roi blanc sur case blanche f1 · Cavalier blanc sur case noire g1 | 5 |
| 4 | Fou noir sur case noire b8 · Roi noir sur case blanche c8 · Tour noire sur case noire h8 · Pion noir sur case noire a7 · Pion noir sur case noire b6 · Pion noir sur case noire c5 · Dame blanche sur case blanche d5 · Pion blanc sur case blanche e4 · Dame noire sur case noire f4 · Cavalier blanc sur case blanche g4 · Pion blanc sur case blanche d3 · Tour noire sur case blanche h3 · Pion blanc sur case blanche c2 · Tour blanche sur case noire d2 · Tour blanche sur case blanche g2 · Roi blanc sur case blanche f1 · Cavalier blanc sur case noire g1 | Fou noir sur case noire b8 · Roi noir sur case blanche c8 · Tour noire sur case noire h8 · Pion noir sur case noire a7 · Pion noir sur case noire b6 · Pion noir sur case noire c5 · Dame blanche sur case blanche d5 · Pion blanc sur case blanche e4 · Dame noire sur case noire f4 · Cavalier blanc sur case blanche g4 · Pion blanc sur case blanche d3 · Tour noire sur case blanche h3 · Pion blanc sur case blanche c2 · Tour blanche sur case noire d2 · Tour blanche sur case blanche g2 · Roi blanc sur case blanche f1 · Cavalier blanc sur case noire g1 | Fou noir sur case noire b8 · Roi noir sur case blanche c8 · Tour noire sur case noire h8 · Pion noir sur case noire a7 · Pion noir sur case noire b6 · Pion noir sur case noire c5 · Dame blanche sur case blanche d5 · Pion blanc sur case blanche e4 · Dame noire sur case noire f4 · Cavalier blanc sur case blanche g4 · Pion blanc sur case blanche d3 · Tour noire sur case blanche h3 · Pion blanc sur case blanche c2 · Tour blanche sur case noire d2 · Tour blanche sur case blanche g2 · Roi blanc sur case blanche f1 · Cavalier blanc sur case noire g1 | Fou noir sur case noire b8 · Roi noir sur case blanche c8 · Tour noire sur case noire h8 · Pion noir sur case noire a7 · Pion noir sur case noire b6 · Pion noir sur case noire c5 · Dame blanche sur case blanche d5 · Pion blanc sur case blanche e4 · Dame noire sur case noire f4 · Cavalier blanc sur case blanche g4 · Pion blanc sur case blanche d3 · Tour noire sur case blanche h3 · Pion blanc sur case blanche c2 · Tour blanche sur case noire d2 · Tour blanche sur case blanche g2 · Roi blanc sur case blanche f1 · Cavalier blanc sur case noire g1 | Fou noir sur case noire b8 · Roi noir sur case blanche c8 · Tour noire sur case noire h8 · Pion noir sur case noire a7 · Pion noir sur case noire b6 · Pion noir sur case noire c5 · Dame blanche sur case blanche d5 · Pion blanc sur case blanche e4 · Dame noire sur case noire f4 · Cavalier blanc sur case blanche g4 · Pion blanc sur case blanche d3 · Tour noire sur case blanche h3 · Pion blanc sur case blanche c2 · Tour blanche sur case noire d2 · Tour blanche sur case blanche g2 · Roi blanc sur case blanche f1 · Cavalier blanc sur case noire g1 | Fou noir sur case noire b8 · Roi noir sur case blanche c8 · Tour noire sur case noire h8 · Pion noir sur case noire a7 · Pion noir sur case noire b6 · Pion noir sur case noire c5 · Dame blanche sur case blanche d5 · Pion blanc sur case blanche e4 · Dame noire sur case noire f4 · Cavalier blanc sur case blanche g4 · Pion blanc sur case blanche d3 · Tour noire sur case blanche h3 · Pion blanc sur case blanche c2 · Tour blanche sur case noire d2 · Tour blanche sur case blanche g2 · Roi blanc sur case blanche f1 · Cavalier blanc sur case noire g1 | Fou noir sur case noire b8 · Roi noir sur case blanche c8 · Tour noire sur case noire h8 · Pion noir sur case noire a7 · Pion noir sur case noire b6 · Pion noir sur case noire c5 · Dame blanche sur case blanche d5 · Pion blanc sur case blanche e4 · Dame noire sur case noire f4 · Cavalier blanc sur case blanche g4 · Pion blanc sur case blanche d3 · Tour noire sur case blanche h3 · Pion blanc sur case blanche c2 · Tour blanche sur case noire d2 · Tour blanche sur case blanche g2 · Roi blanc sur case blanche f1 · Cavalier blanc sur case noire g1 | Fou noir sur case noire b8 · Roi noir sur case blanche c8 · Tour noire sur case noire h8 · Pion noir sur case noire a7 · Pion noir sur case noire b6 · Pion noir sur case noire c5 · Dame blanche sur case blanche d5 · Pion blanc sur case blanche e4 · Dame noire sur case noire f4 · Cavalier blanc sur case blanche g4 · Pion blanc sur case blanche d3 · Tour noire sur case blanche h3 · Pion blanc sur case blanche c2 · Tour blanche sur case noire d2 · Tour blanche sur case blanche g2 · Roi blanc sur case blanche f1 · Cavalier blanc sur case noire g1 | 4 |
| 3 | Fou noir sur case noire b8 · Roi noir sur case blanche c8 · Tour noire sur case noire h8 · Pion noir sur case noire a7 · Pion noir sur case noire b6 · Pion noir sur case noire c5 · Dame blanche sur case blanche d5 · Pion blanc sur case blanche e4 · Dame noire sur case noire f4 · Cavalier blanc sur case blanche g4 · Pion blanc sur case blanche d3 · Tour noire sur case blanche h3 · Pion blanc sur case blanche c2 · Tour blanche sur case noire d2 · Tour blanche sur case blanche g2 · Roi blanc sur case blanche f1 · Cavalier blanc sur case noire g1 | Fou noir sur case noire b8 · Roi noir sur case blanche c8 · Tour noire sur case noire h8 · Pion noir sur case noire a7 · Pion noir sur case noire b6 · Pion noir sur case noire c5 · Dame blanche sur case blanche d5 · Pion blanc sur case blanche e4 · Dame noire sur case noire f4 · Cavalier blanc sur case blanche g4 · Pion blanc sur case blanche d3 · Tour noire sur case blanche h3 · Pion blanc sur case blanche c2 · Tour blanche sur case noire d2 · Tour blanche sur case blanche g2 · Roi blanc sur case blanche f1 · Cavalier blanc sur case noire g1 | Fou noir sur case noire b8 · Roi noir sur case blanche c8 · Tour noire sur case noire h8 · Pion noir sur case noire a7 · Pion noir sur case noire b6 · Pion noir sur case noire c5 · Dame blanche sur case blanche d5 · Pion blanc sur case blanche e4 · Dame noire sur case noire f4 · Cavalier blanc sur case blanche g4 · Pion blanc sur case blanche d3 · Tour noire sur case blanche h3 · Pion blanc sur case blanche c2 · Tour blanche sur case noire d2 · Tour blanche sur case blanche g2 · Roi blanc sur case blanche f1 · Cavalier blanc sur case noire g1 | Fou noir sur case noire b8 · Roi noir sur case blanche c8 · Tour noire sur case noire h8 · Pion noir sur case noire a7 · Pion noir sur case noire b6 · Pion noir sur case noire c5 · Dame blanche sur case blanche d5 · Pion blanc sur case blanche e4 · Dame noire sur case noire f4 · Cavalier blanc sur case blanche g4 · Pion blanc sur case blanche d3 · Tour noire sur case blanche h3 · Pion blanc sur case blanche c2 · Tour blanche sur case noire d2 · Tour blanche sur case blanche g2 · Roi blanc sur case blanche f1 · Cavalier blanc sur case noire g1 | Fou noir sur case noire b8 · Roi noir sur case blanche c8 · Tour noire sur case noire h8 · Pion noir sur case noire a7 · Pion noir sur case noire b6 · Pion noir sur case noire c5 · Dame blanche sur case blanche d5 · Pion blanc sur case blanche e4 · Dame noire sur case noire f4 · Cavalier blanc sur case blanche g4 · Pion blanc sur case blanche d3 · Tour noire sur case blanche h3 · Pion blanc sur case blanche c2 · Tour blanche sur case noire d2 · Tour blanche sur case blanche g2 · Roi blanc sur case blanche f1 · Cavalier blanc sur case noire g1 | Fou noir sur case noire b8 · Roi noir sur case blanche c8 · Tour noire sur case noire h8 · Pion noir sur case noire a7 · Pion noir sur case noire b6 · Pion noir sur case noire c5 · Dame blanche sur case blanche d5 · Pion blanc sur case blanche e4 · Dame noire sur case noire f4 · Cavalier blanc sur case blanche g4 · Pion blanc sur case blanche d3 · Tour noire sur case blanche h3 · Pion blanc sur case blanche c2 · Tour blanche sur case noire d2 · Tour blanche sur case blanche g2 · Roi blanc sur case blanche f1 · Cavalier blanc sur case noire g1 | Fou noir sur case noire b8 · Roi noir sur case blanche c8 · Tour noire sur case noire h8 · Pion noir sur case noire a7 · Pion noir sur case noire b6 · Pion noir sur case noire c5 · Dame blanche sur case blanche d5 · Pion blanc sur case blanche e4 · Dame noire sur case noire f4 · Cavalier blanc sur case blanche g4 · Pion blanc sur case blanche d3 · Tour noire sur case blanche h3 · Pion blanc sur case blanche c2 · Tour blanche sur case noire d2 · Tour blanche sur case blanche g2 · Roi blanc sur case blanche f1 · Cavalier blanc sur case noire g1 | Fou noir sur case noire b8 · Roi noir sur case blanche c8 · Tour noire sur case noire h8 · Pion noir sur case noire a7 · Pion noir sur case noire b6 · Pion noir sur case noire c5 · Dame blanche sur case blanche d5 · Pion blanc sur case blanche e4 · Dame noire sur case noire f4 · Cavalier blanc sur case blanche g4 · Pion blanc sur case blanche d3 · Tour noire sur case blanche h3 · Pion blanc sur case blanche c2 · Tour blanche sur case noire d2 · Tour blanche sur case blanche g2 · Roi blanc sur case blanche f1 · Cavalier blanc sur case noire g1 | 3 |
| 2 | Fou noir sur case noire b8 · Roi noir sur case blanche c8 · Tour noire sur case noire h8 · Pion noir sur case noire a7 · Pion noir sur case noire b6 · Pion noir sur case noire c5 · Dame blanche sur case blanche d5 · Pion blanc sur case blanche e4 · Dame noire sur case noire f4 · Cavalier blanc sur case blanche g4 · Pion blanc sur case blanche d3 · Tour noire sur case blanche h3 · Pion blanc sur case blanche c2 · Tour blanche sur case noire d2 · Tour blanche sur case blanche g2 · Roi blanc sur case blanche f1 · Cavalier blanc sur case noire g1 | Fou noir sur case noire b8 · Roi noir sur case blanche c8 · Tour noire sur case noire h8 · Pion noir sur case noire a7 · Pion noir sur case noire b6 · Pion noir sur case noire c5 · Dame blanche sur case blanche d5 · Pion blanc sur case blanche e4 · Dame noire sur case noire f4 · Cavalier blanc sur case blanche g4 · Pion blanc sur case blanche d3 · Tour noire sur case blanche h3 · Pion blanc sur case blanche c2 · Tour blanche sur case noire d2 · Tour blanche sur case blanche g2 · Roi blanc sur case blanche f1 · Cavalier blanc sur case noire g1 | Fou noir sur case noire b8 · Roi noir sur case blanche c8 · Tour noire sur case noire h8 · Pion noir sur case noire a7 · Pion noir sur case noire b6 · Pion noir sur case noire c5 · Dame blanche sur case blanche d5 · Pion blanc sur case blanche e4 · Dame noire sur case noire f4 · Cavalier blanc sur case blanche g4 · Pion blanc sur case blanche d3 · Tour noire sur case blanche h3 · Pion blanc sur case blanche c2 · Tour blanche sur case noire d2 · Tour blanche sur case blanche g2 · Roi blanc sur case blanche f1 · Cavalier blanc sur case noire g1 | Fou noir sur case noire b8 · Roi noir sur case blanche c8 · Tour noire sur case noire h8 · Pion noir sur case noire a7 · Pion noir sur case noire b6 · Pion noir sur case noire c5 · Dame blanche sur case blanche d5 · Pion blanc sur case blanche e4 · Dame noire sur case noire f4 · Cavalier blanc sur case blanche g4 · Pion blanc sur case blanche d3 · Tour noire sur case blanche h3 · Pion blanc sur case blanche c2 · Tour blanche sur case noire d2 · Tour blanche sur case blanche g2 · Roi blanc sur case blanche f1 · Cavalier blanc sur case noire g1 | Fou noir sur case noire b8 · Roi noir sur case blanche c8 · Tour noire sur case noire h8 · Pion noir sur case noire a7 · Pion noir sur case noire b6 · Pion noir sur case noire c5 · Dame blanche sur case blanche d5 · Pion blanc sur case blanche e4 · Dame noire sur case noire f4 · Cavalier blanc sur case blanche g4 · Pion blanc sur case blanche d3 · Tour noire sur case blanche h3 · Pion blanc sur case blanche c2 · Tour blanche sur case noire d2 · Tour blanche sur case blanche g2 · Roi blanc sur case blanche f1 · Cavalier blanc sur case noire g1 | Fou noir sur case noire b8 · Roi noir sur case blanche c8 · Tour noire sur case noire h8 · Pion noir sur case noire a7 · Pion noir sur case noire b6 · Pion noir sur case noire c5 · Dame blanche sur case blanche d5 · Pion blanc sur case blanche e4 · Dame noire sur case noire f4 · Cavalier blanc sur case blanche g4 · Pion blanc sur case blanche d3 · Tour noire sur case blanche h3 · Pion blanc sur case blanche c2 · Tour blanche sur case noire d2 · Tour blanche sur case blanche g2 · Roi blanc sur case blanche f1 · Cavalier blanc sur case noire g1 | Fou noir sur case noire b8 · Roi noir sur case blanche c8 · Tour noire sur case noire h8 · Pion noir sur case noire a7 · Pion noir sur case noire b6 · Pion noir sur case noire c5 · Dame blanche sur case blanche d5 · Pion blanc sur case blanche e4 · Dame noire sur case noire f4 · Cavalier blanc sur case blanche g4 · Pion blanc sur case blanche d3 · Tour noire sur case blanche h3 · Pion blanc sur case blanche c2 · Tour blanche sur case noire d2 · Tour blanche sur case blanche g2 · Roi blanc sur case blanche f1 · Cavalier blanc sur case noire g1 | Fou noir sur case noire b8 · Roi noir sur case blanche c8 · Tour noire sur case noire h8 · Pion noir sur case noire a7 · Pion noir sur case noire b6 · Pion noir sur case noire c5 · Dame blanche sur case blanche d5 · Pion blanc sur case blanche e4 · Dame noire sur case noire f4 · Cavalier blanc sur case blanche g4 · Pion blanc sur case blanche d3 · Tour noire sur case blanche h3 · Pion blanc sur case blanche c2 · Tour blanche sur case noire d2 · Tour blanche sur case blanche g2 · Roi blanc sur case blanche f1 · Cavalier blanc sur case noire g1 | 2 |
| 1 | Fou noir sur case noire b8 · Roi noir sur case blanche c8 · Tour noire sur case noire h8 · Pion noir sur case noire a7 · Pion noir sur case noire b6 · Pion noir sur case noire c5 · Dame blanche sur case blanche d5 · Pion blanc sur case blanche e4 · Dame noire sur case noire f4 · Cavalier blanc sur case blanche g4 · Pion blanc sur case blanche d3 · Tour noire sur case blanche h3 · Pion blanc sur case blanche c2 · Tour blanche sur case noire d2 · Tour blanche sur case blanche g2 · Roi blanc sur case blanche f1 · Cavalier blanc sur case noire g1 | Fou noir sur case noire b8 · Roi noir sur case blanche c8 · Tour noire sur case noire h8 · Pion noir sur case noire a7 · Pion noir sur case noire b6 · Pion noir sur case noire c5 · Dame blanche sur case blanche d5 · Pion blanc sur case blanche e4 · Dame noire sur case noire f4 · Cavalier blanc sur case blanche g4 · Pion blanc sur case blanche d3 · Tour noire sur case blanche h3 · Pion blanc sur case blanche c2 · Tour blanche sur case noire d2 · Tour blanche sur case blanche g2 · Roi blanc sur case blanche f1 · Cavalier blanc sur case noire g1 | Fou noir sur case noire b8 · Roi noir sur case blanche c8 · Tour noire sur case noire h8 · Pion noir sur case noire a7 · Pion noir sur case noire b6 · Pion noir sur case noire c5 · Dame blanche sur case blanche d5 · Pion blanc sur case blanche e4 · Dame noire sur case noire f4 · Cavalier blanc sur case blanche g4 · Pion blanc sur case blanche d3 · Tour noire sur case blanche h3 · Pion blanc sur case blanche c2 · Tour blanche sur case noire d2 · Tour blanche sur case blanche g2 · Roi blanc sur case blanche f1 · Cavalier blanc sur case noire g1 | Fou noir sur case noire b8 · Roi noir sur case blanche c8 · Tour noire sur case noire h8 · Pion noir sur case noire a7 · Pion noir sur case noire b6 · Pion noir sur case noire c5 · Dame blanche sur case blanche d5 · Pion blanc sur case blanche e4 · Dame noire sur case noire f4 · Cavalier blanc sur case blanche g4 · Pion blanc sur case blanche d3 · Tour noire sur case blanche h3 · Pion blanc sur case blanche c2 · Tour blanche sur case noire d2 · Tour blanche sur case blanche g2 · Roi blanc sur case blanche f1 · Cavalier blanc sur case noire g1 | Fou noir sur case noire b8 · Roi noir sur case blanche c8 · Tour noire sur case noire h8 · Pion noir sur case noire a7 · Pion noir sur case noire b6 · Pion noir sur case noire c5 · Dame blanche sur case blanche d5 · Pion blanc sur case blanche e4 · Dame noire sur case noire f4 · Cavalier blanc sur case blanche g4 · Pion blanc sur case blanche d3 · Tour noire sur case blanche h3 · Pion blanc sur case blanche c2 · Tour blanche sur case noire d2 · Tour blanche sur case blanche g2 · Roi blanc sur case blanche f1 · Cavalier blanc sur case noire g1 | Fou noir sur case noire b8 · Roi noir sur case blanche c8 · Tour noire sur case noire h8 · Pion noir sur case noire a7 · Pion noir sur case noire b6 · Pion noir sur case noire c5 · Dame blanche sur case blanche d5 · Pion blanc sur case blanche e4 · Dame noire sur case noire f4 · Cavalier blanc sur case blanche g4 · Pion blanc sur case blanche d3 · Tour noire sur case blanche h3 · Pion blanc sur case blanche c2 · Tour blanche sur case noire d2 · Tour blanche sur case blanche g2 · Roi blanc sur case blanche f1 · Cavalier blanc sur case noire g1 | Fou noir sur case noire b8 · Roi noir sur case blanche c8 · Tour noire sur case noire h8 · Pion noir sur case noire a7 · Pion noir sur case noire b6 · Pion noir sur case noire c5 · Dame blanche sur case blanche d5 · Pion blanc sur case blanche e4 · Dame noire sur case noire f4 · Cavalier blanc sur case blanche g4 · Pion blanc sur case blanche d3 · Tour noire sur case blanche h3 · Pion blanc sur case blanche c2 · Tour blanche sur case noire d2 · Tour blanche sur case blanche g2 · Roi blanc sur case blanche f1 · Cavalier blanc sur case noire g1 | Fou noir sur case noire b8 · Roi noir sur case blanche c8 · Tour noire sur case noire h8 · Pion noir sur case noire a7 · Pion noir sur case noire b6 · Pion noir sur case noire c5 · Dame blanche sur case blanche d5 · Pion blanc sur case blanche e4 · Dame noire sur case noire f4 · Cavalier blanc sur case blanche g4 · Pion blanc sur case blanche d3 · Tour noire sur case blanche h3 · Pion blanc sur case blanche c2 · Tour blanche sur case noire d2 · Tour blanche sur case blanche g2 · Roi blanc sur case blanche f1 · Cavalier blanc sur case noire g1 | 1 |
|   | a | b | c | d | e | f | g | h |   |

le sacrifice de déviationle but est de soustraire une pièce adverse à une case où elle joue un rôle particulier, par ex. bloquer le chemin à une ou plusieurs de nos pièces le long d'une rangée ou d'une colonne.
le sacrifice de destructionle but est de supprimer une pièce adverse dont la valeur est théoriquement inférieure, mais dont le rôle est plus crucial dans la position, et qui aboutit à la prise de contrôle de cases clés de la position.
le sacrifice d'attractionsimilaire à la déviation, mais le but est ici de déplacer une pièce vers une case de moindre importance, plutôt que de la déplacer d'une case importante.
le sacrifice d'évacuationle but est d'évacuer la case initiale de la pièce sacrifiée pour l'occuper avec une autre pièce.
le sacrifice pour le tempole joueur qui sacrifie n'empêche pas son adversaire de gagner du matériel, parce qu'il poursuit un but plus important, pendant que l'adversaire perd un temps à capturer sa ou ses pièces, comme une attaque contre le roi adverse ou le fait de mener un pion à dame (la promotion). Dans certaines positions, ce sacrifice peut remplacer une triangulation.
le sacrifice suicidele joueur cherche à se débarrasser de ses pièces pour aboutir au pat (i. e. partie nulle quand c'est au tour de ce joueur de jouer, que son Roi n'est pas en échec, et qu'aucune de ses pièces ne peut jouer).

### Le vrai sacrifice
|   | a | b | c | d | e | f | g | h |   |
| 8 | Tour noire sur case blanche a8 · Fou noir sur case blanche c8 · Roi noir sur case blanche g8 · Pion noir sur case noire a7 · Pion noir sur case blanche b7 · Cavalier noir sur case blanche d7 · Pion noir sur case blanche h7 · Pion noir sur case blanche c6 · Fou noir sur case noire d6 · Pion noir sur case blanche e6 · Dame noire sur case noire f6 · Tour noire sur case noire h6 · Pion noir sur case blanche d5 · Pion blanc sur case blanche c4 · Pion blanc sur case noire d4 · Pion noir sur case blanche e4 · Pion noir sur case blanche g4 · Pion blanc sur case noire a3 · Pion blanc sur case blanche b3 · Pion blanc sur case noire e3 · Pion blanc sur case noire g3 · Fou blanc sur case noire b2 · Dame blanche sur case blanche c2 · Cavalier blanc sur case noire d2 · Pion blanc sur case noire f2 · Pion blanc sur case noire h2 · Tour blanche sur case blanche d1 · Tour blanche sur case noire e1 · Fou blanc sur case blanche f1 · Roi blanc sur case noire g1 | Tour noire sur case blanche a8 · Fou noir sur case blanche c8 · Roi noir sur case blanche g8 · Pion noir sur case noire a7 · Pion noir sur case blanche b7 · Cavalier noir sur case blanche d7 · Pion noir sur case blanche h7 · Pion noir sur case blanche c6 · Fou noir sur case noire d6 · Pion noir sur case blanche e6 · Dame noire sur case noire f6 · Tour noire sur case noire h6 · Pion noir sur case blanche d5 · Pion blanc sur case blanche c4 · Pion blanc sur case noire d4 · Pion noir sur case blanche e4 · Pion noir sur case blanche g4 · Pion blanc sur case noire a3 · Pion blanc sur case blanche b3 · Pion blanc sur case noire e3 · Pion blanc sur case noire g3 · Fou blanc sur case noire b2 · Dame blanche sur case blanche c2 · Cavalier blanc sur case noire d2 · Pion blanc sur case noire f2 · Pion blanc sur case noire h2 · Tour blanche sur case blanche d1 · Tour blanche sur case noire e1 · Fou blanc sur case blanche f1 · Roi blanc sur case noire g1 | Tour noire sur case blanche a8 · Fou noir sur case blanche c8 · Roi noir sur case blanche g8 · Pion noir sur case noire a7 · Pion noir sur case blanche b7 · Cavalier noir sur case blanche d7 · Pion noir sur case blanche h7 · Pion noir sur case blanche c6 · Fou noir sur case noire d6 · Pion noir sur case blanche e6 · Dame noire sur case noire f6 · Tour noire sur case noire h6 · Pion noir sur case blanche d5 · Pion blanc sur case blanche c4 · Pion blanc sur case noire d4 · Pion noir sur case blanche e4 · Pion noir sur case blanche g4 · Pion blanc sur case noire a3 · Pion blanc sur case blanche b3 · Pion blanc sur case noire e3 · Pion blanc sur case noire g3 · Fou blanc sur case noire b2 · Dame blanche sur case blanche c2 · Cavalier blanc sur case noire d2 · Pion blanc sur case noire f2 · Pion blanc sur case noire h2 · Tour blanche sur case blanche d1 · Tour blanche sur case noire e1 · Fou blanc sur case blanche f1 · Roi blanc sur case noire g1 | Tour noire sur case blanche a8 · Fou noir sur case blanche c8 · Roi noir sur case blanche g8 · Pion noir sur case noire a7 · Pion noir sur case blanche b7 · Cavalier noir sur case blanche d7 · Pion noir sur case blanche h7 · Pion noir sur case blanche c6 · Fou noir sur case noire d6 · Pion noir sur case blanche e6 · Dame noire sur case noire f6 · Tour noire sur case noire h6 · Pion noir sur case blanche d5 · Pion blanc sur case blanche c4 · Pion blanc sur case noire d4 · Pion noir sur case blanche e4 · Pion noir sur case blanche g4 · Pion blanc sur case noire a3 · Pion blanc sur case blanche b3 · Pion blanc sur case noire e3 · Pion blanc sur case noire g3 · Fou blanc sur case noire b2 · Dame blanche sur case blanche c2 · Cavalier blanc sur case noire d2 · Pion blanc sur case noire f2 · Pion blanc sur case noire h2 · Tour blanche sur case blanche d1 · Tour blanche sur case noire e1 · Fou blanc sur case blanche f1 · Roi blanc sur case noire g1 | Tour noire sur case blanche a8 · Fou noir sur case blanche c8 · Roi noir sur case blanche g8 · Pion noir sur case noire a7 · Pion noir sur case blanche b7 · Cavalier noir sur case blanche d7 · Pion noir sur case blanche h7 · Pion noir sur case blanche c6 · Fou noir sur case noire d6 · Pion noir sur case blanche e6 · Dame noire sur case noire f6 · Tour noire sur case noire h6 · Pion noir sur case blanche d5 · Pion blanc sur case blanche c4 · Pion blanc sur case noire d4 · Pion noir sur case blanche e4 · Pion noir sur case blanche g4 · Pion blanc sur case noire a3 · Pion blanc sur case blanche b3 · Pion blanc sur case noire e3 · Pion blanc sur case noire g3 · Fou blanc sur case noire b2 · Dame blanche sur case blanche c2 · Cavalier blanc sur case noire d2 · Pion blanc sur case noire f2 · Pion blanc sur case noire h2 · Tour blanche sur case blanche d1 · Tour blanche sur case noire e1 · Fou blanc sur case blanche f1 · Roi blanc sur case noire g1 | Tour noire sur case blanche a8 · Fou noir sur case blanche c8 · Roi noir sur case blanche g8 · Pion noir sur case noire a7 · Pion noir sur case blanche b7 · Cavalier noir sur case blanche d7 · Pion noir sur case blanche h7 · Pion noir sur case blanche c6 · Fou noir sur case noire d6 · Pion noir sur case blanche e6 · Dame noire sur case noire f6 · Tour noire sur case noire h6 · Pion noir sur case blanche d5 · Pion blanc sur case blanche c4 · Pion blanc sur case noire d4 · Pion noir sur case blanche e4 · Pion noir sur case blanche g4 · Pion blanc sur case noire a3 · Pion blanc sur case blanche b3 · Pion blanc sur case noire e3 · Pion blanc sur case noire g3 · Fou blanc sur case noire b2 · Dame blanche sur case blanche c2 · Cavalier blanc sur case noire d2 · Pion blanc sur case noire f2 · Pion blanc sur case noire h2 · Tour blanche sur case blanche d1 · Tour blanche sur case noire e1 · Fou blanc sur case blanche f1 · Roi blanc sur case noire g1 | Tour noire sur case blanche a8 · Fou noir sur case blanche c8 · Roi noir sur case blanche g8 · Pion noir sur case noire a7 · Pion noir sur case blanche b7 · Cavalier noir sur case blanche d7 · Pion noir sur case blanche h7 · Pion noir sur case blanche c6 · Fou noir sur case noire d6 · Pion noir sur case blanche e6 · Dame noire sur case noire f6 · Tour noire sur case noire h6 · Pion noir sur case blanche d5 · Pion blanc sur case blanche c4 · Pion blanc sur case noire d4 · Pion noir sur case blanche e4 · Pion noir sur case blanche g4 · Pion blanc sur case noire a3 · Pion blanc sur case blanche b3 · Pion blanc sur case noire e3 · Pion blanc sur case noire g3 · Fou blanc sur case noire b2 · Dame blanche sur case blanche c2 · Cavalier blanc sur case noire d2 · Pion blanc sur case noire f2 · Pion blanc sur case noire h2 · Tour blanche sur case blanche d1 · Tour blanche sur case noire e1 · Fou blanc sur case blanche f1 · Roi blanc sur case noire g1 | Tour noire sur case blanche a8 · Fou noir sur case blanche c8 · Roi noir sur case blanche g8 · Pion noir sur case noire a7 · Pion noir sur case blanche b7 · Cavalier noir sur case blanche d7 · Pion noir sur case blanche h7 · Pion noir sur case blanche c6 · Fou noir sur case noire d6 · Pion noir sur case blanche e6 · Dame noire sur case noire f6 · Tour noire sur case noire h6 · Pion noir sur case blanche d5 · Pion blanc sur case blanche c4 · Pion blanc sur case noire d4 · Pion noir sur case blanche e4 · Pion noir sur case blanche g4 · Pion blanc sur case noire a3 · Pion blanc sur case blanche b3 · Pion blanc sur case noire e3 · Pion blanc sur case noire g3 · Fou blanc sur case noire b2 · Dame blanche sur case blanche c2 · Cavalier blanc sur case noire d2 · Pion blanc sur case noire f2 · Pion blanc sur case noire h2 · Tour blanche sur case blanche d1 · Tour blanche sur case noire e1 · Fou blanc sur case blanche f1 · Roi blanc sur case noire g1 | 8 |
| 7 | Tour noire sur case blanche a8 · Fou noir sur case blanche c8 · Roi noir sur case blanche g8 · Pion noir sur case noire a7 · Pion noir sur case blanche b7 · Cavalier noir sur case blanche d7 · Pion noir sur case blanche h7 · Pion noir sur case blanche c6 · Fou noir sur case noire d6 · Pion noir sur case blanche e6 · Dame noire sur case noire f6 · Tour noire sur case noire h6 · Pion noir sur case blanche d5 · Pion blanc sur case blanche c4 · Pion blanc sur case noire d4 · Pion noir sur case blanche e4 · Pion noir sur case blanche g4 · Pion blanc sur case noire a3 · Pion blanc sur case blanche b3 · Pion blanc sur case noire e3 · Pion blanc sur case noire g3 · Fou blanc sur case noire b2 · Dame blanche sur case blanche c2 · Cavalier blanc sur case noire d2 · Pion blanc sur case noire f2 · Pion blanc sur case noire h2 · Tour blanche sur case blanche d1 · Tour blanche sur case noire e1 · Fou blanc sur case blanche f1 · Roi blanc sur case noire g1 | Tour noire sur case blanche a8 · Fou noir sur case blanche c8 · Roi noir sur case blanche g8 · Pion noir sur case noire a7 · Pion noir sur case blanche b7 · Cavalier noir sur case blanche d7 · Pion noir sur case blanche h7 · Pion noir sur case blanche c6 · Fou noir sur case noire d6 · Pion noir sur case blanche e6 · Dame noire sur case noire f6 · Tour noire sur case noire h6 · Pion noir sur case blanche d5 · Pion blanc sur case blanche c4 · Pion blanc sur case noire d4 · Pion noir sur case blanche e4 · Pion noir sur case blanche g4 · Pion blanc sur case noire a3 · Pion blanc sur case blanche b3 · Pion blanc sur case noire e3 · Pion blanc sur case noire g3 · Fou blanc sur case noire b2 · Dame blanche sur case blanche c2 · Cavalier blanc sur case noire d2 · Pion blanc sur case noire f2 · Pion blanc sur case noire h2 · Tour blanche sur case blanche d1 · Tour blanche sur case noire e1 · Fou blanc sur case blanche f1 · Roi blanc sur case noire g1 | Tour noire sur case blanche a8 · Fou noir sur case blanche c8 · Roi noir sur case blanche g8 · Pion noir sur case noire a7 · Pion noir sur case blanche b7 · Cavalier noir sur case blanche d7 · Pion noir sur case blanche h7 · Pion noir sur case blanche c6 · Fou noir sur case noire d6 · Pion noir sur case blanche e6 · Dame noire sur case noire f6 · Tour noire sur case noire h6 · Pion noir sur case blanche d5 · Pion blanc sur case blanche c4 · Pion blanc sur case noire d4 · Pion noir sur case blanche e4 · Pion noir sur case blanche g4 · Pion blanc sur case noire a3 · Pion blanc sur case blanche b3 · Pion blanc sur case noire e3 · Pion blanc sur case noire g3 · Fou blanc sur case noire b2 · Dame blanche sur case blanche c2 · Cavalier blanc sur case noire d2 · Pion blanc sur case noire f2 · Pion blanc sur case noire h2 · Tour blanche sur case blanche d1 · Tour blanche sur case noire e1 · Fou blanc sur case blanche f1 · Roi blanc sur case noire g1 | Tour noire sur case blanche a8 · Fou noir sur case blanche c8 · Roi noir sur case blanche g8 · Pion noir sur case noire a7 · Pion noir sur case blanche b7 · Cavalier noir sur case blanche d7 · Pion noir sur case blanche h7 · Pion noir sur case blanche c6 · Fou noir sur case noire d6 · Pion noir sur case blanche e6 · Dame noire sur case noire f6 · Tour noire sur case noire h6 · Pion noir sur case blanche d5 · Pion blanc sur case blanche c4 · Pion blanc sur case noire d4 · Pion noir sur case blanche e4 · Pion noir sur case blanche g4 · Pion blanc sur case noire a3 · Pion blanc sur case blanche b3 · Pion blanc sur case noire e3 · Pion blanc sur case noire g3 · Fou blanc sur case noire b2 · Dame blanche sur case blanche c2 · Cavalier blanc sur case noire d2 · Pion blanc sur case noire f2 · Pion blanc sur case noire h2 · Tour blanche sur case blanche d1 · Tour blanche sur case noire e1 · Fou blanc sur case blanche f1 · Roi blanc sur case noire g1 | Tour noire sur case blanche a8 · Fou noir sur case blanche c8 · Roi noir sur case blanche g8 · Pion noir sur case noire a7 · Pion noir sur case blanche b7 · Cavalier noir sur case blanche d7 · Pion noir sur case blanche h7 · Pion noir sur case blanche c6 · Fou noir sur case noire d6 · Pion noir sur case blanche e6 · Dame noire sur case noire f6 · Tour noire sur case noire h6 · Pion noir sur case blanche d5 · Pion blanc sur case blanche c4 · Pion blanc sur case noire d4 · Pion noir sur case blanche e4 · Pion noir sur case blanche g4 · Pion blanc sur case noire a3 · Pion blanc sur case blanche b3 · Pion blanc sur case noire e3 · Pion blanc sur case noire g3 · Fou blanc sur case noire b2 · Dame blanche sur case blanche c2 · Cavalier blanc sur case noire d2 · Pion blanc sur case noire f2 · Pion blanc sur case noire h2 · Tour blanche sur case blanche d1 · Tour blanche sur case noire e1 · Fou blanc sur case blanche f1 · Roi blanc sur case noire g1 | Tour noire sur case blanche a8 · Fou noir sur case blanche c8 · Roi noir sur case blanche g8 · Pion noir sur case noire a7 · Pion noir sur case blanche b7 · Cavalier noir sur case blanche d7 · Pion noir sur case blanche h7 · Pion noir sur case blanche c6 · Fou noir sur case noire d6 · Pion noir sur case blanche e6 · Dame noire sur case noire f6 · Tour noire sur case noire h6 · Pion noir sur case blanche d5 · Pion blanc sur case blanche c4 · Pion blanc sur case noire d4 · Pion noir sur case blanche e4 · Pion noir sur case blanche g4 · Pion blanc sur case noire a3 · Pion blanc sur case blanche b3 · Pion blanc sur case noire e3 · Pion blanc sur case noire g3 · Fou blanc sur case noire b2 · Dame blanche sur case blanche c2 · Cavalier blanc sur case noire d2 · Pion blanc sur case noire f2 · Pion blanc sur case noire h2 · Tour blanche sur case blanche d1 · Tour blanche sur case noire e1 · Fou blanc sur case blanche f1 · Roi blanc sur case noire g1 | Tour noire sur case blanche a8 · Fou noir sur case blanche c8 · Roi noir sur case blanche g8 · Pion noir sur case noire a7 · Pion noir sur case blanche b7 · Cavalier noir sur case blanche d7 · Pion noir sur case blanche h7 · Pion noir sur case blanche c6 · Fou noir sur case noire d6 · Pion noir sur case blanche e6 · Dame noire sur case noire f6 · Tour noire sur case noire h6 · Pion noir sur case blanche d5 · Pion blanc sur case blanche c4 · Pion blanc sur case noire d4 · Pion noir sur case blanche e4 · Pion noir sur case blanche g4 · Pion blanc sur case noire a3 · Pion blanc sur case blanche b3 · Pion blanc sur case noire e3 · Pion blanc sur case noire g3 · Fou blanc sur case noire b2 · Dame blanche sur case blanche c2 · Cavalier blanc sur case noire d2 · Pion blanc sur case noire f2 · Pion blanc sur case noire h2 · Tour blanche sur case blanche d1 · Tour blanche sur case noire e1 · Fou blanc sur case blanche f1 · Roi blanc sur case noire g1 | Tour noire sur case blanche a8 · Fou noir sur case blanche c8 · Roi noir sur case blanche g8 · Pion noir sur case noire a7 · Pion noir sur case blanche b7 · Cavalier noir sur case blanche d7 · Pion noir sur case blanche h7 · Pion noir sur case blanche c6 · Fou noir sur case noire d6 · Pion noir sur case blanche e6 · Dame noire sur case noire f6 · Tour noire sur case noire h6 · Pion noir sur case blanche d5 · Pion blanc sur case blanche c4 · Pion blanc sur case noire d4 · Pion noir sur case blanche e4 · Pion noir sur case blanche g4 · Pion blanc sur case noire a3 · Pion blanc sur case blanche b3 · Pion blanc sur case noire e3 · Pion blanc sur case noire g3 · Fou blanc sur case noire b2 · Dame blanche sur case blanche c2 · Cavalier blanc sur case noire d2 · Pion blanc sur case noire f2 · Pion blanc sur case noire h2 · Tour blanche sur case blanche d1 · Tour blanche sur case noire e1 · Fou blanc sur case blanche f1 · Roi blanc sur case noire g1 | 7 |
| 6 | Tour noire sur case blanche a8 · Fou noir sur case blanche c8 · Roi noir sur case blanche g8 · Pion noir sur case noire a7 · Pion noir sur case blanche b7 · Cavalier noir sur case blanche d7 · Pion noir sur case blanche h7 · Pion noir sur case blanche c6 · Fou noir sur case noire d6 · Pion noir sur case blanche e6 · Dame noire sur case noire f6 · Tour noire sur case noire h6 · Pion noir sur case blanche d5 · Pion blanc sur case blanche c4 · Pion blanc sur case noire d4 · Pion noir sur case blanche e4 · Pion noir sur case blanche g4 · Pion blanc sur case noire a3 · Pion blanc sur case blanche b3 · Pion blanc sur case noire e3 · Pion blanc sur case noire g3 · Fou blanc sur case noire b2 · Dame blanche sur case blanche c2 · Cavalier blanc sur case noire d2 · Pion blanc sur case noire f2 · Pion blanc sur case noire h2 · Tour blanche sur case blanche d1 · Tour blanche sur case noire e1 · Fou blanc sur case blanche f1 · Roi blanc sur case noire g1 | Tour noire sur case blanche a8 · Fou noir sur case blanche c8 · Roi noir sur case blanche g8 · Pion noir sur case noire a7 · Pion noir sur case blanche b7 · Cavalier noir sur case blanche d7 · Pion noir sur case blanche h7 · Pion noir sur case blanche c6 · Fou noir sur case noire d6 · Pion noir sur case blanche e6 · Dame noire sur case noire f6 · Tour noire sur case noire h6 · Pion noir sur case blanche d5 · Pion blanc sur case blanche c4 · Pion blanc sur case noire d4 · Pion noir sur case blanche e4 · Pion noir sur case blanche g4 · Pion blanc sur case noire a3 · Pion blanc sur case blanche b3 · Pion blanc sur case noire e3 · Pion blanc sur case noire g3 · Fou blanc sur case noire b2 · Dame blanche sur case blanche c2 · Cavalier blanc sur case noire d2 · Pion blanc sur case noire f2 · Pion blanc sur case noire h2 · Tour blanche sur case blanche d1 · Tour blanche sur case noire e1 · Fou blanc sur case blanche f1 · Roi blanc sur case noire g1 | Tour noire sur case blanche a8 · Fou noir sur case blanche c8 · Roi noir sur case blanche g8 · Pion noir sur case noire a7 · Pion noir sur case blanche b7 · Cavalier noir sur case blanche d7 · Pion noir sur case blanche h7 · Pion noir sur case blanche c6 · Fou noir sur case noire d6 · Pion noir sur case blanche e6 · Dame noire sur case noire f6 · Tour noire sur case noire h6 · Pion noir sur case blanche d5 · Pion blanc sur case blanche c4 · Pion blanc sur case noire d4 · Pion noir sur case blanche e4 · Pion noir sur case blanche g4 · Pion blanc sur case noire a3 · Pion blanc sur case blanche b3 · Pion blanc sur case noire e3 · Pion blanc sur case noire g3 · Fou blanc sur case noire b2 · Dame blanche sur case blanche c2 · Cavalier blanc sur case noire d2 · Pion blanc sur case noire f2 · Pion blanc sur case noire h2 · Tour blanche sur case blanche d1 · Tour blanche sur case noire e1 · Fou blanc sur case blanche f1 · Roi blanc sur case noire g1 | Tour noire sur case blanche a8 · Fou noir sur case blanche c8 · Roi noir sur case blanche g8 · Pion noir sur case noire a7 · Pion noir sur case blanche b7 · Cavalier noir sur case blanche d7 · Pion noir sur case blanche h7 · Pion noir sur case blanche c6 · Fou noir sur case noire d6 · Pion noir sur case blanche e6 · Dame noire sur case noire f6 · Tour noire sur case noire h6 · Pion noir sur case blanche d5 · Pion blanc sur case blanche c4 · Pion blanc sur case noire d4 · Pion noir sur case blanche e4 · Pion noir sur case blanche g4 · Pion blanc sur case noire a3 · Pion blanc sur case blanche b3 · Pion blanc sur case noire e3 · Pion blanc sur case noire g3 · Fou blanc sur case noire b2 · Dame blanche sur case blanche c2 · Cavalier blanc sur case noire d2 · Pion blanc sur case noire f2 · Pion blanc sur case noire h2 · Tour blanche sur case blanche d1 · Tour blanche sur case noire e1 · Fou blanc sur case blanche f1 · Roi blanc sur case noire g1 | Tour noire sur case blanche a8 · Fou noir sur case blanche c8 · Roi noir sur case blanche g8 · Pion noir sur case noire a7 · Pion noir sur case blanche b7 · Cavalier noir sur case blanche d7 · Pion noir sur case blanche h7 · Pion noir sur case blanche c6 · Fou noir sur case noire d6 · Pion noir sur case blanche e6 · Dame noire sur case noire f6 · Tour noire sur case noire h6 · Pion noir sur case blanche d5 · Pion blanc sur case blanche c4 · Pion blanc sur case noire d4 · Pion noir sur case blanche e4 · Pion noir sur case blanche g4 · Pion blanc sur case noire a3 · Pion blanc sur case blanche b3 · Pion blanc sur case noire e3 · Pion blanc sur case noire g3 · Fou blanc sur case noire b2 · Dame blanche sur case blanche c2 · Cavalier blanc sur case noire d2 · Pion blanc sur case noire f2 · Pion blanc sur case noire h2 · Tour blanche sur case blanche d1 · Tour blanche sur case noire e1 · Fou blanc sur case blanche f1 · Roi blanc sur case noire g1 | Tour noire sur case blanche a8 · Fou noir sur case blanche c8 · Roi noir sur case blanche g8 · Pion noir sur case noire a7 · Pion noir sur case blanche b7 · Cavalier noir sur case blanche d7 · Pion noir sur case blanche h7 · Pion noir sur case blanche c6 · Fou noir sur case noire d6 · Pion noir sur case blanche e6 · Dame noire sur case noire f6 · Tour noire sur case noire h6 · Pion noir sur case blanche d5 · Pion blanc sur case blanche c4 · Pion blanc sur case noire d4 · Pion noir sur case blanche e4 · Pion noir sur case blanche g4 · Pion blanc sur case noire a3 · Pion blanc sur case blanche b3 · Pion blanc sur case noire e3 · Pion blanc sur case noire g3 · Fou blanc sur case noire b2 · Dame blanche sur case blanche c2 · Cavalier blanc sur case noire d2 · Pion blanc sur case noire f2 · Pion blanc sur case noire h2 · Tour blanche sur case blanche d1 · Tour blanche sur case noire e1 · Fou blanc sur case blanche f1 · Roi blanc sur case noire g1 | Tour noire sur case blanche a8 · Fou noir sur case blanche c8 · Roi noir sur case blanche g8 · Pion noir sur case noire a7 · Pion noir sur case blanche b7 · Cavalier noir sur case blanche d7 · Pion noir sur case blanche h7 · Pion noir sur case blanche c6 · Fou noir sur case noire d6 · Pion noir sur case blanche e6 · Dame noire sur case noire f6 · Tour noire sur case noire h6 · Pion noir sur case blanche d5 · Pion blanc sur case blanche c4 · Pion blanc sur case noire d4 · Pion noir sur case blanche e4 · Pion noir sur case blanche g4 · Pion blanc sur case noire a3 · Pion blanc sur case blanche b3 · Pion blanc sur case noire e3 · Pion blanc sur case noire g3 · Fou blanc sur case noire b2 · Dame blanche sur case blanche c2 · Cavalier blanc sur case noire d2 · Pion blanc sur case noire f2 · Pion blanc sur case noire h2 · Tour blanche sur case blanche d1 · Tour blanche sur case noire e1 · Fou blanc sur case blanche f1 · Roi blanc sur case noire g1 | Tour noire sur case blanche a8 · Fou noir sur case blanche c8 · Roi noir sur case blanche g8 · Pion noir sur case noire a7 · Pion noir sur case blanche b7 · Cavalier noir sur case blanche d7 · Pion noir sur case blanche h7 · Pion noir sur case blanche c6 · Fou noir sur case noire d6 · Pion noir sur case blanche e6 · Dame noire sur case noire f6 · Tour noire sur case noire h6 · Pion noir sur case blanche d5 · Pion blanc sur case blanche c4 · Pion blanc sur case noire d4 · Pion noir sur case blanche e4 · Pion noir sur case blanche g4 · Pion blanc sur case noire a3 · Pion blanc sur case blanche b3 · Pion blanc sur case noire e3 · Pion blanc sur case noire g3 · Fou blanc sur case noire b2 · Dame blanche sur case blanche c2 · Cavalier blanc sur case noire d2 · Pion blanc sur case noire f2 · Pion blanc sur case noire h2 · Tour blanche sur case blanche d1 · Tour blanche sur case noire e1 · Fou blanc sur case blanche f1 · Roi blanc sur case noire g1 | 6 |
| 5 | Tour noire sur case blanche a8 · Fou noir sur case blanche c8 · Roi noir sur case blanche g8 · Pion noir sur case noire a7 · Pion noir sur case blanche b7 · Cavalier noir sur case blanche d7 · Pion noir sur case blanche h7 · Pion noir sur case blanche c6 · Fou noir sur case noire d6 · Pion noir sur case blanche e6 · Dame noire sur case noire f6 · Tour noire sur case noire h6 · Pion noir sur case blanche d5 · Pion blanc sur case blanche c4 · Pion blanc sur case noire d4 · Pion noir sur case blanche e4 · Pion noir sur case blanche g4 · Pion blanc sur case noire a3 · Pion blanc sur case blanche b3 · Pion blanc sur case noire e3 · Pion blanc sur case noire g3 · Fou blanc sur case noire b2 · Dame blanche sur case blanche c2 · Cavalier blanc sur case noire d2 · Pion blanc sur case noire f2 · Pion blanc sur case noire h2 · Tour blanche sur case blanche d1 · Tour blanche sur case noire e1 · Fou blanc sur case blanche f1 · Roi blanc sur case noire g1 | Tour noire sur case blanche a8 · Fou noir sur case blanche c8 · Roi noir sur case blanche g8 · Pion noir sur case noire a7 · Pion noir sur case blanche b7 · Cavalier noir sur case blanche d7 · Pion noir sur case blanche h7 · Pion noir sur case blanche c6 · Fou noir sur case noire d6 · Pion noir sur case blanche e6 · Dame noire sur case noire f6 · Tour noire sur case noire h6 · Pion noir sur case blanche d5 · Pion blanc sur case blanche c4 · Pion blanc sur case noire d4 · Pion noir sur case blanche e4 · Pion noir sur case blanche g4 · Pion blanc sur case noire a3 · Pion blanc sur case blanche b3 · Pion blanc sur case noire e3 · Pion blanc sur case noire g3 · Fou blanc sur case noire b2 · Dame blanche sur case blanche c2 · Cavalier blanc sur case noire d2 · Pion blanc sur case noire f2 · Pion blanc sur case noire h2 · Tour blanche sur case blanche d1 · Tour blanche sur case noire e1 · Fou blanc sur case blanche f1 · Roi blanc sur case noire g1 | Tour noire sur case blanche a8 · Fou noir sur case blanche c8 · Roi noir sur case blanche g8 · Pion noir sur case noire a7 · Pion noir sur case blanche b7 · Cavalier noir sur case blanche d7 · Pion noir sur case blanche h7 · Pion noir sur case blanche c6 · Fou noir sur case noire d6 · Pion noir sur case blanche e6 · Dame noire sur case noire f6 · Tour noire sur case noire h6 · Pion noir sur case blanche d5 · Pion blanc sur case blanche c4 · Pion blanc sur case noire d4 · Pion noir sur case blanche e4 · Pion noir sur case blanche g4 · Pion blanc sur case noire a3 · Pion blanc sur case blanche b3 · Pion blanc sur case noire e3 · Pion blanc sur case noire g3 · Fou blanc sur case noire b2 · Dame blanche sur case blanche c2 · Cavalier blanc sur case noire d2 · Pion blanc sur case noire f2 · Pion blanc sur case noire h2 · Tour blanche sur case blanche d1 · Tour blanche sur case noire e1 · Fou blanc sur case blanche f1 · Roi blanc sur case noire g1 | Tour noire sur case blanche a8 · Fou noir sur case blanche c8 · Roi noir sur case blanche g8 · Pion noir sur case noire a7 · Pion noir sur case blanche b7 · Cavalier noir sur case blanche d7 · Pion noir sur case blanche h7 · Pion noir sur case blanche c6 · Fou noir sur case noire d6 · Pion noir sur case blanche e6 · Dame noire sur case noire f6 · Tour noire sur case noire h6 · Pion noir sur case blanche d5 · Pion blanc sur case blanche c4 · Pion blanc sur case noire d4 · Pion noir sur case blanche e4 · Pion noir sur case blanche g4 · Pion blanc sur case noire a3 · Pion blanc sur case blanche b3 · Pion blanc sur case noire e3 · Pion blanc sur case noire g3 · Fou blanc sur case noire b2 · Dame blanche sur case blanche c2 · Cavalier blanc sur case noire d2 · Pion blanc sur case noire f2 · Pion blanc sur case noire h2 · Tour blanche sur case blanche d1 · Tour blanche sur case noire e1 · Fou blanc sur case blanche f1 · Roi blanc sur case noire g1 | Tour noire sur case blanche a8 · Fou noir sur case blanche c8 · Roi noir sur case blanche g8 · Pion noir sur case noire a7 · Pion noir sur case blanche b7 · Cavalier noir sur case blanche d7 · Pion noir sur case blanche h7 · Pion noir sur case blanche c6 · Fou noir sur case noire d6 · Pion noir sur case blanche e6 · Dame noire sur case noire f6 · Tour noire sur case noire h6 · Pion noir sur case blanche d5 · Pion blanc sur case blanche c4 · Pion blanc sur case noire d4 · Pion noir sur case blanche e4 · Pion noir sur case blanche g4 · Pion blanc sur case noire a3 · Pion blanc sur case blanche b3 · Pion blanc sur case noire e3 · Pion blanc sur case noire g3 · Fou blanc sur case noire b2 · Dame blanche sur case blanche c2 · Cavalier blanc sur case noire d2 · Pion blanc sur case noire f2 · Pion blanc sur case noire h2 · Tour blanche sur case blanche d1 · Tour blanche sur case noire e1 · Fou blanc sur case blanche f1 · Roi blanc sur case noire g1 | Tour noire sur case blanche a8 · Fou noir sur case blanche c8 · Roi noir sur case blanche g8 · Pion noir sur case noire a7 · Pion noir sur case blanche b7 · Cavalier noir sur case blanche d7 · Pion noir sur case blanche h7 · Pion noir sur case blanche c6 · Fou noir sur case noire d6 · Pion noir sur case blanche e6 · Dame noire sur case noire f6 · Tour noire sur case noire h6 · Pion noir sur case blanche d5 · Pion blanc sur case blanche c4 · Pion blanc sur case noire d4 · Pion noir sur case blanche e4 · Pion noir sur case blanche g4 · Pion blanc sur case noire a3 · Pion blanc sur case blanche b3 · Pion blanc sur case noire e3 · Pion blanc sur case noire g3 · Fou blanc sur case noire b2 · Dame blanche sur case blanche c2 · Cavalier blanc sur case noire d2 · Pion blanc sur case noire f2 · Pion blanc sur case noire h2 · Tour blanche sur case blanche d1 · Tour blanche sur case noire e1 · Fou blanc sur case blanche f1 · Roi blanc sur case noire g1 | Tour noire sur case blanche a8 · Fou noir sur case blanche c8 · Roi noir sur case blanche g8 · Pion noir sur case noire a7 · Pion noir sur case blanche b7 · Cavalier noir sur case blanche d7 · Pion noir sur case blanche h7 · Pion noir sur case blanche c6 · Fou noir sur case noire d6 · Pion noir sur case blanche e6 · Dame noire sur case noire f6 · Tour noire sur case noire h6 · Pion noir sur case blanche d5 · Pion blanc sur case blanche c4 · Pion blanc sur case noire d4 · Pion noir sur case blanche e4 · Pion noir sur case blanche g4 · Pion blanc sur case noire a3 · Pion blanc sur case blanche b3 · Pion blanc sur case noire e3 · Pion blanc sur case noire g3 · Fou blanc sur case noire b2 · Dame blanche sur case blanche c2 · Cavalier blanc sur case noire d2 · Pion blanc sur case noire f2 · Pion blanc sur case noire h2 · Tour blanche sur case blanche d1 · Tour blanche sur case noire e1 · Fou blanc sur case blanche f1 · Roi blanc sur case noire g1 | Tour noire sur case blanche a8 · Fou noir sur case blanche c8 · Roi noir sur case blanche g8 · Pion noir sur case noire a7 · Pion noir sur case blanche b7 · Cavalier noir sur case blanche d7 · Pion noir sur case blanche h7 · Pion noir sur case blanche c6 · Fou noir sur case noire d6 · Pion noir sur case blanche e6 · Dame noire sur case noire f6 · Tour noire sur case noire h6 · Pion noir sur case blanche d5 · Pion blanc sur case blanche c4 · Pion blanc sur case noire d4 · Pion noir sur case blanche e4 · Pion noir sur case blanche g4 · Pion blanc sur case noire a3 · Pion blanc sur case blanche b3 · Pion blanc sur case noire e3 · Pion blanc sur case noire g3 · Fou blanc sur case noire b2 · Dame blanche sur case blanche c2 · Cavalier blanc sur case noire d2 · Pion blanc sur case noire f2 · Pion blanc sur case noire h2 · Tour blanche sur case blanche d1 · Tour blanche sur case noire e1 · Fou blanc sur case blanche f1 · Roi blanc sur case noire g1 | 5 |
| 4 | Tour noire sur case blanche a8 · Fou noir sur case blanche c8 · Roi noir sur case blanche g8 · Pion noir sur case noire a7 · Pion noir sur case blanche b7 · Cavalier noir sur case blanche d7 · Pion noir sur case blanche h7 · Pion noir sur case blanche c6 · Fou noir sur case noire d6 · Pion noir sur case blanche e6 · Dame noire sur case noire f6 · Tour noire sur case noire h6 · Pion noir sur case blanche d5 · Pion blanc sur case blanche c4 · Pion blanc sur case noire d4 · Pion noir sur case blanche e4 · Pion noir sur case blanche g4 · Pion blanc sur case noire a3 · Pion blanc sur case blanche b3 · Pion blanc sur case noire e3 · Pion blanc sur case noire g3 · Fou blanc sur case noire b2 · Dame blanche sur case blanche c2 · Cavalier blanc sur case noire d2 · Pion blanc sur case noire f2 · Pion blanc sur case noire h2 · Tour blanche sur case blanche d1 · Tour blanche sur case noire e1 · Fou blanc sur case blanche f1 · Roi blanc sur case noire g1 | Tour noire sur case blanche a8 · Fou noir sur case blanche c8 · Roi noir sur case blanche g8 · Pion noir sur case noire a7 · Pion noir sur case blanche b7 · Cavalier noir sur case blanche d7 · Pion noir sur case blanche h7 · Pion noir sur case blanche c6 · Fou noir sur case noire d6 · Pion noir sur case blanche e6 · Dame noire sur case noire f6 · Tour noire sur case noire h6 · Pion noir sur case blanche d5 · Pion blanc sur case blanche c4 · Pion blanc sur case noire d4 · Pion noir sur case blanche e4 · Pion noir sur case blanche g4 · Pion blanc sur case noire a3 · Pion blanc sur case blanche b3 · Pion blanc sur case noire e3 · Pion blanc sur case noire g3 · Fou blanc sur case noire b2 · Dame blanche sur case blanche c2 · Cavalier blanc sur case noire d2 · Pion blanc sur case noire f2 · Pion blanc sur case noire h2 · Tour blanche sur case blanche d1 · Tour blanche sur case noire e1 · Fou blanc sur case blanche f1 · Roi blanc sur case noire g1 | Tour noire sur case blanche a8 · Fou noir sur case blanche c8 · Roi noir sur case blanche g8 · Pion noir sur case noire a7 · Pion noir sur case blanche b7 · Cavalier noir sur case blanche d7 · Pion noir sur case blanche h7 · Pion noir sur case blanche c6 · Fou noir sur case noire d6 · Pion noir sur case blanche e6 · Dame noire sur case noire f6 · Tour noire sur case noire h6 · Pion noir sur case blanche d5 · Pion blanc sur case blanche c4 · Pion blanc sur case noire d4 · Pion noir sur case blanche e4 · Pion noir sur case blanche g4 · Pion blanc sur case noire a3 · Pion blanc sur case blanche b3 · Pion blanc sur case noire e3 · Pion blanc sur case noire g3 · Fou blanc sur case noire b2 · Dame blanche sur case blanche c2 · Cavalier blanc sur case noire d2 · Pion blanc sur case noire f2 · Pion blanc sur case noire h2 · Tour blanche sur case blanche d1 · Tour blanche sur case noire e1 · Fou blanc sur case blanche f1 · Roi blanc sur case noire g1 | Tour noire sur case blanche a8 · Fou noir sur case blanche c8 · Roi noir sur case blanche g8 · Pion noir sur case noire a7 · Pion noir sur case blanche b7 · Cavalier noir sur case blanche d7 · Pion noir sur case blanche h7 · Pion noir sur case blanche c6 · Fou noir sur case noire d6 · Pion noir sur case blanche e6 · Dame noire sur case noire f6 · Tour noire sur case noire h6 · Pion noir sur case blanche d5 · Pion blanc sur case blanche c4 · Pion blanc sur case noire d4 · Pion noir sur case blanche e4 · Pion noir sur case blanche g4 · Pion blanc sur case noire a3 · Pion blanc sur case blanche b3 · Pion blanc sur case noire e3 · Pion blanc sur case noire g3 · Fou blanc sur case noire b2 · Dame blanche sur case blanche c2 · Cavalier blanc sur case noire d2 · Pion blanc sur case noire f2 · Pion blanc sur case noire h2 · Tour blanche sur case blanche d1 · Tour blanche sur case noire e1 · Fou blanc sur case blanche f1 · Roi blanc sur case noire g1 | Tour noire sur case blanche a8 · Fou noir sur case blanche c8 · Roi noir sur case blanche g8 · Pion noir sur case noire a7 · Pion noir sur case blanche b7 · Cavalier noir sur case blanche d7 · Pion noir sur case blanche h7 · Pion noir sur case blanche c6 · Fou noir sur case noire d6 · Pion noir sur case blanche e6 · Dame noire sur case noire f6 · Tour noire sur case noire h6 · Pion noir sur case blanche d5 · Pion blanc sur case blanche c4 · Pion blanc sur case noire d4 · Pion noir sur case blanche e4 · Pion noir sur case blanche g4 · Pion blanc sur case noire a3 · Pion blanc sur case blanche b3 · Pion blanc sur case noire e3 · Pion blanc sur case noire g3 · Fou blanc sur case noire b2 · Dame blanche sur case blanche c2 · Cavalier blanc sur case noire d2 · Pion blanc sur case noire f2 · Pion blanc sur case noire h2 · Tour blanche sur case blanche d1 · Tour blanche sur case noire e1 · Fou blanc sur case blanche f1 · Roi blanc sur case noire g1 | Tour noire sur case blanche a8 · Fou noir sur case blanche c8 · Roi noir sur case blanche g8 · Pion noir sur case noire a7 · Pion noir sur case blanche b7 · Cavalier noir sur case blanche d7 · Pion noir sur case blanche h7 · Pion noir sur case blanche c6 · Fou noir sur case noire d6 · Pion noir sur case blanche e6 · Dame noire sur case noire f6 · Tour noire sur case noire h6 · Pion noir sur case blanche d5 · Pion blanc sur case blanche c4 · Pion blanc sur case noire d4 · Pion noir sur case blanche e4 · Pion noir sur case blanche g4 · Pion blanc sur case noire a3 · Pion blanc sur case blanche b3 · Pion blanc sur case noire e3 · Pion blanc sur case noire g3 · Fou blanc sur case noire b2 · Dame blanche sur case blanche c2 · Cavalier blanc sur case noire d2 · Pion blanc sur case noire f2 · Pion blanc sur case noire h2 · Tour blanche sur case blanche d1 · Tour blanche sur case noire e1 · Fou blanc sur case blanche f1 · Roi blanc sur case noire g1 | Tour noire sur case blanche a8 · Fou noir sur case blanche c8 · Roi noir sur case blanche g8 · Pion noir sur case noire a7 · Pion noir sur case blanche b7 · Cavalier noir sur case blanche d7 · Pion noir sur case blanche h7 · Pion noir sur case blanche c6 · Fou noir sur case noire d6 · Pion noir sur case blanche e6 · Dame noire sur case noire f6 · Tour noire sur case noire h6 · Pion noir sur case blanche d5 · Pion blanc sur case blanche c4 · Pion blanc sur case noire d4 · Pion noir sur case blanche e4 · Pion noir sur case blanche g4 · Pion blanc sur case noire a3 · Pion blanc sur case blanche b3 · Pion blanc sur case noire e3 · Pion blanc sur case noire g3 · Fou blanc sur case noire b2 · Dame blanche sur case blanche c2 · Cavalier blanc sur case noire d2 · Pion blanc sur case noire f2 · Pion blanc sur case noire h2 · Tour blanche sur case blanche d1 · Tour blanche sur case noire e1 · Fou blanc sur case blanche f1 · Roi blanc sur case noire g1 | Tour noire sur case blanche a8 · Fou noir sur case blanche c8 · Roi noir sur case blanche g8 · Pion noir sur case noire a7 · Pion noir sur case blanche b7 · Cavalier noir sur case blanche d7 · Pion noir sur case blanche h7 · Pion noir sur case blanche c6 · Fou noir sur case noire d6 · Pion noir sur case blanche e6 · Dame noire sur case noire f6 · Tour noire sur case noire h6 · Pion noir sur case blanche d5 · Pion blanc sur case blanche c4 · Pion blanc sur case noire d4 · Pion noir sur case blanche e4 · Pion noir sur case blanche g4 · Pion blanc sur case noire a3 · Pion blanc sur case blanche b3 · Pion blanc sur case noire e3 · Pion blanc sur case noire g3 · Fou blanc sur case noire b2 · Dame blanche sur case blanche c2 · Cavalier blanc sur case noire d2 · Pion blanc sur case noire f2 · Pion blanc sur case noire h2 · Tour blanche sur case blanche d1 · Tour blanche sur case noire e1 · Fou blanc sur case blanche f1 · Roi blanc sur case noire g1 | 4 |
| 3 | Tour noire sur case blanche a8 · Fou noir sur case blanche c8 · Roi noir sur case blanche g8 · Pion noir sur case noire a7 · Pion noir sur case blanche b7 · Cavalier noir sur case blanche d7 · Pion noir sur case blanche h7 · Pion noir sur case blanche c6 · Fou noir sur case noire d6 · Pion noir sur case blanche e6 · Dame noire sur case noire f6 · Tour noire sur case noire h6 · Pion noir sur case blanche d5 · Pion blanc sur case blanche c4 · Pion blanc sur case noire d4 · Pion noir sur case blanche e4 · Pion noir sur case blanche g4 · Pion blanc sur case noire a3 · Pion blanc sur case blanche b3 · Pion blanc sur case noire e3 · Pion blanc sur case noire g3 · Fou blanc sur case noire b2 · Dame blanche sur case blanche c2 · Cavalier blanc sur case noire d2 · Pion blanc sur case noire f2 · Pion blanc sur case noire h2 · Tour blanche sur case blanche d1 · Tour blanche sur case noire e1 · Fou blanc sur case blanche f1 · Roi blanc sur case noire g1 | Tour noire sur case blanche a8 · Fou noir sur case blanche c8 · Roi noir sur case blanche g8 · Pion noir sur case noire a7 · Pion noir sur case blanche b7 · Cavalier noir sur case blanche d7 · Pion noir sur case blanche h7 · Pion noir sur case blanche c6 · Fou noir sur case noire d6 · Pion noir sur case blanche e6 · Dame noire sur case noire f6 · Tour noire sur case noire h6 · Pion noir sur case blanche d5 · Pion blanc sur case blanche c4 · Pion blanc sur case noire d4 · Pion noir sur case blanche e4 · Pion noir sur case blanche g4 · Pion blanc sur case noire a3 · Pion blanc sur case blanche b3 · Pion blanc sur case noire e3 · Pion blanc sur case noire g3 · Fou blanc sur case noire b2 · Dame blanche sur case blanche c2 · Cavalier blanc sur case noire d2 · Pion blanc sur case noire f2 · Pion blanc sur case noire h2 · Tour blanche sur case blanche d1 · Tour blanche sur case noire e1 · Fou blanc sur case blanche f1 · Roi blanc sur case noire g1 | Tour noire sur case blanche a8 · Fou noir sur case blanche c8 · Roi noir sur case blanche g8 · Pion noir sur case noire a7 · Pion noir sur case blanche b7 · Cavalier noir sur case blanche d7 · Pion noir sur case blanche h7 · Pion noir sur case blanche c6 · Fou noir sur case noire d6 · Pion noir sur case blanche e6 · Dame noire sur case noire f6 · Tour noire sur case noire h6 · Pion noir sur case blanche d5 · Pion blanc sur case blanche c4 · Pion blanc sur case noire d4 · Pion noir sur case blanche e4 · Pion noir sur case blanche g4 · Pion blanc sur case noire a3 · Pion blanc sur case blanche b3 · Pion blanc sur case noire e3 · Pion blanc sur case noire g3 · Fou blanc sur case noire b2 · Dame blanche sur case blanche c2 · Cavalier blanc sur case noire d2 · Pion blanc sur case noire f2 · Pion blanc sur case noire h2 · Tour blanche sur case blanche d1 · Tour blanche sur case noire e1 · Fou blanc sur case blanche f1 · Roi blanc sur case noire g1 | Tour noire sur case blanche a8 · Fou noir sur case blanche c8 · Roi noir sur case blanche g8 · Pion noir sur case noire a7 · Pion noir sur case blanche b7 · Cavalier noir sur case blanche d7 · Pion noir sur case blanche h7 · Pion noir sur case blanche c6 · Fou noir sur case noire d6 · Pion noir sur case blanche e6 · Dame noire sur case noire f6 · Tour noire sur case noire h6 · Pion noir sur case blanche d5 · Pion blanc sur case blanche c4 · Pion blanc sur case noire d4 · Pion noir sur case blanche e4 · Pion noir sur case blanche g4 · Pion blanc sur case noire a3 · Pion blanc sur case blanche b3 · Pion blanc sur case noire e3 · Pion blanc sur case noire g3 · Fou blanc sur case noire b2 · Dame blanche sur case blanche c2 · Cavalier blanc sur case noire d2 · Pion blanc sur case noire f2 · Pion blanc sur case noire h2 · Tour blanche sur case blanche d1 · Tour blanche sur case noire e1 · Fou blanc sur case blanche f1 · Roi blanc sur case noire g1 | Tour noire sur case blanche a8 · Fou noir sur case blanche c8 · Roi noir sur case blanche g8 · Pion noir sur case noire a7 · Pion noir sur case blanche b7 · Cavalier noir sur case blanche d7 · Pion noir sur case blanche h7 · Pion noir sur case blanche c6 · Fou noir sur case noire d6 · Pion noir sur case blanche e6 · Dame noire sur case noire f6 · Tour noire sur case noire h6 · Pion noir sur case blanche d5 · Pion blanc sur case blanche c4 · Pion blanc sur case noire d4 · Pion noir sur case blanche e4 · Pion noir sur case blanche g4 · Pion blanc sur case noire a3 · Pion blanc sur case blanche b3 · Pion blanc sur case noire e3 · Pion blanc sur case noire g3 · Fou blanc sur case noire b2 · Dame blanche sur case blanche c2 · Cavalier blanc sur case noire d2 · Pion blanc sur case noire f2 · Pion blanc sur case noire h2 · Tour blanche sur case blanche d1 · Tour blanche sur case noire e1 · Fou blanc sur case blanche f1 · Roi blanc sur case noire g1 | Tour noire sur case blanche a8 · Fou noir sur case blanche c8 · Roi noir sur case blanche g8 · Pion noir sur case noire a7 · Pion noir sur case blanche b7 · Cavalier noir sur case blanche d7 · Pion noir sur case blanche h7 · Pion noir sur case blanche c6 · Fou noir sur case noire d6 · Pion noir sur case blanche e6 · Dame noire sur case noire f6 · Tour noire sur case noire h6 · Pion noir sur case blanche d5 · Pion blanc sur case blanche c4 · Pion blanc sur case noire d4 · Pion noir sur case blanche e4 · Pion noir sur case blanche g4 · Pion blanc sur case noire a3 · Pion blanc sur case blanche b3 · Pion blanc sur case noire e3 · Pion blanc sur case noire g3 · Fou blanc sur case noire b2 · Dame blanche sur case blanche c2 · Cavalier blanc sur case noire d2 · Pion blanc sur case noire f2 · Pion blanc sur case noire h2 · Tour blanche sur case blanche d1 · Tour blanche sur case noire e1 · Fou blanc sur case blanche f1 · Roi blanc sur case noire g1 | Tour noire sur case blanche a8 · Fou noir sur case blanche c8 · Roi noir sur case blanche g8 · Pion noir sur case noire a7 · Pion noir sur case blanche b7 · Cavalier noir sur case blanche d7 · Pion noir sur case blanche h7 · Pion noir sur case blanche c6 · Fou noir sur case noire d6 · Pion noir sur case blanche e6 · Dame noire sur case noire f6 · Tour noire sur case noire h6 · Pion noir sur case blanche d5 · Pion blanc sur case blanche c4 · Pion blanc sur case noire d4 · Pion noir sur case blanche e4 · Pion noir sur case blanche g4 · Pion blanc sur case noire a3 · Pion blanc sur case blanche b3 · Pion blanc sur case noire e3 · Pion blanc sur case noire g3 · Fou blanc sur case noire b2 · Dame blanche sur case blanche c2 · Cavalier blanc sur case noire d2 · Pion blanc sur case noire f2 · Pion blanc sur case noire h2 · Tour blanche sur case blanche d1 · Tour blanche sur case noire e1 · Fou blanc sur case blanche f1 · Roi blanc sur case noire g1 | Tour noire sur case blanche a8 · Fou noir sur case blanche c8 · Roi noir sur case blanche g8 · Pion noir sur case noire a7 · Pion noir sur case blanche b7 · Cavalier noir sur case blanche d7 · Pion noir sur case blanche h7 · Pion noir sur case blanche c6 · Fou noir sur case noire d6 · Pion noir sur case blanche e6 · Dame noire sur case noire f6 · Tour noire sur case noire h6 · Pion noir sur case blanche d5 · Pion blanc sur case blanche c4 · Pion blanc sur case noire d4 · Pion noir sur case blanche e4 · Pion noir sur case blanche g4 · Pion blanc sur case noire a3 · Pion blanc sur case blanche b3 · Pion blanc sur case noire e3 · Pion blanc sur case noire g3 · Fou blanc sur case noire b2 · Dame blanche sur case blanche c2 · Cavalier blanc sur case noire d2 · Pion blanc sur case noire f2 · Pion blanc sur case noire h2 · Tour blanche sur case blanche d1 · Tour blanche sur case noire e1 · Fou blanc sur case blanche f1 · Roi blanc sur case noire g1 | 3 |
| 2 | Tour noire sur case blanche a8 · Fou noir sur case blanche c8 · Roi noir sur case blanche g8 · Pion noir sur case noire a7 · Pion noir sur case blanche b7 · Cavalier noir sur case blanche d7 · Pion noir sur case blanche h7 · Pion noir sur case blanche c6 · Fou noir sur case noire d6 · Pion noir sur case blanche e6 · Dame noire sur case noire f6 · Tour noire sur case noire h6 · Pion noir sur case blanche d5 · Pion blanc sur case blanche c4 · Pion blanc sur case noire d4 · Pion noir sur case blanche e4 · Pion noir sur case blanche g4 · Pion blanc sur case noire a3 · Pion blanc sur case blanche b3 · Pion blanc sur case noire e3 · Pion blanc sur case noire g3 · Fou blanc sur case noire b2 · Dame blanche sur case blanche c2 · Cavalier blanc sur case noire d2 · Pion blanc sur case noire f2 · Pion blanc sur case noire h2 · Tour blanche sur case blanche d1 · Tour blanche sur case noire e1 · Fou blanc sur case blanche f1 · Roi blanc sur case noire g1 | Tour noire sur case blanche a8 · Fou noir sur case blanche c8 · Roi noir sur case blanche g8 · Pion noir sur case noire a7 · Pion noir sur case blanche b7 · Cavalier noir sur case blanche d7 · Pion noir sur case blanche h7 · Pion noir sur case blanche c6 · Fou noir sur case noire d6 · Pion noir sur case blanche e6 · Dame noire sur case noire f6 · Tour noire sur case noire h6 · Pion noir sur case blanche d5 · Pion blanc sur case blanche c4 · Pion blanc sur case noire d4 · Pion noir sur case blanche e4 · Pion noir sur case blanche g4 · Pion blanc sur case noire a3 · Pion blanc sur case blanche b3 · Pion blanc sur case noire e3 · Pion blanc sur case noire g3 · Fou blanc sur case noire b2 · Dame blanche sur case blanche c2 · Cavalier blanc sur case noire d2 · Pion blanc sur case noire f2 · Pion blanc sur case noire h2 · Tour blanche sur case blanche d1 · Tour blanche sur case noire e1 · Fou blanc sur case blanche f1 · Roi blanc sur case noire g1 | Tour noire sur case blanche a8 · Fou noir sur case blanche c8 · Roi noir sur case blanche g8 · Pion noir sur case noire a7 · Pion noir sur case blanche b7 · Cavalier noir sur case blanche d7 · Pion noir sur case blanche h7 · Pion noir sur case blanche c6 · Fou noir sur case noire d6 · Pion noir sur case blanche e6 · Dame noire sur case noire f6 · Tour noire sur case noire h6 · Pion noir sur case blanche d5 · Pion blanc sur case blanche c4 · Pion blanc sur case noire d4 · Pion noir sur case blanche e4 · Pion noir sur case blanche g4 · Pion blanc sur case noire a3 · Pion blanc sur case blanche b3 · Pion blanc sur case noire e3 · Pion blanc sur case noire g3 · Fou blanc sur case noire b2 · Dame blanche sur case blanche c2 · Cavalier blanc sur case noire d2 · Pion blanc sur case noire f2 · Pion blanc sur case noire h2 · Tour blanche sur case blanche d1 · Tour blanche sur case noire e1 · Fou blanc sur case blanche f1 · Roi blanc sur case noire g1 | Tour noire sur case blanche a8 · Fou noir sur case blanche c8 · Roi noir sur case blanche g8 · Pion noir sur case noire a7 · Pion noir sur case blanche b7 · Cavalier noir sur case blanche d7 · Pion noir sur case blanche h7 · Pion noir sur case blanche c6 · Fou noir sur case noire d6 · Pion noir sur case blanche e6 · Dame noire sur case noire f6 · Tour noire sur case noire h6 · Pion noir sur case blanche d5 · Pion blanc sur case blanche c4 · Pion blanc sur case noire d4 · Pion noir sur case blanche e4 · Pion noir sur case blanche g4 · Pion blanc sur case noire a3 · Pion blanc sur case blanche b3 · Pion blanc sur case noire e3 · Pion blanc sur case noire g3 · Fou blanc sur case noire b2 · Dame blanche sur case blanche c2 · Cavalier blanc sur case noire d2 · Pion blanc sur case noire f2 · Pion blanc sur case noire h2 · Tour blanche sur case blanche d1 · Tour blanche sur case noire e1 · Fou blanc sur case blanche f1 · Roi blanc sur case noire g1 | Tour noire sur case blanche a8 · Fou noir sur case blanche c8 · Roi noir sur case blanche g8 · Pion noir sur case noire a7 · Pion noir sur case blanche b7 · Cavalier noir sur case blanche d7 · Pion noir sur case blanche h7 · Pion noir sur case blanche c6 · Fou noir sur case noire d6 · Pion noir sur case blanche e6 · Dame noire sur case noire f6 · Tour noire sur case noire h6 · Pion noir sur case blanche d5 · Pion blanc sur case blanche c4 · Pion blanc sur case noire d4 · Pion noir sur case blanche e4 · Pion noir sur case blanche g4 · Pion blanc sur case noire a3 · Pion blanc sur case blanche b3 · Pion blanc sur case noire e3 · Pion blanc sur case noire g3 · Fou blanc sur case noire b2 · Dame blanche sur case blanche c2 · Cavalier blanc sur case noire d2 · Pion blanc sur case noire f2 · Pion blanc sur case noire h2 · Tour blanche sur case blanche d1 · Tour blanche sur case noire e1 · Fou blanc sur case blanche f1 · Roi blanc sur case noire g1 | Tour noire sur case blanche a8 · Fou noir sur case blanche c8 · Roi noir sur case blanche g8 · Pion noir sur case noire a7 · Pion noir sur case blanche b7 · Cavalier noir sur case blanche d7 · Pion noir sur case blanche h7 · Pion noir sur case blanche c6 · Fou noir sur case noire d6 · Pion noir sur case blanche e6 · Dame noire sur case noire f6 · Tour noire sur case noire h6 · Pion noir sur case blanche d5 · Pion blanc sur case blanche c4 · Pion blanc sur case noire d4 · Pion noir sur case blanche e4 · Pion noir sur case blanche g4 · Pion blanc sur case noire a3 · Pion blanc sur case blanche b3 · Pion blanc sur case noire e3 · Pion blanc sur case noire g3 · Fou blanc sur case noire b2 · Dame blanche sur case blanche c2 · Cavalier blanc sur case noire d2 · Pion blanc sur case noire f2 · Pion blanc sur case noire h2 · Tour blanche sur case blanche d1 · Tour blanche sur case noire e1 · Fou blanc sur case blanche f1 · Roi blanc sur case noire g1 | Tour noire sur case blanche a8 · Fou noir sur case blanche c8 · Roi noir sur case blanche g8 · Pion noir sur case noire a7 · Pion noir sur case blanche b7 · Cavalier noir sur case blanche d7 · Pion noir sur case blanche h7 · Pion noir sur case blanche c6 · Fou noir sur case noire d6 · Pion noir sur case blanche e6 · Dame noire sur case noire f6 · Tour noire sur case noire h6 · Pion noir sur case blanche d5 · Pion blanc sur case blanche c4 · Pion blanc sur case noire d4 · Pion noir sur case blanche e4 · Pion noir sur case blanche g4 · Pion blanc sur case noire a3 · Pion blanc sur case blanche b3 · Pion blanc sur case noire e3 · Pion blanc sur case noire g3 · Fou blanc sur case noire b2 · Dame blanche sur case blanche c2 · Cavalier blanc sur case noire d2 · Pion blanc sur case noire f2 · Pion blanc sur case noire h2 · Tour blanche sur case blanche d1 · Tour blanche sur case noire e1 · Fou blanc sur case blanche f1 · Roi blanc sur case noire g1 | Tour noire sur case blanche a8 · Fou noir sur case blanche c8 · Roi noir sur case blanche g8 · Pion noir sur case noire a7 · Pion noir sur case blanche b7 · Cavalier noir sur case blanche d7 · Pion noir sur case blanche h7 · Pion noir sur case blanche c6 · Fou noir sur case noire d6 · Pion noir sur case blanche e6 · Dame noire sur case noire f6 · Tour noire sur case noire h6 · Pion noir sur case blanche d5 · Pion blanc sur case blanche c4 · Pion blanc sur case noire d4 · Pion noir sur case blanche e4 · Pion noir sur case blanche g4 · Pion blanc sur case noire a3 · Pion blanc sur case blanche b3 · Pion blanc sur case noire e3 · Pion blanc sur case noire g3 · Fou blanc sur case noire b2 · Dame blanche sur case blanche c2 · Cavalier blanc sur case noire d2 · Pion blanc sur case noire f2 · Pion blanc sur case noire h2 · Tour blanche sur case blanche d1 · Tour blanche sur case noire e1 · Fou blanc sur case blanche f1 · Roi blanc sur case noire g1 | 2 |
| 1 | Tour noire sur case blanche a8 · Fou noir sur case blanche c8 · Roi noir sur case blanche g8 · Pion noir sur case noire a7 · Pion noir sur case blanche b7 · Cavalier noir sur case blanche d7 · Pion noir sur case blanche h7 · Pion noir sur case blanche c6 · Fou noir sur case noire d6 · Pion noir sur case blanche e6 · Dame noire sur case noire f6 · Tour noire sur case noire h6 · Pion noir sur case blanche d5 · Pion blanc sur case blanche c4 · Pion blanc sur case noire d4 · Pion noir sur case blanche e4 · Pion noir sur case blanche g4 · Pion blanc sur case noire a3 · Pion blanc sur case blanche b3 · Pion blanc sur case noire e3 · Pion blanc sur case noire g3 · Fou blanc sur case noire b2 · Dame blanche sur case blanche c2 · Cavalier blanc sur case noire d2 · Pion blanc sur case noire f2 · Pion blanc sur case noire h2 · Tour blanche sur case blanche d1 · Tour blanche sur case noire e1 · Fou blanc sur case blanche f1 · Roi blanc sur case noire g1 | Tour noire sur case blanche a8 · Fou noir sur case blanche c8 · Roi noir sur case blanche g8 · Pion noir sur case noire a7 · Pion noir sur case blanche b7 · Cavalier noir sur case blanche d7 · Pion noir sur case blanche h7 · Pion noir sur case blanche c6 · Fou noir sur case noire d6 · Pion noir sur case blanche e6 · Dame noire sur case noire f6 · Tour noire sur case noire h6 · Pion noir sur case blanche d5 · Pion blanc sur case blanche c4 · Pion blanc sur case noire d4 · Pion noir sur case blanche e4 · Pion noir sur case blanche g4 · Pion blanc sur case noire a3 · Pion blanc sur case blanche b3 · Pion blanc sur case noire e3 · Pion blanc sur case noire g3 · Fou blanc sur case noire b2 · Dame blanche sur case blanche c2 · Cavalier blanc sur case noire d2 · Pion blanc sur case noire f2 · Pion blanc sur case noire h2 · Tour blanche sur case blanche d1 · Tour blanche sur case noire e1 · Fou blanc sur case blanche f1 · Roi blanc sur case noire g1 | Tour noire sur case blanche a8 · Fou noir sur case blanche c8 · Roi noir sur case blanche g8 · Pion noir sur case noire a7 · Pion noir sur case blanche b7 · Cavalier noir sur case blanche d7 · Pion noir sur case blanche h7 · Pion noir sur case blanche c6 · Fou noir sur case noire d6 · Pion noir sur case blanche e6 · Dame noire sur case noire f6 · Tour noire sur case noire h6 · Pion noir sur case blanche d5 · Pion blanc sur case blanche c4 · Pion blanc sur case noire d4 · Pion noir sur case blanche e4 · Pion noir sur case blanche g4 · Pion blanc sur case noire a3 · Pion blanc sur case blanche b3 · Pion blanc sur case noire e3 · Pion blanc sur case noire g3 · Fou blanc sur case noire b2 · Dame blanche sur case blanche c2 · Cavalier blanc sur case noire d2 · Pion blanc sur case noire f2 · Pion blanc sur case noire h2 · Tour blanche sur case blanche d1 · Tour blanche sur case noire e1 · Fou blanc sur case blanche f1 · Roi blanc sur case noire g1 | Tour noire sur case blanche a8 · Fou noir sur case blanche c8 · Roi noir sur case blanche g8 · Pion noir sur case noire a7 · Pion noir sur case blanche b7 · Cavalier noir sur case blanche d7 · Pion noir sur case blanche h7 · Pion noir sur case blanche c6 · Fou noir sur case noire d6 · Pion noir sur case blanche e6 · Dame noire sur case noire f6 · Tour noire sur case noire h6 · Pion noir sur case blanche d5 · Pion blanc sur case blanche c4 · Pion blanc sur case noire d4 · Pion noir sur case blanche e4 · Pion noir sur case blanche g4 · Pion blanc sur case noire a3 · Pion blanc sur case blanche b3 · Pion blanc sur case noire e3 · Pion blanc sur case noire g3 · Fou blanc sur case noire b2 · Dame blanche sur case blanche c2 · Cavalier blanc sur case noire d2 · Pion blanc sur case noire f2 · Pion blanc sur case noire h2 · Tour blanche sur case blanche d1 · Tour blanche sur case noire e1 · Fou blanc sur case blanche f1 · Roi blanc sur case noire g1 | Tour noire sur case blanche a8 · Fou noir sur case blanche c8 · Roi noir sur case blanche g8 · Pion noir sur case noire a7 · Pion noir sur case blanche b7 · Cavalier noir sur case blanche d7 · Pion noir sur case blanche h7 · Pion noir sur case blanche c6 · Fou noir sur case noire d6 · Pion noir sur case blanche e6 · Dame noire sur case noire f6 · Tour noire sur case noire h6 · Pion noir sur case blanche d5 · Pion blanc sur case blanche c4 · Pion blanc sur case noire d4 · Pion noir sur case blanche e4 · Pion noir sur case blanche g4 · Pion blanc sur case noire a3 · Pion blanc sur case blanche b3 · Pion blanc sur case noire e3 · Pion blanc sur case noire g3 · Fou blanc sur case noire b2 · Dame blanche sur case blanche c2 · Cavalier blanc sur case noire d2 · Pion blanc sur case noire f2 · Pion blanc sur case noire h2 · Tour blanche sur case blanche d1 · Tour blanche sur case noire e1 · Fou blanc sur case blanche f1 · Roi blanc sur case noire g1 | Tour noire sur case blanche a8 · Fou noir sur case blanche c8 · Roi noir sur case blanche g8 · Pion noir sur case noire a7 · Pion noir sur case blanche b7 · Cavalier noir sur case blanche d7 · Pion noir sur case blanche h7 · Pion noir sur case blanche c6 · Fou noir sur case noire d6 · Pion noir sur case blanche e6 · Dame noire sur case noire f6 · Tour noire sur case noire h6 · Pion noir sur case blanche d5 · Pion blanc sur case blanche c4 · Pion blanc sur case noire d4 · Pion noir sur case blanche e4 · Pion noir sur case blanche g4 · Pion blanc sur case noire a3 · Pion blanc sur case blanche b3 · Pion blanc sur case noire e3 · Pion blanc sur case noire g3 · Fou blanc sur case noire b2 · Dame blanche sur case blanche c2 · Cavalier blanc sur case noire d2 · Pion blanc sur case noire f2 · Pion blanc sur case noire h2 · Tour blanche sur case blanche d1 · Tour blanche sur case noire e1 · Fou blanc sur case blanche f1 · Roi blanc sur case noire g1 | Tour noire sur case blanche a8 · Fou noir sur case blanche c8 · Roi noir sur case blanche g8 · Pion noir sur case noire a7 · Pion noir sur case blanche b7 · Cavalier noir sur case blanche d7 · Pion noir sur case blanche h7 · Pion noir sur case blanche c6 · Fou noir sur case noire d6 · Pion noir sur case blanche e6 · Dame noire sur case noire f6 · Tour noire sur case noire h6 · Pion noir sur case blanche d5 · Pion blanc sur case blanche c4 · Pion blanc sur case noire d4 · Pion noir sur case blanche e4 · Pion noir sur case blanche g4 · Pion blanc sur case noire a3 · Pion blanc sur case blanche b3 · Pion blanc sur case noire e3 · Pion blanc sur case noire g3 · Fou blanc sur case noire b2 · Dame blanche sur case blanche c2 · Cavalier blanc sur case noire d2 · Pion blanc sur case noire f2 · Pion blanc sur case noire h2 · Tour blanche sur case blanche d1 · Tour blanche sur case noire e1 · Fou blanc sur case blanche f1 · Roi blanc sur case noire g1 | Tour noire sur case blanche a8 · Fou noir sur case blanche c8 · Roi noir sur case blanche g8 · Pion noir sur case noire a7 · Pion noir sur case blanche b7 · Cavalier noir sur case blanche d7 · Pion noir sur case blanche h7 · Pion noir sur case blanche c6 · Fou noir sur case noire d6 · Pion noir sur case blanche e6 · Dame noire sur case noire f6 · Tour noire sur case noire h6 · Pion noir sur case blanche d5 · Pion blanc sur case blanche c4 · Pion blanc sur case noire d4 · Pion noir sur case blanche e4 · Pion noir sur case blanche g4 · Pion blanc sur case noire a3 · Pion blanc sur case blanche b3 · Pion blanc sur case noire e3 · Pion blanc sur case noire g3 · Fou blanc sur case noire b2 · Dame blanche sur case blanche c2 · Cavalier blanc sur case noire d2 · Pion blanc sur case noire f2 · Pion blanc sur case noire h2 · Tour blanche sur case blanche d1 · Tour blanche sur case noire e1 · Fou blanc sur case blanche f1 · Roi blanc sur case noire g1 | 1 |
|   | a | b | c | d | e | f | g | h |   |

On peut classer les vrais sacrifices de la façon suivante :
l'attaque contre le roiun joueur peut sacrifier une pièce ou un pion pour ouvrir des lignes à proximité du roi adverse, pour obtenir un avantage d'espace à l'aile roi, pour détruire ou endommager les pions qui abritent le roi, ou pour garder le roi adverse au centre. Cependant, le chemin vers le mat peut rester obscur ou ne pas exister. Si l'adversaire parvient à repousser l'attaque tout en conservant le matériel, il gagnera souvent la partie. Le sacrifice grec (Fxh7+) en est un exemple.
le développementil est courant de donner un pion dans l'ouverture pour accélérer le développement, l'activation des pièces. Les gambits entrent dans cette catégorie. Le matériel sacrifié pour le développement est souvent restitué par l'adversaire pour éviter que l'avantage de développement ne se transforme en menace plus sérieuse, comme une attaque sur l'aile roi.
stratégique ou positionnelde façon générale, tous les vrais sacrifices ont pour but d'obtenir un avantage positionnel. Cependant, il existe des sacrifices dont la compensation ne consiste qu'en l'ouverture d'une diagonale ou d'une colonne, ou en la création d'une faiblesse dans le camp adverse, et pour lesquels il n'y a aucune certitude de transformation en avantage tangible. Ce sont les sacrifices les plus difficiles parce qu'ils impliquent une profonde compréhension stratégique de la position.
On peut aussi distinguer les sacrifices forcés des non forcés. Les premiers ne laissent pas d'autre option à l'adversaire que la prise du matériel offert, car les autres choix le laisseraient avec un désavantage matériel sans compensation. Les sacrifices non forcés laissent le choix à l'adversaire de prendre ou non le matériel offert. Une erreur courante est de ne pas se rendre compte qu'un sacrifice adverse peut être décliné sans risque.

## Exemples

### Un sacrifice de déviation
|   | a | b | c | d | e | f | g | h |   |
| 8 | Tour noire sur case blanche c8 · Tour noire sur case blanche e8 · Roi noir sur case blanche g8 · Pion noir sur case blanche b7 · Pion noir sur case blanche f7 · Fou noir sur case noire g7 · Pion noir sur case blanche h7 · Pion noir sur case blanche g6 · Pion noir sur case noire a5 · Fou blanc sur case noire g5 · Pion blanc sur case blanche a4 · Dame noire sur case blanche c4 · Pion noir sur case noire d4 · Dame blanche sur case blanche d3 · Pion blanc sur case noire e3 · Pion blanc sur case noire f2 · Pion blanc sur case blanche g2 · Pion blanc sur case noire h2 · Tour blanche sur case noire a1 · Tour blanche sur case blanche d1 · Roi blanc sur case noire g1 | Tour noire sur case blanche c8 · Tour noire sur case blanche e8 · Roi noir sur case blanche g8 · Pion noir sur case blanche b7 · Pion noir sur case blanche f7 · Fou noir sur case noire g7 · Pion noir sur case blanche h7 · Pion noir sur case blanche g6 · Pion noir sur case noire a5 · Fou blanc sur case noire g5 · Pion blanc sur case blanche a4 · Dame noire sur case blanche c4 · Pion noir sur case noire d4 · Dame blanche sur case blanche d3 · Pion blanc sur case noire e3 · Pion blanc sur case noire f2 · Pion blanc sur case blanche g2 · Pion blanc sur case noire h2 · Tour blanche sur case noire a1 · Tour blanche sur case blanche d1 · Roi blanc sur case noire g1 | Tour noire sur case blanche c8 · Tour noire sur case blanche e8 · Roi noir sur case blanche g8 · Pion noir sur case blanche b7 · Pion noir sur case blanche f7 · Fou noir sur case noire g7 · Pion noir sur case blanche h7 · Pion noir sur case blanche g6 · Pion noir sur case noire a5 · Fou blanc sur case noire g5 · Pion blanc sur case blanche a4 · Dame noire sur case blanche c4 · Pion noir sur case noire d4 · Dame blanche sur case blanche d3 · Pion blanc sur case noire e3 · Pion blanc sur case noire f2 · Pion blanc sur case blanche g2 · Pion blanc sur case noire h2 · Tour blanche sur case noire a1 · Tour blanche sur case blanche d1 · Roi blanc sur case noire g1 | Tour noire sur case blanche c8 · Tour noire sur case blanche e8 · Roi noir sur case blanche g8 · Pion noir sur case blanche b7 · Pion noir sur case blanche f7 · Fou noir sur case noire g7 · Pion noir sur case blanche h7 · Pion noir sur case blanche g6 · Pion noir sur case noire a5 · Fou blanc sur case noire g5 · Pion blanc sur case blanche a4 · Dame noire sur case blanche c4 · Pion noir sur case noire d4 · Dame blanche sur case blanche d3 · Pion blanc sur case noire e3 · Pion blanc sur case noire f2 · Pion blanc sur case blanche g2 · Pion blanc sur case noire h2 · Tour blanche sur case noire a1 · Tour blanche sur case blanche d1 · Roi blanc sur case noire g1 | Tour noire sur case blanche c8 · Tour noire sur case blanche e8 · Roi noir sur case blanche g8 · Pion noir sur case blanche b7 · Pion noir sur case blanche f7 · Fou noir sur case noire g7 · Pion noir sur case blanche h7 · Pion noir sur case blanche g6 · Pion noir sur case noire a5 · Fou blanc sur case noire g5 · Pion blanc sur case blanche a4 · Dame noire sur case blanche c4 · Pion noir sur case noire d4 · Dame blanche sur case blanche d3 · Pion blanc sur case noire e3 · Pion blanc sur case noire f2 · Pion blanc sur case blanche g2 · Pion blanc sur case noire h2 · Tour blanche sur case noire a1 · Tour blanche sur case blanche d1 · Roi blanc sur case noire g1 | Tour noire sur case blanche c8 · Tour noire sur case blanche e8 · Roi noir sur case blanche g8 · Pion noir sur case blanche b7 · Pion noir sur case blanche f7 · Fou noir sur case noire g7 · Pion noir sur case blanche h7 · Pion noir sur case blanche g6 · Pion noir sur case noire a5 · Fou blanc sur case noire g5 · Pion blanc sur case blanche a4 · Dame noire sur case blanche c4 · Pion noir sur case noire d4 · Dame blanche sur case blanche d3 · Pion blanc sur case noire e3 · Pion blanc sur case noire f2 · Pion blanc sur case blanche g2 · Pion blanc sur case noire h2 · Tour blanche sur case noire a1 · Tour blanche sur case blanche d1 · Roi blanc sur case noire g1 | Tour noire sur case blanche c8 · Tour noire sur case blanche e8 · Roi noir sur case blanche g8 · Pion noir sur case blanche b7 · Pion noir sur case blanche f7 · Fou noir sur case noire g7 · Pion noir sur case blanche h7 · Pion noir sur case blanche g6 · Pion noir sur case noire a5 · Fou blanc sur case noire g5 · Pion blanc sur case blanche a4 · Dame noire sur case blanche c4 · Pion noir sur case noire d4 · Dame blanche sur case blanche d3 · Pion blanc sur case noire e3 · Pion blanc sur case noire f2 · Pion blanc sur case blanche g2 · Pion blanc sur case noire h2 · Tour blanche sur case noire a1 · Tour blanche sur case blanche d1 · Roi blanc sur case noire g1 | Tour noire sur case blanche c8 · Tour noire sur case blanche e8 · Roi noir sur case blanche g8 · Pion noir sur case blanche b7 · Pion noir sur case blanche f7 · Fou noir sur case noire g7 · Pion noir sur case blanche h7 · Pion noir sur case blanche g6 · Pion noir sur case noire a5 · Fou blanc sur case noire g5 · Pion blanc sur case blanche a4 · Dame noire sur case blanche c4 · Pion noir sur case noire d4 · Dame blanche sur case blanche d3 · Pion blanc sur case noire e3 · Pion blanc sur case noire f2 · Pion blanc sur case blanche g2 · Pion blanc sur case noire h2 · Tour blanche sur case noire a1 · Tour blanche sur case blanche d1 · Roi blanc sur case noire g1 | 8 |
| 7 | Tour noire sur case blanche c8 · Tour noire sur case blanche e8 · Roi noir sur case blanche g8 · Pion noir sur case blanche b7 · Pion noir sur case blanche f7 · Fou noir sur case noire g7 · Pion noir sur case blanche h7 · Pion noir sur case blanche g6 · Pion noir sur case noire a5 · Fou blanc sur case noire g5 · Pion blanc sur case blanche a4 · Dame noire sur case blanche c4 · Pion noir sur case noire d4 · Dame blanche sur case blanche d3 · Pion blanc sur case noire e3 · Pion blanc sur case noire f2 · Pion blanc sur case blanche g2 · Pion blanc sur case noire h2 · Tour blanche sur case noire a1 · Tour blanche sur case blanche d1 · Roi blanc sur case noire g1 | Tour noire sur case blanche c8 · Tour noire sur case blanche e8 · Roi noir sur case blanche g8 · Pion noir sur case blanche b7 · Pion noir sur case blanche f7 · Fou noir sur case noire g7 · Pion noir sur case blanche h7 · Pion noir sur case blanche g6 · Pion noir sur case noire a5 · Fou blanc sur case noire g5 · Pion blanc sur case blanche a4 · Dame noire sur case blanche c4 · Pion noir sur case noire d4 · Dame blanche sur case blanche d3 · Pion blanc sur case noire e3 · Pion blanc sur case noire f2 · Pion blanc sur case blanche g2 · Pion blanc sur case noire h2 · Tour blanche sur case noire a1 · Tour blanche sur case blanche d1 · Roi blanc sur case noire g1 | Tour noire sur case blanche c8 · Tour noire sur case blanche e8 · Roi noir sur case blanche g8 · Pion noir sur case blanche b7 · Pion noir sur case blanche f7 · Fou noir sur case noire g7 · Pion noir sur case blanche h7 · Pion noir sur case blanche g6 · Pion noir sur case noire a5 · Fou blanc sur case noire g5 · Pion blanc sur case blanche a4 · Dame noire sur case blanche c4 · Pion noir sur case noire d4 · Dame blanche sur case blanche d3 · Pion blanc sur case noire e3 · Pion blanc sur case noire f2 · Pion blanc sur case blanche g2 · Pion blanc sur case noire h2 · Tour blanche sur case noire a1 · Tour blanche sur case blanche d1 · Roi blanc sur case noire g1 | Tour noire sur case blanche c8 · Tour noire sur case blanche e8 · Roi noir sur case blanche g8 · Pion noir sur case blanche b7 · Pion noir sur case blanche f7 · Fou noir sur case noire g7 · Pion noir sur case blanche h7 · Pion noir sur case blanche g6 · Pion noir sur case noire a5 · Fou blanc sur case noire g5 · Pion blanc sur case blanche a4 · Dame noire sur case blanche c4 · Pion noir sur case noire d4 · Dame blanche sur case blanche d3 · Pion blanc sur case noire e3 · Pion blanc sur case noire f2 · Pion blanc sur case blanche g2 · Pion blanc sur case noire h2 · Tour blanche sur case noire a1 · Tour blanche sur case blanche d1 · Roi blanc sur case noire g1 | Tour noire sur case blanche c8 · Tour noire sur case blanche e8 · Roi noir sur case blanche g8 · Pion noir sur case blanche b7 · Pion noir sur case blanche f7 · Fou noir sur case noire g7 · Pion noir sur case blanche h7 · Pion noir sur case blanche g6 · Pion noir sur case noire a5 · Fou blanc sur case noire g5 · Pion blanc sur case blanche a4 · Dame noire sur case blanche c4 · Pion noir sur case noire d4 · Dame blanche sur case blanche d3 · Pion blanc sur case noire e3 · Pion blanc sur case noire f2 · Pion blanc sur case blanche g2 · Pion blanc sur case noire h2 · Tour blanche sur case noire a1 · Tour blanche sur case blanche d1 · Roi blanc sur case noire g1 | Tour noire sur case blanche c8 · Tour noire sur case blanche e8 · Roi noir sur case blanche g8 · Pion noir sur case blanche b7 · Pion noir sur case blanche f7 · Fou noir sur case noire g7 · Pion noir sur case blanche h7 · Pion noir sur case blanche g6 · Pion noir sur case noire a5 · Fou blanc sur case noire g5 · Pion blanc sur case blanche a4 · Dame noire sur case blanche c4 · Pion noir sur case noire d4 · Dame blanche sur case blanche d3 · Pion blanc sur case noire e3 · Pion blanc sur case noire f2 · Pion blanc sur case blanche g2 · Pion blanc sur case noire h2 · Tour blanche sur case noire a1 · Tour blanche sur case blanche d1 · Roi blanc sur case noire g1 | Tour noire sur case blanche c8 · Tour noire sur case blanche e8 · Roi noir sur case blanche g8 · Pion noir sur case blanche b7 · Pion noir sur case blanche f7 · Fou noir sur case noire g7 · Pion noir sur case blanche h7 · Pion noir sur case blanche g6 · Pion noir sur case noire a5 · Fou blanc sur case noire g5 · Pion blanc sur case blanche a4 · Dame noire sur case blanche c4 · Pion noir sur case noire d4 · Dame blanche sur case blanche d3 · Pion blanc sur case noire e3 · Pion blanc sur case noire f2 · Pion blanc sur case blanche g2 · Pion blanc sur case noire h2 · Tour blanche sur case noire a1 · Tour blanche sur case blanche d1 · Roi blanc sur case noire g1 | Tour noire sur case blanche c8 · Tour noire sur case blanche e8 · Roi noir sur case blanche g8 · Pion noir sur case blanche b7 · Pion noir sur case blanche f7 · Fou noir sur case noire g7 · Pion noir sur case blanche h7 · Pion noir sur case blanche g6 · Pion noir sur case noire a5 · Fou blanc sur case noire g5 · Pion blanc sur case blanche a4 · Dame noire sur case blanche c4 · Pion noir sur case noire d4 · Dame blanche sur case blanche d3 · Pion blanc sur case noire e3 · Pion blanc sur case noire f2 · Pion blanc sur case blanche g2 · Pion blanc sur case noire h2 · Tour blanche sur case noire a1 · Tour blanche sur case blanche d1 · Roi blanc sur case noire g1 | 7 |
| 6 | Tour noire sur case blanche c8 · Tour noire sur case blanche e8 · Roi noir sur case blanche g8 · Pion noir sur case blanche b7 · Pion noir sur case blanche f7 · Fou noir sur case noire g7 · Pion noir sur case blanche h7 · Pion noir sur case blanche g6 · Pion noir sur case noire a5 · Fou blanc sur case noire g5 · Pion blanc sur case blanche a4 · Dame noire sur case blanche c4 · Pion noir sur case noire d4 · Dame blanche sur case blanche d3 · Pion blanc sur case noire e3 · Pion blanc sur case noire f2 · Pion blanc sur case blanche g2 · Pion blanc sur case noire h2 · Tour blanche sur case noire a1 · Tour blanche sur case blanche d1 · Roi blanc sur case noire g1 | Tour noire sur case blanche c8 · Tour noire sur case blanche e8 · Roi noir sur case blanche g8 · Pion noir sur case blanche b7 · Pion noir sur case blanche f7 · Fou noir sur case noire g7 · Pion noir sur case blanche h7 · Pion noir sur case blanche g6 · Pion noir sur case noire a5 · Fou blanc sur case noire g5 · Pion blanc sur case blanche a4 · Dame noire sur case blanche c4 · Pion noir sur case noire d4 · Dame blanche sur case blanche d3 · Pion blanc sur case noire e3 · Pion blanc sur case noire f2 · Pion blanc sur case blanche g2 · Pion blanc sur case noire h2 · Tour blanche sur case noire a1 · Tour blanche sur case blanche d1 · Roi blanc sur case noire g1 | Tour noire sur case blanche c8 · Tour noire sur case blanche e8 · Roi noir sur case blanche g8 · Pion noir sur case blanche b7 · Pion noir sur case blanche f7 · Fou noir sur case noire g7 · Pion noir sur case blanche h7 · Pion noir sur case blanche g6 · Pion noir sur case noire a5 · Fou blanc sur case noire g5 · Pion blanc sur case blanche a4 · Dame noire sur case blanche c4 · Pion noir sur case noire d4 · Dame blanche sur case blanche d3 · Pion blanc sur case noire e3 · Pion blanc sur case noire f2 · Pion blanc sur case blanche g2 · Pion blanc sur case noire h2 · Tour blanche sur case noire a1 · Tour blanche sur case blanche d1 · Roi blanc sur case noire g1 | Tour noire sur case blanche c8 · Tour noire sur case blanche e8 · Roi noir sur case blanche g8 · Pion noir sur case blanche b7 · Pion noir sur case blanche f7 · Fou noir sur case noire g7 · Pion noir sur case blanche h7 · Pion noir sur case blanche g6 · Pion noir sur case noire a5 · Fou blanc sur case noire g5 · Pion blanc sur case blanche a4 · Dame noire sur case blanche c4 · Pion noir sur case noire d4 · Dame blanche sur case blanche d3 · Pion blanc sur case noire e3 · Pion blanc sur case noire f2 · Pion blanc sur case blanche g2 · Pion blanc sur case noire h2 · Tour blanche sur case noire a1 · Tour blanche sur case blanche d1 · Roi blanc sur case noire g1 | Tour noire sur case blanche c8 · Tour noire sur case blanche e8 · Roi noir sur case blanche g8 · Pion noir sur case blanche b7 · Pion noir sur case blanche f7 · Fou noir sur case noire g7 · Pion noir sur case blanche h7 · Pion noir sur case blanche g6 · Pion noir sur case noire a5 · Fou blanc sur case noire g5 · Pion blanc sur case blanche a4 · Dame noire sur case blanche c4 · Pion noir sur case noire d4 · Dame blanche sur case blanche d3 · Pion blanc sur case noire e3 · Pion blanc sur case noire f2 · Pion blanc sur case blanche g2 · Pion blanc sur case noire h2 · Tour blanche sur case noire a1 · Tour blanche sur case blanche d1 · Roi blanc sur case noire g1 | Tour noire sur case blanche c8 · Tour noire sur case blanche e8 · Roi noir sur case blanche g8 · Pion noir sur case blanche b7 · Pion noir sur case blanche f7 · Fou noir sur case noire g7 · Pion noir sur case blanche h7 · Pion noir sur case blanche g6 · Pion noir sur case noire a5 · Fou blanc sur case noire g5 · Pion blanc sur case blanche a4 · Dame noire sur case blanche c4 · Pion noir sur case noire d4 · Dame blanche sur case blanche d3 · Pion blanc sur case noire e3 · Pion blanc sur case noire f2 · Pion blanc sur case blanche g2 · Pion blanc sur case noire h2 · Tour blanche sur case noire a1 · Tour blanche sur case blanche d1 · Roi blanc sur case noire g1 | Tour noire sur case blanche c8 · Tour noire sur case blanche e8 · Roi noir sur case blanche g8 · Pion noir sur case blanche b7 · Pion noir sur case blanche f7 · Fou noir sur case noire g7 · Pion noir sur case blanche h7 · Pion noir sur case blanche g6 · Pion noir sur case noire a5 · Fou blanc sur case noire g5 · Pion blanc sur case blanche a4 · Dame noire sur case blanche c4 · Pion noir sur case noire d4 · Dame blanche sur case blanche d3 · Pion blanc sur case noire e3 · Pion blanc sur case noire f2 · Pion blanc sur case blanche g2 · Pion blanc sur case noire h2 · Tour blanche sur case noire a1 · Tour blanche sur case blanche d1 · Roi blanc sur case noire g1 | Tour noire sur case blanche c8 · Tour noire sur case blanche e8 · Roi noir sur case blanche g8 · Pion noir sur case blanche b7 · Pion noir sur case blanche f7 · Fou noir sur case noire g7 · Pion noir sur case blanche h7 · Pion noir sur case blanche g6 · Pion noir sur case noire a5 · Fou blanc sur case noire g5 · Pion blanc sur case blanche a4 · Dame noire sur case blanche c4 · Pion noir sur case noire d4 · Dame blanche sur case blanche d3 · Pion blanc sur case noire e3 · Pion blanc sur case noire f2 · Pion blanc sur case blanche g2 · Pion blanc sur case noire h2 · Tour blanche sur case noire a1 · Tour blanche sur case blanche d1 · Roi blanc sur case noire g1 | 6 |
| 5 | Tour noire sur case blanche c8 · Tour noire sur case blanche e8 · Roi noir sur case blanche g8 · Pion noir sur case blanche b7 · Pion noir sur case blanche f7 · Fou noir sur case noire g7 · Pion noir sur case blanche h7 · Pion noir sur case blanche g6 · Pion noir sur case noire a5 · Fou blanc sur case noire g5 · Pion blanc sur case blanche a4 · Dame noire sur case blanche c4 · Pion noir sur case noire d4 · Dame blanche sur case blanche d3 · Pion blanc sur case noire e3 · Pion blanc sur case noire f2 · Pion blanc sur case blanche g2 · Pion blanc sur case noire h2 · Tour blanche sur case noire a1 · Tour blanche sur case blanche d1 · Roi blanc sur case noire g1 | Tour noire sur case blanche c8 · Tour noire sur case blanche e8 · Roi noir sur case blanche g8 · Pion noir sur case blanche b7 · Pion noir sur case blanche f7 · Fou noir sur case noire g7 · Pion noir sur case blanche h7 · Pion noir sur case blanche g6 · Pion noir sur case noire a5 · Fou blanc sur case noire g5 · Pion blanc sur case blanche a4 · Dame noire sur case blanche c4 · Pion noir sur case noire d4 · Dame blanche sur case blanche d3 · Pion blanc sur case noire e3 · Pion blanc sur case noire f2 · Pion blanc sur case blanche g2 · Pion blanc sur case noire h2 · Tour blanche sur case noire a1 · Tour blanche sur case blanche d1 · Roi blanc sur case noire g1 | Tour noire sur case blanche c8 · Tour noire sur case blanche e8 · Roi noir sur case blanche g8 · Pion noir sur case blanche b7 · Pion noir sur case blanche f7 · Fou noir sur case noire g7 · Pion noir sur case blanche h7 · Pion noir sur case blanche g6 · Pion noir sur case noire a5 · Fou blanc sur case noire g5 · Pion blanc sur case blanche a4 · Dame noire sur case blanche c4 · Pion noir sur case noire d4 · Dame blanche sur case blanche d3 · Pion blanc sur case noire e3 · Pion blanc sur case noire f2 · Pion blanc sur case blanche g2 · Pion blanc sur case noire h2 · Tour blanche sur case noire a1 · Tour blanche sur case blanche d1 · Roi blanc sur case noire g1 | Tour noire sur case blanche c8 · Tour noire sur case blanche e8 · Roi noir sur case blanche g8 · Pion noir sur case blanche b7 · Pion noir sur case blanche f7 · Fou noir sur case noire g7 · Pion noir sur case blanche h7 · Pion noir sur case blanche g6 · Pion noir sur case noire a5 · Fou blanc sur case noire g5 · Pion blanc sur case blanche a4 · Dame noire sur case blanche c4 · Pion noir sur case noire d4 · Dame blanche sur case blanche d3 · Pion blanc sur case noire e3 · Pion blanc sur case noire f2 · Pion blanc sur case blanche g2 · Pion blanc sur case noire h2 · Tour blanche sur case noire a1 · Tour blanche sur case blanche d1 · Roi blanc sur case noire g1 | Tour noire sur case blanche c8 · Tour noire sur case blanche e8 · Roi noir sur case blanche g8 · Pion noir sur case blanche b7 · Pion noir sur case blanche f7 · Fou noir sur case noire g7 · Pion noir sur case blanche h7 · Pion noir sur case blanche g6 · Pion noir sur case noire a5 · Fou blanc sur case noire g5 · Pion blanc sur case blanche a4 · Dame noire sur case blanche c4 · Pion noir sur case noire d4 · Dame blanche sur case blanche d3 · Pion blanc sur case noire e3 · Pion blanc sur case noire f2 · Pion blanc sur case blanche g2 · Pion blanc sur case noire h2 · Tour blanche sur case noire a1 · Tour blanche sur case blanche d1 · Roi blanc sur case noire g1 | Tour noire sur case blanche c8 · Tour noire sur case blanche e8 · Roi noir sur case blanche g8 · Pion noir sur case blanche b7 · Pion noir sur case blanche f7 · Fou noir sur case noire g7 · Pion noir sur case blanche h7 · Pion noir sur case blanche g6 · Pion noir sur case noire a5 · Fou blanc sur case noire g5 · Pion blanc sur case blanche a4 · Dame noire sur case blanche c4 · Pion noir sur case noire d4 · Dame blanche sur case blanche d3 · Pion blanc sur case noire e3 · Pion blanc sur case noire f2 · Pion blanc sur case blanche g2 · Pion blanc sur case noire h2 · Tour blanche sur case noire a1 · Tour blanche sur case blanche d1 · Roi blanc sur case noire g1 | Tour noire sur case blanche c8 · Tour noire sur case blanche e8 · Roi noir sur case blanche g8 · Pion noir sur case blanche b7 · Pion noir sur case blanche f7 · Fou noir sur case noire g7 · Pion noir sur case blanche h7 · Pion noir sur case blanche g6 · Pion noir sur case noire a5 · Fou blanc sur case noire g5 · Pion blanc sur case blanche a4 · Dame noire sur case blanche c4 · Pion noir sur case noire d4 · Dame blanche sur case blanche d3 · Pion blanc sur case noire e3 · Pion blanc sur case noire f2 · Pion blanc sur case blanche g2 · Pion blanc sur case noire h2 · Tour blanche sur case noire a1 · Tour blanche sur case blanche d1 · Roi blanc sur case noire g1 | Tour noire sur case blanche c8 · Tour noire sur case blanche e8 · Roi noir sur case blanche g8 · Pion noir sur case blanche b7 · Pion noir sur case blanche f7 · Fou noir sur case noire g7 · Pion noir sur case blanche h7 · Pion noir sur case blanche g6 · Pion noir sur case noire a5 · Fou blanc sur case noire g5 · Pion blanc sur case blanche a4 · Dame noire sur case blanche c4 · Pion noir sur case noire d4 · Dame blanche sur case blanche d3 · Pion blanc sur case noire e3 · Pion blanc sur case noire f2 · Pion blanc sur case blanche g2 · Pion blanc sur case noire h2 · Tour blanche sur case noire a1 · Tour blanche sur case blanche d1 · Roi blanc sur case noire g1 | 5 |
| 4 | Tour noire sur case blanche c8 · Tour noire sur case blanche e8 · Roi noir sur case blanche g8 · Pion noir sur case blanche b7 · Pion noir sur case blanche f7 · Fou noir sur case noire g7 · Pion noir sur case blanche h7 · Pion noir sur case blanche g6 · Pion noir sur case noire a5 · Fou blanc sur case noire g5 · Pion blanc sur case blanche a4 · Dame noire sur case blanche c4 · Pion noir sur case noire d4 · Dame blanche sur case blanche d3 · Pion blanc sur case noire e3 · Pion blanc sur case noire f2 · Pion blanc sur case blanche g2 · Pion blanc sur case noire h2 · Tour blanche sur case noire a1 · Tour blanche sur case blanche d1 · Roi blanc sur case noire g1 | Tour noire sur case blanche c8 · Tour noire sur case blanche e8 · Roi noir sur case blanche g8 · Pion noir sur case blanche b7 · Pion noir sur case blanche f7 · Fou noir sur case noire g7 · Pion noir sur case blanche h7 · Pion noir sur case blanche g6 · Pion noir sur case noire a5 · Fou blanc sur case noire g5 · Pion blanc sur case blanche a4 · Dame noire sur case blanche c4 · Pion noir sur case noire d4 · Dame blanche sur case blanche d3 · Pion blanc sur case noire e3 · Pion blanc sur case noire f2 · Pion blanc sur case blanche g2 · Pion blanc sur case noire h2 · Tour blanche sur case noire a1 · Tour blanche sur case blanche d1 · Roi blanc sur case noire g1 | Tour noire sur case blanche c8 · Tour noire sur case blanche e8 · Roi noir sur case blanche g8 · Pion noir sur case blanche b7 · Pion noir sur case blanche f7 · Fou noir sur case noire g7 · Pion noir sur case blanche h7 · Pion noir sur case blanche g6 · Pion noir sur case noire a5 · Fou blanc sur case noire g5 · Pion blanc sur case blanche a4 · Dame noire sur case blanche c4 · Pion noir sur case noire d4 · Dame blanche sur case blanche d3 · Pion blanc sur case noire e3 · Pion blanc sur case noire f2 · Pion blanc sur case blanche g2 · Pion blanc sur case noire h2 · Tour blanche sur case noire a1 · Tour blanche sur case blanche d1 · Roi blanc sur case noire g1 | Tour noire sur case blanche c8 · Tour noire sur case blanche e8 · Roi noir sur case blanche g8 · Pion noir sur case blanche b7 · Pion noir sur case blanche f7 · Fou noir sur case noire g7 · Pion noir sur case blanche h7 · Pion noir sur case blanche g6 · Pion noir sur case noire a5 · Fou blanc sur case noire g5 · Pion blanc sur case blanche a4 · Dame noire sur case blanche c4 · Pion noir sur case noire d4 · Dame blanche sur case blanche d3 · Pion blanc sur case noire e3 · Pion blanc sur case noire f2 · Pion blanc sur case blanche g2 · Pion blanc sur case noire h2 · Tour blanche sur case noire a1 · Tour blanche sur case blanche d1 · Roi blanc sur case noire g1 | Tour noire sur case blanche c8 · Tour noire sur case blanche e8 · Roi noir sur case blanche g8 · Pion noir sur case blanche b7 · Pion noir sur case blanche f7 · Fou noir sur case noire g7 · Pion noir sur case blanche h7 · Pion noir sur case blanche g6 · Pion noir sur case noire a5 · Fou blanc sur case noire g5 · Pion blanc sur case blanche a4 · Dame noire sur case blanche c4 · Pion noir sur case noire d4 · Dame blanche sur case blanche d3 · Pion blanc sur case noire e3 · Pion blanc sur case noire f2 · Pion blanc sur case blanche g2 · Pion blanc sur case noire h2 · Tour blanche sur case noire a1 · Tour blanche sur case blanche d1 · Roi blanc sur case noire g1 | Tour noire sur case blanche c8 · Tour noire sur case blanche e8 · Roi noir sur case blanche g8 · Pion noir sur case blanche b7 · Pion noir sur case blanche f7 · Fou noir sur case noire g7 · Pion noir sur case blanche h7 · Pion noir sur case blanche g6 · Pion noir sur case noire a5 · Fou blanc sur case noire g5 · Pion blanc sur case blanche a4 · Dame noire sur case blanche c4 · Pion noir sur case noire d4 · Dame blanche sur case blanche d3 · Pion blanc sur case noire e3 · Pion blanc sur case noire f2 · Pion blanc sur case blanche g2 · Pion blanc sur case noire h2 · Tour blanche sur case noire a1 · Tour blanche sur case blanche d1 · Roi blanc sur case noire g1 | Tour noire sur case blanche c8 · Tour noire sur case blanche e8 · Roi noir sur case blanche g8 · Pion noir sur case blanche b7 · Pion noir sur case blanche f7 · Fou noir sur case noire g7 · Pion noir sur case blanche h7 · Pion noir sur case blanche g6 · Pion noir sur case noire a5 · Fou blanc sur case noire g5 · Pion blanc sur case blanche a4 · Dame noire sur case blanche c4 · Pion noir sur case noire d4 · Dame blanche sur case blanche d3 · Pion blanc sur case noire e3 · Pion blanc sur case noire f2 · Pion blanc sur case blanche g2 · Pion blanc sur case noire h2 · Tour blanche sur case noire a1 · Tour blanche sur case blanche d1 · Roi blanc sur case noire g1 | Tour noire sur case blanche c8 · Tour noire sur case blanche e8 · Roi noir sur case blanche g8 · Pion noir sur case blanche b7 · Pion noir sur case blanche f7 · Fou noir sur case noire g7 · Pion noir sur case blanche h7 · Pion noir sur case blanche g6 · Pion noir sur case noire a5 · Fou blanc sur case noire g5 · Pion blanc sur case blanche a4 · Dame noire sur case blanche c4 · Pion noir sur case noire d4 · Dame blanche sur case blanche d3 · Pion blanc sur case noire e3 · Pion blanc sur case noire f2 · Pion blanc sur case blanche g2 · Pion blanc sur case noire h2 · Tour blanche sur case noire a1 · Tour blanche sur case blanche d1 · Roi blanc sur case noire g1 | 4 |
| 3 | Tour noire sur case blanche c8 · Tour noire sur case blanche e8 · Roi noir sur case blanche g8 · Pion noir sur case blanche b7 · Pion noir sur case blanche f7 · Fou noir sur case noire g7 · Pion noir sur case blanche h7 · Pion noir sur case blanche g6 · Pion noir sur case noire a5 · Fou blanc sur case noire g5 · Pion blanc sur case blanche a4 · Dame noire sur case blanche c4 · Pion noir sur case noire d4 · Dame blanche sur case blanche d3 · Pion blanc sur case noire e3 · Pion blanc sur case noire f2 · Pion blanc sur case blanche g2 · Pion blanc sur case noire h2 · Tour blanche sur case noire a1 · Tour blanche sur case blanche d1 · Roi blanc sur case noire g1 | Tour noire sur case blanche c8 · Tour noire sur case blanche e8 · Roi noir sur case blanche g8 · Pion noir sur case blanche b7 · Pion noir sur case blanche f7 · Fou noir sur case noire g7 · Pion noir sur case blanche h7 · Pion noir sur case blanche g6 · Pion noir sur case noire a5 · Fou blanc sur case noire g5 · Pion blanc sur case blanche a4 · Dame noire sur case blanche c4 · Pion noir sur case noire d4 · Dame blanche sur case blanche d3 · Pion blanc sur case noire e3 · Pion blanc sur case noire f2 · Pion blanc sur case blanche g2 · Pion blanc sur case noire h2 · Tour blanche sur case noire a1 · Tour blanche sur case blanche d1 · Roi blanc sur case noire g1 | Tour noire sur case blanche c8 · Tour noire sur case blanche e8 · Roi noir sur case blanche g8 · Pion noir sur case blanche b7 · Pion noir sur case blanche f7 · Fou noir sur case noire g7 · Pion noir sur case blanche h7 · Pion noir sur case blanche g6 · Pion noir sur case noire a5 · Fou blanc sur case noire g5 · Pion blanc sur case blanche a4 · Dame noire sur case blanche c4 · Pion noir sur case noire d4 · Dame blanche sur case blanche d3 · Pion blanc sur case noire e3 · Pion blanc sur case noire f2 · Pion blanc sur case blanche g2 · Pion blanc sur case noire h2 · Tour blanche sur case noire a1 · Tour blanche sur case blanche d1 · Roi blanc sur case noire g1 | Tour noire sur case blanche c8 · Tour noire sur case blanche e8 · Roi noir sur case blanche g8 · Pion noir sur case blanche b7 · Pion noir sur case blanche f7 · Fou noir sur case noire g7 · Pion noir sur case blanche h7 · Pion noir sur case blanche g6 · Pion noir sur case noire a5 · Fou blanc sur case noire g5 · Pion blanc sur case blanche a4 · Dame noire sur case blanche c4 · Pion noir sur case noire d4 · Dame blanche sur case blanche d3 · Pion blanc sur case noire e3 · Pion blanc sur case noire f2 · Pion blanc sur case blanche g2 · Pion blanc sur case noire h2 · Tour blanche sur case noire a1 · Tour blanche sur case blanche d1 · Roi blanc sur case noire g1 | Tour noire sur case blanche c8 · Tour noire sur case blanche e8 · Roi noir sur case blanche g8 · Pion noir sur case blanche b7 · Pion noir sur case blanche f7 · Fou noir sur case noire g7 · Pion noir sur case blanche h7 · Pion noir sur case blanche g6 · Pion noir sur case noire a5 · Fou blanc sur case noire g5 · Pion blanc sur case blanche a4 · Dame noire sur case blanche c4 · Pion noir sur case noire d4 · Dame blanche sur case blanche d3 · Pion blanc sur case noire e3 · Pion blanc sur case noire f2 · Pion blanc sur case blanche g2 · Pion blanc sur case noire h2 · Tour blanche sur case noire a1 · Tour blanche sur case blanche d1 · Roi blanc sur case noire g1 | Tour noire sur case blanche c8 · Tour noire sur case blanche e8 · Roi noir sur case blanche g8 · Pion noir sur case blanche b7 · Pion noir sur case blanche f7 · Fou noir sur case noire g7 · Pion noir sur case blanche h7 · Pion noir sur case blanche g6 · Pion noir sur case noire a5 · Fou blanc sur case noire g5 · Pion blanc sur case blanche a4 · Dame noire sur case blanche c4 · Pion noir sur case noire d4 · Dame blanche sur case blanche d3 · Pion blanc sur case noire e3 · Pion blanc sur case noire f2 · Pion blanc sur case blanche g2 · Pion blanc sur case noire h2 · Tour blanche sur case noire a1 · Tour blanche sur case blanche d1 · Roi blanc sur case noire g1 | Tour noire sur case blanche c8 · Tour noire sur case blanche e8 · Roi noir sur case blanche g8 · Pion noir sur case blanche b7 · Pion noir sur case blanche f7 · Fou noir sur case noire g7 · Pion noir sur case blanche h7 · Pion noir sur case blanche g6 · Pion noir sur case noire a5 · Fou blanc sur case noire g5 · Pion blanc sur case blanche a4 · Dame noire sur case blanche c4 · Pion noir sur case noire d4 · Dame blanche sur case blanche d3 · Pion blanc sur case noire e3 · Pion blanc sur case noire f2 · Pion blanc sur case blanche g2 · Pion blanc sur case noire h2 · Tour blanche sur case noire a1 · Tour blanche sur case blanche d1 · Roi blanc sur case noire g1 | Tour noire sur case blanche c8 · Tour noire sur case blanche e8 · Roi noir sur case blanche g8 · Pion noir sur case blanche b7 · Pion noir sur case blanche f7 · Fou noir sur case noire g7 · Pion noir sur case blanche h7 · Pion noir sur case blanche g6 · Pion noir sur case noire a5 · Fou blanc sur case noire g5 · Pion blanc sur case blanche a4 · Dame noire sur case blanche c4 · Pion noir sur case noire d4 · Dame blanche sur case blanche d3 · Pion blanc sur case noire e3 · Pion blanc sur case noire f2 · Pion blanc sur case blanche g2 · Pion blanc sur case noire h2 · Tour blanche sur case noire a1 · Tour blanche sur case blanche d1 · Roi blanc sur case noire g1 | 3 |
| 2 | Tour noire sur case blanche c8 · Tour noire sur case blanche e8 · Roi noir sur case blanche g8 · Pion noir sur case blanche b7 · Pion noir sur case blanche f7 · Fou noir sur case noire g7 · Pion noir sur case blanche h7 · Pion noir sur case blanche g6 · Pion noir sur case noire a5 · Fou blanc sur case noire g5 · Pion blanc sur case blanche a4 · Dame noire sur case blanche c4 · Pion noir sur case noire d4 · Dame blanche sur case blanche d3 · Pion blanc sur case noire e3 · Pion blanc sur case noire f2 · Pion blanc sur case blanche g2 · Pion blanc sur case noire h2 · Tour blanche sur case noire a1 · Tour blanche sur case blanche d1 · Roi blanc sur case noire g1 | Tour noire sur case blanche c8 · Tour noire sur case blanche e8 · Roi noir sur case blanche g8 · Pion noir sur case blanche b7 · Pion noir sur case blanche f7 · Fou noir sur case noire g7 · Pion noir sur case blanche h7 · Pion noir sur case blanche g6 · Pion noir sur case noire a5 · Fou blanc sur case noire g5 · Pion blanc sur case blanche a4 · Dame noire sur case blanche c4 · Pion noir sur case noire d4 · Dame blanche sur case blanche d3 · Pion blanc sur case noire e3 · Pion blanc sur case noire f2 · Pion blanc sur case blanche g2 · Pion blanc sur case noire h2 · Tour blanche sur case noire a1 · Tour blanche sur case blanche d1 · Roi blanc sur case noire g1 | Tour noire sur case blanche c8 · Tour noire sur case blanche e8 · Roi noir sur case blanche g8 · Pion noir sur case blanche b7 · Pion noir sur case blanche f7 · Fou noir sur case noire g7 · Pion noir sur case blanche h7 · Pion noir sur case blanche g6 · Pion noir sur case noire a5 · Fou blanc sur case noire g5 · Pion blanc sur case blanche a4 · Dame noire sur case blanche c4 · Pion noir sur case noire d4 · Dame blanche sur case blanche d3 · Pion blanc sur case noire e3 · Pion blanc sur case noire f2 · Pion blanc sur case blanche g2 · Pion blanc sur case noire h2 · Tour blanche sur case noire a1 · Tour blanche sur case blanche d1 · Roi blanc sur case noire g1 | Tour noire sur case blanche c8 · Tour noire sur case blanche e8 · Roi noir sur case blanche g8 · Pion noir sur case blanche b7 · Pion noir sur case blanche f7 · Fou noir sur case noire g7 · Pion noir sur case blanche h7 · Pion noir sur case blanche g6 · Pion noir sur case noire a5 · Fou blanc sur case noire g5 · Pion blanc sur case blanche a4 · Dame noire sur case blanche c4 · Pion noir sur case noire d4 · Dame blanche sur case blanche d3 · Pion blanc sur case noire e3 · Pion blanc sur case noire f2 · Pion blanc sur case blanche g2 · Pion blanc sur case noire h2 · Tour blanche sur case noire a1 · Tour blanche sur case blanche d1 · Roi blanc sur case noire g1 | Tour noire sur case blanche c8 · Tour noire sur case blanche e8 · Roi noir sur case blanche g8 · Pion noir sur case blanche b7 · Pion noir sur case blanche f7 · Fou noir sur case noire g7 · Pion noir sur case blanche h7 · Pion noir sur case blanche g6 · Pion noir sur case noire a5 · Fou blanc sur case noire g5 · Pion blanc sur case blanche a4 · Dame noire sur case blanche c4 · Pion noir sur case noire d4 · Dame blanche sur case blanche d3 · Pion blanc sur case noire e3 · Pion blanc sur case noire f2 · Pion blanc sur case blanche g2 · Pion blanc sur case noire h2 · Tour blanche sur case noire a1 · Tour blanche sur case blanche d1 · Roi blanc sur case noire g1 | Tour noire sur case blanche c8 · Tour noire sur case blanche e8 · Roi noir sur case blanche g8 · Pion noir sur case blanche b7 · Pion noir sur case blanche f7 · Fou noir sur case noire g7 · Pion noir sur case blanche h7 · Pion noir sur case blanche g6 · Pion noir sur case noire a5 · Fou blanc sur case noire g5 · Pion blanc sur case blanche a4 · Dame noire sur case blanche c4 · Pion noir sur case noire d4 · Dame blanche sur case blanche d3 · Pion blanc sur case noire e3 · Pion blanc sur case noire f2 · Pion blanc sur case blanche g2 · Pion blanc sur case noire h2 · Tour blanche sur case noire a1 · Tour blanche sur case blanche d1 · Roi blanc sur case noire g1 | Tour noire sur case blanche c8 · Tour noire sur case blanche e8 · Roi noir sur case blanche g8 · Pion noir sur case blanche b7 · Pion noir sur case blanche f7 · Fou noir sur case noire g7 · Pion noir sur case blanche h7 · Pion noir sur case blanche g6 · Pion noir sur case noire a5 · Fou blanc sur case noire g5 · Pion blanc sur case blanche a4 · Dame noire sur case blanche c4 · Pion noir sur case noire d4 · Dame blanche sur case blanche d3 · Pion blanc sur case noire e3 · Pion blanc sur case noire f2 · Pion blanc sur case blanche g2 · Pion blanc sur case noire h2 · Tour blanche sur case noire a1 · Tour blanche sur case blanche d1 · Roi blanc sur case noire g1 | Tour noire sur case blanche c8 · Tour noire sur case blanche e8 · Roi noir sur case blanche g8 · Pion noir sur case blanche b7 · Pion noir sur case blanche f7 · Fou noir sur case noire g7 · Pion noir sur case blanche h7 · Pion noir sur case blanche g6 · Pion noir sur case noire a5 · Fou blanc sur case noire g5 · Pion blanc sur case blanche a4 · Dame noire sur case blanche c4 · Pion noir sur case noire d4 · Dame blanche sur case blanche d3 · Pion blanc sur case noire e3 · Pion blanc sur case noire f2 · Pion blanc sur case blanche g2 · Pion blanc sur case noire h2 · Tour blanche sur case noire a1 · Tour blanche sur case blanche d1 · Roi blanc sur case noire g1 | 2 |
| 1 | Tour noire sur case blanche c8 · Tour noire sur case blanche e8 · Roi noir sur case blanche g8 · Pion noir sur case blanche b7 · Pion noir sur case blanche f7 · Fou noir sur case noire g7 · Pion noir sur case blanche h7 · Pion noir sur case blanche g6 · Pion noir sur case noire a5 · Fou blanc sur case noire g5 · Pion blanc sur case blanche a4 · Dame noire sur case blanche c4 · Pion noir sur case noire d4 · Dame blanche sur case blanche d3 · Pion blanc sur case noire e3 · Pion blanc sur case noire f2 · Pion blanc sur case blanche g2 · Pion blanc sur case noire h2 · Tour blanche sur case noire a1 · Tour blanche sur case blanche d1 · Roi blanc sur case noire g1 | Tour noire sur case blanche c8 · Tour noire sur case blanche e8 · Roi noir sur case blanche g8 · Pion noir sur case blanche b7 · Pion noir sur case blanche f7 · Fou noir sur case noire g7 · Pion noir sur case blanche h7 · Pion noir sur case blanche g6 · Pion noir sur case noire a5 · Fou blanc sur case noire g5 · Pion blanc sur case blanche a4 · Dame noire sur case blanche c4 · Pion noir sur case noire d4 · Dame blanche sur case blanche d3 · Pion blanc sur case noire e3 · Pion blanc sur case noire f2 · Pion blanc sur case blanche g2 · Pion blanc sur case noire h2 · Tour blanche sur case noire a1 · Tour blanche sur case blanche d1 · Roi blanc sur case noire g1 | Tour noire sur case blanche c8 · Tour noire sur case blanche e8 · Roi noir sur case blanche g8 · Pion noir sur case blanche b7 · Pion noir sur case blanche f7 · Fou noir sur case noire g7 · Pion noir sur case blanche h7 · Pion noir sur case blanche g6 · Pion noir sur case noire a5 · Fou blanc sur case noire g5 · Pion blanc sur case blanche a4 · Dame noire sur case blanche c4 · Pion noir sur case noire d4 · Dame blanche sur case blanche d3 · Pion blanc sur case noire e3 · Pion blanc sur case noire f2 · Pion blanc sur case blanche g2 · Pion blanc sur case noire h2 · Tour blanche sur case noire a1 · Tour blanche sur case blanche d1 · Roi blanc sur case noire g1 | Tour noire sur case blanche c8 · Tour noire sur case blanche e8 · Roi noir sur case blanche g8 · Pion noir sur case blanche b7 · Pion noir sur case blanche f7 · Fou noir sur case noire g7 · Pion noir sur case blanche h7 · Pion noir sur case blanche g6 · Pion noir sur case noire a5 · Fou blanc sur case noire g5 · Pion blanc sur case blanche a4 · Dame noire sur case blanche c4 · Pion noir sur case noire d4 · Dame blanche sur case blanche d3 · Pion blanc sur case noire e3 · Pion blanc sur case noire f2 · Pion blanc sur case blanche g2 · Pion blanc sur case noire h2 · Tour blanche sur case noire a1 · Tour blanche sur case blanche d1 · Roi blanc sur case noire g1 | Tour noire sur case blanche c8 · Tour noire sur case blanche e8 · Roi noir sur case blanche g8 · Pion noir sur case blanche b7 · Pion noir sur case blanche f7 · Fou noir sur case noire g7 · Pion noir sur case blanche h7 · Pion noir sur case blanche g6 · Pion noir sur case noire a5 · Fou blanc sur case noire g5 · Pion blanc sur case blanche a4 · Dame noire sur case blanche c4 · Pion noir sur case noire d4 · Dame blanche sur case blanche d3 · Pion blanc sur case noire e3 · Pion blanc sur case noire f2 · Pion blanc sur case blanche g2 · Pion blanc sur case noire h2 · Tour blanche sur case noire a1 · Tour blanche sur case blanche d1 · Roi blanc sur case noire g1 | Tour noire sur case blanche c8 · Tour noire sur case blanche e8 · Roi noir sur case blanche g8 · Pion noir sur case blanche b7 · Pion noir sur case blanche f7 · Fou noir sur case noire g7 · Pion noir sur case blanche h7 · Pion noir sur case blanche g6 · Pion noir sur case noire a5 · Fou blanc sur case noire g5 · Pion blanc sur case blanche a4 · Dame noire sur case blanche c4 · Pion noir sur case noire d4 · Dame blanche sur case blanche d3 · Pion blanc sur case noire e3 · Pion blanc sur case noire f2 · Pion blanc sur case blanche g2 · Pion blanc sur case noire h2 · Tour blanche sur case noire a1 · Tour blanche sur case blanche d1 · Roi blanc sur case noire g1 | Tour noire sur case blanche c8 · Tour noire sur case blanche e8 · Roi noir sur case blanche g8 · Pion noir sur case blanche b7 · Pion noir sur case blanche f7 · Fou noir sur case noire g7 · Pion noir sur case blanche h7 · Pion noir sur case blanche g6 · Pion noir sur case noire a5 · Fou blanc sur case noire g5 · Pion blanc sur case blanche a4 · Dame noire sur case blanche c4 · Pion noir sur case noire d4 · Dame blanche sur case blanche d3 · Pion blanc sur case noire e3 · Pion blanc sur case noire f2 · Pion blanc sur case blanche g2 · Pion blanc sur case noire h2 · Tour blanche sur case noire a1 · Tour blanche sur case blanche d1 · Roi blanc sur case noire g1 | Tour noire sur case blanche c8 · Tour noire sur case blanche e8 · Roi noir sur case blanche g8 · Pion noir sur case blanche b7 · Pion noir sur case blanche f7 · Fou noir sur case noire g7 · Pion noir sur case blanche h7 · Pion noir sur case blanche g6 · Pion noir sur case noire a5 · Fou blanc sur case noire g5 · Pion blanc sur case blanche a4 · Dame noire sur case blanche c4 · Pion noir sur case noire d4 · Dame blanche sur case blanche d3 · Pion blanc sur case noire e3 · Pion blanc sur case noire f2 · Pion blanc sur case blanche g2 · Pion blanc sur case noire h2 · Tour blanche sur case noire a1 · Tour blanche sur case blanche d1 · Roi blanc sur case noire g1 | 1 |
|   | a | b | c | d | e | f | g | h |   |

Dans la position du diagramme, la Dame blanche, en d3, est en haut d'une échelle, et la tour d1 est en bas. Aronian joue 24. exd4??, ouvrant la colonne e pour la tour noire. Après 24...Te1+, les Blancs sont contraints d'abandonner, car après 25.Txe1 (ou 25.Df1 Dxf1#), la dame est perdue.
On dit parfois qu'on tire l'échelle pour qualifier ce type de sacrifice de déviation : l'échelle est constituée de la Td1 et de la Dd3 et après le départ de la tour de sa case, la dame reste en l'air, non protégée, comme si on avait tiré l'échelle sous elle.

### Un sacrifice pour éviter la défaite
|   | a | b | c | d | e | f | g | h |   |
| 8 | Dame blanche sur case blanche c8 · Tour blanche sur case blanche f7 · Pion noir sur case noire g7 · Roi noir sur case blanche h7 · Pion noir sur case blanche b5 · Pion noir sur case noire e5 · Dame noire sur case noire g5 · Pion noir sur case blanche h5 · Pion blanc sur case noire b4 · Pion blanc sur case blanche e4 · Cavalier noir sur case noire f4 · Pion blanc sur case noire h4 · Pion blanc sur case blanche f3 · Pion blanc sur case noire g3 · Tour noire sur case blanche e2 · Roi blanc sur case blanche h1 | Dame blanche sur case blanche c8 · Tour blanche sur case blanche f7 · Pion noir sur case noire g7 · Roi noir sur case blanche h7 · Pion noir sur case blanche b5 · Pion noir sur case noire e5 · Dame noire sur case noire g5 · Pion noir sur case blanche h5 · Pion blanc sur case noire b4 · Pion blanc sur case blanche e4 · Cavalier noir sur case noire f4 · Pion blanc sur case noire h4 · Pion blanc sur case blanche f3 · Pion blanc sur case noire g3 · Tour noire sur case blanche e2 · Roi blanc sur case blanche h1 | Dame blanche sur case blanche c8 · Tour blanche sur case blanche f7 · Pion noir sur case noire g7 · Roi noir sur case blanche h7 · Pion noir sur case blanche b5 · Pion noir sur case noire e5 · Dame noire sur case noire g5 · Pion noir sur case blanche h5 · Pion blanc sur case noire b4 · Pion blanc sur case blanche e4 · Cavalier noir sur case noire f4 · Pion blanc sur case noire h4 · Pion blanc sur case blanche f3 · Pion blanc sur case noire g3 · Tour noire sur case blanche e2 · Roi blanc sur case blanche h1 | Dame blanche sur case blanche c8 · Tour blanche sur case blanche f7 · Pion noir sur case noire g7 · Roi noir sur case blanche h7 · Pion noir sur case blanche b5 · Pion noir sur case noire e5 · Dame noire sur case noire g5 · Pion noir sur case blanche h5 · Pion blanc sur case noire b4 · Pion blanc sur case blanche e4 · Cavalier noir sur case noire f4 · Pion blanc sur case noire h4 · Pion blanc sur case blanche f3 · Pion blanc sur case noire g3 · Tour noire sur case blanche e2 · Roi blanc sur case blanche h1 | Dame blanche sur case blanche c8 · Tour blanche sur case blanche f7 · Pion noir sur case noire g7 · Roi noir sur case blanche h7 · Pion noir sur case blanche b5 · Pion noir sur case noire e5 · Dame noire sur case noire g5 · Pion noir sur case blanche h5 · Pion blanc sur case noire b4 · Pion blanc sur case blanche e4 · Cavalier noir sur case noire f4 · Pion blanc sur case noire h4 · Pion blanc sur case blanche f3 · Pion blanc sur case noire g3 · Tour noire sur case blanche e2 · Roi blanc sur case blanche h1 | Dame blanche sur case blanche c8 · Tour blanche sur case blanche f7 · Pion noir sur case noire g7 · Roi noir sur case blanche h7 · Pion noir sur case blanche b5 · Pion noir sur case noire e5 · Dame noire sur case noire g5 · Pion noir sur case blanche h5 · Pion blanc sur case noire b4 · Pion blanc sur case blanche e4 · Cavalier noir sur case noire f4 · Pion blanc sur case noire h4 · Pion blanc sur case blanche f3 · Pion blanc sur case noire g3 · Tour noire sur case blanche e2 · Roi blanc sur case blanche h1 | Dame blanche sur case blanche c8 · Tour blanche sur case blanche f7 · Pion noir sur case noire g7 · Roi noir sur case blanche h7 · Pion noir sur case blanche b5 · Pion noir sur case noire e5 · Dame noire sur case noire g5 · Pion noir sur case blanche h5 · Pion blanc sur case noire b4 · Pion blanc sur case blanche e4 · Cavalier noir sur case noire f4 · Pion blanc sur case noire h4 · Pion blanc sur case blanche f3 · Pion blanc sur case noire g3 · Tour noire sur case blanche e2 · Roi blanc sur case blanche h1 | Dame blanche sur case blanche c8 · Tour blanche sur case blanche f7 · Pion noir sur case noire g7 · Roi noir sur case blanche h7 · Pion noir sur case blanche b5 · Pion noir sur case noire e5 · Dame noire sur case noire g5 · Pion noir sur case blanche h5 · Pion blanc sur case noire b4 · Pion blanc sur case blanche e4 · Cavalier noir sur case noire f4 · Pion blanc sur case noire h4 · Pion blanc sur case blanche f3 · Pion blanc sur case noire g3 · Tour noire sur case blanche e2 · Roi blanc sur case blanche h1 | 8 |
| 7 | Dame blanche sur case blanche c8 · Tour blanche sur case blanche f7 · Pion noir sur case noire g7 · Roi noir sur case blanche h7 · Pion noir sur case blanche b5 · Pion noir sur case noire e5 · Dame noire sur case noire g5 · Pion noir sur case blanche h5 · Pion blanc sur case noire b4 · Pion blanc sur case blanche e4 · Cavalier noir sur case noire f4 · Pion blanc sur case noire h4 · Pion blanc sur case blanche f3 · Pion blanc sur case noire g3 · Tour noire sur case blanche e2 · Roi blanc sur case blanche h1 | Dame blanche sur case blanche c8 · Tour blanche sur case blanche f7 · Pion noir sur case noire g7 · Roi noir sur case blanche h7 · Pion noir sur case blanche b5 · Pion noir sur case noire e5 · Dame noire sur case noire g5 · Pion noir sur case blanche h5 · Pion blanc sur case noire b4 · Pion blanc sur case blanche e4 · Cavalier noir sur case noire f4 · Pion blanc sur case noire h4 · Pion blanc sur case blanche f3 · Pion blanc sur case noire g3 · Tour noire sur case blanche e2 · Roi blanc sur case blanche h1 | Dame blanche sur case blanche c8 · Tour blanche sur case blanche f7 · Pion noir sur case noire g7 · Roi noir sur case blanche h7 · Pion noir sur case blanche b5 · Pion noir sur case noire e5 · Dame noire sur case noire g5 · Pion noir sur case blanche h5 · Pion blanc sur case noire b4 · Pion blanc sur case blanche e4 · Cavalier noir sur case noire f4 · Pion blanc sur case noire h4 · Pion blanc sur case blanche f3 · Pion blanc sur case noire g3 · Tour noire sur case blanche e2 · Roi blanc sur case blanche h1 | Dame blanche sur case blanche c8 · Tour blanche sur case blanche f7 · Pion noir sur case noire g7 · Roi noir sur case blanche h7 · Pion noir sur case blanche b5 · Pion noir sur case noire e5 · Dame noire sur case noire g5 · Pion noir sur case blanche h5 · Pion blanc sur case noire b4 · Pion blanc sur case blanche e4 · Cavalier noir sur case noire f4 · Pion blanc sur case noire h4 · Pion blanc sur case blanche f3 · Pion blanc sur case noire g3 · Tour noire sur case blanche e2 · Roi blanc sur case blanche h1 | Dame blanche sur case blanche c8 · Tour blanche sur case blanche f7 · Pion noir sur case noire g7 · Roi noir sur case blanche h7 · Pion noir sur case blanche b5 · Pion noir sur case noire e5 · Dame noire sur case noire g5 · Pion noir sur case blanche h5 · Pion blanc sur case noire b4 · Pion blanc sur case blanche e4 · Cavalier noir sur case noire f4 · Pion blanc sur case noire h4 · Pion blanc sur case blanche f3 · Pion blanc sur case noire g3 · Tour noire sur case blanche e2 · Roi blanc sur case blanche h1 | Dame blanche sur case blanche c8 · Tour blanche sur case blanche f7 · Pion noir sur case noire g7 · Roi noir sur case blanche h7 · Pion noir sur case blanche b5 · Pion noir sur case noire e5 · Dame noire sur case noire g5 · Pion noir sur case blanche h5 · Pion blanc sur case noire b4 · Pion blanc sur case blanche e4 · Cavalier noir sur case noire f4 · Pion blanc sur case noire h4 · Pion blanc sur case blanche f3 · Pion blanc sur case noire g3 · Tour noire sur case blanche e2 · Roi blanc sur case blanche h1 | Dame blanche sur case blanche c8 · Tour blanche sur case blanche f7 · Pion noir sur case noire g7 · Roi noir sur case blanche h7 · Pion noir sur case blanche b5 · Pion noir sur case noire e5 · Dame noire sur case noire g5 · Pion noir sur case blanche h5 · Pion blanc sur case noire b4 · Pion blanc sur case blanche e4 · Cavalier noir sur case noire f4 · Pion blanc sur case noire h4 · Pion blanc sur case blanche f3 · Pion blanc sur case noire g3 · Tour noire sur case blanche e2 · Roi blanc sur case blanche h1 | Dame blanche sur case blanche c8 · Tour blanche sur case blanche f7 · Pion noir sur case noire g7 · Roi noir sur case blanche h7 · Pion noir sur case blanche b5 · Pion noir sur case noire e5 · Dame noire sur case noire g5 · Pion noir sur case blanche h5 · Pion blanc sur case noire b4 · Pion blanc sur case blanche e4 · Cavalier noir sur case noire f4 · Pion blanc sur case noire h4 · Pion blanc sur case blanche f3 · Pion blanc sur case noire g3 · Tour noire sur case blanche e2 · Roi blanc sur case blanche h1 | 7 |
| 6 | Dame blanche sur case blanche c8 · Tour blanche sur case blanche f7 · Pion noir sur case noire g7 · Roi noir sur case blanche h7 · Pion noir sur case blanche b5 · Pion noir sur case noire e5 · Dame noire sur case noire g5 · Pion noir sur case blanche h5 · Pion blanc sur case noire b4 · Pion blanc sur case blanche e4 · Cavalier noir sur case noire f4 · Pion blanc sur case noire h4 · Pion blanc sur case blanche f3 · Pion blanc sur case noire g3 · Tour noire sur case blanche e2 · Roi blanc sur case blanche h1 | Dame blanche sur case blanche c8 · Tour blanche sur case blanche f7 · Pion noir sur case noire g7 · Roi noir sur case blanche h7 · Pion noir sur case blanche b5 · Pion noir sur case noire e5 · Dame noire sur case noire g5 · Pion noir sur case blanche h5 · Pion blanc sur case noire b4 · Pion blanc sur case blanche e4 · Cavalier noir sur case noire f4 · Pion blanc sur case noire h4 · Pion blanc sur case blanche f3 · Pion blanc sur case noire g3 · Tour noire sur case blanche e2 · Roi blanc sur case blanche h1 | Dame blanche sur case blanche c8 · Tour blanche sur case blanche f7 · Pion noir sur case noire g7 · Roi noir sur case blanche h7 · Pion noir sur case blanche b5 · Pion noir sur case noire e5 · Dame noire sur case noire g5 · Pion noir sur case blanche h5 · Pion blanc sur case noire b4 · Pion blanc sur case blanche e4 · Cavalier noir sur case noire f4 · Pion blanc sur case noire h4 · Pion blanc sur case blanche f3 · Pion blanc sur case noire g3 · Tour noire sur case blanche e2 · Roi blanc sur case blanche h1 | Dame blanche sur case blanche c8 · Tour blanche sur case blanche f7 · Pion noir sur case noire g7 · Roi noir sur case blanche h7 · Pion noir sur case blanche b5 · Pion noir sur case noire e5 · Dame noire sur case noire g5 · Pion noir sur case blanche h5 · Pion blanc sur case noire b4 · Pion blanc sur case blanche e4 · Cavalier noir sur case noire f4 · Pion blanc sur case noire h4 · Pion blanc sur case blanche f3 · Pion blanc sur case noire g3 · Tour noire sur case blanche e2 · Roi blanc sur case blanche h1 | Dame blanche sur case blanche c8 · Tour blanche sur case blanche f7 · Pion noir sur case noire g7 · Roi noir sur case blanche h7 · Pion noir sur case blanche b5 · Pion noir sur case noire e5 · Dame noire sur case noire g5 · Pion noir sur case blanche h5 · Pion blanc sur case noire b4 · Pion blanc sur case blanche e4 · Cavalier noir sur case noire f4 · Pion blanc sur case noire h4 · Pion blanc sur case blanche f3 · Pion blanc sur case noire g3 · Tour noire sur case blanche e2 · Roi blanc sur case blanche h1 | Dame blanche sur case blanche c8 · Tour blanche sur case blanche f7 · Pion noir sur case noire g7 · Roi noir sur case blanche h7 · Pion noir sur case blanche b5 · Pion noir sur case noire e5 · Dame noire sur case noire g5 · Pion noir sur case blanche h5 · Pion blanc sur case noire b4 · Pion blanc sur case blanche e4 · Cavalier noir sur case noire f4 · Pion blanc sur case noire h4 · Pion blanc sur case blanche f3 · Pion blanc sur case noire g3 · Tour noire sur case blanche e2 · Roi blanc sur case blanche h1 | Dame blanche sur case blanche c8 · Tour blanche sur case blanche f7 · Pion noir sur case noire g7 · Roi noir sur case blanche h7 · Pion noir sur case blanche b5 · Pion noir sur case noire e5 · Dame noire sur case noire g5 · Pion noir sur case blanche h5 · Pion blanc sur case noire b4 · Pion blanc sur case blanche e4 · Cavalier noir sur case noire f4 · Pion blanc sur case noire h4 · Pion blanc sur case blanche f3 · Pion blanc sur case noire g3 · Tour noire sur case blanche e2 · Roi blanc sur case blanche h1 | Dame blanche sur case blanche c8 · Tour blanche sur case blanche f7 · Pion noir sur case noire g7 · Roi noir sur case blanche h7 · Pion noir sur case blanche b5 · Pion noir sur case noire e5 · Dame noire sur case noire g5 · Pion noir sur case blanche h5 · Pion blanc sur case noire b4 · Pion blanc sur case blanche e4 · Cavalier noir sur case noire f4 · Pion blanc sur case noire h4 · Pion blanc sur case blanche f3 · Pion blanc sur case noire g3 · Tour noire sur case blanche e2 · Roi blanc sur case blanche h1 | 6 |
| 5 | Dame blanche sur case blanche c8 · Tour blanche sur case blanche f7 · Pion noir sur case noire g7 · Roi noir sur case blanche h7 · Pion noir sur case blanche b5 · Pion noir sur case noire e5 · Dame noire sur case noire g5 · Pion noir sur case blanche h5 · Pion blanc sur case noire b4 · Pion blanc sur case blanche e4 · Cavalier noir sur case noire f4 · Pion blanc sur case noire h4 · Pion blanc sur case blanche f3 · Pion blanc sur case noire g3 · Tour noire sur case blanche e2 · Roi blanc sur case blanche h1 | Dame blanche sur case blanche c8 · Tour blanche sur case blanche f7 · Pion noir sur case noire g7 · Roi noir sur case blanche h7 · Pion noir sur case blanche b5 · Pion noir sur case noire e5 · Dame noire sur case noire g5 · Pion noir sur case blanche h5 · Pion blanc sur case noire b4 · Pion blanc sur case blanche e4 · Cavalier noir sur case noire f4 · Pion blanc sur case noire h4 · Pion blanc sur case blanche f3 · Pion blanc sur case noire g3 · Tour noire sur case blanche e2 · Roi blanc sur case blanche h1 | Dame blanche sur case blanche c8 · Tour blanche sur case blanche f7 · Pion noir sur case noire g7 · Roi noir sur case blanche h7 · Pion noir sur case blanche b5 · Pion noir sur case noire e5 · Dame noire sur case noire g5 · Pion noir sur case blanche h5 · Pion blanc sur case noire b4 · Pion blanc sur case blanche e4 · Cavalier noir sur case noire f4 · Pion blanc sur case noire h4 · Pion blanc sur case blanche f3 · Pion blanc sur case noire g3 · Tour noire sur case blanche e2 · Roi blanc sur case blanche h1 | Dame blanche sur case blanche c8 · Tour blanche sur case blanche f7 · Pion noir sur case noire g7 · Roi noir sur case blanche h7 · Pion noir sur case blanche b5 · Pion noir sur case noire e5 · Dame noire sur case noire g5 · Pion noir sur case blanche h5 · Pion blanc sur case noire b4 · Pion blanc sur case blanche e4 · Cavalier noir sur case noire f4 · Pion blanc sur case noire h4 · Pion blanc sur case blanche f3 · Pion blanc sur case noire g3 · Tour noire sur case blanche e2 · Roi blanc sur case blanche h1 | Dame blanche sur case blanche c8 · Tour blanche sur case blanche f7 · Pion noir sur case noire g7 · Roi noir sur case blanche h7 · Pion noir sur case blanche b5 · Pion noir sur case noire e5 · Dame noire sur case noire g5 · Pion noir sur case blanche h5 · Pion blanc sur case noire b4 · Pion blanc sur case blanche e4 · Cavalier noir sur case noire f4 · Pion blanc sur case noire h4 · Pion blanc sur case blanche f3 · Pion blanc sur case noire g3 · Tour noire sur case blanche e2 · Roi blanc sur case blanche h1 | Dame blanche sur case blanche c8 · Tour blanche sur case blanche f7 · Pion noir sur case noire g7 · Roi noir sur case blanche h7 · Pion noir sur case blanche b5 · Pion noir sur case noire e5 · Dame noire sur case noire g5 · Pion noir sur case blanche h5 · Pion blanc sur case noire b4 · Pion blanc sur case blanche e4 · Cavalier noir sur case noire f4 · Pion blanc sur case noire h4 · Pion blanc sur case blanche f3 · Pion blanc sur case noire g3 · Tour noire sur case blanche e2 · Roi blanc sur case blanche h1 | Dame blanche sur case blanche c8 · Tour blanche sur case blanche f7 · Pion noir sur case noire g7 · Roi noir sur case blanche h7 · Pion noir sur case blanche b5 · Pion noir sur case noire e5 · Dame noire sur case noire g5 · Pion noir sur case blanche h5 · Pion blanc sur case noire b4 · Pion blanc sur case blanche e4 · Cavalier noir sur case noire f4 · Pion blanc sur case noire h4 · Pion blanc sur case blanche f3 · Pion blanc sur case noire g3 · Tour noire sur case blanche e2 · Roi blanc sur case blanche h1 | Dame blanche sur case blanche c8 · Tour blanche sur case blanche f7 · Pion noir sur case noire g7 · Roi noir sur case blanche h7 · Pion noir sur case blanche b5 · Pion noir sur case noire e5 · Dame noire sur case noire g5 · Pion noir sur case blanche h5 · Pion blanc sur case noire b4 · Pion blanc sur case blanche e4 · Cavalier noir sur case noire f4 · Pion blanc sur case noire h4 · Pion blanc sur case blanche f3 · Pion blanc sur case noire g3 · Tour noire sur case blanche e2 · Roi blanc sur case blanche h1 | 5 |
| 4 | Dame blanche sur case blanche c8 · Tour blanche sur case blanche f7 · Pion noir sur case noire g7 · Roi noir sur case blanche h7 · Pion noir sur case blanche b5 · Pion noir sur case noire e5 · Dame noire sur case noire g5 · Pion noir sur case blanche h5 · Pion blanc sur case noire b4 · Pion blanc sur case blanche e4 · Cavalier noir sur case noire f4 · Pion blanc sur case noire h4 · Pion blanc sur case blanche f3 · Pion blanc sur case noire g3 · Tour noire sur case blanche e2 · Roi blanc sur case blanche h1 | Dame blanche sur case blanche c8 · Tour blanche sur case blanche f7 · Pion noir sur case noire g7 · Roi noir sur case blanche h7 · Pion noir sur case blanche b5 · Pion noir sur case noire e5 · Dame noire sur case noire g5 · Pion noir sur case blanche h5 · Pion blanc sur case noire b4 · Pion blanc sur case blanche e4 · Cavalier noir sur case noire f4 · Pion blanc sur case noire h4 · Pion blanc sur case blanche f3 · Pion blanc sur case noire g3 · Tour noire sur case blanche e2 · Roi blanc sur case blanche h1 | Dame blanche sur case blanche c8 · Tour blanche sur case blanche f7 · Pion noir sur case noire g7 · Roi noir sur case blanche h7 · Pion noir sur case blanche b5 · Pion noir sur case noire e5 · Dame noire sur case noire g5 · Pion noir sur case blanche h5 · Pion blanc sur case noire b4 · Pion blanc sur case blanche e4 · Cavalier noir sur case noire f4 · Pion blanc sur case noire h4 · Pion blanc sur case blanche f3 · Pion blanc sur case noire g3 · Tour noire sur case blanche e2 · Roi blanc sur case blanche h1 | Dame blanche sur case blanche c8 · Tour blanche sur case blanche f7 · Pion noir sur case noire g7 · Roi noir sur case blanche h7 · Pion noir sur case blanche b5 · Pion noir sur case noire e5 · Dame noire sur case noire g5 · Pion noir sur case blanche h5 · Pion blanc sur case noire b4 · Pion blanc sur case blanche e4 · Cavalier noir sur case noire f4 · Pion blanc sur case noire h4 · Pion blanc sur case blanche f3 · Pion blanc sur case noire g3 · Tour noire sur case blanche e2 · Roi blanc sur case blanche h1 | Dame blanche sur case blanche c8 · Tour blanche sur case blanche f7 · Pion noir sur case noire g7 · Roi noir sur case blanche h7 · Pion noir sur case blanche b5 · Pion noir sur case noire e5 · Dame noire sur case noire g5 · Pion noir sur case blanche h5 · Pion blanc sur case noire b4 · Pion blanc sur case blanche e4 · Cavalier noir sur case noire f4 · Pion blanc sur case noire h4 · Pion blanc sur case blanche f3 · Pion blanc sur case noire g3 · Tour noire sur case blanche e2 · Roi blanc sur case blanche h1 | Dame blanche sur case blanche c8 · Tour blanche sur case blanche f7 · Pion noir sur case noire g7 · Roi noir sur case blanche h7 · Pion noir sur case blanche b5 · Pion noir sur case noire e5 · Dame noire sur case noire g5 · Pion noir sur case blanche h5 · Pion blanc sur case noire b4 · Pion blanc sur case blanche e4 · Cavalier noir sur case noire f4 · Pion blanc sur case noire h4 · Pion blanc sur case blanche f3 · Pion blanc sur case noire g3 · Tour noire sur case blanche e2 · Roi blanc sur case blanche h1 | Dame blanche sur case blanche c8 · Tour blanche sur case blanche f7 · Pion noir sur case noire g7 · Roi noir sur case blanche h7 · Pion noir sur case blanche b5 · Pion noir sur case noire e5 · Dame noire sur case noire g5 · Pion noir sur case blanche h5 · Pion blanc sur case noire b4 · Pion blanc sur case blanche e4 · Cavalier noir sur case noire f4 · Pion blanc sur case noire h4 · Pion blanc sur case blanche f3 · Pion blanc sur case noire g3 · Tour noire sur case blanche e2 · Roi blanc sur case blanche h1 | Dame blanche sur case blanche c8 · Tour blanche sur case blanche f7 · Pion noir sur case noire g7 · Roi noir sur case blanche h7 · Pion noir sur case blanche b5 · Pion noir sur case noire e5 · Dame noire sur case noire g5 · Pion noir sur case blanche h5 · Pion blanc sur case noire b4 · Pion blanc sur case blanche e4 · Cavalier noir sur case noire f4 · Pion blanc sur case noire h4 · Pion blanc sur case blanche f3 · Pion blanc sur case noire g3 · Tour noire sur case blanche e2 · Roi blanc sur case blanche h1 | 4 |
| 3 | Dame blanche sur case blanche c8 · Tour blanche sur case blanche f7 · Pion noir sur case noire g7 · Roi noir sur case blanche h7 · Pion noir sur case blanche b5 · Pion noir sur case noire e5 · Dame noire sur case noire g5 · Pion noir sur case blanche h5 · Pion blanc sur case noire b4 · Pion blanc sur case blanche e4 · Cavalier noir sur case noire f4 · Pion blanc sur case noire h4 · Pion blanc sur case blanche f3 · Pion blanc sur case noire g3 · Tour noire sur case blanche e2 · Roi blanc sur case blanche h1 | Dame blanche sur case blanche c8 · Tour blanche sur case blanche f7 · Pion noir sur case noire g7 · Roi noir sur case blanche h7 · Pion noir sur case blanche b5 · Pion noir sur case noire e5 · Dame noire sur case noire g5 · Pion noir sur case blanche h5 · Pion blanc sur case noire b4 · Pion blanc sur case blanche e4 · Cavalier noir sur case noire f4 · Pion blanc sur case noire h4 · Pion blanc sur case blanche f3 · Pion blanc sur case noire g3 · Tour noire sur case blanche e2 · Roi blanc sur case blanche h1 | Dame blanche sur case blanche c8 · Tour blanche sur case blanche f7 · Pion noir sur case noire g7 · Roi noir sur case blanche h7 · Pion noir sur case blanche b5 · Pion noir sur case noire e5 · Dame noire sur case noire g5 · Pion noir sur case blanche h5 · Pion blanc sur case noire b4 · Pion blanc sur case blanche e4 · Cavalier noir sur case noire f4 · Pion blanc sur case noire h4 · Pion blanc sur case blanche f3 · Pion blanc sur case noire g3 · Tour noire sur case blanche e2 · Roi blanc sur case blanche h1 | Dame blanche sur case blanche c8 · Tour blanche sur case blanche f7 · Pion noir sur case noire g7 · Roi noir sur case blanche h7 · Pion noir sur case blanche b5 · Pion noir sur case noire e5 · Dame noire sur case noire g5 · Pion noir sur case blanche h5 · Pion blanc sur case noire b4 · Pion blanc sur case blanche e4 · Cavalier noir sur case noire f4 · Pion blanc sur case noire h4 · Pion blanc sur case blanche f3 · Pion blanc sur case noire g3 · Tour noire sur case blanche e2 · Roi blanc sur case blanche h1 | Dame blanche sur case blanche c8 · Tour blanche sur case blanche f7 · Pion noir sur case noire g7 · Roi noir sur case blanche h7 · Pion noir sur case blanche b5 · Pion noir sur case noire e5 · Dame noire sur case noire g5 · Pion noir sur case blanche h5 · Pion blanc sur case noire b4 · Pion blanc sur case blanche e4 · Cavalier noir sur case noire f4 · Pion blanc sur case noire h4 · Pion blanc sur case blanche f3 · Pion blanc sur case noire g3 · Tour noire sur case blanche e2 · Roi blanc sur case blanche h1 | Dame blanche sur case blanche c8 · Tour blanche sur case blanche f7 · Pion noir sur case noire g7 · Roi noir sur case blanche h7 · Pion noir sur case blanche b5 · Pion noir sur case noire e5 · Dame noire sur case noire g5 · Pion noir sur case blanche h5 · Pion blanc sur case noire b4 · Pion blanc sur case blanche e4 · Cavalier noir sur case noire f4 · Pion blanc sur case noire h4 · Pion blanc sur case blanche f3 · Pion blanc sur case noire g3 · Tour noire sur case blanche e2 · Roi blanc sur case blanche h1 | Dame blanche sur case blanche c8 · Tour blanche sur case blanche f7 · Pion noir sur case noire g7 · Roi noir sur case blanche h7 · Pion noir sur case blanche b5 · Pion noir sur case noire e5 · Dame noire sur case noire g5 · Pion noir sur case blanche h5 · Pion blanc sur case noire b4 · Pion blanc sur case blanche e4 · Cavalier noir sur case noire f4 · Pion blanc sur case noire h4 · Pion blanc sur case blanche f3 · Pion blanc sur case noire g3 · Tour noire sur case blanche e2 · Roi blanc sur case blanche h1 | Dame blanche sur case blanche c8 · Tour blanche sur case blanche f7 · Pion noir sur case noire g7 · Roi noir sur case blanche h7 · Pion noir sur case blanche b5 · Pion noir sur case noire e5 · Dame noire sur case noire g5 · Pion noir sur case blanche h5 · Pion blanc sur case noire b4 · Pion blanc sur case blanche e4 · Cavalier noir sur case noire f4 · Pion blanc sur case noire h4 · Pion blanc sur case blanche f3 · Pion blanc sur case noire g3 · Tour noire sur case blanche e2 · Roi blanc sur case blanche h1 | 3 |
| 2 | Dame blanche sur case blanche c8 · Tour blanche sur case blanche f7 · Pion noir sur case noire g7 · Roi noir sur case blanche h7 · Pion noir sur case blanche b5 · Pion noir sur case noire e5 · Dame noire sur case noire g5 · Pion noir sur case blanche h5 · Pion blanc sur case noire b4 · Pion blanc sur case blanche e4 · Cavalier noir sur case noire f4 · Pion blanc sur case noire h4 · Pion blanc sur case blanche f3 · Pion blanc sur case noire g3 · Tour noire sur case blanche e2 · Roi blanc sur case blanche h1 | Dame blanche sur case blanche c8 · Tour blanche sur case blanche f7 · Pion noir sur case noire g7 · Roi noir sur case blanche h7 · Pion noir sur case blanche b5 · Pion noir sur case noire e5 · Dame noire sur case noire g5 · Pion noir sur case blanche h5 · Pion blanc sur case noire b4 · Pion blanc sur case blanche e4 · Cavalier noir sur case noire f4 · Pion blanc sur case noire h4 · Pion blanc sur case blanche f3 · Pion blanc sur case noire g3 · Tour noire sur case blanche e2 · Roi blanc sur case blanche h1 | Dame blanche sur case blanche c8 · Tour blanche sur case blanche f7 · Pion noir sur case noire g7 · Roi noir sur case blanche h7 · Pion noir sur case blanche b5 · Pion noir sur case noire e5 · Dame noire sur case noire g5 · Pion noir sur case blanche h5 · Pion blanc sur case noire b4 · Pion blanc sur case blanche e4 · Cavalier noir sur case noire f4 · Pion blanc sur case noire h4 · Pion blanc sur case blanche f3 · Pion blanc sur case noire g3 · Tour noire sur case blanche e2 · Roi blanc sur case blanche h1 | Dame blanche sur case blanche c8 · Tour blanche sur case blanche f7 · Pion noir sur case noire g7 · Roi noir sur case blanche h7 · Pion noir sur case blanche b5 · Pion noir sur case noire e5 · Dame noire sur case noire g5 · Pion noir sur case blanche h5 · Pion blanc sur case noire b4 · Pion blanc sur case blanche e4 · Cavalier noir sur case noire f4 · Pion blanc sur case noire h4 · Pion blanc sur case blanche f3 · Pion blanc sur case noire g3 · Tour noire sur case blanche e2 · Roi blanc sur case blanche h1 | Dame blanche sur case blanche c8 · Tour blanche sur case blanche f7 · Pion noir sur case noire g7 · Roi noir sur case blanche h7 · Pion noir sur case blanche b5 · Pion noir sur case noire e5 · Dame noire sur case noire g5 · Pion noir sur case blanche h5 · Pion blanc sur case noire b4 · Pion blanc sur case blanche e4 · Cavalier noir sur case noire f4 · Pion blanc sur case noire h4 · Pion blanc sur case blanche f3 · Pion blanc sur case noire g3 · Tour noire sur case blanche e2 · Roi blanc sur case blanche h1 | Dame blanche sur case blanche c8 · Tour blanche sur case blanche f7 · Pion noir sur case noire g7 · Roi noir sur case blanche h7 · Pion noir sur case blanche b5 · Pion noir sur case noire e5 · Dame noire sur case noire g5 · Pion noir sur case blanche h5 · Pion blanc sur case noire b4 · Pion blanc sur case blanche e4 · Cavalier noir sur case noire f4 · Pion blanc sur case noire h4 · Pion blanc sur case blanche f3 · Pion blanc sur case noire g3 · Tour noire sur case blanche e2 · Roi blanc sur case blanche h1 | Dame blanche sur case blanche c8 · Tour blanche sur case blanche f7 · Pion noir sur case noire g7 · Roi noir sur case blanche h7 · Pion noir sur case blanche b5 · Pion noir sur case noire e5 · Dame noire sur case noire g5 · Pion noir sur case blanche h5 · Pion blanc sur case noire b4 · Pion blanc sur case blanche e4 · Cavalier noir sur case noire f4 · Pion blanc sur case noire h4 · Pion blanc sur case blanche f3 · Pion blanc sur case noire g3 · Tour noire sur case blanche e2 · Roi blanc sur case blanche h1 | Dame blanche sur case blanche c8 · Tour blanche sur case blanche f7 · Pion noir sur case noire g7 · Roi noir sur case blanche h7 · Pion noir sur case blanche b5 · Pion noir sur case noire e5 · Dame noire sur case noire g5 · Pion noir sur case blanche h5 · Pion blanc sur case noire b4 · Pion blanc sur case blanche e4 · Cavalier noir sur case noire f4 · Pion blanc sur case noire h4 · Pion blanc sur case blanche f3 · Pion blanc sur case noire g3 · Tour noire sur case blanche e2 · Roi blanc sur case blanche h1 | 2 |
| 1 | Dame blanche sur case blanche c8 · Tour blanche sur case blanche f7 · Pion noir sur case noire g7 · Roi noir sur case blanche h7 · Pion noir sur case blanche b5 · Pion noir sur case noire e5 · Dame noire sur case noire g5 · Pion noir sur case blanche h5 · Pion blanc sur case noire b4 · Pion blanc sur case blanche e4 · Cavalier noir sur case noire f4 · Pion blanc sur case noire h4 · Pion blanc sur case blanche f3 · Pion blanc sur case noire g3 · Tour noire sur case blanche e2 · Roi blanc sur case blanche h1 | Dame blanche sur case blanche c8 · Tour blanche sur case blanche f7 · Pion noir sur case noire g7 · Roi noir sur case blanche h7 · Pion noir sur case blanche b5 · Pion noir sur case noire e5 · Dame noire sur case noire g5 · Pion noir sur case blanche h5 · Pion blanc sur case noire b4 · Pion blanc sur case blanche e4 · Cavalier noir sur case noire f4 · Pion blanc sur case noire h4 · Pion blanc sur case blanche f3 · Pion blanc sur case noire g3 · Tour noire sur case blanche e2 · Roi blanc sur case blanche h1 | Dame blanche sur case blanche c8 · Tour blanche sur case blanche f7 · Pion noir sur case noire g7 · Roi noir sur case blanche h7 · Pion noir sur case blanche b5 · Pion noir sur case noire e5 · Dame noire sur case noire g5 · Pion noir sur case blanche h5 · Pion blanc sur case noire b4 · Pion blanc sur case blanche e4 · Cavalier noir sur case noire f4 · Pion blanc sur case noire h4 · Pion blanc sur case blanche f3 · Pion blanc sur case noire g3 · Tour noire sur case blanche e2 · Roi blanc sur case blanche h1 | Dame blanche sur case blanche c8 · Tour blanche sur case blanche f7 · Pion noir sur case noire g7 · Roi noir sur case blanche h7 · Pion noir sur case blanche b5 · Pion noir sur case noire e5 · Dame noire sur case noire g5 · Pion noir sur case blanche h5 · Pion blanc sur case noire b4 · Pion blanc sur case blanche e4 · Cavalier noir sur case noire f4 · Pion blanc sur case noire h4 · Pion blanc sur case blanche f3 · Pion blanc sur case noire g3 · Tour noire sur case blanche e2 · Roi blanc sur case blanche h1 | Dame blanche sur case blanche c8 · Tour blanche sur case blanche f7 · Pion noir sur case noire g7 · Roi noir sur case blanche h7 · Pion noir sur case blanche b5 · Pion noir sur case noire e5 · Dame noire sur case noire g5 · Pion noir sur case blanche h5 · Pion blanc sur case noire b4 · Pion blanc sur case blanche e4 · Cavalier noir sur case noire f4 · Pion blanc sur case noire h4 · Pion blanc sur case blanche f3 · Pion blanc sur case noire g3 · Tour noire sur case blanche e2 · Roi blanc sur case blanche h1 | Dame blanche sur case blanche c8 · Tour blanche sur case blanche f7 · Pion noir sur case noire g7 · Roi noir sur case blanche h7 · Pion noir sur case blanche b5 · Pion noir sur case noire e5 · Dame noire sur case noire g5 · Pion noir sur case blanche h5 · Pion blanc sur case noire b4 · Pion blanc sur case blanche e4 · Cavalier noir sur case noire f4 · Pion blanc sur case noire h4 · Pion blanc sur case blanche f3 · Pion blanc sur case noire g3 · Tour noire sur case blanche e2 · Roi blanc sur case blanche h1 | Dame blanche sur case blanche c8 · Tour blanche sur case blanche f7 · Pion noir sur case noire g7 · Roi noir sur case blanche h7 · Pion noir sur case blanche b5 · Pion noir sur case noire e5 · Dame noire sur case noire g5 · Pion noir sur case blanche h5 · Pion blanc sur case noire b4 · Pion blanc sur case blanche e4 · Cavalier noir sur case noire f4 · Pion blanc sur case noire h4 · Pion blanc sur case blanche f3 · Pion blanc sur case noire g3 · Tour noire sur case blanche e2 · Roi blanc sur case blanche h1 | Dame blanche sur case blanche c8 · Tour blanche sur case blanche f7 · Pion noir sur case noire g7 · Roi noir sur case blanche h7 · Pion noir sur case blanche b5 · Pion noir sur case noire e5 · Dame noire sur case noire g5 · Pion noir sur case blanche h5 · Pion blanc sur case noire b4 · Pion blanc sur case blanche e4 · Cavalier noir sur case noire f4 · Pion blanc sur case noire h4 · Pion blanc sur case blanche f3 · Pion blanc sur case noire g3 · Tour noire sur case blanche e2 · Roi blanc sur case blanche h1 | 1 |
|   | a | b | c | d | e | f | g | h |   |

Les Noirs ont joué 1...Dxg3? et les Blancs forcent la nulle avec 2.Dg8+! Rxg8 (2…Rg6? 3.Dxg7#. 2…Rh6? 3.Dh8+ Rg6 4.Dxg7#) 3.Txg7+! L'intention des Blancs est de donner des échecs continuels sur la 7e, et si les Noirs capturent la tour, c'est pat.
Ce sauvetage d'Evans a été appelé le swindle du siècle. On appelle aussi parfois la pièce qui s'offre ainsi de manière continuelle à la capture un desperado ou pièce enragée ou pièce folle.

### Un sacrifice non forcé
|   | a | b | c | d | e | f | g | h |   |
| 8 | Tour noire sur case blanche a8 · Fou noir sur case blanche c8 · Dame noire sur case noire d8 · Tour noire sur case noire f8 · Roi noir sur case blanche g8 · Pion noir sur case blanche b7 · Cavalier noir sur case blanche d7 · Fou noir sur case noire e7 · Pion noir sur case blanche f7 · Pion noir sur case noire g7 · Pion noir sur case noire d6 · Pion noir sur case blanche e6 · Cavalier noir sur case noire f6 · Pion noir sur case noire h6 · Pion noir sur case noire a5 · Pion blanc sur case blanche b5 · Cavalier blanc sur case noire g5 · Pion blanc sur case blanche c4 · Pion blanc sur case noire h4 · Pion blanc sur case noire a3 · Cavalier blanc sur case noire c3 · Pion blanc sur case noire e3 · Fou blanc sur case noire b2 · Dame blanche sur case blanche c2 · Fou blanc sur case blanche e2 · Pion blanc sur case noire f2 · Pion blanc sur case blanche g2 · Tour blanche sur case noire a1 · Roi blanc sur case noire e1 · Tour blanche sur case blanche h1 | Tour noire sur case blanche a8 · Fou noir sur case blanche c8 · Dame noire sur case noire d8 · Tour noire sur case noire f8 · Roi noir sur case blanche g8 · Pion noir sur case blanche b7 · Cavalier noir sur case blanche d7 · Fou noir sur case noire e7 · Pion noir sur case blanche f7 · Pion noir sur case noire g7 · Pion noir sur case noire d6 · Pion noir sur case blanche e6 · Cavalier noir sur case noire f6 · Pion noir sur case noire h6 · Pion noir sur case noire a5 · Pion blanc sur case blanche b5 · Cavalier blanc sur case noire g5 · Pion blanc sur case blanche c4 · Pion blanc sur case noire h4 · Pion blanc sur case noire a3 · Cavalier blanc sur case noire c3 · Pion blanc sur case noire e3 · Fou blanc sur case noire b2 · Dame blanche sur case blanche c2 · Fou blanc sur case blanche e2 · Pion blanc sur case noire f2 · Pion blanc sur case blanche g2 · Tour blanche sur case noire a1 · Roi blanc sur case noire e1 · Tour blanche sur case blanche h1 | Tour noire sur case blanche a8 · Fou noir sur case blanche c8 · Dame noire sur case noire d8 · Tour noire sur case noire f8 · Roi noir sur case blanche g8 · Pion noir sur case blanche b7 · Cavalier noir sur case blanche d7 · Fou noir sur case noire e7 · Pion noir sur case blanche f7 · Pion noir sur case noire g7 · Pion noir sur case noire d6 · Pion noir sur case blanche e6 · Cavalier noir sur case noire f6 · Pion noir sur case noire h6 · Pion noir sur case noire a5 · Pion blanc sur case blanche b5 · Cavalier blanc sur case noire g5 · Pion blanc sur case blanche c4 · Pion blanc sur case noire h4 · Pion blanc sur case noire a3 · Cavalier blanc sur case noire c3 · Pion blanc sur case noire e3 · Fou blanc sur case noire b2 · Dame blanche sur case blanche c2 · Fou blanc sur case blanche e2 · Pion blanc sur case noire f2 · Pion blanc sur case blanche g2 · Tour blanche sur case noire a1 · Roi blanc sur case noire e1 · Tour blanche sur case blanche h1 | Tour noire sur case blanche a8 · Fou noir sur case blanche c8 · Dame noire sur case noire d8 · Tour noire sur case noire f8 · Roi noir sur case blanche g8 · Pion noir sur case blanche b7 · Cavalier noir sur case blanche d7 · Fou noir sur case noire e7 · Pion noir sur case blanche f7 · Pion noir sur case noire g7 · Pion noir sur case noire d6 · Pion noir sur case blanche e6 · Cavalier noir sur case noire f6 · Pion noir sur case noire h6 · Pion noir sur case noire a5 · Pion blanc sur case blanche b5 · Cavalier blanc sur case noire g5 · Pion blanc sur case blanche c4 · Pion blanc sur case noire h4 · Pion blanc sur case noire a3 · Cavalier blanc sur case noire c3 · Pion blanc sur case noire e3 · Fou blanc sur case noire b2 · Dame blanche sur case blanche c2 · Fou blanc sur case blanche e2 · Pion blanc sur case noire f2 · Pion blanc sur case blanche g2 · Tour blanche sur case noire a1 · Roi blanc sur case noire e1 · Tour blanche sur case blanche h1 | Tour noire sur case blanche a8 · Fou noir sur case blanche c8 · Dame noire sur case noire d8 · Tour noire sur case noire f8 · Roi noir sur case blanche g8 · Pion noir sur case blanche b7 · Cavalier noir sur case blanche d7 · Fou noir sur case noire e7 · Pion noir sur case blanche f7 · Pion noir sur case noire g7 · Pion noir sur case noire d6 · Pion noir sur case blanche e6 · Cavalier noir sur case noire f6 · Pion noir sur case noire h6 · Pion noir sur case noire a5 · Pion blanc sur case blanche b5 · Cavalier blanc sur case noire g5 · Pion blanc sur case blanche c4 · Pion blanc sur case noire h4 · Pion blanc sur case noire a3 · Cavalier blanc sur case noire c3 · Pion blanc sur case noire e3 · Fou blanc sur case noire b2 · Dame blanche sur case blanche c2 · Fou blanc sur case blanche e2 · Pion blanc sur case noire f2 · Pion blanc sur case blanche g2 · Tour blanche sur case noire a1 · Roi blanc sur case noire e1 · Tour blanche sur case blanche h1 | Tour noire sur case blanche a8 · Fou noir sur case blanche c8 · Dame noire sur case noire d8 · Tour noire sur case noire f8 · Roi noir sur case blanche g8 · Pion noir sur case blanche b7 · Cavalier noir sur case blanche d7 · Fou noir sur case noire e7 · Pion noir sur case blanche f7 · Pion noir sur case noire g7 · Pion noir sur case noire d6 · Pion noir sur case blanche e6 · Cavalier noir sur case noire f6 · Pion noir sur case noire h6 · Pion noir sur case noire a5 · Pion blanc sur case blanche b5 · Cavalier blanc sur case noire g5 · Pion blanc sur case blanche c4 · Pion blanc sur case noire h4 · Pion blanc sur case noire a3 · Cavalier blanc sur case noire c3 · Pion blanc sur case noire e3 · Fou blanc sur case noire b2 · Dame blanche sur case blanche c2 · Fou blanc sur case blanche e2 · Pion blanc sur case noire f2 · Pion blanc sur case blanche g2 · Tour blanche sur case noire a1 · Roi blanc sur case noire e1 · Tour blanche sur case blanche h1 | Tour noire sur case blanche a8 · Fou noir sur case blanche c8 · Dame noire sur case noire d8 · Tour noire sur case noire f8 · Roi noir sur case blanche g8 · Pion noir sur case blanche b7 · Cavalier noir sur case blanche d7 · Fou noir sur case noire e7 · Pion noir sur case blanche f7 · Pion noir sur case noire g7 · Pion noir sur case noire d6 · Pion noir sur case blanche e6 · Cavalier noir sur case noire f6 · Pion noir sur case noire h6 · Pion noir sur case noire a5 · Pion blanc sur case blanche b5 · Cavalier blanc sur case noire g5 · Pion blanc sur case blanche c4 · Pion blanc sur case noire h4 · Pion blanc sur case noire a3 · Cavalier blanc sur case noire c3 · Pion blanc sur case noire e3 · Fou blanc sur case noire b2 · Dame blanche sur case blanche c2 · Fou blanc sur case blanche e2 · Pion blanc sur case noire f2 · Pion blanc sur case blanche g2 · Tour blanche sur case noire a1 · Roi blanc sur case noire e1 · Tour blanche sur case blanche h1 | Tour noire sur case blanche a8 · Fou noir sur case blanche c8 · Dame noire sur case noire d8 · Tour noire sur case noire f8 · Roi noir sur case blanche g8 · Pion noir sur case blanche b7 · Cavalier noir sur case blanche d7 · Fou noir sur case noire e7 · Pion noir sur case blanche f7 · Pion noir sur case noire g7 · Pion noir sur case noire d6 · Pion noir sur case blanche e6 · Cavalier noir sur case noire f6 · Pion noir sur case noire h6 · Pion noir sur case noire a5 · Pion blanc sur case blanche b5 · Cavalier blanc sur case noire g5 · Pion blanc sur case blanche c4 · Pion blanc sur case noire h4 · Pion blanc sur case noire a3 · Cavalier blanc sur case noire c3 · Pion blanc sur case noire e3 · Fou blanc sur case noire b2 · Dame blanche sur case blanche c2 · Fou blanc sur case blanche e2 · Pion blanc sur case noire f2 · Pion blanc sur case blanche g2 · Tour blanche sur case noire a1 · Roi blanc sur case noire e1 · Tour blanche sur case blanche h1 | 8 |
| 7 | Tour noire sur case blanche a8 · Fou noir sur case blanche c8 · Dame noire sur case noire d8 · Tour noire sur case noire f8 · Roi noir sur case blanche g8 · Pion noir sur case blanche b7 · Cavalier noir sur case blanche d7 · Fou noir sur case noire e7 · Pion noir sur case blanche f7 · Pion noir sur case noire g7 · Pion noir sur case noire d6 · Pion noir sur case blanche e6 · Cavalier noir sur case noire f6 · Pion noir sur case noire h6 · Pion noir sur case noire a5 · Pion blanc sur case blanche b5 · Cavalier blanc sur case noire g5 · Pion blanc sur case blanche c4 · Pion blanc sur case noire h4 · Pion blanc sur case noire a3 · Cavalier blanc sur case noire c3 · Pion blanc sur case noire e3 · Fou blanc sur case noire b2 · Dame blanche sur case blanche c2 · Fou blanc sur case blanche e2 · Pion blanc sur case noire f2 · Pion blanc sur case blanche g2 · Tour blanche sur case noire a1 · Roi blanc sur case noire e1 · Tour blanche sur case blanche h1 | Tour noire sur case blanche a8 · Fou noir sur case blanche c8 · Dame noire sur case noire d8 · Tour noire sur case noire f8 · Roi noir sur case blanche g8 · Pion noir sur case blanche b7 · Cavalier noir sur case blanche d7 · Fou noir sur case noire e7 · Pion noir sur case blanche f7 · Pion noir sur case noire g7 · Pion noir sur case noire d6 · Pion noir sur case blanche e6 · Cavalier noir sur case noire f6 · Pion noir sur case noire h6 · Pion noir sur case noire a5 · Pion blanc sur case blanche b5 · Cavalier blanc sur case noire g5 · Pion blanc sur case blanche c4 · Pion blanc sur case noire h4 · Pion blanc sur case noire a3 · Cavalier blanc sur case noire c3 · Pion blanc sur case noire e3 · Fou blanc sur case noire b2 · Dame blanche sur case blanche c2 · Fou blanc sur case blanche e2 · Pion blanc sur case noire f2 · Pion blanc sur case blanche g2 · Tour blanche sur case noire a1 · Roi blanc sur case noire e1 · Tour blanche sur case blanche h1 | Tour noire sur case blanche a8 · Fou noir sur case blanche c8 · Dame noire sur case noire d8 · Tour noire sur case noire f8 · Roi noir sur case blanche g8 · Pion noir sur case blanche b7 · Cavalier noir sur case blanche d7 · Fou noir sur case noire e7 · Pion noir sur case blanche f7 · Pion noir sur case noire g7 · Pion noir sur case noire d6 · Pion noir sur case blanche e6 · Cavalier noir sur case noire f6 · Pion noir sur case noire h6 · Pion noir sur case noire a5 · Pion blanc sur case blanche b5 · Cavalier blanc sur case noire g5 · Pion blanc sur case blanche c4 · Pion blanc sur case noire h4 · Pion blanc sur case noire a3 · Cavalier blanc sur case noire c3 · Pion blanc sur case noire e3 · Fou blanc sur case noire b2 · Dame blanche sur case blanche c2 · Fou blanc sur case blanche e2 · Pion blanc sur case noire f2 · Pion blanc sur case blanche g2 · Tour blanche sur case noire a1 · Roi blanc sur case noire e1 · Tour blanche sur case blanche h1 | Tour noire sur case blanche a8 · Fou noir sur case blanche c8 · Dame noire sur case noire d8 · Tour noire sur case noire f8 · Roi noir sur case blanche g8 · Pion noir sur case blanche b7 · Cavalier noir sur case blanche d7 · Fou noir sur case noire e7 · Pion noir sur case blanche f7 · Pion noir sur case noire g7 · Pion noir sur case noire d6 · Pion noir sur case blanche e6 · Cavalier noir sur case noire f6 · Pion noir sur case noire h6 · Pion noir sur case noire a5 · Pion blanc sur case blanche b5 · Cavalier blanc sur case noire g5 · Pion blanc sur case blanche c4 · Pion blanc sur case noire h4 · Pion blanc sur case noire a3 · Cavalier blanc sur case noire c3 · Pion blanc sur case noire e3 · Fou blanc sur case noire b2 · Dame blanche sur case blanche c2 · Fou blanc sur case blanche e2 · Pion blanc sur case noire f2 · Pion blanc sur case blanche g2 · Tour blanche sur case noire a1 · Roi blanc sur case noire e1 · Tour blanche sur case blanche h1 | Tour noire sur case blanche a8 · Fou noir sur case blanche c8 · Dame noire sur case noire d8 · Tour noire sur case noire f8 · Roi noir sur case blanche g8 · Pion noir sur case blanche b7 · Cavalier noir sur case blanche d7 · Fou noir sur case noire e7 · Pion noir sur case blanche f7 · Pion noir sur case noire g7 · Pion noir sur case noire d6 · Pion noir sur case blanche e6 · Cavalier noir sur case noire f6 · Pion noir sur case noire h6 · Pion noir sur case noire a5 · Pion blanc sur case blanche b5 · Cavalier blanc sur case noire g5 · Pion blanc sur case blanche c4 · Pion blanc sur case noire h4 · Pion blanc sur case noire a3 · Cavalier blanc sur case noire c3 · Pion blanc sur case noire e3 · Fou blanc sur case noire b2 · Dame blanche sur case blanche c2 · Fou blanc sur case blanche e2 · Pion blanc sur case noire f2 · Pion blanc sur case blanche g2 · Tour blanche sur case noire a1 · Roi blanc sur case noire e1 · Tour blanche sur case blanche h1 | Tour noire sur case blanche a8 · Fou noir sur case blanche c8 · Dame noire sur case noire d8 · Tour noire sur case noire f8 · Roi noir sur case blanche g8 · Pion noir sur case blanche b7 · Cavalier noir sur case blanche d7 · Fou noir sur case noire e7 · Pion noir sur case blanche f7 · Pion noir sur case noire g7 · Pion noir sur case noire d6 · Pion noir sur case blanche e6 · Cavalier noir sur case noire f6 · Pion noir sur case noire h6 · Pion noir sur case noire a5 · Pion blanc sur case blanche b5 · Cavalier blanc sur case noire g5 · Pion blanc sur case blanche c4 · Pion blanc sur case noire h4 · Pion blanc sur case noire a3 · Cavalier blanc sur case noire c3 · Pion blanc sur case noire e3 · Fou blanc sur case noire b2 · Dame blanche sur case blanche c2 · Fou blanc sur case blanche e2 · Pion blanc sur case noire f2 · Pion blanc sur case blanche g2 · Tour blanche sur case noire a1 · Roi blanc sur case noire e1 · Tour blanche sur case blanche h1 | Tour noire sur case blanche a8 · Fou noir sur case blanche c8 · Dame noire sur case noire d8 · Tour noire sur case noire f8 · Roi noir sur case blanche g8 · Pion noir sur case blanche b7 · Cavalier noir sur case blanche d7 · Fou noir sur case noire e7 · Pion noir sur case blanche f7 · Pion noir sur case noire g7 · Pion noir sur case noire d6 · Pion noir sur case blanche e6 · Cavalier noir sur case noire f6 · Pion noir sur case noire h6 · Pion noir sur case noire a5 · Pion blanc sur case blanche b5 · Cavalier blanc sur case noire g5 · Pion blanc sur case blanche c4 · Pion blanc sur case noire h4 · Pion blanc sur case noire a3 · Cavalier blanc sur case noire c3 · Pion blanc sur case noire e3 · Fou blanc sur case noire b2 · Dame blanche sur case blanche c2 · Fou blanc sur case blanche e2 · Pion blanc sur case noire f2 · Pion blanc sur case blanche g2 · Tour blanche sur case noire a1 · Roi blanc sur case noire e1 · Tour blanche sur case blanche h1 | Tour noire sur case blanche a8 · Fou noir sur case blanche c8 · Dame noire sur case noire d8 · Tour noire sur case noire f8 · Roi noir sur case blanche g8 · Pion noir sur case blanche b7 · Cavalier noir sur case blanche d7 · Fou noir sur case noire e7 · Pion noir sur case blanche f7 · Pion noir sur case noire g7 · Pion noir sur case noire d6 · Pion noir sur case blanche e6 · Cavalier noir sur case noire f6 · Pion noir sur case noire h6 · Pion noir sur case noire a5 · Pion blanc sur case blanche b5 · Cavalier blanc sur case noire g5 · Pion blanc sur case blanche c4 · Pion blanc sur case noire h4 · Pion blanc sur case noire a3 · Cavalier blanc sur case noire c3 · Pion blanc sur case noire e3 · Fou blanc sur case noire b2 · Dame blanche sur case blanche c2 · Fou blanc sur case blanche e2 · Pion blanc sur case noire f2 · Pion blanc sur case blanche g2 · Tour blanche sur case noire a1 · Roi blanc sur case noire e1 · Tour blanche sur case blanche h1 | 7 |
| 6 | Tour noire sur case blanche a8 · Fou noir sur case blanche c8 · Dame noire sur case noire d8 · Tour noire sur case noire f8 · Roi noir sur case blanche g8 · Pion noir sur case blanche b7 · Cavalier noir sur case blanche d7 · Fou noir sur case noire e7 · Pion noir sur case blanche f7 · Pion noir sur case noire g7 · Pion noir sur case noire d6 · Pion noir sur case blanche e6 · Cavalier noir sur case noire f6 · Pion noir sur case noire h6 · Pion noir sur case noire a5 · Pion blanc sur case blanche b5 · Cavalier blanc sur case noire g5 · Pion blanc sur case blanche c4 · Pion blanc sur case noire h4 · Pion blanc sur case noire a3 · Cavalier blanc sur case noire c3 · Pion blanc sur case noire e3 · Fou blanc sur case noire b2 · Dame blanche sur case blanche c2 · Fou blanc sur case blanche e2 · Pion blanc sur case noire f2 · Pion blanc sur case blanche g2 · Tour blanche sur case noire a1 · Roi blanc sur case noire e1 · Tour blanche sur case blanche h1 | Tour noire sur case blanche a8 · Fou noir sur case blanche c8 · Dame noire sur case noire d8 · Tour noire sur case noire f8 · Roi noir sur case blanche g8 · Pion noir sur case blanche b7 · Cavalier noir sur case blanche d7 · Fou noir sur case noire e7 · Pion noir sur case blanche f7 · Pion noir sur case noire g7 · Pion noir sur case noire d6 · Pion noir sur case blanche e6 · Cavalier noir sur case noire f6 · Pion noir sur case noire h6 · Pion noir sur case noire a5 · Pion blanc sur case blanche b5 · Cavalier blanc sur case noire g5 · Pion blanc sur case blanche c4 · Pion blanc sur case noire h4 · Pion blanc sur case noire a3 · Cavalier blanc sur case noire c3 · Pion blanc sur case noire e3 · Fou blanc sur case noire b2 · Dame blanche sur case blanche c2 · Fou blanc sur case blanche e2 · Pion blanc sur case noire f2 · Pion blanc sur case blanche g2 · Tour blanche sur case noire a1 · Roi blanc sur case noire e1 · Tour blanche sur case blanche h1 | Tour noire sur case blanche a8 · Fou noir sur case blanche c8 · Dame noire sur case noire d8 · Tour noire sur case noire f8 · Roi noir sur case blanche g8 · Pion noir sur case blanche b7 · Cavalier noir sur case blanche d7 · Fou noir sur case noire e7 · Pion noir sur case blanche f7 · Pion noir sur case noire g7 · Pion noir sur case noire d6 · Pion noir sur case blanche e6 · Cavalier noir sur case noire f6 · Pion noir sur case noire h6 · Pion noir sur case noire a5 · Pion blanc sur case blanche b5 · Cavalier blanc sur case noire g5 · Pion blanc sur case blanche c4 · Pion blanc sur case noire h4 · Pion blanc sur case noire a3 · Cavalier blanc sur case noire c3 · Pion blanc sur case noire e3 · Fou blanc sur case noire b2 · Dame blanche sur case blanche c2 · Fou blanc sur case blanche e2 · Pion blanc sur case noire f2 · Pion blanc sur case blanche g2 · Tour blanche sur case noire a1 · Roi blanc sur case noire e1 · Tour blanche sur case blanche h1 | Tour noire sur case blanche a8 · Fou noir sur case blanche c8 · Dame noire sur case noire d8 · Tour noire sur case noire f8 · Roi noir sur case blanche g8 · Pion noir sur case blanche b7 · Cavalier noir sur case blanche d7 · Fou noir sur case noire e7 · Pion noir sur case blanche f7 · Pion noir sur case noire g7 · Pion noir sur case noire d6 · Pion noir sur case blanche e6 · Cavalier noir sur case noire f6 · Pion noir sur case noire h6 · Pion noir sur case noire a5 · Pion blanc sur case blanche b5 · Cavalier blanc sur case noire g5 · Pion blanc sur case blanche c4 · Pion blanc sur case noire h4 · Pion blanc sur case noire a3 · Cavalier blanc sur case noire c3 · Pion blanc sur case noire e3 · Fou blanc sur case noire b2 · Dame blanche sur case blanche c2 · Fou blanc sur case blanche e2 · Pion blanc sur case noire f2 · Pion blanc sur case blanche g2 · Tour blanche sur case noire a1 · Roi blanc sur case noire e1 · Tour blanche sur case blanche h1 | Tour noire sur case blanche a8 · Fou noir sur case blanche c8 · Dame noire sur case noire d8 · Tour noire sur case noire f8 · Roi noir sur case blanche g8 · Pion noir sur case blanche b7 · Cavalier noir sur case blanche d7 · Fou noir sur case noire e7 · Pion noir sur case blanche f7 · Pion noir sur case noire g7 · Pion noir sur case noire d6 · Pion noir sur case blanche e6 · Cavalier noir sur case noire f6 · Pion noir sur case noire h6 · Pion noir sur case noire a5 · Pion blanc sur case blanche b5 · Cavalier blanc sur case noire g5 · Pion blanc sur case blanche c4 · Pion blanc sur case noire h4 · Pion blanc sur case noire a3 · Cavalier blanc sur case noire c3 · Pion blanc sur case noire e3 · Fou blanc sur case noire b2 · Dame blanche sur case blanche c2 · Fou blanc sur case blanche e2 · Pion blanc sur case noire f2 · Pion blanc sur case blanche g2 · Tour blanche sur case noire a1 · Roi blanc sur case noire e1 · Tour blanche sur case blanche h1 | Tour noire sur case blanche a8 · Fou noir sur case blanche c8 · Dame noire sur case noire d8 · Tour noire sur case noire f8 · Roi noir sur case blanche g8 · Pion noir sur case blanche b7 · Cavalier noir sur case blanche d7 · Fou noir sur case noire e7 · Pion noir sur case blanche f7 · Pion noir sur case noire g7 · Pion noir sur case noire d6 · Pion noir sur case blanche e6 · Cavalier noir sur case noire f6 · Pion noir sur case noire h6 · Pion noir sur case noire a5 · Pion blanc sur case blanche b5 · Cavalier blanc sur case noire g5 · Pion blanc sur case blanche c4 · Pion blanc sur case noire h4 · Pion blanc sur case noire a3 · Cavalier blanc sur case noire c3 · Pion blanc sur case noire e3 · Fou blanc sur case noire b2 · Dame blanche sur case blanche c2 · Fou blanc sur case blanche e2 · Pion blanc sur case noire f2 · Pion blanc sur case blanche g2 · Tour blanche sur case noire a1 · Roi blanc sur case noire e1 · Tour blanche sur case blanche h1 | Tour noire sur case blanche a8 · Fou noir sur case blanche c8 · Dame noire sur case noire d8 · Tour noire sur case noire f8 · Roi noir sur case blanche g8 · Pion noir sur case blanche b7 · Cavalier noir sur case blanche d7 · Fou noir sur case noire e7 · Pion noir sur case blanche f7 · Pion noir sur case noire g7 · Pion noir sur case noire d6 · Pion noir sur case blanche e6 · Cavalier noir sur case noire f6 · Pion noir sur case noire h6 · Pion noir sur case noire a5 · Pion blanc sur case blanche b5 · Cavalier blanc sur case noire g5 · Pion blanc sur case blanche c4 · Pion blanc sur case noire h4 · Pion blanc sur case noire a3 · Cavalier blanc sur case noire c3 · Pion blanc sur case noire e3 · Fou blanc sur case noire b2 · Dame blanche sur case blanche c2 · Fou blanc sur case blanche e2 · Pion blanc sur case noire f2 · Pion blanc sur case blanche g2 · Tour blanche sur case noire a1 · Roi blanc sur case noire e1 · Tour blanche sur case blanche h1 | Tour noire sur case blanche a8 · Fou noir sur case blanche c8 · Dame noire sur case noire d8 · Tour noire sur case noire f8 · Roi noir sur case blanche g8 · Pion noir sur case blanche b7 · Cavalier noir sur case blanche d7 · Fou noir sur case noire e7 · Pion noir sur case blanche f7 · Pion noir sur case noire g7 · Pion noir sur case noire d6 · Pion noir sur case blanche e6 · Cavalier noir sur case noire f6 · Pion noir sur case noire h6 · Pion noir sur case noire a5 · Pion blanc sur case blanche b5 · Cavalier blanc sur case noire g5 · Pion blanc sur case blanche c4 · Pion blanc sur case noire h4 · Pion blanc sur case noire a3 · Cavalier blanc sur case noire c3 · Pion blanc sur case noire e3 · Fou blanc sur case noire b2 · Dame blanche sur case blanche c2 · Fou blanc sur case blanche e2 · Pion blanc sur case noire f2 · Pion blanc sur case blanche g2 · Tour blanche sur case noire a1 · Roi blanc sur case noire e1 · Tour blanche sur case blanche h1 | 6 |
| 5 | Tour noire sur case blanche a8 · Fou noir sur case blanche c8 · Dame noire sur case noire d8 · Tour noire sur case noire f8 · Roi noir sur case blanche g8 · Pion noir sur case blanche b7 · Cavalier noir sur case blanche d7 · Fou noir sur case noire e7 · Pion noir sur case blanche f7 · Pion noir sur case noire g7 · Pion noir sur case noire d6 · Pion noir sur case blanche e6 · Cavalier noir sur case noire f6 · Pion noir sur case noire h6 · Pion noir sur case noire a5 · Pion blanc sur case blanche b5 · Cavalier blanc sur case noire g5 · Pion blanc sur case blanche c4 · Pion blanc sur case noire h4 · Pion blanc sur case noire a3 · Cavalier blanc sur case noire c3 · Pion blanc sur case noire e3 · Fou blanc sur case noire b2 · Dame blanche sur case blanche c2 · Fou blanc sur case blanche e2 · Pion blanc sur case noire f2 · Pion blanc sur case blanche g2 · Tour blanche sur case noire a1 · Roi blanc sur case noire e1 · Tour blanche sur case blanche h1 | Tour noire sur case blanche a8 · Fou noir sur case blanche c8 · Dame noire sur case noire d8 · Tour noire sur case noire f8 · Roi noir sur case blanche g8 · Pion noir sur case blanche b7 · Cavalier noir sur case blanche d7 · Fou noir sur case noire e7 · Pion noir sur case blanche f7 · Pion noir sur case noire g7 · Pion noir sur case noire d6 · Pion noir sur case blanche e6 · Cavalier noir sur case noire f6 · Pion noir sur case noire h6 · Pion noir sur case noire a5 · Pion blanc sur case blanche b5 · Cavalier blanc sur case noire g5 · Pion blanc sur case blanche c4 · Pion blanc sur case noire h4 · Pion blanc sur case noire a3 · Cavalier blanc sur case noire c3 · Pion blanc sur case noire e3 · Fou blanc sur case noire b2 · Dame blanche sur case blanche c2 · Fou blanc sur case blanche e2 · Pion blanc sur case noire f2 · Pion blanc sur case blanche g2 · Tour blanche sur case noire a1 · Roi blanc sur case noire e1 · Tour blanche sur case blanche h1 | Tour noire sur case blanche a8 · Fou noir sur case blanche c8 · Dame noire sur case noire d8 · Tour noire sur case noire f8 · Roi noir sur case blanche g8 · Pion noir sur case blanche b7 · Cavalier noir sur case blanche d7 · Fou noir sur case noire e7 · Pion noir sur case blanche f7 · Pion noir sur case noire g7 · Pion noir sur case noire d6 · Pion noir sur case blanche e6 · Cavalier noir sur case noire f6 · Pion noir sur case noire h6 · Pion noir sur case noire a5 · Pion blanc sur case blanche b5 · Cavalier blanc sur case noire g5 · Pion blanc sur case blanche c4 · Pion blanc sur case noire h4 · Pion blanc sur case noire a3 · Cavalier blanc sur case noire c3 · Pion blanc sur case noire e3 · Fou blanc sur case noire b2 · Dame blanche sur case blanche c2 · Fou blanc sur case blanche e2 · Pion blanc sur case noire f2 · Pion blanc sur case blanche g2 · Tour blanche sur case noire a1 · Roi blanc sur case noire e1 · Tour blanche sur case blanche h1 | Tour noire sur case blanche a8 · Fou noir sur case blanche c8 · Dame noire sur case noire d8 · Tour noire sur case noire f8 · Roi noir sur case blanche g8 · Pion noir sur case blanche b7 · Cavalier noir sur case blanche d7 · Fou noir sur case noire e7 · Pion noir sur case blanche f7 · Pion noir sur case noire g7 · Pion noir sur case noire d6 · Pion noir sur case blanche e6 · Cavalier noir sur case noire f6 · Pion noir sur case noire h6 · Pion noir sur case noire a5 · Pion blanc sur case blanche b5 · Cavalier blanc sur case noire g5 · Pion blanc sur case blanche c4 · Pion blanc sur case noire h4 · Pion blanc sur case noire a3 · Cavalier blanc sur case noire c3 · Pion blanc sur case noire e3 · Fou blanc sur case noire b2 · Dame blanche sur case blanche c2 · Fou blanc sur case blanche e2 · Pion blanc sur case noire f2 · Pion blanc sur case blanche g2 · Tour blanche sur case noire a1 · Roi blanc sur case noire e1 · Tour blanche sur case blanche h1 | Tour noire sur case blanche a8 · Fou noir sur case blanche c8 · Dame noire sur case noire d8 · Tour noire sur case noire f8 · Roi noir sur case blanche g8 · Pion noir sur case blanche b7 · Cavalier noir sur case blanche d7 · Fou noir sur case noire e7 · Pion noir sur case blanche f7 · Pion noir sur case noire g7 · Pion noir sur case noire d6 · Pion noir sur case blanche e6 · Cavalier noir sur case noire f6 · Pion noir sur case noire h6 · Pion noir sur case noire a5 · Pion blanc sur case blanche b5 · Cavalier blanc sur case noire g5 · Pion blanc sur case blanche c4 · Pion blanc sur case noire h4 · Pion blanc sur case noire a3 · Cavalier blanc sur case noire c3 · Pion blanc sur case noire e3 · Fou blanc sur case noire b2 · Dame blanche sur case blanche c2 · Fou blanc sur case blanche e2 · Pion blanc sur case noire f2 · Pion blanc sur case blanche g2 · Tour blanche sur case noire a1 · Roi blanc sur case noire e1 · Tour blanche sur case blanche h1 | Tour noire sur case blanche a8 · Fou noir sur case blanche c8 · Dame noire sur case noire d8 · Tour noire sur case noire f8 · Roi noir sur case blanche g8 · Pion noir sur case blanche b7 · Cavalier noir sur case blanche d7 · Fou noir sur case noire e7 · Pion noir sur case blanche f7 · Pion noir sur case noire g7 · Pion noir sur case noire d6 · Pion noir sur case blanche e6 · Cavalier noir sur case noire f6 · Pion noir sur case noire h6 · Pion noir sur case noire a5 · Pion blanc sur case blanche b5 · Cavalier blanc sur case noire g5 · Pion blanc sur case blanche c4 · Pion blanc sur case noire h4 · Pion blanc sur case noire a3 · Cavalier blanc sur case noire c3 · Pion blanc sur case noire e3 · Fou blanc sur case noire b2 · Dame blanche sur case blanche c2 · Fou blanc sur case blanche e2 · Pion blanc sur case noire f2 · Pion blanc sur case blanche g2 · Tour blanche sur case noire a1 · Roi blanc sur case noire e1 · Tour blanche sur case blanche h1 | Tour noire sur case blanche a8 · Fou noir sur case blanche c8 · Dame noire sur case noire d8 · Tour noire sur case noire f8 · Roi noir sur case blanche g8 · Pion noir sur case blanche b7 · Cavalier noir sur case blanche d7 · Fou noir sur case noire e7 · Pion noir sur case blanche f7 · Pion noir sur case noire g7 · Pion noir sur case noire d6 · Pion noir sur case blanche e6 · Cavalier noir sur case noire f6 · Pion noir sur case noire h6 · Pion noir sur case noire a5 · Pion blanc sur case blanche b5 · Cavalier blanc sur case noire g5 · Pion blanc sur case blanche c4 · Pion blanc sur case noire h4 · Pion blanc sur case noire a3 · Cavalier blanc sur case noire c3 · Pion blanc sur case noire e3 · Fou blanc sur case noire b2 · Dame blanche sur case blanche c2 · Fou blanc sur case blanche e2 · Pion blanc sur case noire f2 · Pion blanc sur case blanche g2 · Tour blanche sur case noire a1 · Roi blanc sur case noire e1 · Tour blanche sur case blanche h1 | Tour noire sur case blanche a8 · Fou noir sur case blanche c8 · Dame noire sur case noire d8 · Tour noire sur case noire f8 · Roi noir sur case blanche g8 · Pion noir sur case blanche b7 · Cavalier noir sur case blanche d7 · Fou noir sur case noire e7 · Pion noir sur case blanche f7 · Pion noir sur case noire g7 · Pion noir sur case noire d6 · Pion noir sur case blanche e6 · Cavalier noir sur case noire f6 · Pion noir sur case noire h6 · Pion noir sur case noire a5 · Pion blanc sur case blanche b5 · Cavalier blanc sur case noire g5 · Pion blanc sur case blanche c4 · Pion blanc sur case noire h4 · Pion blanc sur case noire a3 · Cavalier blanc sur case noire c3 · Pion blanc sur case noire e3 · Fou blanc sur case noire b2 · Dame blanche sur case blanche c2 · Fou blanc sur case blanche e2 · Pion blanc sur case noire f2 · Pion blanc sur case blanche g2 · Tour blanche sur case noire a1 · Roi blanc sur case noire e1 · Tour blanche sur case blanche h1 | 5 |
| 4 | Tour noire sur case blanche a8 · Fou noir sur case blanche c8 · Dame noire sur case noire d8 · Tour noire sur case noire f8 · Roi noir sur case blanche g8 · Pion noir sur case blanche b7 · Cavalier noir sur case blanche d7 · Fou noir sur case noire e7 · Pion noir sur case blanche f7 · Pion noir sur case noire g7 · Pion noir sur case noire d6 · Pion noir sur case blanche e6 · Cavalier noir sur case noire f6 · Pion noir sur case noire h6 · Pion noir sur case noire a5 · Pion blanc sur case blanche b5 · Cavalier blanc sur case noire g5 · Pion blanc sur case blanche c4 · Pion blanc sur case noire h4 · Pion blanc sur case noire a3 · Cavalier blanc sur case noire c3 · Pion blanc sur case noire e3 · Fou blanc sur case noire b2 · Dame blanche sur case blanche c2 · Fou blanc sur case blanche e2 · Pion blanc sur case noire f2 · Pion blanc sur case blanche g2 · Tour blanche sur case noire a1 · Roi blanc sur case noire e1 · Tour blanche sur case blanche h1 | Tour noire sur case blanche a8 · Fou noir sur case blanche c8 · Dame noire sur case noire d8 · Tour noire sur case noire f8 · Roi noir sur case blanche g8 · Pion noir sur case blanche b7 · Cavalier noir sur case blanche d7 · Fou noir sur case noire e7 · Pion noir sur case blanche f7 · Pion noir sur case noire g7 · Pion noir sur case noire d6 · Pion noir sur case blanche e6 · Cavalier noir sur case noire f6 · Pion noir sur case noire h6 · Pion noir sur case noire a5 · Pion blanc sur case blanche b5 · Cavalier blanc sur case noire g5 · Pion blanc sur case blanche c4 · Pion blanc sur case noire h4 · Pion blanc sur case noire a3 · Cavalier blanc sur case noire c3 · Pion blanc sur case noire e3 · Fou blanc sur case noire b2 · Dame blanche sur case blanche c2 · Fou blanc sur case blanche e2 · Pion blanc sur case noire f2 · Pion blanc sur case blanche g2 · Tour blanche sur case noire a1 · Roi blanc sur case noire e1 · Tour blanche sur case blanche h1 | Tour noire sur case blanche a8 · Fou noir sur case blanche c8 · Dame noire sur case noire d8 · Tour noire sur case noire f8 · Roi noir sur case blanche g8 · Pion noir sur case blanche b7 · Cavalier noir sur case blanche d7 · Fou noir sur case noire e7 · Pion noir sur case blanche f7 · Pion noir sur case noire g7 · Pion noir sur case noire d6 · Pion noir sur case blanche e6 · Cavalier noir sur case noire f6 · Pion noir sur case noire h6 · Pion noir sur case noire a5 · Pion blanc sur case blanche b5 · Cavalier blanc sur case noire g5 · Pion blanc sur case blanche c4 · Pion blanc sur case noire h4 · Pion blanc sur case noire a3 · Cavalier blanc sur case noire c3 · Pion blanc sur case noire e3 · Fou blanc sur case noire b2 · Dame blanche sur case blanche c2 · Fou blanc sur case blanche e2 · Pion blanc sur case noire f2 · Pion blanc sur case blanche g2 · Tour blanche sur case noire a1 · Roi blanc sur case noire e1 · Tour blanche sur case blanche h1 | Tour noire sur case blanche a8 · Fou noir sur case blanche c8 · Dame noire sur case noire d8 · Tour noire sur case noire f8 · Roi noir sur case blanche g8 · Pion noir sur case blanche b7 · Cavalier noir sur case blanche d7 · Fou noir sur case noire e7 · Pion noir sur case blanche f7 · Pion noir sur case noire g7 · Pion noir sur case noire d6 · Pion noir sur case blanche e6 · Cavalier noir sur case noire f6 · Pion noir sur case noire h6 · Pion noir sur case noire a5 · Pion blanc sur case blanche b5 · Cavalier blanc sur case noire g5 · Pion blanc sur case blanche c4 · Pion blanc sur case noire h4 · Pion blanc sur case noire a3 · Cavalier blanc sur case noire c3 · Pion blanc sur case noire e3 · Fou blanc sur case noire b2 · Dame blanche sur case blanche c2 · Fou blanc sur case blanche e2 · Pion blanc sur case noire f2 · Pion blanc sur case blanche g2 · Tour blanche sur case noire a1 · Roi blanc sur case noire e1 · Tour blanche sur case blanche h1 | Tour noire sur case blanche a8 · Fou noir sur case blanche c8 · Dame noire sur case noire d8 · Tour noire sur case noire f8 · Roi noir sur case blanche g8 · Pion noir sur case blanche b7 · Cavalier noir sur case blanche d7 · Fou noir sur case noire e7 · Pion noir sur case blanche f7 · Pion noir sur case noire g7 · Pion noir sur case noire d6 · Pion noir sur case blanche e6 · Cavalier noir sur case noire f6 · Pion noir sur case noire h6 · Pion noir sur case noire a5 · Pion blanc sur case blanche b5 · Cavalier blanc sur case noire g5 · Pion blanc sur case blanche c4 · Pion blanc sur case noire h4 · Pion blanc sur case noire a3 · Cavalier blanc sur case noire c3 · Pion blanc sur case noire e3 · Fou blanc sur case noire b2 · Dame blanche sur case blanche c2 · Fou blanc sur case blanche e2 · Pion blanc sur case noire f2 · Pion blanc sur case blanche g2 · Tour blanche sur case noire a1 · Roi blanc sur case noire e1 · Tour blanche sur case blanche h1 | Tour noire sur case blanche a8 · Fou noir sur case blanche c8 · Dame noire sur case noire d8 · Tour noire sur case noire f8 · Roi noir sur case blanche g8 · Pion noir sur case blanche b7 · Cavalier noir sur case blanche d7 · Fou noir sur case noire e7 · Pion noir sur case blanche f7 · Pion noir sur case noire g7 · Pion noir sur case noire d6 · Pion noir sur case blanche e6 · Cavalier noir sur case noire f6 · Pion noir sur case noire h6 · Pion noir sur case noire a5 · Pion blanc sur case blanche b5 · Cavalier blanc sur case noire g5 · Pion blanc sur case blanche c4 · Pion blanc sur case noire h4 · Pion blanc sur case noire a3 · Cavalier blanc sur case noire c3 · Pion blanc sur case noire e3 · Fou blanc sur case noire b2 · Dame blanche sur case blanche c2 · Fou blanc sur case blanche e2 · Pion blanc sur case noire f2 · Pion blanc sur case blanche g2 · Tour blanche sur case noire a1 · Roi blanc sur case noire e1 · Tour blanche sur case blanche h1 | Tour noire sur case blanche a8 · Fou noir sur case blanche c8 · Dame noire sur case noire d8 · Tour noire sur case noire f8 · Roi noir sur case blanche g8 · Pion noir sur case blanche b7 · Cavalier noir sur case blanche d7 · Fou noir sur case noire e7 · Pion noir sur case blanche f7 · Pion noir sur case noire g7 · Pion noir sur case noire d6 · Pion noir sur case blanche e6 · Cavalier noir sur case noire f6 · Pion noir sur case noire h6 · Pion noir sur case noire a5 · Pion blanc sur case blanche b5 · Cavalier blanc sur case noire g5 · Pion blanc sur case blanche c4 · Pion blanc sur case noire h4 · Pion blanc sur case noire a3 · Cavalier blanc sur case noire c3 · Pion blanc sur case noire e3 · Fou blanc sur case noire b2 · Dame blanche sur case blanche c2 · Fou blanc sur case blanche e2 · Pion blanc sur case noire f2 · Pion blanc sur case blanche g2 · Tour blanche sur case noire a1 · Roi blanc sur case noire e1 · Tour blanche sur case blanche h1 | Tour noire sur case blanche a8 · Fou noir sur case blanche c8 · Dame noire sur case noire d8 · Tour noire sur case noire f8 · Roi noir sur case blanche g8 · Pion noir sur case blanche b7 · Cavalier noir sur case blanche d7 · Fou noir sur case noire e7 · Pion noir sur case blanche f7 · Pion noir sur case noire g7 · Pion noir sur case noire d6 · Pion noir sur case blanche e6 · Cavalier noir sur case noire f6 · Pion noir sur case noire h6 · Pion noir sur case noire a5 · Pion blanc sur case blanche b5 · Cavalier blanc sur case noire g5 · Pion blanc sur case blanche c4 · Pion blanc sur case noire h4 · Pion blanc sur case noire a3 · Cavalier blanc sur case noire c3 · Pion blanc sur case noire e3 · Fou blanc sur case noire b2 · Dame blanche sur case blanche c2 · Fou blanc sur case blanche e2 · Pion blanc sur case noire f2 · Pion blanc sur case blanche g2 · Tour blanche sur case noire a1 · Roi blanc sur case noire e1 · Tour blanche sur case blanche h1 | 4 |
| 3 | Tour noire sur case blanche a8 · Fou noir sur case blanche c8 · Dame noire sur case noire d8 · Tour noire sur case noire f8 · Roi noir sur case blanche g8 · Pion noir sur case blanche b7 · Cavalier noir sur case blanche d7 · Fou noir sur case noire e7 · Pion noir sur case blanche f7 · Pion noir sur case noire g7 · Pion noir sur case noire d6 · Pion noir sur case blanche e6 · Cavalier noir sur case noire f6 · Pion noir sur case noire h6 · Pion noir sur case noire a5 · Pion blanc sur case blanche b5 · Cavalier blanc sur case noire g5 · Pion blanc sur case blanche c4 · Pion blanc sur case noire h4 · Pion blanc sur case noire a3 · Cavalier blanc sur case noire c3 · Pion blanc sur case noire e3 · Fou blanc sur case noire b2 · Dame blanche sur case blanche c2 · Fou blanc sur case blanche e2 · Pion blanc sur case noire f2 · Pion blanc sur case blanche g2 · Tour blanche sur case noire a1 · Roi blanc sur case noire e1 · Tour blanche sur case blanche h1 | Tour noire sur case blanche a8 · Fou noir sur case blanche c8 · Dame noire sur case noire d8 · Tour noire sur case noire f8 · Roi noir sur case blanche g8 · Pion noir sur case blanche b7 · Cavalier noir sur case blanche d7 · Fou noir sur case noire e7 · Pion noir sur case blanche f7 · Pion noir sur case noire g7 · Pion noir sur case noire d6 · Pion noir sur case blanche e6 · Cavalier noir sur case noire f6 · Pion noir sur case noire h6 · Pion noir sur case noire a5 · Pion blanc sur case blanche b5 · Cavalier blanc sur case noire g5 · Pion blanc sur case blanche c4 · Pion blanc sur case noire h4 · Pion blanc sur case noire a3 · Cavalier blanc sur case noire c3 · Pion blanc sur case noire e3 · Fou blanc sur case noire b2 · Dame blanche sur case blanche c2 · Fou blanc sur case blanche e2 · Pion blanc sur case noire f2 · Pion blanc sur case blanche g2 · Tour blanche sur case noire a1 · Roi blanc sur case noire e1 · Tour blanche sur case blanche h1 | Tour noire sur case blanche a8 · Fou noir sur case blanche c8 · Dame noire sur case noire d8 · Tour noire sur case noire f8 · Roi noir sur case blanche g8 · Pion noir sur case blanche b7 · Cavalier noir sur case blanche d7 · Fou noir sur case noire e7 · Pion noir sur case blanche f7 · Pion noir sur case noire g7 · Pion noir sur case noire d6 · Pion noir sur case blanche e6 · Cavalier noir sur case noire f6 · Pion noir sur case noire h6 · Pion noir sur case noire a5 · Pion blanc sur case blanche b5 · Cavalier blanc sur case noire g5 · Pion blanc sur case blanche c4 · Pion blanc sur case noire h4 · Pion blanc sur case noire a3 · Cavalier blanc sur case noire c3 · Pion blanc sur case noire e3 · Fou blanc sur case noire b2 · Dame blanche sur case blanche c2 · Fou blanc sur case blanche e2 · Pion blanc sur case noire f2 · Pion blanc sur case blanche g2 · Tour blanche sur case noire a1 · Roi blanc sur case noire e1 · Tour blanche sur case blanche h1 | Tour noire sur case blanche a8 · Fou noir sur case blanche c8 · Dame noire sur case noire d8 · Tour noire sur case noire f8 · Roi noir sur case blanche g8 · Pion noir sur case blanche b7 · Cavalier noir sur case blanche d7 · Fou noir sur case noire e7 · Pion noir sur case blanche f7 · Pion noir sur case noire g7 · Pion noir sur case noire d6 · Pion noir sur case blanche e6 · Cavalier noir sur case noire f6 · Pion noir sur case noire h6 · Pion noir sur case noire a5 · Pion blanc sur case blanche b5 · Cavalier blanc sur case noire g5 · Pion blanc sur case blanche c4 · Pion blanc sur case noire h4 · Pion blanc sur case noire a3 · Cavalier blanc sur case noire c3 · Pion blanc sur case noire e3 · Fou blanc sur case noire b2 · Dame blanche sur case blanche c2 · Fou blanc sur case blanche e2 · Pion blanc sur case noire f2 · Pion blanc sur case blanche g2 · Tour blanche sur case noire a1 · Roi blanc sur case noire e1 · Tour blanche sur case blanche h1 | Tour noire sur case blanche a8 · Fou noir sur case blanche c8 · Dame noire sur case noire d8 · Tour noire sur case noire f8 · Roi noir sur case blanche g8 · Pion noir sur case blanche b7 · Cavalier noir sur case blanche d7 · Fou noir sur case noire e7 · Pion noir sur case blanche f7 · Pion noir sur case noire g7 · Pion noir sur case noire d6 · Pion noir sur case blanche e6 · Cavalier noir sur case noire f6 · Pion noir sur case noire h6 · Pion noir sur case noire a5 · Pion blanc sur case blanche b5 · Cavalier blanc sur case noire g5 · Pion blanc sur case blanche c4 · Pion blanc sur case noire h4 · Pion blanc sur case noire a3 · Cavalier blanc sur case noire c3 · Pion blanc sur case noire e3 · Fou blanc sur case noire b2 · Dame blanche sur case blanche c2 · Fou blanc sur case blanche e2 · Pion blanc sur case noire f2 · Pion blanc sur case blanche g2 · Tour blanche sur case noire a1 · Roi blanc sur case noire e1 · Tour blanche sur case blanche h1 | Tour noire sur case blanche a8 · Fou noir sur case blanche c8 · Dame noire sur case noire d8 · Tour noire sur case noire f8 · Roi noir sur case blanche g8 · Pion noir sur case blanche b7 · Cavalier noir sur case blanche d7 · Fou noir sur case noire e7 · Pion noir sur case blanche f7 · Pion noir sur case noire g7 · Pion noir sur case noire d6 · Pion noir sur case blanche e6 · Cavalier noir sur case noire f6 · Pion noir sur case noire h6 · Pion noir sur case noire a5 · Pion blanc sur case blanche b5 · Cavalier blanc sur case noire g5 · Pion blanc sur case blanche c4 · Pion blanc sur case noire h4 · Pion blanc sur case noire a3 · Cavalier blanc sur case noire c3 · Pion blanc sur case noire e3 · Fou blanc sur case noire b2 · Dame blanche sur case blanche c2 · Fou blanc sur case blanche e2 · Pion blanc sur case noire f2 · Pion blanc sur case blanche g2 · Tour blanche sur case noire a1 · Roi blanc sur case noire e1 · Tour blanche sur case blanche h1 | Tour noire sur case blanche a8 · Fou noir sur case blanche c8 · Dame noire sur case noire d8 · Tour noire sur case noire f8 · Roi noir sur case blanche g8 · Pion noir sur case blanche b7 · Cavalier noir sur case blanche d7 · Fou noir sur case noire e7 · Pion noir sur case blanche f7 · Pion noir sur case noire g7 · Pion noir sur case noire d6 · Pion noir sur case blanche e6 · Cavalier noir sur case noire f6 · Pion noir sur case noire h6 · Pion noir sur case noire a5 · Pion blanc sur case blanche b5 · Cavalier blanc sur case noire g5 · Pion blanc sur case blanche c4 · Pion blanc sur case noire h4 · Pion blanc sur case noire a3 · Cavalier blanc sur case noire c3 · Pion blanc sur case noire e3 · Fou blanc sur case noire b2 · Dame blanche sur case blanche c2 · Fou blanc sur case blanche e2 · Pion blanc sur case noire f2 · Pion blanc sur case blanche g2 · Tour blanche sur case noire a1 · Roi blanc sur case noire e1 · Tour blanche sur case blanche h1 | Tour noire sur case blanche a8 · Fou noir sur case blanche c8 · Dame noire sur case noire d8 · Tour noire sur case noire f8 · Roi noir sur case blanche g8 · Pion noir sur case blanche b7 · Cavalier noir sur case blanche d7 · Fou noir sur case noire e7 · Pion noir sur case blanche f7 · Pion noir sur case noire g7 · Pion noir sur case noire d6 · Pion noir sur case blanche e6 · Cavalier noir sur case noire f6 · Pion noir sur case noire h6 · Pion noir sur case noire a5 · Pion blanc sur case blanche b5 · Cavalier blanc sur case noire g5 · Pion blanc sur case blanche c4 · Pion blanc sur case noire h4 · Pion blanc sur case noire a3 · Cavalier blanc sur case noire c3 · Pion blanc sur case noire e3 · Fou blanc sur case noire b2 · Dame blanche sur case blanche c2 · Fou blanc sur case blanche e2 · Pion blanc sur case noire f2 · Pion blanc sur case blanche g2 · Tour blanche sur case noire a1 · Roi blanc sur case noire e1 · Tour blanche sur case blanche h1 | 3 |
| 2 | Tour noire sur case blanche a8 · Fou noir sur case blanche c8 · Dame noire sur case noire d8 · Tour noire sur case noire f8 · Roi noir sur case blanche g8 · Pion noir sur case blanche b7 · Cavalier noir sur case blanche d7 · Fou noir sur case noire e7 · Pion noir sur case blanche f7 · Pion noir sur case noire g7 · Pion noir sur case noire d6 · Pion noir sur case blanche e6 · Cavalier noir sur case noire f6 · Pion noir sur case noire h6 · Pion noir sur case noire a5 · Pion blanc sur case blanche b5 · Cavalier blanc sur case noire g5 · Pion blanc sur case blanche c4 · Pion blanc sur case noire h4 · Pion blanc sur case noire a3 · Cavalier blanc sur case noire c3 · Pion blanc sur case noire e3 · Fou blanc sur case noire b2 · Dame blanche sur case blanche c2 · Fou blanc sur case blanche e2 · Pion blanc sur case noire f2 · Pion blanc sur case blanche g2 · Tour blanche sur case noire a1 · Roi blanc sur case noire e1 · Tour blanche sur case blanche h1 | Tour noire sur case blanche a8 · Fou noir sur case blanche c8 · Dame noire sur case noire d8 · Tour noire sur case noire f8 · Roi noir sur case blanche g8 · Pion noir sur case blanche b7 · Cavalier noir sur case blanche d7 · Fou noir sur case noire e7 · Pion noir sur case blanche f7 · Pion noir sur case noire g7 · Pion noir sur case noire d6 · Pion noir sur case blanche e6 · Cavalier noir sur case noire f6 · Pion noir sur case noire h6 · Pion noir sur case noire a5 · Pion blanc sur case blanche b5 · Cavalier blanc sur case noire g5 · Pion blanc sur case blanche c4 · Pion blanc sur case noire h4 · Pion blanc sur case noire a3 · Cavalier blanc sur case noire c3 · Pion blanc sur case noire e3 · Fou blanc sur case noire b2 · Dame blanche sur case blanche c2 · Fou blanc sur case blanche e2 · Pion blanc sur case noire f2 · Pion blanc sur case blanche g2 · Tour blanche sur case noire a1 · Roi blanc sur case noire e1 · Tour blanche sur case blanche h1 | Tour noire sur case blanche a8 · Fou noir sur case blanche c8 · Dame noire sur case noire d8 · Tour noire sur case noire f8 · Roi noir sur case blanche g8 · Pion noir sur case blanche b7 · Cavalier noir sur case blanche d7 · Fou noir sur case noire e7 · Pion noir sur case blanche f7 · Pion noir sur case noire g7 · Pion noir sur case noire d6 · Pion noir sur case blanche e6 · Cavalier noir sur case noire f6 · Pion noir sur case noire h6 · Pion noir sur case noire a5 · Pion blanc sur case blanche b5 · Cavalier blanc sur case noire g5 · Pion blanc sur case blanche c4 · Pion blanc sur case noire h4 · Pion blanc sur case noire a3 · Cavalier blanc sur case noire c3 · Pion blanc sur case noire e3 · Fou blanc sur case noire b2 · Dame blanche sur case blanche c2 · Fou blanc sur case blanche e2 · Pion blanc sur case noire f2 · Pion blanc sur case blanche g2 · Tour blanche sur case noire a1 · Roi blanc sur case noire e1 · Tour blanche sur case blanche h1 | Tour noire sur case blanche a8 · Fou noir sur case blanche c8 · Dame noire sur case noire d8 · Tour noire sur case noire f8 · Roi noir sur case blanche g8 · Pion noir sur case blanche b7 · Cavalier noir sur case blanche d7 · Fou noir sur case noire e7 · Pion noir sur case blanche f7 · Pion noir sur case noire g7 · Pion noir sur case noire d6 · Pion noir sur case blanche e6 · Cavalier noir sur case noire f6 · Pion noir sur case noire h6 · Pion noir sur case noire a5 · Pion blanc sur case blanche b5 · Cavalier blanc sur case noire g5 · Pion blanc sur case blanche c4 · Pion blanc sur case noire h4 · Pion blanc sur case noire a3 · Cavalier blanc sur case noire c3 · Pion blanc sur case noire e3 · Fou blanc sur case noire b2 · Dame blanche sur case blanche c2 · Fou blanc sur case blanche e2 · Pion blanc sur case noire f2 · Pion blanc sur case blanche g2 · Tour blanche sur case noire a1 · Roi blanc sur case noire e1 · Tour blanche sur case blanche h1 | Tour noire sur case blanche a8 · Fou noir sur case blanche c8 · Dame noire sur case noire d8 · Tour noire sur case noire f8 · Roi noir sur case blanche g8 · Pion noir sur case blanche b7 · Cavalier noir sur case blanche d7 · Fou noir sur case noire e7 · Pion noir sur case blanche f7 · Pion noir sur case noire g7 · Pion noir sur case noire d6 · Pion noir sur case blanche e6 · Cavalier noir sur case noire f6 · Pion noir sur case noire h6 · Pion noir sur case noire a5 · Pion blanc sur case blanche b5 · Cavalier blanc sur case noire g5 · Pion blanc sur case blanche c4 · Pion blanc sur case noire h4 · Pion blanc sur case noire a3 · Cavalier blanc sur case noire c3 · Pion blanc sur case noire e3 · Fou blanc sur case noire b2 · Dame blanche sur case blanche c2 · Fou blanc sur case blanche e2 · Pion blanc sur case noire f2 · Pion blanc sur case blanche g2 · Tour blanche sur case noire a1 · Roi blanc sur case noire e1 · Tour blanche sur case blanche h1 | Tour noire sur case blanche a8 · Fou noir sur case blanche c8 · Dame noire sur case noire d8 · Tour noire sur case noire f8 · Roi noir sur case blanche g8 · Pion noir sur case blanche b7 · Cavalier noir sur case blanche d7 · Fou noir sur case noire e7 · Pion noir sur case blanche f7 · Pion noir sur case noire g7 · Pion noir sur case noire d6 · Pion noir sur case blanche e6 · Cavalier noir sur case noire f6 · Pion noir sur case noire h6 · Pion noir sur case noire a5 · Pion blanc sur case blanche b5 · Cavalier blanc sur case noire g5 · Pion blanc sur case blanche c4 · Pion blanc sur case noire h4 · Pion blanc sur case noire a3 · Cavalier blanc sur case noire c3 · Pion blanc sur case noire e3 · Fou blanc sur case noire b2 · Dame blanche sur case blanche c2 · Fou blanc sur case blanche e2 · Pion blanc sur case noire f2 · Pion blanc sur case blanche g2 · Tour blanche sur case noire a1 · Roi blanc sur case noire e1 · Tour blanche sur case blanche h1 | Tour noire sur case blanche a8 · Fou noir sur case blanche c8 · Dame noire sur case noire d8 · Tour noire sur case noire f8 · Roi noir sur case blanche g8 · Pion noir sur case blanche b7 · Cavalier noir sur case blanche d7 · Fou noir sur case noire e7 · Pion noir sur case blanche f7 · Pion noir sur case noire g7 · Pion noir sur case noire d6 · Pion noir sur case blanche e6 · Cavalier noir sur case noire f6 · Pion noir sur case noire h6 · Pion noir sur case noire a5 · Pion blanc sur case blanche b5 · Cavalier blanc sur case noire g5 · Pion blanc sur case blanche c4 · Pion blanc sur case noire h4 · Pion blanc sur case noire a3 · Cavalier blanc sur case noire c3 · Pion blanc sur case noire e3 · Fou blanc sur case noire b2 · Dame blanche sur case blanche c2 · Fou blanc sur case blanche e2 · Pion blanc sur case noire f2 · Pion blanc sur case blanche g2 · Tour blanche sur case noire a1 · Roi blanc sur case noire e1 · Tour blanche sur case blanche h1 | Tour noire sur case blanche a8 · Fou noir sur case blanche c8 · Dame noire sur case noire d8 · Tour noire sur case noire f8 · Roi noir sur case blanche g8 · Pion noir sur case blanche b7 · Cavalier noir sur case blanche d7 · Fou noir sur case noire e7 · Pion noir sur case blanche f7 · Pion noir sur case noire g7 · Pion noir sur case noire d6 · Pion noir sur case blanche e6 · Cavalier noir sur case noire f6 · Pion noir sur case noire h6 · Pion noir sur case noire a5 · Pion blanc sur case blanche b5 · Cavalier blanc sur case noire g5 · Pion blanc sur case blanche c4 · Pion blanc sur case noire h4 · Pion blanc sur case noire a3 · Cavalier blanc sur case noire c3 · Pion blanc sur case noire e3 · Fou blanc sur case noire b2 · Dame blanche sur case blanche c2 · Fou blanc sur case blanche e2 · Pion blanc sur case noire f2 · Pion blanc sur case blanche g2 · Tour blanche sur case noire a1 · Roi blanc sur case noire e1 · Tour blanche sur case blanche h1 | 2 |
| 1 | Tour noire sur case blanche a8 · Fou noir sur case blanche c8 · Dame noire sur case noire d8 · Tour noire sur case noire f8 · Roi noir sur case blanche g8 · Pion noir sur case blanche b7 · Cavalier noir sur case blanche d7 · Fou noir sur case noire e7 · Pion noir sur case blanche f7 · Pion noir sur case noire g7 · Pion noir sur case noire d6 · Pion noir sur case blanche e6 · Cavalier noir sur case noire f6 · Pion noir sur case noire h6 · Pion noir sur case noire a5 · Pion blanc sur case blanche b5 · Cavalier blanc sur case noire g5 · Pion blanc sur case blanche c4 · Pion blanc sur case noire h4 · Pion blanc sur case noire a3 · Cavalier blanc sur case noire c3 · Pion blanc sur case noire e3 · Fou blanc sur case noire b2 · Dame blanche sur case blanche c2 · Fou blanc sur case blanche e2 · Pion blanc sur case noire f2 · Pion blanc sur case blanche g2 · Tour blanche sur case noire a1 · Roi blanc sur case noire e1 · Tour blanche sur case blanche h1 | Tour noire sur case blanche a8 · Fou noir sur case blanche c8 · Dame noire sur case noire d8 · Tour noire sur case noire f8 · Roi noir sur case blanche g8 · Pion noir sur case blanche b7 · Cavalier noir sur case blanche d7 · Fou noir sur case noire e7 · Pion noir sur case blanche f7 · Pion noir sur case noire g7 · Pion noir sur case noire d6 · Pion noir sur case blanche e6 · Cavalier noir sur case noire f6 · Pion noir sur case noire h6 · Pion noir sur case noire a5 · Pion blanc sur case blanche b5 · Cavalier blanc sur case noire g5 · Pion blanc sur case blanche c4 · Pion blanc sur case noire h4 · Pion blanc sur case noire a3 · Cavalier blanc sur case noire c3 · Pion blanc sur case noire e3 · Fou blanc sur case noire b2 · Dame blanche sur case blanche c2 · Fou blanc sur case blanche e2 · Pion blanc sur case noire f2 · Pion blanc sur case blanche g2 · Tour blanche sur case noire a1 · Roi blanc sur case noire e1 · Tour blanche sur case blanche h1 | Tour noire sur case blanche a8 · Fou noir sur case blanche c8 · Dame noire sur case noire d8 · Tour noire sur case noire f8 · Roi noir sur case blanche g8 · Pion noir sur case blanche b7 · Cavalier noir sur case blanche d7 · Fou noir sur case noire e7 · Pion noir sur case blanche f7 · Pion noir sur case noire g7 · Pion noir sur case noire d6 · Pion noir sur case blanche e6 · Cavalier noir sur case noire f6 · Pion noir sur case noire h6 · Pion noir sur case noire a5 · Pion blanc sur case blanche b5 · Cavalier blanc sur case noire g5 · Pion blanc sur case blanche c4 · Pion blanc sur case noire h4 · Pion blanc sur case noire a3 · Cavalier blanc sur case noire c3 · Pion blanc sur case noire e3 · Fou blanc sur case noire b2 · Dame blanche sur case blanche c2 · Fou blanc sur case blanche e2 · Pion blanc sur case noire f2 · Pion blanc sur case blanche g2 · Tour blanche sur case noire a1 · Roi blanc sur case noire e1 · Tour blanche sur case blanche h1 | Tour noire sur case blanche a8 · Fou noir sur case blanche c8 · Dame noire sur case noire d8 · Tour noire sur case noire f8 · Roi noir sur case blanche g8 · Pion noir sur case blanche b7 · Cavalier noir sur case blanche d7 · Fou noir sur case noire e7 · Pion noir sur case blanche f7 · Pion noir sur case noire g7 · Pion noir sur case noire d6 · Pion noir sur case blanche e6 · Cavalier noir sur case noire f6 · Pion noir sur case noire h6 · Pion noir sur case noire a5 · Pion blanc sur case blanche b5 · Cavalier blanc sur case noire g5 · Pion blanc sur case blanche c4 · Pion blanc sur case noire h4 · Pion blanc sur case noire a3 · Cavalier blanc sur case noire c3 · Pion blanc sur case noire e3 · Fou blanc sur case noire b2 · Dame blanche sur case blanche c2 · Fou blanc sur case blanche e2 · Pion blanc sur case noire f2 · Pion blanc sur case blanche g2 · Tour blanche sur case noire a1 · Roi blanc sur case noire e1 · Tour blanche sur case blanche h1 | Tour noire sur case blanche a8 · Fou noir sur case blanche c8 · Dame noire sur case noire d8 · Tour noire sur case noire f8 · Roi noir sur case blanche g8 · Pion noir sur case blanche b7 · Cavalier noir sur case blanche d7 · Fou noir sur case noire e7 · Pion noir sur case blanche f7 · Pion noir sur case noire g7 · Pion noir sur case noire d6 · Pion noir sur case blanche e6 · Cavalier noir sur case noire f6 · Pion noir sur case noire h6 · Pion noir sur case noire a5 · Pion blanc sur case blanche b5 · Cavalier blanc sur case noire g5 · Pion blanc sur case blanche c4 · Pion blanc sur case noire h4 · Pion blanc sur case noire a3 · Cavalier blanc sur case noire c3 · Pion blanc sur case noire e3 · Fou blanc sur case noire b2 · Dame blanche sur case blanche c2 · Fou blanc sur case blanche e2 · Pion blanc sur case noire f2 · Pion blanc sur case blanche g2 · Tour blanche sur case noire a1 · Roi blanc sur case noire e1 · Tour blanche sur case blanche h1 | Tour noire sur case blanche a8 · Fou noir sur case blanche c8 · Dame noire sur case noire d8 · Tour noire sur case noire f8 · Roi noir sur case blanche g8 · Pion noir sur case blanche b7 · Cavalier noir sur case blanche d7 · Fou noir sur case noire e7 · Pion noir sur case blanche f7 · Pion noir sur case noire g7 · Pion noir sur case noire d6 · Pion noir sur case blanche e6 · Cavalier noir sur case noire f6 · Pion noir sur case noire h6 · Pion noir sur case noire a5 · Pion blanc sur case blanche b5 · Cavalier blanc sur case noire g5 · Pion blanc sur case blanche c4 · Pion blanc sur case noire h4 · Pion blanc sur case noire a3 · Cavalier blanc sur case noire c3 · Pion blanc sur case noire e3 · Fou blanc sur case noire b2 · Dame blanche sur case blanche c2 · Fou blanc sur case blanche e2 · Pion blanc sur case noire f2 · Pion blanc sur case blanche g2 · Tour blanche sur case noire a1 · Roi blanc sur case noire e1 · Tour blanche sur case blanche h1 | Tour noire sur case blanche a8 · Fou noir sur case blanche c8 · Dame noire sur case noire d8 · Tour noire sur case noire f8 · Roi noir sur case blanche g8 · Pion noir sur case blanche b7 · Cavalier noir sur case blanche d7 · Fou noir sur case noire e7 · Pion noir sur case blanche f7 · Pion noir sur case noire g7 · Pion noir sur case noire d6 · Pion noir sur case blanche e6 · Cavalier noir sur case noire f6 · Pion noir sur case noire h6 · Pion noir sur case noire a5 · Pion blanc sur case blanche b5 · Cavalier blanc sur case noire g5 · Pion blanc sur case blanche c4 · Pion blanc sur case noire h4 · Pion blanc sur case noire a3 · Cavalier blanc sur case noire c3 · Pion blanc sur case noire e3 · Fou blanc sur case noire b2 · Dame blanche sur case blanche c2 · Fou blanc sur case blanche e2 · Pion blanc sur case noire f2 · Pion blanc sur case blanche g2 · Tour blanche sur case noire a1 · Roi blanc sur case noire e1 · Tour blanche sur case blanche h1 | Tour noire sur case blanche a8 · Fou noir sur case blanche c8 · Dame noire sur case noire d8 · Tour noire sur case noire f8 · Roi noir sur case blanche g8 · Pion noir sur case blanche b7 · Cavalier noir sur case blanche d7 · Fou noir sur case noire e7 · Pion noir sur case blanche f7 · Pion noir sur case noire g7 · Pion noir sur case noire d6 · Pion noir sur case blanche e6 · Cavalier noir sur case noire f6 · Pion noir sur case noire h6 · Pion noir sur case noire a5 · Pion blanc sur case blanche b5 · Cavalier blanc sur case noire g5 · Pion blanc sur case blanche c4 · Pion blanc sur case noire h4 · Pion blanc sur case noire a3 · Cavalier blanc sur case noire c3 · Pion blanc sur case noire e3 · Fou blanc sur case noire b2 · Dame blanche sur case blanche c2 · Fou blanc sur case blanche e2 · Pion blanc sur case noire f2 · Pion blanc sur case blanche g2 · Tour blanche sur case noire a1 · Roi blanc sur case noire e1 · Tour blanche sur case blanche h1 | 1 |
|   | a | b | c | d | e | f | g | h |   |

Cette fois-ci, Samuel Reshevsky se voit offrir un sacrifice. Les Blancs jouent 1.h2-h4. Si les Noirs prennent le cavalier, après 1…hxg5 2.hxg5 g6 (si les Noirs bougent leur cavalier, Dg7 mate) 3.gxf6, les Noirs ont leur roque affaibli et les Blancs maitrisent la colonne h. Mais ils se contentent d'ignorer l'appât et continuent leur développement.

### Un sacrifice positionnel
|   | a | b | c | d | e | f | g | h |   |
| 8 | Tour noire sur case blanche a8 · Dame noire sur case noire d8 · Tour noire sur case noire f8 · Roi noir sur case blanche g8 · Pion noir sur case noire a7 · Fou noir sur case blanche b7 · Fou noir sur case noire e7 · Pion noir sur case blanche f7 · Pion noir sur case noire g7 · Pion noir sur case blanche h7 · Pion noir sur case noire b6 · Pion noir sur case blanche e6 · Cavalier noir sur case noire f6 · Pion noir sur case blanche d5 · Pion blanc sur case noire e5 · Pion blanc sur case noire f4 · Pion blanc sur case noire a3 · Cavalier blanc sur case noire c3 · Pion blanc sur case blanche d3 · Fou blanc sur case noire e3 · Cavalier blanc sur case blanche f3 · Pion blanc sur case noire b2 · Pion blanc sur case blanche g2 · Pion blanc sur case noire h2 · Tour blanche sur case noire a1 · Dame blanche sur case blanche d1 · Tour blanche sur case blanche f1 · Roi blanc sur case blanche h1 | Tour noire sur case blanche a8 · Dame noire sur case noire d8 · Tour noire sur case noire f8 · Roi noir sur case blanche g8 · Pion noir sur case noire a7 · Fou noir sur case blanche b7 · Fou noir sur case noire e7 · Pion noir sur case blanche f7 · Pion noir sur case noire g7 · Pion noir sur case blanche h7 · Pion noir sur case noire b6 · Pion noir sur case blanche e6 · Cavalier noir sur case noire f6 · Pion noir sur case blanche d5 · Pion blanc sur case noire e5 · Pion blanc sur case noire f4 · Pion blanc sur case noire a3 · Cavalier blanc sur case noire c3 · Pion blanc sur case blanche d3 · Fou blanc sur case noire e3 · Cavalier blanc sur case blanche f3 · Pion blanc sur case noire b2 · Pion blanc sur case blanche g2 · Pion blanc sur case noire h2 · Tour blanche sur case noire a1 · Dame blanche sur case blanche d1 · Tour blanche sur case blanche f1 · Roi blanc sur case blanche h1 | Tour noire sur case blanche a8 · Dame noire sur case noire d8 · Tour noire sur case noire f8 · Roi noir sur case blanche g8 · Pion noir sur case noire a7 · Fou noir sur case blanche b7 · Fou noir sur case noire e7 · Pion noir sur case blanche f7 · Pion noir sur case noire g7 · Pion noir sur case blanche h7 · Pion noir sur case noire b6 · Pion noir sur case blanche e6 · Cavalier noir sur case noire f6 · Pion noir sur case blanche d5 · Pion blanc sur case noire e5 · Pion blanc sur case noire f4 · Pion blanc sur case noire a3 · Cavalier blanc sur case noire c3 · Pion blanc sur case blanche d3 · Fou blanc sur case noire e3 · Cavalier blanc sur case blanche f3 · Pion blanc sur case noire b2 · Pion blanc sur case blanche g2 · Pion blanc sur case noire h2 · Tour blanche sur case noire a1 · Dame blanche sur case blanche d1 · Tour blanche sur case blanche f1 · Roi blanc sur case blanche h1 | Tour noire sur case blanche a8 · Dame noire sur case noire d8 · Tour noire sur case noire f8 · Roi noir sur case blanche g8 · Pion noir sur case noire a7 · Fou noir sur case blanche b7 · Fou noir sur case noire e7 · Pion noir sur case blanche f7 · Pion noir sur case noire g7 · Pion noir sur case blanche h7 · Pion noir sur case noire b6 · Pion noir sur case blanche e6 · Cavalier noir sur case noire f6 · Pion noir sur case blanche d5 · Pion blanc sur case noire e5 · Pion blanc sur case noire f4 · Pion blanc sur case noire a3 · Cavalier blanc sur case noire c3 · Pion blanc sur case blanche d3 · Fou blanc sur case noire e3 · Cavalier blanc sur case blanche f3 · Pion blanc sur case noire b2 · Pion blanc sur case blanche g2 · Pion blanc sur case noire h2 · Tour blanche sur case noire a1 · Dame blanche sur case blanche d1 · Tour blanche sur case blanche f1 · Roi blanc sur case blanche h1 | Tour noire sur case blanche a8 · Dame noire sur case noire d8 · Tour noire sur case noire f8 · Roi noir sur case blanche g8 · Pion noir sur case noire a7 · Fou noir sur case blanche b7 · Fou noir sur case noire e7 · Pion noir sur case blanche f7 · Pion noir sur case noire g7 · Pion noir sur case blanche h7 · Pion noir sur case noire b6 · Pion noir sur case blanche e6 · Cavalier noir sur case noire f6 · Pion noir sur case blanche d5 · Pion blanc sur case noire e5 · Pion blanc sur case noire f4 · Pion blanc sur case noire a3 · Cavalier blanc sur case noire c3 · Pion blanc sur case blanche d3 · Fou blanc sur case noire e3 · Cavalier blanc sur case blanche f3 · Pion blanc sur case noire b2 · Pion blanc sur case blanche g2 · Pion blanc sur case noire h2 · Tour blanche sur case noire a1 · Dame blanche sur case blanche d1 · Tour blanche sur case blanche f1 · Roi blanc sur case blanche h1 | Tour noire sur case blanche a8 · Dame noire sur case noire d8 · Tour noire sur case noire f8 · Roi noir sur case blanche g8 · Pion noir sur case noire a7 · Fou noir sur case blanche b7 · Fou noir sur case noire e7 · Pion noir sur case blanche f7 · Pion noir sur case noire g7 · Pion noir sur case blanche h7 · Pion noir sur case noire b6 · Pion noir sur case blanche e6 · Cavalier noir sur case noire f6 · Pion noir sur case blanche d5 · Pion blanc sur case noire e5 · Pion blanc sur case noire f4 · Pion blanc sur case noire a3 · Cavalier blanc sur case noire c3 · Pion blanc sur case blanche d3 · Fou blanc sur case noire e3 · Cavalier blanc sur case blanche f3 · Pion blanc sur case noire b2 · Pion blanc sur case blanche g2 · Pion blanc sur case noire h2 · Tour blanche sur case noire a1 · Dame blanche sur case blanche d1 · Tour blanche sur case blanche f1 · Roi blanc sur case blanche h1 | Tour noire sur case blanche a8 · Dame noire sur case noire d8 · Tour noire sur case noire f8 · Roi noir sur case blanche g8 · Pion noir sur case noire a7 · Fou noir sur case blanche b7 · Fou noir sur case noire e7 · Pion noir sur case blanche f7 · Pion noir sur case noire g7 · Pion noir sur case blanche h7 · Pion noir sur case noire b6 · Pion noir sur case blanche e6 · Cavalier noir sur case noire f6 · Pion noir sur case blanche d5 · Pion blanc sur case noire e5 · Pion blanc sur case noire f4 · Pion blanc sur case noire a3 · Cavalier blanc sur case noire c3 · Pion blanc sur case blanche d3 · Fou blanc sur case noire e3 · Cavalier blanc sur case blanche f3 · Pion blanc sur case noire b2 · Pion blanc sur case blanche g2 · Pion blanc sur case noire h2 · Tour blanche sur case noire a1 · Dame blanche sur case blanche d1 · Tour blanche sur case blanche f1 · Roi blanc sur case blanche h1 | Tour noire sur case blanche a8 · Dame noire sur case noire d8 · Tour noire sur case noire f8 · Roi noir sur case blanche g8 · Pion noir sur case noire a7 · Fou noir sur case blanche b7 · Fou noir sur case noire e7 · Pion noir sur case blanche f7 · Pion noir sur case noire g7 · Pion noir sur case blanche h7 · Pion noir sur case noire b6 · Pion noir sur case blanche e6 · Cavalier noir sur case noire f6 · Pion noir sur case blanche d5 · Pion blanc sur case noire e5 · Pion blanc sur case noire f4 · Pion blanc sur case noire a3 · Cavalier blanc sur case noire c3 · Pion blanc sur case blanche d3 · Fou blanc sur case noire e3 · Cavalier blanc sur case blanche f3 · Pion blanc sur case noire b2 · Pion blanc sur case blanche g2 · Pion blanc sur case noire h2 · Tour blanche sur case noire a1 · Dame blanche sur case blanche d1 · Tour blanche sur case blanche f1 · Roi blanc sur case blanche h1 | 8 |
| 7 | Tour noire sur case blanche a8 · Dame noire sur case noire d8 · Tour noire sur case noire f8 · Roi noir sur case blanche g8 · Pion noir sur case noire a7 · Fou noir sur case blanche b7 · Fou noir sur case noire e7 · Pion noir sur case blanche f7 · Pion noir sur case noire g7 · Pion noir sur case blanche h7 · Pion noir sur case noire b6 · Pion noir sur case blanche e6 · Cavalier noir sur case noire f6 · Pion noir sur case blanche d5 · Pion blanc sur case noire e5 · Pion blanc sur case noire f4 · Pion blanc sur case noire a3 · Cavalier blanc sur case noire c3 · Pion blanc sur case blanche d3 · Fou blanc sur case noire e3 · Cavalier blanc sur case blanche f3 · Pion blanc sur case noire b2 · Pion blanc sur case blanche g2 · Pion blanc sur case noire h2 · Tour blanche sur case noire a1 · Dame blanche sur case blanche d1 · Tour blanche sur case blanche f1 · Roi blanc sur case blanche h1 | Tour noire sur case blanche a8 · Dame noire sur case noire d8 · Tour noire sur case noire f8 · Roi noir sur case blanche g8 · Pion noir sur case noire a7 · Fou noir sur case blanche b7 · Fou noir sur case noire e7 · Pion noir sur case blanche f7 · Pion noir sur case noire g7 · Pion noir sur case blanche h7 · Pion noir sur case noire b6 · Pion noir sur case blanche e6 · Cavalier noir sur case noire f6 · Pion noir sur case blanche d5 · Pion blanc sur case noire e5 · Pion blanc sur case noire f4 · Pion blanc sur case noire a3 · Cavalier blanc sur case noire c3 · Pion blanc sur case blanche d3 · Fou blanc sur case noire e3 · Cavalier blanc sur case blanche f3 · Pion blanc sur case noire b2 · Pion blanc sur case blanche g2 · Pion blanc sur case noire h2 · Tour blanche sur case noire a1 · Dame blanche sur case blanche d1 · Tour blanche sur case blanche f1 · Roi blanc sur case blanche h1 | Tour noire sur case blanche a8 · Dame noire sur case noire d8 · Tour noire sur case noire f8 · Roi noir sur case blanche g8 · Pion noir sur case noire a7 · Fou noir sur case blanche b7 · Fou noir sur case noire e7 · Pion noir sur case blanche f7 · Pion noir sur case noire g7 · Pion noir sur case blanche h7 · Pion noir sur case noire b6 · Pion noir sur case blanche e6 · Cavalier noir sur case noire f6 · Pion noir sur case blanche d5 · Pion blanc sur case noire e5 · Pion blanc sur case noire f4 · Pion blanc sur case noire a3 · Cavalier blanc sur case noire c3 · Pion blanc sur case blanche d3 · Fou blanc sur case noire e3 · Cavalier blanc sur case blanche f3 · Pion blanc sur case noire b2 · Pion blanc sur case blanche g2 · Pion blanc sur case noire h2 · Tour blanche sur case noire a1 · Dame blanche sur case blanche d1 · Tour blanche sur case blanche f1 · Roi blanc sur case blanche h1 | Tour noire sur case blanche a8 · Dame noire sur case noire d8 · Tour noire sur case noire f8 · Roi noir sur case blanche g8 · Pion noir sur case noire a7 · Fou noir sur case blanche b7 · Fou noir sur case noire e7 · Pion noir sur case blanche f7 · Pion noir sur case noire g7 · Pion noir sur case blanche h7 · Pion noir sur case noire b6 · Pion noir sur case blanche e6 · Cavalier noir sur case noire f6 · Pion noir sur case blanche d5 · Pion blanc sur case noire e5 · Pion blanc sur case noire f4 · Pion blanc sur case noire a3 · Cavalier blanc sur case noire c3 · Pion blanc sur case blanche d3 · Fou blanc sur case noire e3 · Cavalier blanc sur case blanche f3 · Pion blanc sur case noire b2 · Pion blanc sur case blanche g2 · Pion blanc sur case noire h2 · Tour blanche sur case noire a1 · Dame blanche sur case blanche d1 · Tour blanche sur case blanche f1 · Roi blanc sur case blanche h1 | Tour noire sur case blanche a8 · Dame noire sur case noire d8 · Tour noire sur case noire f8 · Roi noir sur case blanche g8 · Pion noir sur case noire a7 · Fou noir sur case blanche b7 · Fou noir sur case noire e7 · Pion noir sur case blanche f7 · Pion noir sur case noire g7 · Pion noir sur case blanche h7 · Pion noir sur case noire b6 · Pion noir sur case blanche e6 · Cavalier noir sur case noire f6 · Pion noir sur case blanche d5 · Pion blanc sur case noire e5 · Pion blanc sur case noire f4 · Pion blanc sur case noire a3 · Cavalier blanc sur case noire c3 · Pion blanc sur case blanche d3 · Fou blanc sur case noire e3 · Cavalier blanc sur case blanche f3 · Pion blanc sur case noire b2 · Pion blanc sur case blanche g2 · Pion blanc sur case noire h2 · Tour blanche sur case noire a1 · Dame blanche sur case blanche d1 · Tour blanche sur case blanche f1 · Roi blanc sur case blanche h1 | Tour noire sur case blanche a8 · Dame noire sur case noire d8 · Tour noire sur case noire f8 · Roi noir sur case blanche g8 · Pion noir sur case noire a7 · Fou noir sur case blanche b7 · Fou noir sur case noire e7 · Pion noir sur case blanche f7 · Pion noir sur case noire g7 · Pion noir sur case blanche h7 · Pion noir sur case noire b6 · Pion noir sur case blanche e6 · Cavalier noir sur case noire f6 · Pion noir sur case blanche d5 · Pion blanc sur case noire e5 · Pion blanc sur case noire f4 · Pion blanc sur case noire a3 · Cavalier blanc sur case noire c3 · Pion blanc sur case blanche d3 · Fou blanc sur case noire e3 · Cavalier blanc sur case blanche f3 · Pion blanc sur case noire b2 · Pion blanc sur case blanche g2 · Pion blanc sur case noire h2 · Tour blanche sur case noire a1 · Dame blanche sur case blanche d1 · Tour blanche sur case blanche f1 · Roi blanc sur case blanche h1 | Tour noire sur case blanche a8 · Dame noire sur case noire d8 · Tour noire sur case noire f8 · Roi noir sur case blanche g8 · Pion noir sur case noire a7 · Fou noir sur case blanche b7 · Fou noir sur case noire e7 · Pion noir sur case blanche f7 · Pion noir sur case noire g7 · Pion noir sur case blanche h7 · Pion noir sur case noire b6 · Pion noir sur case blanche e6 · Cavalier noir sur case noire f6 · Pion noir sur case blanche d5 · Pion blanc sur case noire e5 · Pion blanc sur case noire f4 · Pion blanc sur case noire a3 · Cavalier blanc sur case noire c3 · Pion blanc sur case blanche d3 · Fou blanc sur case noire e3 · Cavalier blanc sur case blanche f3 · Pion blanc sur case noire b2 · Pion blanc sur case blanche g2 · Pion blanc sur case noire h2 · Tour blanche sur case noire a1 · Dame blanche sur case blanche d1 · Tour blanche sur case blanche f1 · Roi blanc sur case blanche h1 | Tour noire sur case blanche a8 · Dame noire sur case noire d8 · Tour noire sur case noire f8 · Roi noir sur case blanche g8 · Pion noir sur case noire a7 · Fou noir sur case blanche b7 · Fou noir sur case noire e7 · Pion noir sur case blanche f7 · Pion noir sur case noire g7 · Pion noir sur case blanche h7 · Pion noir sur case noire b6 · Pion noir sur case blanche e6 · Cavalier noir sur case noire f6 · Pion noir sur case blanche d5 · Pion blanc sur case noire e5 · Pion blanc sur case noire f4 · Pion blanc sur case noire a3 · Cavalier blanc sur case noire c3 · Pion blanc sur case blanche d3 · Fou blanc sur case noire e3 · Cavalier blanc sur case blanche f3 · Pion blanc sur case noire b2 · Pion blanc sur case blanche g2 · Pion blanc sur case noire h2 · Tour blanche sur case noire a1 · Dame blanche sur case blanche d1 · Tour blanche sur case blanche f1 · Roi blanc sur case blanche h1 | 7 |
| 6 | Tour noire sur case blanche a8 · Dame noire sur case noire d8 · Tour noire sur case noire f8 · Roi noir sur case blanche g8 · Pion noir sur case noire a7 · Fou noir sur case blanche b7 · Fou noir sur case noire e7 · Pion noir sur case blanche f7 · Pion noir sur case noire g7 · Pion noir sur case blanche h7 · Pion noir sur case noire b6 · Pion noir sur case blanche e6 · Cavalier noir sur case noire f6 · Pion noir sur case blanche d5 · Pion blanc sur case noire e5 · Pion blanc sur case noire f4 · Pion blanc sur case noire a3 · Cavalier blanc sur case noire c3 · Pion blanc sur case blanche d3 · Fou blanc sur case noire e3 · Cavalier blanc sur case blanche f3 · Pion blanc sur case noire b2 · Pion blanc sur case blanche g2 · Pion blanc sur case noire h2 · Tour blanche sur case noire a1 · Dame blanche sur case blanche d1 · Tour blanche sur case blanche f1 · Roi blanc sur case blanche h1 | Tour noire sur case blanche a8 · Dame noire sur case noire d8 · Tour noire sur case noire f8 · Roi noir sur case blanche g8 · Pion noir sur case noire a7 · Fou noir sur case blanche b7 · Fou noir sur case noire e7 · Pion noir sur case blanche f7 · Pion noir sur case noire g7 · Pion noir sur case blanche h7 · Pion noir sur case noire b6 · Pion noir sur case blanche e6 · Cavalier noir sur case noire f6 · Pion noir sur case blanche d5 · Pion blanc sur case noire e5 · Pion blanc sur case noire f4 · Pion blanc sur case noire a3 · Cavalier blanc sur case noire c3 · Pion blanc sur case blanche d3 · Fou blanc sur case noire e3 · Cavalier blanc sur case blanche f3 · Pion blanc sur case noire b2 · Pion blanc sur case blanche g2 · Pion blanc sur case noire h2 · Tour blanche sur case noire a1 · Dame blanche sur case blanche d1 · Tour blanche sur case blanche f1 · Roi blanc sur case blanche h1 | Tour noire sur case blanche a8 · Dame noire sur case noire d8 · Tour noire sur case noire f8 · Roi noir sur case blanche g8 · Pion noir sur case noire a7 · Fou noir sur case blanche b7 · Fou noir sur case noire e7 · Pion noir sur case blanche f7 · Pion noir sur case noire g7 · Pion noir sur case blanche h7 · Pion noir sur case noire b6 · Pion noir sur case blanche e6 · Cavalier noir sur case noire f6 · Pion noir sur case blanche d5 · Pion blanc sur case noire e5 · Pion blanc sur case noire f4 · Pion blanc sur case noire a3 · Cavalier blanc sur case noire c3 · Pion blanc sur case blanche d3 · Fou blanc sur case noire e3 · Cavalier blanc sur case blanche f3 · Pion blanc sur case noire b2 · Pion blanc sur case blanche g2 · Pion blanc sur case noire h2 · Tour blanche sur case noire a1 · Dame blanche sur case blanche d1 · Tour blanche sur case blanche f1 · Roi blanc sur case blanche h1 | Tour noire sur case blanche a8 · Dame noire sur case noire d8 · Tour noire sur case noire f8 · Roi noir sur case blanche g8 · Pion noir sur case noire a7 · Fou noir sur case blanche b7 · Fou noir sur case noire e7 · Pion noir sur case blanche f7 · Pion noir sur case noire g7 · Pion noir sur case blanche h7 · Pion noir sur case noire b6 · Pion noir sur case blanche e6 · Cavalier noir sur case noire f6 · Pion noir sur case blanche d5 · Pion blanc sur case noire e5 · Pion blanc sur case noire f4 · Pion blanc sur case noire a3 · Cavalier blanc sur case noire c3 · Pion blanc sur case blanche d3 · Fou blanc sur case noire e3 · Cavalier blanc sur case blanche f3 · Pion blanc sur case noire b2 · Pion blanc sur case blanche g2 · Pion blanc sur case noire h2 · Tour blanche sur case noire a1 · Dame blanche sur case blanche d1 · Tour blanche sur case blanche f1 · Roi blanc sur case blanche h1 | Tour noire sur case blanche a8 · Dame noire sur case noire d8 · Tour noire sur case noire f8 · Roi noir sur case blanche g8 · Pion noir sur case noire a7 · Fou noir sur case blanche b7 · Fou noir sur case noire e7 · Pion noir sur case blanche f7 · Pion noir sur case noire g7 · Pion noir sur case blanche h7 · Pion noir sur case noire b6 · Pion noir sur case blanche e6 · Cavalier noir sur case noire f6 · Pion noir sur case blanche d5 · Pion blanc sur case noire e5 · Pion blanc sur case noire f4 · Pion blanc sur case noire a3 · Cavalier blanc sur case noire c3 · Pion blanc sur case blanche d3 · Fou blanc sur case noire e3 · Cavalier blanc sur case blanche f3 · Pion blanc sur case noire b2 · Pion blanc sur case blanche g2 · Pion blanc sur case noire h2 · Tour blanche sur case noire a1 · Dame blanche sur case blanche d1 · Tour blanche sur case blanche f1 · Roi blanc sur case blanche h1 | Tour noire sur case blanche a8 · Dame noire sur case noire d8 · Tour noire sur case noire f8 · Roi noir sur case blanche g8 · Pion noir sur case noire a7 · Fou noir sur case blanche b7 · Fou noir sur case noire e7 · Pion noir sur case blanche f7 · Pion noir sur case noire g7 · Pion noir sur case blanche h7 · Pion noir sur case noire b6 · Pion noir sur case blanche e6 · Cavalier noir sur case noire f6 · Pion noir sur case blanche d5 · Pion blanc sur case noire e5 · Pion blanc sur case noire f4 · Pion blanc sur case noire a3 · Cavalier blanc sur case noire c3 · Pion blanc sur case blanche d3 · Fou blanc sur case noire e3 · Cavalier blanc sur case blanche f3 · Pion blanc sur case noire b2 · Pion blanc sur case blanche g2 · Pion blanc sur case noire h2 · Tour blanche sur case noire a1 · Dame blanche sur case blanche d1 · Tour blanche sur case blanche f1 · Roi blanc sur case blanche h1 | Tour noire sur case blanche a8 · Dame noire sur case noire d8 · Tour noire sur case noire f8 · Roi noir sur case blanche g8 · Pion noir sur case noire a7 · Fou noir sur case blanche b7 · Fou noir sur case noire e7 · Pion noir sur case blanche f7 · Pion noir sur case noire g7 · Pion noir sur case blanche h7 · Pion noir sur case noire b6 · Pion noir sur case blanche e6 · Cavalier noir sur case noire f6 · Pion noir sur case blanche d5 · Pion blanc sur case noire e5 · Pion blanc sur case noire f4 · Pion blanc sur case noire a3 · Cavalier blanc sur case noire c3 · Pion blanc sur case blanche d3 · Fou blanc sur case noire e3 · Cavalier blanc sur case blanche f3 · Pion blanc sur case noire b2 · Pion blanc sur case blanche g2 · Pion blanc sur case noire h2 · Tour blanche sur case noire a1 · Dame blanche sur case blanche d1 · Tour blanche sur case blanche f1 · Roi blanc sur case blanche h1 | Tour noire sur case blanche a8 · Dame noire sur case noire d8 · Tour noire sur case noire f8 · Roi noir sur case blanche g8 · Pion noir sur case noire a7 · Fou noir sur case blanche b7 · Fou noir sur case noire e7 · Pion noir sur case blanche f7 · Pion noir sur case noire g7 · Pion noir sur case blanche h7 · Pion noir sur case noire b6 · Pion noir sur case blanche e6 · Cavalier noir sur case noire f6 · Pion noir sur case blanche d5 · Pion blanc sur case noire e5 · Pion blanc sur case noire f4 · Pion blanc sur case noire a3 · Cavalier blanc sur case noire c3 · Pion blanc sur case blanche d3 · Fou blanc sur case noire e3 · Cavalier blanc sur case blanche f3 · Pion blanc sur case noire b2 · Pion blanc sur case blanche g2 · Pion blanc sur case noire h2 · Tour blanche sur case noire a1 · Dame blanche sur case blanche d1 · Tour blanche sur case blanche f1 · Roi blanc sur case blanche h1 | 6 |
| 5 | Tour noire sur case blanche a8 · Dame noire sur case noire d8 · Tour noire sur case noire f8 · Roi noir sur case blanche g8 · Pion noir sur case noire a7 · Fou noir sur case blanche b7 · Fou noir sur case noire e7 · Pion noir sur case blanche f7 · Pion noir sur case noire g7 · Pion noir sur case blanche h7 · Pion noir sur case noire b6 · Pion noir sur case blanche e6 · Cavalier noir sur case noire f6 · Pion noir sur case blanche d5 · Pion blanc sur case noire e5 · Pion blanc sur case noire f4 · Pion blanc sur case noire a3 · Cavalier blanc sur case noire c3 · Pion blanc sur case blanche d3 · Fou blanc sur case noire e3 · Cavalier blanc sur case blanche f3 · Pion blanc sur case noire b2 · Pion blanc sur case blanche g2 · Pion blanc sur case noire h2 · Tour blanche sur case noire a1 · Dame blanche sur case blanche d1 · Tour blanche sur case blanche f1 · Roi blanc sur case blanche h1 | Tour noire sur case blanche a8 · Dame noire sur case noire d8 · Tour noire sur case noire f8 · Roi noir sur case blanche g8 · Pion noir sur case noire a7 · Fou noir sur case blanche b7 · Fou noir sur case noire e7 · Pion noir sur case blanche f7 · Pion noir sur case noire g7 · Pion noir sur case blanche h7 · Pion noir sur case noire b6 · Pion noir sur case blanche e6 · Cavalier noir sur case noire f6 · Pion noir sur case blanche d5 · Pion blanc sur case noire e5 · Pion blanc sur case noire f4 · Pion blanc sur case noire a3 · Cavalier blanc sur case noire c3 · Pion blanc sur case blanche d3 · Fou blanc sur case noire e3 · Cavalier blanc sur case blanche f3 · Pion blanc sur case noire b2 · Pion blanc sur case blanche g2 · Pion blanc sur case noire h2 · Tour blanche sur case noire a1 · Dame blanche sur case blanche d1 · Tour blanche sur case blanche f1 · Roi blanc sur case blanche h1 | Tour noire sur case blanche a8 · Dame noire sur case noire d8 · Tour noire sur case noire f8 · Roi noir sur case blanche g8 · Pion noir sur case noire a7 · Fou noir sur case blanche b7 · Fou noir sur case noire e7 · Pion noir sur case blanche f7 · Pion noir sur case noire g7 · Pion noir sur case blanche h7 · Pion noir sur case noire b6 · Pion noir sur case blanche e6 · Cavalier noir sur case noire f6 · Pion noir sur case blanche d5 · Pion blanc sur case noire e5 · Pion blanc sur case noire f4 · Pion blanc sur case noire a3 · Cavalier blanc sur case noire c3 · Pion blanc sur case blanche d3 · Fou blanc sur case noire e3 · Cavalier blanc sur case blanche f3 · Pion blanc sur case noire b2 · Pion blanc sur case blanche g2 · Pion blanc sur case noire h2 · Tour blanche sur case noire a1 · Dame blanche sur case blanche d1 · Tour blanche sur case blanche f1 · Roi blanc sur case blanche h1 | Tour noire sur case blanche a8 · Dame noire sur case noire d8 · Tour noire sur case noire f8 · Roi noir sur case blanche g8 · Pion noir sur case noire a7 · Fou noir sur case blanche b7 · Fou noir sur case noire e7 · Pion noir sur case blanche f7 · Pion noir sur case noire g7 · Pion noir sur case blanche h7 · Pion noir sur case noire b6 · Pion noir sur case blanche e6 · Cavalier noir sur case noire f6 · Pion noir sur case blanche d5 · Pion blanc sur case noire e5 · Pion blanc sur case noire f4 · Pion blanc sur case noire a3 · Cavalier blanc sur case noire c3 · Pion blanc sur case blanche d3 · Fou blanc sur case noire e3 · Cavalier blanc sur case blanche f3 · Pion blanc sur case noire b2 · Pion blanc sur case blanche g2 · Pion blanc sur case noire h2 · Tour blanche sur case noire a1 · Dame blanche sur case blanche d1 · Tour blanche sur case blanche f1 · Roi blanc sur case blanche h1 | Tour noire sur case blanche a8 · Dame noire sur case noire d8 · Tour noire sur case noire f8 · Roi noir sur case blanche g8 · Pion noir sur case noire a7 · Fou noir sur case blanche b7 · Fou noir sur case noire e7 · Pion noir sur case blanche f7 · Pion noir sur case noire g7 · Pion noir sur case blanche h7 · Pion noir sur case noire b6 · Pion noir sur case blanche e6 · Cavalier noir sur case noire f6 · Pion noir sur case blanche d5 · Pion blanc sur case noire e5 · Pion blanc sur case noire f4 · Pion blanc sur case noire a3 · Cavalier blanc sur case noire c3 · Pion blanc sur case blanche d3 · Fou blanc sur case noire e3 · Cavalier blanc sur case blanche f3 · Pion blanc sur case noire b2 · Pion blanc sur case blanche g2 · Pion blanc sur case noire h2 · Tour blanche sur case noire a1 · Dame blanche sur case blanche d1 · Tour blanche sur case blanche f1 · Roi blanc sur case blanche h1 | Tour noire sur case blanche a8 · Dame noire sur case noire d8 · Tour noire sur case noire f8 · Roi noir sur case blanche g8 · Pion noir sur case noire a7 · Fou noir sur case blanche b7 · Fou noir sur case noire e7 · Pion noir sur case blanche f7 · Pion noir sur case noire g7 · Pion noir sur case blanche h7 · Pion noir sur case noire b6 · Pion noir sur case blanche e6 · Cavalier noir sur case noire f6 · Pion noir sur case blanche d5 · Pion blanc sur case noire e5 · Pion blanc sur case noire f4 · Pion blanc sur case noire a3 · Cavalier blanc sur case noire c3 · Pion blanc sur case blanche d3 · Fou blanc sur case noire e3 · Cavalier blanc sur case blanche f3 · Pion blanc sur case noire b2 · Pion blanc sur case blanche g2 · Pion blanc sur case noire h2 · Tour blanche sur case noire a1 · Dame blanche sur case blanche d1 · Tour blanche sur case blanche f1 · Roi blanc sur case blanche h1 | Tour noire sur case blanche a8 · Dame noire sur case noire d8 · Tour noire sur case noire f8 · Roi noir sur case blanche g8 · Pion noir sur case noire a7 · Fou noir sur case blanche b7 · Fou noir sur case noire e7 · Pion noir sur case blanche f7 · Pion noir sur case noire g7 · Pion noir sur case blanche h7 · Pion noir sur case noire b6 · Pion noir sur case blanche e6 · Cavalier noir sur case noire f6 · Pion noir sur case blanche d5 · Pion blanc sur case noire e5 · Pion blanc sur case noire f4 · Pion blanc sur case noire a3 · Cavalier blanc sur case noire c3 · Pion blanc sur case blanche d3 · Fou blanc sur case noire e3 · Cavalier blanc sur case blanche f3 · Pion blanc sur case noire b2 · Pion blanc sur case blanche g2 · Pion blanc sur case noire h2 · Tour blanche sur case noire a1 · Dame blanche sur case blanche d1 · Tour blanche sur case blanche f1 · Roi blanc sur case blanche h1 | Tour noire sur case blanche a8 · Dame noire sur case noire d8 · Tour noire sur case noire f8 · Roi noir sur case blanche g8 · Pion noir sur case noire a7 · Fou noir sur case blanche b7 · Fou noir sur case noire e7 · Pion noir sur case blanche f7 · Pion noir sur case noire g7 · Pion noir sur case blanche h7 · Pion noir sur case noire b6 · Pion noir sur case blanche e6 · Cavalier noir sur case noire f6 · Pion noir sur case blanche d5 · Pion blanc sur case noire e5 · Pion blanc sur case noire f4 · Pion blanc sur case noire a3 · Cavalier blanc sur case noire c3 · Pion blanc sur case blanche d3 · Fou blanc sur case noire e3 · Cavalier blanc sur case blanche f3 · Pion blanc sur case noire b2 · Pion blanc sur case blanche g2 · Pion blanc sur case noire h2 · Tour blanche sur case noire a1 · Dame blanche sur case blanche d1 · Tour blanche sur case blanche f1 · Roi blanc sur case blanche h1 | 5 |
| 4 | Tour noire sur case blanche a8 · Dame noire sur case noire d8 · Tour noire sur case noire f8 · Roi noir sur case blanche g8 · Pion noir sur case noire a7 · Fou noir sur case blanche b7 · Fou noir sur case noire e7 · Pion noir sur case blanche f7 · Pion noir sur case noire g7 · Pion noir sur case blanche h7 · Pion noir sur case noire b6 · Pion noir sur case blanche e6 · Cavalier noir sur case noire f6 · Pion noir sur case blanche d5 · Pion blanc sur case noire e5 · Pion blanc sur case noire f4 · Pion blanc sur case noire a3 · Cavalier blanc sur case noire c3 · Pion blanc sur case blanche d3 · Fou blanc sur case noire e3 · Cavalier blanc sur case blanche f3 · Pion blanc sur case noire b2 · Pion blanc sur case blanche g2 · Pion blanc sur case noire h2 · Tour blanche sur case noire a1 · Dame blanche sur case blanche d1 · Tour blanche sur case blanche f1 · Roi blanc sur case blanche h1 | Tour noire sur case blanche a8 · Dame noire sur case noire d8 · Tour noire sur case noire f8 · Roi noir sur case blanche g8 · Pion noir sur case noire a7 · Fou noir sur case blanche b7 · Fou noir sur case noire e7 · Pion noir sur case blanche f7 · Pion noir sur case noire g7 · Pion noir sur case blanche h7 · Pion noir sur case noire b6 · Pion noir sur case blanche e6 · Cavalier noir sur case noire f6 · Pion noir sur case blanche d5 · Pion blanc sur case noire e5 · Pion blanc sur case noire f4 · Pion blanc sur case noire a3 · Cavalier blanc sur case noire c3 · Pion blanc sur case blanche d3 · Fou blanc sur case noire e3 · Cavalier blanc sur case blanche f3 · Pion blanc sur case noire b2 · Pion blanc sur case blanche g2 · Pion blanc sur case noire h2 · Tour blanche sur case noire a1 · Dame blanche sur case blanche d1 · Tour blanche sur case blanche f1 · Roi blanc sur case blanche h1 | Tour noire sur case blanche a8 · Dame noire sur case noire d8 · Tour noire sur case noire f8 · Roi noir sur case blanche g8 · Pion noir sur case noire a7 · Fou noir sur case blanche b7 · Fou noir sur case noire e7 · Pion noir sur case blanche f7 · Pion noir sur case noire g7 · Pion noir sur case blanche h7 · Pion noir sur case noire b6 · Pion noir sur case blanche e6 · Cavalier noir sur case noire f6 · Pion noir sur case blanche d5 · Pion blanc sur case noire e5 · Pion blanc sur case noire f4 · Pion blanc sur case noire a3 · Cavalier blanc sur case noire c3 · Pion blanc sur case blanche d3 · Fou blanc sur case noire e3 · Cavalier blanc sur case blanche f3 · Pion blanc sur case noire b2 · Pion blanc sur case blanche g2 · Pion blanc sur case noire h2 · Tour blanche sur case noire a1 · Dame blanche sur case blanche d1 · Tour blanche sur case blanche f1 · Roi blanc sur case blanche h1 | Tour noire sur case blanche a8 · Dame noire sur case noire d8 · Tour noire sur case noire f8 · Roi noir sur case blanche g8 · Pion noir sur case noire a7 · Fou noir sur case blanche b7 · Fou noir sur case noire e7 · Pion noir sur case blanche f7 · Pion noir sur case noire g7 · Pion noir sur case blanche h7 · Pion noir sur case noire b6 · Pion noir sur case blanche e6 · Cavalier noir sur case noire f6 · Pion noir sur case blanche d5 · Pion blanc sur case noire e5 · Pion blanc sur case noire f4 · Pion blanc sur case noire a3 · Cavalier blanc sur case noire c3 · Pion blanc sur case blanche d3 · Fou blanc sur case noire e3 · Cavalier blanc sur case blanche f3 · Pion blanc sur case noire b2 · Pion blanc sur case blanche g2 · Pion blanc sur case noire h2 · Tour blanche sur case noire a1 · Dame blanche sur case blanche d1 · Tour blanche sur case blanche f1 · Roi blanc sur case blanche h1 | Tour noire sur case blanche a8 · Dame noire sur case noire d8 · Tour noire sur case noire f8 · Roi noir sur case blanche g8 · Pion noir sur case noire a7 · Fou noir sur case blanche b7 · Fou noir sur case noire e7 · Pion noir sur case blanche f7 · Pion noir sur case noire g7 · Pion noir sur case blanche h7 · Pion noir sur case noire b6 · Pion noir sur case blanche e6 · Cavalier noir sur case noire f6 · Pion noir sur case blanche d5 · Pion blanc sur case noire e5 · Pion blanc sur case noire f4 · Pion blanc sur case noire a3 · Cavalier blanc sur case noire c3 · Pion blanc sur case blanche d3 · Fou blanc sur case noire e3 · Cavalier blanc sur case blanche f3 · Pion blanc sur case noire b2 · Pion blanc sur case blanche g2 · Pion blanc sur case noire h2 · Tour blanche sur case noire a1 · Dame blanche sur case blanche d1 · Tour blanche sur case blanche f1 · Roi blanc sur case blanche h1 | Tour noire sur case blanche a8 · Dame noire sur case noire d8 · Tour noire sur case noire f8 · Roi noir sur case blanche g8 · Pion noir sur case noire a7 · Fou noir sur case blanche b7 · Fou noir sur case noire e7 · Pion noir sur case blanche f7 · Pion noir sur case noire g7 · Pion noir sur case blanche h7 · Pion noir sur case noire b6 · Pion noir sur case blanche e6 · Cavalier noir sur case noire f6 · Pion noir sur case blanche d5 · Pion blanc sur case noire e5 · Pion blanc sur case noire f4 · Pion blanc sur case noire a3 · Cavalier blanc sur case noire c3 · Pion blanc sur case blanche d3 · Fou blanc sur case noire e3 · Cavalier blanc sur case blanche f3 · Pion blanc sur case noire b2 · Pion blanc sur case blanche g2 · Pion blanc sur case noire h2 · Tour blanche sur case noire a1 · Dame blanche sur case blanche d1 · Tour blanche sur case blanche f1 · Roi blanc sur case blanche h1 | Tour noire sur case blanche a8 · Dame noire sur case noire d8 · Tour noire sur case noire f8 · Roi noir sur case blanche g8 · Pion noir sur case noire a7 · Fou noir sur case blanche b7 · Fou noir sur case noire e7 · Pion noir sur case blanche f7 · Pion noir sur case noire g7 · Pion noir sur case blanche h7 · Pion noir sur case noire b6 · Pion noir sur case blanche e6 · Cavalier noir sur case noire f6 · Pion noir sur case blanche d5 · Pion blanc sur case noire e5 · Pion blanc sur case noire f4 · Pion blanc sur case noire a3 · Cavalier blanc sur case noire c3 · Pion blanc sur case blanche d3 · Fou blanc sur case noire e3 · Cavalier blanc sur case blanche f3 · Pion blanc sur case noire b2 · Pion blanc sur case blanche g2 · Pion blanc sur case noire h2 · Tour blanche sur case noire a1 · Dame blanche sur case blanche d1 · Tour blanche sur case blanche f1 · Roi blanc sur case blanche h1 | Tour noire sur case blanche a8 · Dame noire sur case noire d8 · Tour noire sur case noire f8 · Roi noir sur case blanche g8 · Pion noir sur case noire a7 · Fou noir sur case blanche b7 · Fou noir sur case noire e7 · Pion noir sur case blanche f7 · Pion noir sur case noire g7 · Pion noir sur case blanche h7 · Pion noir sur case noire b6 · Pion noir sur case blanche e6 · Cavalier noir sur case noire f6 · Pion noir sur case blanche d5 · Pion blanc sur case noire e5 · Pion blanc sur case noire f4 · Pion blanc sur case noire a3 · Cavalier blanc sur case noire c3 · Pion blanc sur case blanche d3 · Fou blanc sur case noire e3 · Cavalier blanc sur case blanche f3 · Pion blanc sur case noire b2 · Pion blanc sur case blanche g2 · Pion blanc sur case noire h2 · Tour blanche sur case noire a1 · Dame blanche sur case blanche d1 · Tour blanche sur case blanche f1 · Roi blanc sur case blanche h1 | 4 |
| 3 | Tour noire sur case blanche a8 · Dame noire sur case noire d8 · Tour noire sur case noire f8 · Roi noir sur case blanche g8 · Pion noir sur case noire a7 · Fou noir sur case blanche b7 · Fou noir sur case noire e7 · Pion noir sur case blanche f7 · Pion noir sur case noire g7 · Pion noir sur case blanche h7 · Pion noir sur case noire b6 · Pion noir sur case blanche e6 · Cavalier noir sur case noire f6 · Pion noir sur case blanche d5 · Pion blanc sur case noire e5 · Pion blanc sur case noire f4 · Pion blanc sur case noire a3 · Cavalier blanc sur case noire c3 · Pion blanc sur case blanche d3 · Fou blanc sur case noire e3 · Cavalier blanc sur case blanche f3 · Pion blanc sur case noire b2 · Pion blanc sur case blanche g2 · Pion blanc sur case noire h2 · Tour blanche sur case noire a1 · Dame blanche sur case blanche d1 · Tour blanche sur case blanche f1 · Roi blanc sur case blanche h1 | Tour noire sur case blanche a8 · Dame noire sur case noire d8 · Tour noire sur case noire f8 · Roi noir sur case blanche g8 · Pion noir sur case noire a7 · Fou noir sur case blanche b7 · Fou noir sur case noire e7 · Pion noir sur case blanche f7 · Pion noir sur case noire g7 · Pion noir sur case blanche h7 · Pion noir sur case noire b6 · Pion noir sur case blanche e6 · Cavalier noir sur case noire f6 · Pion noir sur case blanche d5 · Pion blanc sur case noire e5 · Pion blanc sur case noire f4 · Pion blanc sur case noire a3 · Cavalier blanc sur case noire c3 · Pion blanc sur case blanche d3 · Fou blanc sur case noire e3 · Cavalier blanc sur case blanche f3 · Pion blanc sur case noire b2 · Pion blanc sur case blanche g2 · Pion blanc sur case noire h2 · Tour blanche sur case noire a1 · Dame blanche sur case blanche d1 · Tour blanche sur case blanche f1 · Roi blanc sur case blanche h1 | Tour noire sur case blanche a8 · Dame noire sur case noire d8 · Tour noire sur case noire f8 · Roi noir sur case blanche g8 · Pion noir sur case noire a7 · Fou noir sur case blanche b7 · Fou noir sur case noire e7 · Pion noir sur case blanche f7 · Pion noir sur case noire g7 · Pion noir sur case blanche h7 · Pion noir sur case noire b6 · Pion noir sur case blanche e6 · Cavalier noir sur case noire f6 · Pion noir sur case blanche d5 · Pion blanc sur case noire e5 · Pion blanc sur case noire f4 · Pion blanc sur case noire a3 · Cavalier blanc sur case noire c3 · Pion blanc sur case blanche d3 · Fou blanc sur case noire e3 · Cavalier blanc sur case blanche f3 · Pion blanc sur case noire b2 · Pion blanc sur case blanche g2 · Pion blanc sur case noire h2 · Tour blanche sur case noire a1 · Dame blanche sur case blanche d1 · Tour blanche sur case blanche f1 · Roi blanc sur case blanche h1 | Tour noire sur case blanche a8 · Dame noire sur case noire d8 · Tour noire sur case noire f8 · Roi noir sur case blanche g8 · Pion noir sur case noire a7 · Fou noir sur case blanche b7 · Fou noir sur case noire e7 · Pion noir sur case blanche f7 · Pion noir sur case noire g7 · Pion noir sur case blanche h7 · Pion noir sur case noire b6 · Pion noir sur case blanche e6 · Cavalier noir sur case noire f6 · Pion noir sur case blanche d5 · Pion blanc sur case noire e5 · Pion blanc sur case noire f4 · Pion blanc sur case noire a3 · Cavalier blanc sur case noire c3 · Pion blanc sur case blanche d3 · Fou blanc sur case noire e3 · Cavalier blanc sur case blanche f3 · Pion blanc sur case noire b2 · Pion blanc sur case blanche g2 · Pion blanc sur case noire h2 · Tour blanche sur case noire a1 · Dame blanche sur case blanche d1 · Tour blanche sur case blanche f1 · Roi blanc sur case blanche h1 | Tour noire sur case blanche a8 · Dame noire sur case noire d8 · Tour noire sur case noire f8 · Roi noir sur case blanche g8 · Pion noir sur case noire a7 · Fou noir sur case blanche b7 · Fou noir sur case noire e7 · Pion noir sur case blanche f7 · Pion noir sur case noire g7 · Pion noir sur case blanche h7 · Pion noir sur case noire b6 · Pion noir sur case blanche e6 · Cavalier noir sur case noire f6 · Pion noir sur case blanche d5 · Pion blanc sur case noire e5 · Pion blanc sur case noire f4 · Pion blanc sur case noire a3 · Cavalier blanc sur case noire c3 · Pion blanc sur case blanche d3 · Fou blanc sur case noire e3 · Cavalier blanc sur case blanche f3 · Pion blanc sur case noire b2 · Pion blanc sur case blanche g2 · Pion blanc sur case noire h2 · Tour blanche sur case noire a1 · Dame blanche sur case blanche d1 · Tour blanche sur case blanche f1 · Roi blanc sur case blanche h1 | Tour noire sur case blanche a8 · Dame noire sur case noire d8 · Tour noire sur case noire f8 · Roi noir sur case blanche g8 · Pion noir sur case noire a7 · Fou noir sur case blanche b7 · Fou noir sur case noire e7 · Pion noir sur case blanche f7 · Pion noir sur case noire g7 · Pion noir sur case blanche h7 · Pion noir sur case noire b6 · Pion noir sur case blanche e6 · Cavalier noir sur case noire f6 · Pion noir sur case blanche d5 · Pion blanc sur case noire e5 · Pion blanc sur case noire f4 · Pion blanc sur case noire a3 · Cavalier blanc sur case noire c3 · Pion blanc sur case blanche d3 · Fou blanc sur case noire e3 · Cavalier blanc sur case blanche f3 · Pion blanc sur case noire b2 · Pion blanc sur case blanche g2 · Pion blanc sur case noire h2 · Tour blanche sur case noire a1 · Dame blanche sur case blanche d1 · Tour blanche sur case blanche f1 · Roi blanc sur case blanche h1 | Tour noire sur case blanche a8 · Dame noire sur case noire d8 · Tour noire sur case noire f8 · Roi noir sur case blanche g8 · Pion noir sur case noire a7 · Fou noir sur case blanche b7 · Fou noir sur case noire e7 · Pion noir sur case blanche f7 · Pion noir sur case noire g7 · Pion noir sur case blanche h7 · Pion noir sur case noire b6 · Pion noir sur case blanche e6 · Cavalier noir sur case noire f6 · Pion noir sur case blanche d5 · Pion blanc sur case noire e5 · Pion blanc sur case noire f4 · Pion blanc sur case noire a3 · Cavalier blanc sur case noire c3 · Pion blanc sur case blanche d3 · Fou blanc sur case noire e3 · Cavalier blanc sur case blanche f3 · Pion blanc sur case noire b2 · Pion blanc sur case blanche g2 · Pion blanc sur case noire h2 · Tour blanche sur case noire a1 · Dame blanche sur case blanche d1 · Tour blanche sur case blanche f1 · Roi blanc sur case blanche h1 | Tour noire sur case blanche a8 · Dame noire sur case noire d8 · Tour noire sur case noire f8 · Roi noir sur case blanche g8 · Pion noir sur case noire a7 · Fou noir sur case blanche b7 · Fou noir sur case noire e7 · Pion noir sur case blanche f7 · Pion noir sur case noire g7 · Pion noir sur case blanche h7 · Pion noir sur case noire b6 · Pion noir sur case blanche e6 · Cavalier noir sur case noire f6 · Pion noir sur case blanche d5 · Pion blanc sur case noire e5 · Pion blanc sur case noire f4 · Pion blanc sur case noire a3 · Cavalier blanc sur case noire c3 · Pion blanc sur case blanche d3 · Fou blanc sur case noire e3 · Cavalier blanc sur case blanche f3 · Pion blanc sur case noire b2 · Pion blanc sur case blanche g2 · Pion blanc sur case noire h2 · Tour blanche sur case noire a1 · Dame blanche sur case blanche d1 · Tour blanche sur case blanche f1 · Roi blanc sur case blanche h1 | 3 |
| 2 | Tour noire sur case blanche a8 · Dame noire sur case noire d8 · Tour noire sur case noire f8 · Roi noir sur case blanche g8 · Pion noir sur case noire a7 · Fou noir sur case blanche b7 · Fou noir sur case noire e7 · Pion noir sur case blanche f7 · Pion noir sur case noire g7 · Pion noir sur case blanche h7 · Pion noir sur case noire b6 · Pion noir sur case blanche e6 · Cavalier noir sur case noire f6 · Pion noir sur case blanche d5 · Pion blanc sur case noire e5 · Pion blanc sur case noire f4 · Pion blanc sur case noire a3 · Cavalier blanc sur case noire c3 · Pion blanc sur case blanche d3 · Fou blanc sur case noire e3 · Cavalier blanc sur case blanche f3 · Pion blanc sur case noire b2 · Pion blanc sur case blanche g2 · Pion blanc sur case noire h2 · Tour blanche sur case noire a1 · Dame blanche sur case blanche d1 · Tour blanche sur case blanche f1 · Roi blanc sur case blanche h1 | Tour noire sur case blanche a8 · Dame noire sur case noire d8 · Tour noire sur case noire f8 · Roi noir sur case blanche g8 · Pion noir sur case noire a7 · Fou noir sur case blanche b7 · Fou noir sur case noire e7 · Pion noir sur case blanche f7 · Pion noir sur case noire g7 · Pion noir sur case blanche h7 · Pion noir sur case noire b6 · Pion noir sur case blanche e6 · Cavalier noir sur case noire f6 · Pion noir sur case blanche d5 · Pion blanc sur case noire e5 · Pion blanc sur case noire f4 · Pion blanc sur case noire a3 · Cavalier blanc sur case noire c3 · Pion blanc sur case blanche d3 · Fou blanc sur case noire e3 · Cavalier blanc sur case blanche f3 · Pion blanc sur case noire b2 · Pion blanc sur case blanche g2 · Pion blanc sur case noire h2 · Tour blanche sur case noire a1 · Dame blanche sur case blanche d1 · Tour blanche sur case blanche f1 · Roi blanc sur case blanche h1 | Tour noire sur case blanche a8 · Dame noire sur case noire d8 · Tour noire sur case noire f8 · Roi noir sur case blanche g8 · Pion noir sur case noire a7 · Fou noir sur case blanche b7 · Fou noir sur case noire e7 · Pion noir sur case blanche f7 · Pion noir sur case noire g7 · Pion noir sur case blanche h7 · Pion noir sur case noire b6 · Pion noir sur case blanche e6 · Cavalier noir sur case noire f6 · Pion noir sur case blanche d5 · Pion blanc sur case noire e5 · Pion blanc sur case noire f4 · Pion blanc sur case noire a3 · Cavalier blanc sur case noire c3 · Pion blanc sur case blanche d3 · Fou blanc sur case noire e3 · Cavalier blanc sur case blanche f3 · Pion blanc sur case noire b2 · Pion blanc sur case blanche g2 · Pion blanc sur case noire h2 · Tour blanche sur case noire a1 · Dame blanche sur case blanche d1 · Tour blanche sur case blanche f1 · Roi blanc sur case blanche h1 | Tour noire sur case blanche a8 · Dame noire sur case noire d8 · Tour noire sur case noire f8 · Roi noir sur case blanche g8 · Pion noir sur case noire a7 · Fou noir sur case blanche b7 · Fou noir sur case noire e7 · Pion noir sur case blanche f7 · Pion noir sur case noire g7 · Pion noir sur case blanche h7 · Pion noir sur case noire b6 · Pion noir sur case blanche e6 · Cavalier noir sur case noire f6 · Pion noir sur case blanche d5 · Pion blanc sur case noire e5 · Pion blanc sur case noire f4 · Pion blanc sur case noire a3 · Cavalier blanc sur case noire c3 · Pion blanc sur case blanche d3 · Fou blanc sur case noire e3 · Cavalier blanc sur case blanche f3 · Pion blanc sur case noire b2 · Pion blanc sur case blanche g2 · Pion blanc sur case noire h2 · Tour blanche sur case noire a1 · Dame blanche sur case blanche d1 · Tour blanche sur case blanche f1 · Roi blanc sur case blanche h1 | Tour noire sur case blanche a8 · Dame noire sur case noire d8 · Tour noire sur case noire f8 · Roi noir sur case blanche g8 · Pion noir sur case noire a7 · Fou noir sur case blanche b7 · Fou noir sur case noire e7 · Pion noir sur case blanche f7 · Pion noir sur case noire g7 · Pion noir sur case blanche h7 · Pion noir sur case noire b6 · Pion noir sur case blanche e6 · Cavalier noir sur case noire f6 · Pion noir sur case blanche d5 · Pion blanc sur case noire e5 · Pion blanc sur case noire f4 · Pion blanc sur case noire a3 · Cavalier blanc sur case noire c3 · Pion blanc sur case blanche d3 · Fou blanc sur case noire e3 · Cavalier blanc sur case blanche f3 · Pion blanc sur case noire b2 · Pion blanc sur case blanche g2 · Pion blanc sur case noire h2 · Tour blanche sur case noire a1 · Dame blanche sur case blanche d1 · Tour blanche sur case blanche f1 · Roi blanc sur case blanche h1 | Tour noire sur case blanche a8 · Dame noire sur case noire d8 · Tour noire sur case noire f8 · Roi noir sur case blanche g8 · Pion noir sur case noire a7 · Fou noir sur case blanche b7 · Fou noir sur case noire e7 · Pion noir sur case blanche f7 · Pion noir sur case noire g7 · Pion noir sur case blanche h7 · Pion noir sur case noire b6 · Pion noir sur case blanche e6 · Cavalier noir sur case noire f6 · Pion noir sur case blanche d5 · Pion blanc sur case noire e5 · Pion blanc sur case noire f4 · Pion blanc sur case noire a3 · Cavalier blanc sur case noire c3 · Pion blanc sur case blanche d3 · Fou blanc sur case noire e3 · Cavalier blanc sur case blanche f3 · Pion blanc sur case noire b2 · Pion blanc sur case blanche g2 · Pion blanc sur case noire h2 · Tour blanche sur case noire a1 · Dame blanche sur case blanche d1 · Tour blanche sur case blanche f1 · Roi blanc sur case blanche h1 | Tour noire sur case blanche a8 · Dame noire sur case noire d8 · Tour noire sur case noire f8 · Roi noir sur case blanche g8 · Pion noir sur case noire a7 · Fou noir sur case blanche b7 · Fou noir sur case noire e7 · Pion noir sur case blanche f7 · Pion noir sur case noire g7 · Pion noir sur case blanche h7 · Pion noir sur case noire b6 · Pion noir sur case blanche e6 · Cavalier noir sur case noire f6 · Pion noir sur case blanche d5 · Pion blanc sur case noire e5 · Pion blanc sur case noire f4 · Pion blanc sur case noire a3 · Cavalier blanc sur case noire c3 · Pion blanc sur case blanche d3 · Fou blanc sur case noire e3 · Cavalier blanc sur case blanche f3 · Pion blanc sur case noire b2 · Pion blanc sur case blanche g2 · Pion blanc sur case noire h2 · Tour blanche sur case noire a1 · Dame blanche sur case blanche d1 · Tour blanche sur case blanche f1 · Roi blanc sur case blanche h1 | Tour noire sur case blanche a8 · Dame noire sur case noire d8 · Tour noire sur case noire f8 · Roi noir sur case blanche g8 · Pion noir sur case noire a7 · Fou noir sur case blanche b7 · Fou noir sur case noire e7 · Pion noir sur case blanche f7 · Pion noir sur case noire g7 · Pion noir sur case blanche h7 · Pion noir sur case noire b6 · Pion noir sur case blanche e6 · Cavalier noir sur case noire f6 · Pion noir sur case blanche d5 · Pion blanc sur case noire e5 · Pion blanc sur case noire f4 · Pion blanc sur case noire a3 · Cavalier blanc sur case noire c3 · Pion blanc sur case blanche d3 · Fou blanc sur case noire e3 · Cavalier blanc sur case blanche f3 · Pion blanc sur case noire b2 · Pion blanc sur case blanche g2 · Pion blanc sur case noire h2 · Tour blanche sur case noire a1 · Dame blanche sur case blanche d1 · Tour blanche sur case blanche f1 · Roi blanc sur case blanche h1 | 2 |
| 1 | Tour noire sur case blanche a8 · Dame noire sur case noire d8 · Tour noire sur case noire f8 · Roi noir sur case blanche g8 · Pion noir sur case noire a7 · Fou noir sur case blanche b7 · Fou noir sur case noire e7 · Pion noir sur case blanche f7 · Pion noir sur case noire g7 · Pion noir sur case blanche h7 · Pion noir sur case noire b6 · Pion noir sur case blanche e6 · Cavalier noir sur case noire f6 · Pion noir sur case blanche d5 · Pion blanc sur case noire e5 · Pion blanc sur case noire f4 · Pion blanc sur case noire a3 · Cavalier blanc sur case noire c3 · Pion blanc sur case blanche d3 · Fou blanc sur case noire e3 · Cavalier blanc sur case blanche f3 · Pion blanc sur case noire b2 · Pion blanc sur case blanche g2 · Pion blanc sur case noire h2 · Tour blanche sur case noire a1 · Dame blanche sur case blanche d1 · Tour blanche sur case blanche f1 · Roi blanc sur case blanche h1 | Tour noire sur case blanche a8 · Dame noire sur case noire d8 · Tour noire sur case noire f8 · Roi noir sur case blanche g8 · Pion noir sur case noire a7 · Fou noir sur case blanche b7 · Fou noir sur case noire e7 · Pion noir sur case blanche f7 · Pion noir sur case noire g7 · Pion noir sur case blanche h7 · Pion noir sur case noire b6 · Pion noir sur case blanche e6 · Cavalier noir sur case noire f6 · Pion noir sur case blanche d5 · Pion blanc sur case noire e5 · Pion blanc sur case noire f4 · Pion blanc sur case noire a3 · Cavalier blanc sur case noire c3 · Pion blanc sur case blanche d3 · Fou blanc sur case noire e3 · Cavalier blanc sur case blanche f3 · Pion blanc sur case noire b2 · Pion blanc sur case blanche g2 · Pion blanc sur case noire h2 · Tour blanche sur case noire a1 · Dame blanche sur case blanche d1 · Tour blanche sur case blanche f1 · Roi blanc sur case blanche h1 | Tour noire sur case blanche a8 · Dame noire sur case noire d8 · Tour noire sur case noire f8 · Roi noir sur case blanche g8 · Pion noir sur case noire a7 · Fou noir sur case blanche b7 · Fou noir sur case noire e7 · Pion noir sur case blanche f7 · Pion noir sur case noire g7 · Pion noir sur case blanche h7 · Pion noir sur case noire b6 · Pion noir sur case blanche e6 · Cavalier noir sur case noire f6 · Pion noir sur case blanche d5 · Pion blanc sur case noire e5 · Pion blanc sur case noire f4 · Pion blanc sur case noire a3 · Cavalier blanc sur case noire c3 · Pion blanc sur case blanche d3 · Fou blanc sur case noire e3 · Cavalier blanc sur case blanche f3 · Pion blanc sur case noire b2 · Pion blanc sur case blanche g2 · Pion blanc sur case noire h2 · Tour blanche sur case noire a1 · Dame blanche sur case blanche d1 · Tour blanche sur case blanche f1 · Roi blanc sur case blanche h1 | Tour noire sur case blanche a8 · Dame noire sur case noire d8 · Tour noire sur case noire f8 · Roi noir sur case blanche g8 · Pion noir sur case noire a7 · Fou noir sur case blanche b7 · Fou noir sur case noire e7 · Pion noir sur case blanche f7 · Pion noir sur case noire g7 · Pion noir sur case blanche h7 · Pion noir sur case noire b6 · Pion noir sur case blanche e6 · Cavalier noir sur case noire f6 · Pion noir sur case blanche d5 · Pion blanc sur case noire e5 · Pion blanc sur case noire f4 · Pion blanc sur case noire a3 · Cavalier blanc sur case noire c3 · Pion blanc sur case blanche d3 · Fou blanc sur case noire e3 · Cavalier blanc sur case blanche f3 · Pion blanc sur case noire b2 · Pion blanc sur case blanche g2 · Pion blanc sur case noire h2 · Tour blanche sur case noire a1 · Dame blanche sur case blanche d1 · Tour blanche sur case blanche f1 · Roi blanc sur case blanche h1 | Tour noire sur case blanche a8 · Dame noire sur case noire d8 · Tour noire sur case noire f8 · Roi noir sur case blanche g8 · Pion noir sur case noire a7 · Fou noir sur case blanche b7 · Fou noir sur case noire e7 · Pion noir sur case blanche f7 · Pion noir sur case noire g7 · Pion noir sur case blanche h7 · Pion noir sur case noire b6 · Pion noir sur case blanche e6 · Cavalier noir sur case noire f6 · Pion noir sur case blanche d5 · Pion blanc sur case noire e5 · Pion blanc sur case noire f4 · Pion blanc sur case noire a3 · Cavalier blanc sur case noire c3 · Pion blanc sur case blanche d3 · Fou blanc sur case noire e3 · Cavalier blanc sur case blanche f3 · Pion blanc sur case noire b2 · Pion blanc sur case blanche g2 · Pion blanc sur case noire h2 · Tour blanche sur case noire a1 · Dame blanche sur case blanche d1 · Tour blanche sur case blanche f1 · Roi blanc sur case blanche h1 | Tour noire sur case blanche a8 · Dame noire sur case noire d8 · Tour noire sur case noire f8 · Roi noir sur case blanche g8 · Pion noir sur case noire a7 · Fou noir sur case blanche b7 · Fou noir sur case noire e7 · Pion noir sur case blanche f7 · Pion noir sur case noire g7 · Pion noir sur case blanche h7 · Pion noir sur case noire b6 · Pion noir sur case blanche e6 · Cavalier noir sur case noire f6 · Pion noir sur case blanche d5 · Pion blanc sur case noire e5 · Pion blanc sur case noire f4 · Pion blanc sur case noire a3 · Cavalier blanc sur case noire c3 · Pion blanc sur case blanche d3 · Fou blanc sur case noire e3 · Cavalier blanc sur case blanche f3 · Pion blanc sur case noire b2 · Pion blanc sur case blanche g2 · Pion blanc sur case noire h2 · Tour blanche sur case noire a1 · Dame blanche sur case blanche d1 · Tour blanche sur case blanche f1 · Roi blanc sur case blanche h1 | Tour noire sur case blanche a8 · Dame noire sur case noire d8 · Tour noire sur case noire f8 · Roi noir sur case blanche g8 · Pion noir sur case noire a7 · Fou noir sur case blanche b7 · Fou noir sur case noire e7 · Pion noir sur case blanche f7 · Pion noir sur case noire g7 · Pion noir sur case blanche h7 · Pion noir sur case noire b6 · Pion noir sur case blanche e6 · Cavalier noir sur case noire f6 · Pion noir sur case blanche d5 · Pion blanc sur case noire e5 · Pion blanc sur case noire f4 · Pion blanc sur case noire a3 · Cavalier blanc sur case noire c3 · Pion blanc sur case blanche d3 · Fou blanc sur case noire e3 · Cavalier blanc sur case blanche f3 · Pion blanc sur case noire b2 · Pion blanc sur case blanche g2 · Pion blanc sur case noire h2 · Tour blanche sur case noire a1 · Dame blanche sur case blanche d1 · Tour blanche sur case blanche f1 · Roi blanc sur case blanche h1 | Tour noire sur case blanche a8 · Dame noire sur case noire d8 · Tour noire sur case noire f8 · Roi noir sur case blanche g8 · Pion noir sur case noire a7 · Fou noir sur case blanche b7 · Fou noir sur case noire e7 · Pion noir sur case blanche f7 · Pion noir sur case noire g7 · Pion noir sur case blanche h7 · Pion noir sur case noire b6 · Pion noir sur case blanche e6 · Cavalier noir sur case noire f6 · Pion noir sur case blanche d5 · Pion blanc sur case noire e5 · Pion blanc sur case noire f4 · Pion blanc sur case noire a3 · Cavalier blanc sur case noire c3 · Pion blanc sur case blanche d3 · Fou blanc sur case noire e3 · Cavalier blanc sur case blanche f3 · Pion blanc sur case noire b2 · Pion blanc sur case blanche g2 · Pion blanc sur case noire h2 · Tour blanche sur case noire a1 · Dame blanche sur case blanche d1 · Tour blanche sur case blanche f1 · Roi blanc sur case blanche h1 | 1 |
|   | a | b | c | d | e | f | g | h |   |

Les Noirs ont joué 1...d4! 2.Cxd4 Cd5. En échange du pion sacrifié, les Noirs ont obtenu une colonne semi-ouverte, une diagonale, un avant-poste en d5 et ont créé un pion arriéré blanc en d3. Cependant, il n'est pas clair que ces compensations soient suffisantes. La partie se finit par une nulle.